# Échecs Capablanca
Ne doit pas être confondu avec échecs aléatoires Capablanca.
|   | a | b | c | d | e | f | g | h | i | j |   |
| 8 | Tour noire sur case blanche a8 · Cavalier noir sur case noire b8 · Princesse noire sur case blanche c8 · Fou noir sur case noire d8 · Dame noire sur case blanche e8 · Roi noir sur case noire f8 · Fou noir sur case blanche g8 · Impératrice noire sur case noire h8 · Cavalier noir sur case blanche i8 · Tour noire sur case noire j8 · Pion noir sur case noire a7 · Pion noir sur case blanche b7 · Pion noir sur case noire c7 · Pion noir sur case blanche d7 · Pion noir sur case noire e7 · Pion noir sur case blanche f7 · Pion noir sur case noire g7 · Pion noir sur case blanche h7 · Pion noir sur case noire i7 · Pion noir sur case blanche j7 · Case blanche a6 vide · Case noire b6 vide · Case blanche c6 vide · Case noire d6 vide · Case blanche e6 vide · Case noire f6 vide · Case blanche g6 vide · Case noire h6 vide · Case blanche i6 vide · Case noire j6 vide · Case noire a5 vide · Case blanche b5 vide · Case noire c5 vide · Case blanche d5 vide · Case noire e5 vide · Case blanche f5 vide · Case noire g5 vide · Case blanche h5 vide · Case noire i5 vide · Case blanche j5 vide · Case blanche a4 vide · Case noire b4 vide · Case blanche c4 vide · Case noire d4 vide · Case blanche e4 vide · Case noire f4 vide · Case blanche g4 vide · Case noire h4 vide · Case blanche i4 vide · Case noire j4 vide · Case noire a3 vide · Case blanche b3 vide · Case noire c3 vide · Case blanche d3 vide · Case noire e3 vide · Case blanche f3 vide · Case noire g3 vide · Case blanche h3 vide · Case noire i3 vide · Case blanche j3 vide · Pion blanc sur case blanche a2 · Pion blanc sur case noire b2 · Pion blanc sur case blanche c2 · Pion blanc sur case noire d2 · Pion blanc sur case blanche e2 · Pion blanc sur case noire f2 · Pion blanc sur case blanche g2 · Pion blanc sur case noire h2 · Pion blanc sur case blanche i2 · Pion blanc sur case noire j2 · Tour blanche sur case noire a1 · Cavalier blanc sur case blanche b1 · Princesse blanche sur case noire c1 · Fou blanc sur case blanche d1 · Dame blanche sur case noire e1 · Roi blanc sur case blanche f1 · Fou blanc sur case noire g1 · Impératrice blanche sur case blanche h1 · Cavalier blanc sur case noire i1 · Tour blanche sur case blanche j1 | Tour noire sur case blanche a8 · Cavalier noir sur case noire b8 · Princesse noire sur case blanche c8 · Fou noir sur case noire d8 · Dame noire sur case blanche e8 · Roi noir sur case noire f8 · Fou noir sur case blanche g8 · Impératrice noire sur case noire h8 · Cavalier noir sur case blanche i8 · Tour noire sur case noire j8 · Pion noir sur case noire a7 · Pion noir sur case blanche b7 · Pion noir sur case noire c7 · Pion noir sur case blanche d7 · Pion noir sur case noire e7 · Pion noir sur case blanche f7 · Pion noir sur case noire g7 · Pion noir sur case blanche h7 · Pion noir sur case noire i7 · Pion noir sur case blanche j7 · Case blanche a6 vide · Case noire b6 vide · Case blanche c6 vide · Case noire d6 vide · Case blanche e6 vide · Case noire f6 vide · Case blanche g6 vide · Case noire h6 vide · Case blanche i6 vide · Case noire j6 vide · Case noire a5 vide · Case blanche b5 vide · Case noire c5 vide · Case blanche d5 vide · Case noire e5 vide · Case blanche f5 vide · Case noire g5 vide · Case blanche h5 vide · Case noire i5 vide · Case blanche j5 vide · Case blanche a4 vide · Case noire b4 vide · Case blanche c4 vide · Case noire d4 vide · Case blanche e4 vide · Case noire f4 vide · Case blanche g4 vide · Case noire h4 vide · Case blanche i4 vide · Case noire j4 vide · Case noire a3 vide · Case blanche b3 vide · Case noire c3 vide · Case blanche d3 vide · Case noire e3 vide · Case blanche f3 vide · Case noire g3 vide · Case blanche h3 vide · Case noire i3 vide · Case blanche j3 vide · Pion blanc sur case blanche a2 · Pion blanc sur case noire b2 · Pion blanc sur case blanche c2 · Pion blanc sur case noire d2 · Pion blanc sur case blanche e2 · Pion blanc sur case noire f2 · Pion blanc sur case blanche g2 · Pion blanc sur case noire h2 · Pion blanc sur case blanche i2 · Pion blanc sur case noire j2 · Tour blanche sur case noire a1 · Cavalier blanc sur case blanche b1 · Princesse blanche sur case noire c1 · Fou blanc sur case blanche d1 · Dame blanche sur case noire e1 · Roi blanc sur case blanche f1 · Fou blanc sur case noire g1 · Impératrice blanche sur case blanche h1 · Cavalier blanc sur case noire i1 · Tour blanche sur case blanche j1 | Tour noire sur case blanche a8 · Cavalier noir sur case noire b8 · Princesse noire sur case blanche c8 · Fou noir sur case noire d8 · Dame noire sur case blanche e8 · Roi noir sur case noire f8 · Fou noir sur case blanche g8 · Impératrice noire sur case noire h8 · Cavalier noir sur case blanche i8 · Tour noire sur case noire j8 · Pion noir sur case noire a7 · Pion noir sur case blanche b7 · Pion noir sur case noire c7 · Pion noir sur case blanche d7 · Pion noir sur case noire e7 · Pion noir sur case blanche f7 · Pion noir sur case noire g7 · Pion noir sur case blanche h7 · Pion noir sur case noire i7 · Pion noir sur case blanche j7 · Case blanche a6 vide · Case noire b6 vide · Case blanche c6 vide · Case noire d6 vide · Case blanche e6 vide · Case noire f6 vide · Case blanche g6 vide · Case noire h6 vide · Case blanche i6 vide · Case noire j6 vide · Case noire a5 vide · Case blanche b5 vide · Case noire c5 vide · Case blanche d5 vide · Case noire e5 vide · Case blanche f5 vide · Case noire g5 vide · Case blanche h5 vide · Case noire i5 vide · Case blanche j5 vide · Case blanche a4 vide · Case noire b4 vide · Case blanche c4 vide · Case noire d4 vide · Case blanche e4 vide · Case noire f4 vide · Case blanche g4 vide · Case noire h4 vide · Case blanche i4 vide · Case noire j4 vide · Case noire a3 vide · Case blanche b3 vide · Case noire c3 vide · Case blanche d3 vide · Case noire e3 vide · Case blanche f3 vide · Case noire g3 vide · Case blanche h3 vide · Case noire i3 vide · Case blanche j3 vide · Pion blanc sur case blanche a2 · Pion blanc sur case noire b2 · Pion blanc sur case blanche c2 · Pion blanc sur case noire d2 · Pion blanc sur case blanche e2 · Pion blanc sur case noire f2 · Pion blanc sur case blanche g2 · Pion blanc sur case noire h2 · Pion blanc sur case blanche i2 · Pion blanc sur case noire j2 · Tour blanche sur case noire a1 · Cavalier blanc sur case blanche b1 · Princesse blanche sur case noire c1 · Fou blanc sur case blanche d1 · Dame blanche sur case noire e1 · Roi blanc sur case blanche f1 · Fou blanc sur case noire g1 · Impératrice blanche sur case blanche h1 · Cavalier blanc sur case noire i1 · Tour blanche sur case blanche j1 | Tour noire sur case blanche a8 · Cavalier noir sur case noire b8 · Princesse noire sur case blanche c8 · Fou noir sur case noire d8 · Dame noire sur case blanche e8 · Roi noir sur case noire f8 · Fou noir sur case blanche g8 · Impératrice noire sur case noire h8 · Cavalier noir sur case blanche i8 · Tour noire sur case noire j8 · Pion noir sur case noire a7 · Pion noir sur case blanche b7 · Pion noir sur case noire c7 · Pion noir sur case blanche d7 · Pion noir sur case noire e7 · Pion noir sur case blanche f7 · Pion noir sur case noire g7 · Pion noir sur case blanche h7 · Pion noir sur case noire i7 · Pion noir sur case blanche j7 · Case blanche a6 vide · Case noire b6 vide · Case blanche c6 vide · Case noire d6 vide · Case blanche e6 vide · Case noire f6 vide · Case blanche g6 vide · Case noire h6 vide · Case blanche i6 vide · Case noire j6 vide · Case noire a5 vide · Case blanche b5 vide · Case noire c5 vide · Case blanche d5 vide · Case noire e5 vide · Case blanche f5 vide · Case noire g5 vide · Case blanche h5 vide · Case noire i5 vide · Case blanche j5 vide · Case blanche a4 vide · Case noire b4 vide · Case blanche c4 vide · Case noire d4 vide · Case blanche e4 vide · Case noire f4 vide · Case blanche g4 vide · Case noire h4 vide · Case blanche i4 vide · Case noire j4 vide · Case noire a3 vide · Case blanche b3 vide · Case noire c3 vide · Case blanche d3 vide · Case noire e3 vide · Case blanche f3 vide · Case noire g3 vide · Case blanche h3 vide · Case noire i3 vide · Case blanche j3 vide · Pion blanc sur case blanche a2 · Pion blanc sur case noire b2 · Pion blanc sur case blanche c2 · Pion blanc sur case noire d2 · Pion blanc sur case blanche e2 · Pion blanc sur case noire f2 · Pion blanc sur case blanche g2 · Pion blanc sur case noire h2 · Pion blanc sur case blanche i2 · Pion blanc sur case noire j2 · Tour blanche sur case noire a1 · Cavalier blanc sur case blanche b1 · Princesse blanche sur case noire c1 · Fou blanc sur case blanche d1 · Dame blanche sur case noire e1 · Roi blanc sur case blanche f1 · Fou blanc sur case noire g1 · Impératrice blanche sur case blanche h1 · Cavalier blanc sur case noire i1 · Tour blanche sur case blanche j1 | Tour noire sur case blanche a8 · Cavalier noir sur case noire b8 · Princesse noire sur case blanche c8 · Fou noir sur case noire d8 · Dame noire sur case blanche e8 · Roi noir sur case noire f8 · Fou noir sur case blanche g8 · Impératrice noire sur case noire h8 · Cavalier noir sur case blanche i8 · Tour noire sur case noire j8 · Pion noir sur case noire a7 · Pion noir sur case blanche b7 · Pion noir sur case noire c7 · Pion noir sur case blanche d7 · Pion noir sur case noire e7 · Pion noir sur case blanche f7 · Pion noir sur case noire g7 · Pion noir sur case blanche h7 · Pion noir sur case noire i7 · Pion noir sur case blanche j7 · Case blanche a6 vide · Case noire b6 vide · Case blanche c6 vide · Case noire d6 vide · Case blanche e6 vide · Case noire f6 vide · Case blanche g6 vide · Case noire h6 vide · Case blanche i6 vide · Case noire j6 vide · Case noire a5 vide · Case blanche b5 vide · Case noire c5 vide · Case blanche d5 vide · Case noire e5 vide · Case blanche f5 vide · Case noire g5 vide · Case blanche h5 vide · Case noire i5 vide · Case blanche j5 vide · Case blanche a4 vide · Case noire b4 vide · Case blanche c4 vide · Case noire d4 vide · Case blanche e4 vide · Case noire f4 vide · Case blanche g4 vide · Case noire h4 vide · Case blanche i4 vide · Case noire j4 vide · Case noire a3 vide · Case blanche b3 vide · Case noire c3 vide · Case blanche d3 vide · Case noire e3 vide · Case blanche f3 vide · Case noire g3 vide · Case blanche h3 vide · Case noire i3 vide · Case blanche j3 vide · Pion blanc sur case blanche a2 · Pion blanc sur case noire b2 · Pion blanc sur case blanche c2 · Pion blanc sur case noire d2 · Pion blanc sur case blanche e2 · Pion blanc sur case noire f2 · Pion blanc sur case blanche g2 · Pion blanc sur case noire h2 · Pion blanc sur case blanche i2 · Pion blanc sur case noire j2 · Tour blanche sur case noire a1 · Cavalier blanc sur case blanche b1 · Princesse blanche sur case noire c1 · Fou blanc sur case blanche d1 · Dame blanche sur case noire e1 · Roi blanc sur case blanche f1 · Fou blanc sur case noire g1 · Impératrice blanche sur case blanche h1 · Cavalier blanc sur case noire i1 · Tour blanche sur case blanche j1 | Tour noire sur case blanche a8 · Cavalier noir sur case noire b8 · Princesse noire sur case blanche c8 · Fou noir sur case noire d8 · Dame noire sur case blanche e8 · Roi noir sur case noire f8 · Fou noir sur case blanche g8 · Impératrice noire sur case noire h8 · Cavalier noir sur case blanche i8 · Tour noire sur case noire j8 · Pion noir sur case noire a7 · Pion noir sur case blanche b7 · Pion noir sur case noire c7 · Pion noir sur case blanche d7 · Pion noir sur case noire e7 · Pion noir sur case blanche f7 · Pion noir sur case noire g7 · Pion noir sur case blanche h7 · Pion noir sur case noire i7 · Pion noir sur case blanche j7 · Case blanche a6 vide · Case noire b6 vide · Case blanche c6 vide · Case noire d6 vide · Case blanche e6 vide · Case noire f6 vide · Case blanche g6 vide · Case noire h6 vide · Case blanche i6 vide · Case noire j6 vide · Case noire a5 vide · Case blanche b5 vide · Case noire c5 vide · Case blanche d5 vide · Case noire e5 vide · Case blanche f5 vide · Case noire g5 vide · Case blanche h5 vide · Case noire i5 vide · Case blanche j5 vide · Case blanche a4 vide · Case noire b4 vide · Case blanche c4 vide · Case noire d4 vide · Case blanche e4 vide · Case noire f4 vide · Case blanche g4 vide · Case noire h4 vide · Case blanche i4 vide · Case noire j4 vide · Case noire a3 vide · Case blanche b3 vide · Case noire c3 vide · Case blanche d3 vide · Case noire e3 vide · Case blanche f3 vide · Case noire g3 vide · Case blanche h3 vide · Case noire i3 vide · Case blanche j3 vide · Pion blanc sur case blanche a2 · Pion blanc sur case noire b2 · Pion blanc sur case blanche c2 · Pion blanc sur case noire d2 · Pion blanc sur case blanche e2 · Pion blanc sur case noire f2 · Pion blanc sur case blanche g2 · Pion blanc sur case noire h2 · Pion blanc sur case blanche i2 · Pion blanc sur case noire j2 · Tour blanche sur case noire a1 · Cavalier blanc sur case blanche b1 · Princesse blanche sur case noire c1 · Fou blanc sur case blanche d1 · Dame blanche sur case noire e1 · Roi blanc sur case blanche f1 · Fou blanc sur case noire g1 · Impératrice blanche sur case blanche h1 · Cavalier blanc sur case noire i1 · Tour blanche sur case blanche j1 | Tour noire sur case blanche a8 · Cavalier noir sur case noire b8 · Princesse noire sur case blanche c8 · Fou noir sur case noire d8 · Dame noire sur case blanche e8 · Roi noir sur case noire f8 · Fou noir sur case blanche g8 · Impératrice noire sur case noire h8 · Cavalier noir sur case blanche i8 · Tour noire sur case noire j8 · Pion noir sur case noire a7 · Pion noir sur case blanche b7 · Pion noir sur case noire c7 · Pion noir sur case blanche d7 · Pion noir sur case noire e7 · Pion noir sur case blanche f7 · Pion noir sur case noire g7 · Pion noir sur case blanche h7 · Pion noir sur case noire i7 · Pion noir sur case blanche j7 · Case blanche a6 vide · Case noire b6 vide · Case blanche c6 vide · Case noire d6 vide · Case blanche e6 vide · Case noire f6 vide · Case blanche g6 vide · Case noire h6 vide · Case blanche i6 vide · Case noire j6 vide · Case noire a5 vide · Case blanche b5 vide · Case noire c5 vide · Case blanche d5 vide · Case noire e5 vide · Case blanche f5 vide · Case noire g5 vide · Case blanche h5 vide · Case noire i5 vide · Case blanche j5 vide · Case blanche a4 vide · Case noire b4 vide · Case blanche c4 vide · Case noire d4 vide · Case blanche e4 vide · Case noire f4 vide · Case blanche g4 vide · Case noire h4 vide · Case blanche i4 vide · Case noire j4 vide · Case noire a3 vide · Case blanche b3 vide · Case noire c3 vide · Case blanche d3 vide · Case noire e3 vide · Case blanche f3 vide · Case noire g3 vide · Case blanche h3 vide · Case noire i3 vide · Case blanche j3 vide · Pion blanc sur case blanche a2 · Pion blanc sur case noire b2 · Pion blanc sur case blanche c2 · Pion blanc sur case noire d2 · Pion blanc sur case blanche e2 · Pion blanc sur case noire f2 · Pion blanc sur case blanche g2 · Pion blanc sur case noire h2 · Pion blanc sur case blanche i2 · Pion blanc sur case noire j2 · Tour blanche sur case noire a1 · Cavalier blanc sur case blanche b1 · Princesse blanche sur case noire c1 · Fou blanc sur case blanche d1 · Dame blanche sur case noire e1 · Roi blanc sur case blanche f1 · Fou blanc sur case noire g1 · Impératrice blanche sur case blanche h1 · Cavalier blanc sur case noire i1 · Tour blanche sur case blanche j1 | Tour noire sur case blanche a8 · Cavalier noir sur case noire b8 · Princesse noire sur case blanche c8 · Fou noir sur case noire d8 · Dame noire sur case blanche e8 · Roi noir sur case noire f8 · Fou noir sur case blanche g8 · Impératrice noire sur case noire h8 · Cavalier noir sur case blanche i8 · Tour noire sur case noire j8 · Pion noir sur case noire a7 · Pion noir sur case blanche b7 · Pion noir sur case noire c7 · Pion noir sur case blanche d7 · Pion noir sur case noire e7 · Pion noir sur case blanche f7 · Pion noir sur case noire g7 · Pion noir sur case blanche h7 · Pion noir sur case noire i7 · Pion noir sur case blanche j7 · Case blanche a6 vide · Case noire b6 vide · Case blanche c6 vide · Case noire d6 vide · Case blanche e6 vide · Case noire f6 vide · Case blanche g6 vide · Case noire h6 vide · Case blanche i6 vide · Case noire j6 vide · Case noire a5 vide · Case blanche b5 vide · Case noire c5 vide · Case blanche d5 vide · Case noire e5 vide · Case blanche f5 vide · Case noire g5 vide · Case blanche h5 vide · Case noire i5 vide · Case blanche j5 vide · Case blanche a4 vide · Case noire b4 vide · Case blanche c4 vide · Case noire d4 vide · Case blanche e4 vide · Case noire f4 vide · Case blanche g4 vide · Case noire h4 vide · Case blanche i4 vide · Case noire j4 vide · Case noire a3 vide · Case blanche b3 vide · Case noire c3 vide · Case blanche d3 vide · Case noire e3 vide · Case blanche f3 vide · Case noire g3 vide · Case blanche h3 vide · Case noire i3 vide · Case blanche j3 vide · Pion blanc sur case blanche a2 · Pion blanc sur case noire b2 · Pion blanc sur case blanche c2 · Pion blanc sur case noire d2 · Pion blanc sur case blanche e2 · Pion blanc sur case noire f2 · Pion blanc sur case blanche g2 · Pion blanc sur case noire h2 · Pion blanc sur case blanche i2 · Pion blanc sur case noire j2 · Tour blanche sur case noire a1 · Cavalier blanc sur case blanche b1 · Princesse blanche sur case noire c1 · Fou blanc sur case blanche d1 · Dame blanche sur case noire e1 · Roi blanc sur case blanche f1 · Fou blanc sur case noire g1 · Impératrice blanche sur case blanche h1 · Cavalier blanc sur case noire i1 · Tour blanche sur case blanche j1 | Tour noire sur case blanche a8 · Cavalier noir sur case noire b8 · Princesse noire sur case blanche c8 · Fou noir sur case noire d8 · Dame noire sur case blanche e8 · Roi noir sur case noire f8 · Fou noir sur case blanche g8 · Impératrice noire sur case noire h8 · Cavalier noir sur case blanche i8 · Tour noire sur case noire j8 · Pion noir sur case noire a7 · Pion noir sur case blanche b7 · Pion noir sur case noire c7 · Pion noir sur case blanche d7 · Pion noir sur case noire e7 · Pion noir sur case blanche f7 · Pion noir sur case noire g7 · Pion noir sur case blanche h7 · Pion noir sur case noire i7 · Pion noir sur case blanche j7 · Case blanche a6 vide · Case noire b6 vide · Case blanche c6 vide · Case noire d6 vide · Case blanche e6 vide · Case noire f6 vide · Case blanche g6 vide · Case noire h6 vide · Case blanche i6 vide · Case noire j6 vide · Case noire a5 vide · Case blanche b5 vide · Case noire c5 vide · Case blanche d5 vide · Case noire e5 vide · Case blanche f5 vide · Case noire g5 vide · Case blanche h5 vide · Case noire i5 vide · Case blanche j5 vide · Case blanche a4 vide · Case noire b4 vide · Case blanche c4 vide · Case noire d4 vide · Case blanche e4 vide · Case noire f4 vide · Case blanche g4 vide · Case noire h4 vide · Case blanche i4 vide · Case noire j4 vide · Case noire a3 vide · Case blanche b3 vide · Case noire c3 vide · Case blanche d3 vide · Case noire e3 vide · Case blanche f3 vide · Case noire g3 vide · Case blanche h3 vide · Case noire i3 vide · Case blanche j3 vide · Pion blanc sur case blanche a2 · Pion blanc sur case noire b2 · Pion blanc sur case blanche c2 · Pion blanc sur case noire d2 · Pion blanc sur case blanche e2 · Pion blanc sur case noire f2 · Pion blanc sur case blanche g2 · Pion blanc sur case noire h2 · Pion blanc sur case blanche i2 · Pion blanc sur case noire j2 · Tour blanche sur case noire a1 · Cavalier blanc sur case blanche b1 · Princesse blanche sur case noire c1 · Fou blanc sur case blanche d1 · Dame blanche sur case noire e1 · Roi blanc sur case blanche f1 · Fou blanc sur case noire g1 · Impératrice blanche sur case blanche h1 · Cavalier blanc sur case noire i1 · Tour blanche sur case blanche j1 | Tour noire sur case blanche a8 · Cavalier noir sur case noire b8 · Princesse noire sur case blanche c8 · Fou noir sur case noire d8 · Dame noire sur case blanche e8 · Roi noir sur case noire f8 · Fou noir sur case blanche g8 · Impératrice noire sur case noire h8 · Cavalier noir sur case blanche i8 · Tour noire sur case noire j8 · Pion noir sur case noire a7 · Pion noir sur case blanche b7 · Pion noir sur case noire c7 · Pion noir sur case blanche d7 · Pion noir sur case noire e7 · Pion noir sur case blanche f7 · Pion noir sur case noire g7 · Pion noir sur case blanche h7 · Pion noir sur case noire i7 · Pion noir sur case blanche j7 · Case blanche a6 vide · Case noire b6 vide · Case blanche c6 vide · Case noire d6 vide · Case blanche e6 vide · Case noire f6 vide · Case blanche g6 vide · Case noire h6 vide · Case blanche i6 vide · Case noire j6 vide · Case noire a5 vide · Case blanche b5 vide · Case noire c5 vide · Case blanche d5 vide · Case noire e5 vide · Case blanche f5 vide · Case noire g5 vide · Case blanche h5 vide · Case noire i5 vide · Case blanche j5 vide · Case blanche a4 vide · Case noire b4 vide · Case blanche c4 vide · Case noire d4 vide · Case blanche e4 vide · Case noire f4 vide · Case blanche g4 vide · Case noire h4 vide · Case blanche i4 vide · Case noire j4 vide · Case noire a3 vide · Case blanche b3 vide · Case noire c3 vide · Case blanche d3 vide · Case noire e3 vide · Case blanche f3 vide · Case noire g3 vide · Case blanche h3 vide · Case noire i3 vide · Case blanche j3 vide · Pion blanc sur case blanche a2 · Pion blanc sur case noire b2 · Pion blanc sur case blanche c2 · Pion blanc sur case noire d2 · Pion blanc sur case blanche e2 · Pion blanc sur case noire f2 · Pion blanc sur case blanche g2 · Pion blanc sur case noire h2 · Pion blanc sur case blanche i2 · Pion blanc sur case noire j2 · Tour blanche sur case noire a1 · Cavalier blanc sur case blanche b1 · Princesse blanche sur case noire c1 · Fou blanc sur case blanche d1 · Dame blanche sur case noire e1 · Roi blanc sur case blanche f1 · Fou blanc sur case noire g1 · Impératrice blanche sur case blanche h1 · Cavalier blanc sur case noire i1 · Tour blanche sur case blanche j1 | 8 |
| 7 | Tour noire sur case blanche a8 · Cavalier noir sur case noire b8 · Princesse noire sur case blanche c8 · Fou noir sur case noire d8 · Dame noire sur case blanche e8 · Roi noir sur case noire f8 · Fou noir sur case blanche g8 · Impératrice noire sur case noire h8 · Cavalier noir sur case blanche i8 · Tour noire sur case noire j8 · Pion noir sur case noire a7 · Pion noir sur case blanche b7 · Pion noir sur case noire c7 · Pion noir sur case blanche d7 · Pion noir sur case noire e7 · Pion noir sur case blanche f7 · Pion noir sur case noire g7 · Pion noir sur case blanche h7 · Pion noir sur case noire i7 · Pion noir sur case blanche j7 · Case blanche a6 vide · Case noire b6 vide · Case blanche c6 vide · Case noire d6 vide · Case blanche e6 vide · Case noire f6 vide · Case blanche g6 vide · Case noire h6 vide · Case blanche i6 vide · Case noire j6 vide · Case noire a5 vide · Case blanche b5 vide · Case noire c5 vide · Case blanche d5 vide · Case noire e5 vide · Case blanche f5 vide · Case noire g5 vide · Case blanche h5 vide · Case noire i5 vide · Case blanche j5 vide · Case blanche a4 vide · Case noire b4 vide · Case blanche c4 vide · Case noire d4 vide · Case blanche e4 vide · Case noire f4 vide · Case blanche g4 vide · Case noire h4 vide · Case blanche i4 vide · Case noire j4 vide · Case noire a3 vide · Case blanche b3 vide · Case noire c3 vide · Case blanche d3 vide · Case noire e3 vide · Case blanche f3 vide · Case noire g3 vide · Case blanche h3 vide · Case noire i3 vide · Case blanche j3 vide · Pion blanc sur case blanche a2 · Pion blanc sur case noire b2 · Pion blanc sur case blanche c2 · Pion blanc sur case noire d2 · Pion blanc sur case blanche e2 · Pion blanc sur case noire f2 · Pion blanc sur case blanche g2 · Pion blanc sur case noire h2 · Pion blanc sur case blanche i2 · Pion blanc sur case noire j2 · Tour blanche sur case noire a1 · Cavalier blanc sur case blanche b1 · Princesse blanche sur case noire c1 · Fou blanc sur case blanche d1 · Dame blanche sur case noire e1 · Roi blanc sur case blanche f1 · Fou blanc sur case noire g1 · Impératrice blanche sur case blanche h1 · Cavalier blanc sur case noire i1 · Tour blanche sur case blanche j1 | Tour noire sur case blanche a8 · Cavalier noir sur case noire b8 · Princesse noire sur case blanche c8 · Fou noir sur case noire d8 · Dame noire sur case blanche e8 · Roi noir sur case noire f8 · Fou noir sur case blanche g8 · Impératrice noire sur case noire h8 · Cavalier noir sur case blanche i8 · Tour noire sur case noire j8 · Pion noir sur case noire a7 · Pion noir sur case blanche b7 · Pion noir sur case noire c7 · Pion noir sur case blanche d7 · Pion noir sur case noire e7 · Pion noir sur case blanche f7 · Pion noir sur case noire g7 · Pion noir sur case blanche h7 · Pion noir sur case noire i7 · Pion noir sur case blanche j7 · Case blanche a6 vide · Case noire b6 vide · Case blanche c6 vide · Case noire d6 vide · Case blanche e6 vide · Case noire f6 vide · Case blanche g6 vide · Case noire h6 vide · Case blanche i6 vide · Case noire j6 vide · Case noire a5 vide · Case blanche b5 vide · Case noire c5 vide · Case blanche d5 vide · Case noire e5 vide · Case blanche f5 vide · Case noire g5 vide · Case blanche h5 vide · Case noire i5 vide · Case blanche j5 vide · Case blanche a4 vide · Case noire b4 vide · Case blanche c4 vide · Case noire d4 vide · Case blanche e4 vide · Case noire f4 vide · Case blanche g4 vide · Case noire h4 vide · Case blanche i4 vide · Case noire j4 vide · Case noire a3 vide · Case blanche b3 vide · Case noire c3 vide · Case blanche d3 vide · Case noire e3 vide · Case blanche f3 vide · Case noire g3 vide · Case blanche h3 vide · Case noire i3 vide · Case blanche j3 vide · Pion blanc sur case blanche a2 · Pion blanc sur case noire b2 · Pion blanc sur case blanche c2 · Pion blanc sur case noire d2 · Pion blanc sur case blanche e2 · Pion blanc sur case noire f2 · Pion blanc sur case blanche g2 · Pion blanc sur case noire h2 · Pion blanc sur case blanche i2 · Pion blanc sur case noire j2 · Tour blanche sur case noire a1 · Cavalier blanc sur case blanche b1 · Princesse blanche sur case noire c1 · Fou blanc sur case blanche d1 · Dame blanche sur case noire e1 · Roi blanc sur case blanche f1 · Fou blanc sur case noire g1 · Impératrice blanche sur case blanche h1 · Cavalier blanc sur case noire i1 · Tour blanche sur case blanche j1 | Tour noire sur case blanche a8 · Cavalier noir sur case noire b8 · Princesse noire sur case blanche c8 · Fou noir sur case noire d8 · Dame noire sur case blanche e8 · Roi noir sur case noire f8 · Fou noir sur case blanche g8 · Impératrice noire sur case noire h8 · Cavalier noir sur case blanche i8 · Tour noire sur case noire j8 · Pion noir sur case noire a7 · Pion noir sur case blanche b7 · Pion noir sur case noire c7 · Pion noir sur case blanche d7 · Pion noir sur case noire e7 · Pion noir sur case blanche f7 · Pion noir sur case noire g7 · Pion noir sur case blanche h7 · Pion noir sur case noire i7 · Pion noir sur case blanche j7 · Case blanche a6 vide · Case noire b6 vide · Case blanche c6 vide · Case noire d6 vide · Case blanche e6 vide · Case noire f6 vide · Case blanche g6 vide · Case noire h6 vide · Case blanche i6 vide · Case noire j6 vide · Case noire a5 vide · Case blanche b5 vide · Case noire c5 vide · Case blanche d5 vide · Case noire e5 vide · Case blanche f5 vide · Case noire g5 vide · Case blanche h5 vide · Case noire i5 vide · Case blanche j5 vide · Case blanche a4 vide · Case noire b4 vide · Case blanche c4 vide · Case noire d4 vide · Case blanche e4 vide · Case noire f4 vide · Case blanche g4 vide · Case noire h4 vide · Case blanche i4 vide · Case noire j4 vide · Case noire a3 vide · Case blanche b3 vide · Case noire c3 vide · Case blanche d3 vide · Case noire e3 vide · Case blanche f3 vide · Case noire g3 vide · Case blanche h3 vide · Case noire i3 vide · Case blanche j3 vide · Pion blanc sur case blanche a2 · Pion blanc sur case noire b2 · Pion blanc sur case blanche c2 · Pion blanc sur case noire d2 · Pion blanc sur case blanche e2 · Pion blanc sur case noire f2 · Pion blanc sur case blanche g2 · Pion blanc sur case noire h2 · Pion blanc sur case blanche i2 · Pion blanc sur case noire j2 · Tour blanche sur case noire a1 · Cavalier blanc sur case blanche b1 · Princesse blanche sur case noire c1 · Fou blanc sur case blanche d1 · Dame blanche sur case noire e1 · Roi blanc sur case blanche f1 · Fou blanc sur case noire g1 · Impératrice blanche sur case blanche h1 · Cavalier blanc sur case noire i1 · Tour blanche sur case blanche j1 | Tour noire sur case blanche a8 · Cavalier noir sur case noire b8 · Princesse noire sur case blanche c8 · Fou noir sur case noire d8 · Dame noire sur case blanche e8 · Roi noir sur case noire f8 · Fou noir sur case blanche g8 · Impératrice noire sur case noire h8 · Cavalier noir sur case blanche i8 · Tour noire sur case noire j8 · Pion noir sur case noire a7 · Pion noir sur case blanche b7 · Pion noir sur case noire c7 · Pion noir sur case blanche d7 · Pion noir sur case noire e7 · Pion noir sur case blanche f7 · Pion noir sur case noire g7 · Pion noir sur case blanche h7 · Pion noir sur case noire i7 · Pion noir sur case blanche j7 · Case blanche a6 vide · Case noire b6 vide · Case blanche c6 vide · Case noire d6 vide · Case blanche e6 vide · Case noire f6 vide · Case blanche g6 vide · Case noire h6 vide · Case blanche i6 vide · Case noire j6 vide · Case noire a5 vide · Case blanche b5 vide · Case noire c5 vide · Case blanche d5 vide · Case noire e5 vide · Case blanche f5 vide · Case noire g5 vide · Case blanche h5 vide · Case noire i5 vide · Case blanche j5 vide · Case blanche a4 vide · Case noire b4 vide · Case blanche c4 vide · Case noire d4 vide · Case blanche e4 vide · Case noire f4 vide · Case blanche g4 vide · Case noire h4 vide · Case blanche i4 vide · Case noire j4 vide · Case noire a3 vide · Case blanche b3 vide · Case noire c3 vide · Case blanche d3 vide · Case noire e3 vide · Case blanche f3 vide · Case noire g3 vide · Case blanche h3 vide · Case noire i3 vide · Case blanche j3 vide · Pion blanc sur case blanche a2 · Pion blanc sur case noire b2 · Pion blanc sur case blanche c2 · Pion blanc sur case noire d2 · Pion blanc sur case blanche e2 · Pion blanc sur case noire f2 · Pion blanc sur case blanche g2 · Pion blanc sur case noire h2 · Pion blanc sur case blanche i2 · Pion blanc sur case noire j2 · Tour blanche sur case noire a1 · Cavalier blanc sur case blanche b1 · Princesse blanche sur case noire c1 · Fou blanc sur case blanche d1 · Dame blanche sur case noire e1 · Roi blanc sur case blanche f1 · Fou blanc sur case noire g1 · Impératrice blanche sur case blanche h1 · Cavalier blanc sur case noire i1 · Tour blanche sur case blanche j1 | Tour noire sur case blanche a8 · Cavalier noir sur case noire b8 · Princesse noire sur case blanche c8 · Fou noir sur case noire d8 · Dame noire sur case blanche e8 · Roi noir sur case noire f8 · Fou noir sur case blanche g8 · Impératrice noire sur case noire h8 · Cavalier noir sur case blanche i8 · Tour noire sur case noire j8 · Pion noir sur case noire a7 · Pion noir sur case blanche b7 · Pion noir sur case noire c7 · Pion noir sur case blanche d7 · Pion noir sur case noire e7 · Pion noir sur case blanche f7 · Pion noir sur case noire g7 · Pion noir sur case blanche h7 · Pion noir sur case noire i7 · Pion noir sur case blanche j7 · Case blanche a6 vide · Case noire b6 vide · Case blanche c6 vide · Case noire d6 vide · Case blanche e6 vide · Case noire f6 vide · Case blanche g6 vide · Case noire h6 vide · Case blanche i6 vide · Case noire j6 vide · Case noire a5 vide · Case blanche b5 vide · Case noire c5 vide · Case blanche d5 vide · Case noire e5 vide · Case blanche f5 vide · Case noire g5 vide · Case blanche h5 vide · Case noire i5 vide · Case blanche j5 vide · Case blanche a4 vide · Case noire b4 vide · Case blanche c4 vide · Case noire d4 vide · Case blanche e4 vide · Case noire f4 vide · Case blanche g4 vide · Case noire h4 vide · Case blanche i4 vide · Case noire j4 vide · Case noire a3 vide · Case blanche b3 vide · Case noire c3 vide · Case blanche d3 vide · Case noire e3 vide · Case blanche f3 vide · Case noire g3 vide · Case blanche h3 vide · Case noire i3 vide · Case blanche j3 vide · Pion blanc sur case blanche a2 · Pion blanc sur case noire b2 · Pion blanc sur case blanche c2 · Pion blanc sur case noire d2 · Pion blanc sur case blanche e2 · Pion blanc sur case noire f2 · Pion blanc sur case blanche g2 · Pion blanc sur case noire h2 · Pion blanc sur case blanche i2 · Pion blanc sur case noire j2 · Tour blanche sur case noire a1 · Cavalier blanc sur case blanche b1 · Princesse blanche sur case noire c1 · Fou blanc sur case blanche d1 · Dame blanche sur case noire e1 · Roi blanc sur case blanche f1 · Fou blanc sur case noire g1 · Impératrice blanche sur case blanche h1 · Cavalier blanc sur case noire i1 · Tour blanche sur case blanche j1 | Tour noire sur case blanche a8 · Cavalier noir sur case noire b8 · Princesse noire sur case blanche c8 · Fou noir sur case noire d8 · Dame noire sur case blanche e8 · Roi noir sur case noire f8 · Fou noir sur case blanche g8 · Impératrice noire sur case noire h8 · Cavalier noir sur case blanche i8 · Tour noire sur case noire j8 · Pion noir sur case noire a7 · Pion noir sur case blanche b7 · Pion noir sur case noire c7 · Pion noir sur case blanche d7 · Pion noir sur case noire e7 · Pion noir sur case blanche f7 · Pion noir sur case noire g7 · Pion noir sur case blanche h7 · Pion noir sur case noire i7 · Pion noir sur case blanche j7 · Case blanche a6 vide · Case noire b6 vide · Case blanche c6 vide · Case noire d6 vide · Case blanche e6 vide · Case noire f6 vide · Case blanche g6 vide · Case noire h6 vide · Case blanche i6 vide · Case noire j6 vide · Case noire a5 vide · Case blanche b5 vide · Case noire c5 vide · Case blanche d5 vide · Case noire e5 vide · Case blanche f5 vide · Case noire g5 vide · Case blanche h5 vide · Case noire i5 vide · Case blanche j5 vide · Case blanche a4 vide · Case noire b4 vide · Case blanche c4 vide · Case noire d4 vide · Case blanche e4 vide · Case noire f4 vide · Case blanche g4 vide · Case noire h4 vide · Case blanche i4 vide · Case noire j4 vide · Case noire a3 vide · Case blanche b3 vide · Case noire c3 vide · Case blanche d3 vide · Case noire e3 vide · Case blanche f3 vide · Case noire g3 vide · Case blanche h3 vide · Case noire i3 vide · Case blanche j3 vide · Pion blanc sur case blanche a2 · Pion blanc sur case noire b2 · Pion blanc sur case blanche c2 · Pion blanc sur case noire d2 · Pion blanc sur case blanche e2 · Pion blanc sur case noire f2 · Pion blanc sur case blanche g2 · Pion blanc sur case noire h2 · Pion blanc sur case blanche i2 · Pion blanc sur case noire j2 · Tour blanche sur case noire a1 · Cavalier blanc sur case blanche b1 · Princesse blanche sur case noire c1 · Fou blanc sur case blanche d1 · Dame blanche sur case noire e1 · Roi blanc sur case blanche f1 · Fou blanc sur case noire g1 · Impératrice blanche sur case blanche h1 · Cavalier blanc sur case noire i1 · Tour blanche sur case blanche j1 | Tour noire sur case blanche a8 · Cavalier noir sur case noire b8 · Princesse noire sur case blanche c8 · Fou noir sur case noire d8 · Dame noire sur case blanche e8 · Roi noir sur case noire f8 · Fou noir sur case blanche g8 · Impératrice noire sur case noire h8 · Cavalier noir sur case blanche i8 · Tour noire sur case noire j8 · Pion noir sur case noire a7 · Pion noir sur case blanche b7 · Pion noir sur case noire c7 · Pion noir sur case blanche d7 · Pion noir sur case noire e7 · Pion noir sur case blanche f7 · Pion noir sur case noire g7 · Pion noir sur case blanche h7 · Pion noir sur case noire i7 · Pion noir sur case blanche j7 · Case blanche a6 vide · Case noire b6 vide · Case blanche c6 vide · Case noire d6 vide · Case blanche e6 vide · Case noire f6 vide · Case blanche g6 vide · Case noire h6 vide · Case blanche i6 vide · Case noire j6 vide · Case noire a5 vide · Case blanche b5 vide · Case noire c5 vide · Case blanche d5 vide · Case noire e5 vide · Case blanche f5 vide · Case noire g5 vide · Case blanche h5 vide · Case noire i5 vide · Case blanche j5 vide · Case blanche a4 vide · Case noire b4 vide · Case blanche c4 vide · Case noire d4 vide · Case blanche e4 vide · Case noire f4 vide · Case blanche g4 vide · Case noire h4 vide · Case blanche i4 vide · Case noire j4 vide · Case noire a3 vide · Case blanche b3 vide · Case noire c3 vide · Case blanche d3 vide · Case noire e3 vide · Case blanche f3 vide · Case noire g3 vide · Case blanche h3 vide · Case noire i3 vide · Case blanche j3 vide · Pion blanc sur case blanche a2 · Pion blanc sur case noire b2 · Pion blanc sur case blanche c2 · Pion blanc sur case noire d2 · Pion blanc sur case blanche e2 · Pion blanc sur case noire f2 · Pion blanc sur case blanche g2 · Pion blanc sur case noire h2 · Pion blanc sur case blanche i2 · Pion blanc sur case noire j2 · Tour blanche sur case noire a1 · Cavalier blanc sur case blanche b1 · Princesse blanche sur case noire c1 · Fou blanc sur case blanche d1 · Dame blanche sur case noire e1 · Roi blanc sur case blanche f1 · Fou blanc sur case noire g1 · Impératrice blanche sur case blanche h1 · Cavalier blanc sur case noire i1 · Tour blanche sur case blanche j1 | Tour noire sur case blanche a8 · Cavalier noir sur case noire b8 · Princesse noire sur case blanche c8 · Fou noir sur case noire d8 · Dame noire sur case blanche e8 · Roi noir sur case noire f8 · Fou noir sur case blanche g8 · Impératrice noire sur case noire h8 · Cavalier noir sur case blanche i8 · Tour noire sur case noire j8 · Pion noir sur case noire a7 · Pion noir sur case blanche b7 · Pion noir sur case noire c7 · Pion noir sur case blanche d7 · Pion noir sur case noire e7 · Pion noir sur case blanche f7 · Pion noir sur case noire g7 · Pion noir sur case blanche h7 · Pion noir sur case noire i7 · Pion noir sur case blanche j7 · Case blanche a6 vide · Case noire b6 vide · Case blanche c6 vide · Case noire d6 vide · Case blanche e6 vide · Case noire f6 vide · Case blanche g6 vide · Case noire h6 vide · Case blanche i6 vide · Case noire j6 vide · Case noire a5 vide · Case blanche b5 vide · Case noire c5 vide · Case blanche d5 vide · Case noire e5 vide · Case blanche f5 vide · Case noire g5 vide · Case blanche h5 vide · Case noire i5 vide · Case blanche j5 vide · Case blanche a4 vide · Case noire b4 vide · Case blanche c4 vide · Case noire d4 vide · Case blanche e4 vide · Case noire f4 vide · Case blanche g4 vide · Case noire h4 vide · Case blanche i4 vide · Case noire j4 vide · Case noire a3 vide · Case blanche b3 vide · Case noire c3 vide · Case blanche d3 vide · Case noire e3 vide · Case blanche f3 vide · Case noire g3 vide · Case blanche h3 vide · Case noire i3 vide · Case blanche j3 vide · Pion blanc sur case blanche a2 · Pion blanc sur case noire b2 · Pion blanc sur case blanche c2 · Pion blanc sur case noire d2 · Pion blanc sur case blanche e2 · Pion blanc sur case noire f2 · Pion blanc sur case blanche g2 · Pion blanc sur case noire h2 · Pion blanc sur case blanche i2 · Pion blanc sur case noire j2 · Tour blanche sur case noire a1 · Cavalier blanc sur case blanche b1 · Princesse blanche sur case noire c1 · Fou blanc sur case blanche d1 · Dame blanche sur case noire e1 · Roi blanc sur case blanche f1 · Fou blanc sur case noire g1 · Impératrice blanche sur case blanche h1 · Cavalier blanc sur case noire i1 · Tour blanche sur case blanche j1 | Tour noire sur case blanche a8 · Cavalier noir sur case noire b8 · Princesse noire sur case blanche c8 · Fou noir sur case noire d8 · Dame noire sur case blanche e8 · Roi noir sur case noire f8 · Fou noir sur case blanche g8 · Impératrice noire sur case noire h8 · Cavalier noir sur case blanche i8 · Tour noire sur case noire j8 · Pion noir sur case noire a7 · Pion noir sur case blanche b7 · Pion noir sur case noire c7 · Pion noir sur case blanche d7 · Pion noir sur case noire e7 · Pion noir sur case blanche f7 · Pion noir sur case noire g7 · Pion noir sur case blanche h7 · Pion noir sur case noire i7 · Pion noir sur case blanche j7 · Case blanche a6 vide · Case noire b6 vide · Case blanche c6 vide · Case noire d6 vide · Case blanche e6 vide · Case noire f6 vide · Case blanche g6 vide · Case noire h6 vide · Case blanche i6 vide · Case noire j6 vide · Case noire a5 vide · Case blanche b5 vide · Case noire c5 vide · Case blanche d5 vide · Case noire e5 vide · Case blanche f5 vide · Case noire g5 vide · Case blanche h5 vide · Case noire i5 vide · Case blanche j5 vide · Case blanche a4 vide · Case noire b4 vide · Case blanche c4 vide · Case noire d4 vide · Case blanche e4 vide · Case noire f4 vide · Case blanche g4 vide · Case noire h4 vide · Case blanche i4 vide · Case noire j4 vide · Case noire a3 vide · Case blanche b3 vide · Case noire c3 vide · Case blanche d3 vide · Case noire e3 vide · Case blanche f3 vide · Case noire g3 vide · Case blanche h3 vide · Case noire i3 vide · Case blanche j3 vide · Pion blanc sur case blanche a2 · Pion blanc sur case noire b2 · Pion blanc sur case blanche c2 · Pion blanc sur case noire d2 · Pion blanc sur case blanche e2 · Pion blanc sur case noire f2 · Pion blanc sur case blanche g2 · Pion blanc sur case noire h2 · Pion blanc sur case blanche i2 · Pion blanc sur case noire j2 · Tour blanche sur case noire a1 · Cavalier blanc sur case blanche b1 · Princesse blanche sur case noire c1 · Fou blanc sur case blanche d1 · Dame blanche sur case noire e1 · Roi blanc sur case blanche f1 · Fou blanc sur case noire g1 · Impératrice blanche sur case blanche h1 · Cavalier blanc sur case noire i1 · Tour blanche sur case blanche j1 | Tour noire sur case blanche a8 · Cavalier noir sur case noire b8 · Princesse noire sur case blanche c8 · Fou noir sur case noire d8 · Dame noire sur case blanche e8 · Roi noir sur case noire f8 · Fou noir sur case blanche g8 · Impératrice noire sur case noire h8 · Cavalier noir sur case blanche i8 · Tour noire sur case noire j8 · Pion noir sur case noire a7 · Pion noir sur case blanche b7 · Pion noir sur case noire c7 · Pion noir sur case blanche d7 · Pion noir sur case noire e7 · Pion noir sur case blanche f7 · Pion noir sur case noire g7 · Pion noir sur case blanche h7 · Pion noir sur case noire i7 · Pion noir sur case blanche j7 · Case blanche a6 vide · Case noire b6 vide · Case blanche c6 vide · Case noire d6 vide · Case blanche e6 vide · Case noire f6 vide · Case blanche g6 vide · Case noire h6 vide · Case blanche i6 vide · Case noire j6 vide · Case noire a5 vide · Case blanche b5 vide · Case noire c5 vide · Case blanche d5 vide · Case noire e5 vide · Case blanche f5 vide · Case noire g5 vide · Case blanche h5 vide · Case noire i5 vide · Case blanche j5 vide · Case blanche a4 vide · Case noire b4 vide · Case blanche c4 vide · Case noire d4 vide · Case blanche e4 vide · Case noire f4 vide · Case blanche g4 vide · Case noire h4 vide · Case blanche i4 vide · Case noire j4 vide · Case noire a3 vide · Case blanche b3 vide · Case noire c3 vide · Case blanche d3 vide · Case noire e3 vide · Case blanche f3 vide · Case noire g3 vide · Case blanche h3 vide · Case noire i3 vide · Case blanche j3 vide · Pion blanc sur case blanche a2 · Pion blanc sur case noire b2 · Pion blanc sur case blanche c2 · Pion blanc sur case noire d2 · Pion blanc sur case blanche e2 · Pion blanc sur case noire f2 · Pion blanc sur case blanche g2 · Pion blanc sur case noire h2 · Pion blanc sur case blanche i2 · Pion blanc sur case noire j2 · Tour blanche sur case noire a1 · Cavalier blanc sur case blanche b1 · Princesse blanche sur case noire c1 · Fou blanc sur case blanche d1 · Dame blanche sur case noire e1 · Roi blanc sur case blanche f1 · Fou blanc sur case noire g1 · Impératrice blanche sur case blanche h1 · Cavalier blanc sur case noire i1 · Tour blanche sur case blanche j1 | 7 |
| 6 | Tour noire sur case blanche a8 · Cavalier noir sur case noire b8 · Princesse noire sur case blanche c8 · Fou noir sur case noire d8 · Dame noire sur case blanche e8 · Roi noir sur case noire f8 · Fou noir sur case blanche g8 · Impératrice noire sur case noire h8 · Cavalier noir sur case blanche i8 · Tour noire sur case noire j8 · Pion noir sur case noire a7 · Pion noir sur case blanche b7 · Pion noir sur case noire c7 · Pion noir sur case blanche d7 · Pion noir sur case noire e7 · Pion noir sur case blanche f7 · Pion noir sur case noire g7 · Pion noir sur case blanche h7 · Pion noir sur case noire i7 · Pion noir sur case blanche j7 · Case blanche a6 vide · Case noire b6 vide · Case blanche c6 vide · Case noire d6 vide · Case blanche e6 vide · Case noire f6 vide · Case blanche g6 vide · Case noire h6 vide · Case blanche i6 vide · Case noire j6 vide · Case noire a5 vide · Case blanche b5 vide · Case noire c5 vide · Case blanche d5 vide · Case noire e5 vide · Case blanche f5 vide · Case noire g5 vide · Case blanche h5 vide · Case noire i5 vide · Case blanche j5 vide · Case blanche a4 vide · Case noire b4 vide · Case blanche c4 vide · Case noire d4 vide · Case blanche e4 vide · Case noire f4 vide · Case blanche g4 vide · Case noire h4 vide · Case blanche i4 vide · Case noire j4 vide · Case noire a3 vide · Case blanche b3 vide · Case noire c3 vide · Case blanche d3 vide · Case noire e3 vide · Case blanche f3 vide · Case noire g3 vide · Case blanche h3 vide · Case noire i3 vide · Case blanche j3 vide · Pion blanc sur case blanche a2 · Pion blanc sur case noire b2 · Pion blanc sur case blanche c2 · Pion blanc sur case noire d2 · Pion blanc sur case blanche e2 · Pion blanc sur case noire f2 · Pion blanc sur case blanche g2 · Pion blanc sur case noire h2 · Pion blanc sur case blanche i2 · Pion blanc sur case noire j2 · Tour blanche sur case noire a1 · Cavalier blanc sur case blanche b1 · Princesse blanche sur case noire c1 · Fou blanc sur case blanche d1 · Dame blanche sur case noire e1 · Roi blanc sur case blanche f1 · Fou blanc sur case noire g1 · Impératrice blanche sur case blanche h1 · Cavalier blanc sur case noire i1 · Tour blanche sur case blanche j1 | Tour noire sur case blanche a8 · Cavalier noir sur case noire b8 · Princesse noire sur case blanche c8 · Fou noir sur case noire d8 · Dame noire sur case blanche e8 · Roi noir sur case noire f8 · Fou noir sur case blanche g8 · Impératrice noire sur case noire h8 · Cavalier noir sur case blanche i8 · Tour noire sur case noire j8 · Pion noir sur case noire a7 · Pion noir sur case blanche b7 · Pion noir sur case noire c7 · Pion noir sur case blanche d7 · Pion noir sur case noire e7 · Pion noir sur case blanche f7 · Pion noir sur case noire g7 · Pion noir sur case blanche h7 · Pion noir sur case noire i7 · Pion noir sur case blanche j7 · Case blanche a6 vide · Case noire b6 vide · Case blanche c6 vide · Case noire d6 vide · Case blanche e6 vide · Case noire f6 vide · Case blanche g6 vide · Case noire h6 vide · Case blanche i6 vide · Case noire j6 vide · Case noire a5 vide · Case blanche b5 vide · Case noire c5 vide · Case blanche d5 vide · Case noire e5 vide · Case blanche f5 vide · Case noire g5 vide · Case blanche h5 vide · Case noire i5 vide · Case blanche j5 vide · Case blanche a4 vide · Case noire b4 vide · Case blanche c4 vide · Case noire d4 vide · Case blanche e4 vide · Case noire f4 vide · Case blanche g4 vide · Case noire h4 vide · Case blanche i4 vide · Case noire j4 vide · Case noire a3 vide · Case blanche b3 vide · Case noire c3 vide · Case blanche d3 vide · Case noire e3 vide · Case blanche f3 vide · Case noire g3 vide · Case blanche h3 vide · Case noire i3 vide · Case blanche j3 vide · Pion blanc sur case blanche a2 · Pion blanc sur case noire b2 · Pion blanc sur case blanche c2 · Pion blanc sur case noire d2 · Pion blanc sur case blanche e2 · Pion blanc sur case noire f2 · Pion blanc sur case blanche g2 · Pion blanc sur case noire h2 · Pion blanc sur case blanche i2 · Pion blanc sur case noire j2 · Tour blanche sur case noire a1 · Cavalier blanc sur case blanche b1 · Princesse blanche sur case noire c1 · Fou blanc sur case blanche d1 · Dame blanche sur case noire e1 · Roi blanc sur case blanche f1 · Fou blanc sur case noire g1 · Impératrice blanche sur case blanche h1 · Cavalier blanc sur case noire i1 · Tour blanche sur case blanche j1 | Tour noire sur case blanche a8 · Cavalier noir sur case noire b8 · Princesse noire sur case blanche c8 · Fou noir sur case noire d8 · Dame noire sur case blanche e8 · Roi noir sur case noire f8 · Fou noir sur case blanche g8 · Impératrice noire sur case noire h8 · Cavalier noir sur case blanche i8 · Tour noire sur case noire j8 · Pion noir sur case noire a7 · Pion noir sur case blanche b7 · Pion noir sur case noire c7 · Pion noir sur case blanche d7 · Pion noir sur case noire e7 · Pion noir sur case blanche f7 · Pion noir sur case noire g7 · Pion noir sur case blanche h7 · Pion noir sur case noire i7 · Pion noir sur case blanche j7 · Case blanche a6 vide · Case noire b6 vide · Case blanche c6 vide · Case noire d6 vide · Case blanche e6 vide · Case noire f6 vide · Case blanche g6 vide · Case noire h6 vide · Case blanche i6 vide · Case noire j6 vide · Case noire a5 vide · Case blanche b5 vide · Case noire c5 vide · Case blanche d5 vide · Case noire e5 vide · Case blanche f5 vide · Case noire g5 vide · Case blanche h5 vide · Case noire i5 vide · Case blanche j5 vide · Case blanche a4 vide · Case noire b4 vide · Case blanche c4 vide · Case noire d4 vide · Case blanche e4 vide · Case noire f4 vide · Case blanche g4 vide · Case noire h4 vide · Case blanche i4 vide · Case noire j4 vide · Case noire a3 vide · Case blanche b3 vide · Case noire c3 vide · Case blanche d3 vide · Case noire e3 vide · Case blanche f3 vide · Case noire g3 vide · Case blanche h3 vide · Case noire i3 vide · Case blanche j3 vide · Pion blanc sur case blanche a2 · Pion blanc sur case noire b2 · Pion blanc sur case blanche c2 · Pion blanc sur case noire d2 · Pion blanc sur case blanche e2 · Pion blanc sur case noire f2 · Pion blanc sur case blanche g2 · Pion blanc sur case noire h2 · Pion blanc sur case blanche i2 · Pion blanc sur case noire j2 · Tour blanche sur case noire a1 · Cavalier blanc sur case blanche b1 · Princesse blanche sur case noire c1 · Fou blanc sur case blanche d1 · Dame blanche sur case noire e1 · Roi blanc sur case blanche f1 · Fou blanc sur case noire g1 · Impératrice blanche sur case blanche h1 · Cavalier blanc sur case noire i1 · Tour blanche sur case blanche j1 | Tour noire sur case blanche a8 · Cavalier noir sur case noire b8 · Princesse noire sur case blanche c8 · Fou noir sur case noire d8 · Dame noire sur case blanche e8 · Roi noir sur case noire f8 · Fou noir sur case blanche g8 · Impératrice noire sur case noire h8 · Cavalier noir sur case blanche i8 · Tour noire sur case noire j8 · Pion noir sur case noire a7 · Pion noir sur case blanche b7 · Pion noir sur case noire c7 · Pion noir sur case blanche d7 · Pion noir sur case noire e7 · Pion noir sur case blanche f7 · Pion noir sur case noire g7 · Pion noir sur case blanche h7 · Pion noir sur case noire i7 · Pion noir sur case blanche j7 · Case blanche a6 vide · Case noire b6 vide · Case blanche c6 vide · Case noire d6 vide · Case blanche e6 vide · Case noire f6 vide · Case blanche g6 vide · Case noire h6 vide · Case blanche i6 vide · Case noire j6 vide · Case noire a5 vide · Case blanche b5 vide · Case noire c5 vide · Case blanche d5 vide · Case noire e5 vide · Case blanche f5 vide · Case noire g5 vide · Case blanche h5 vide · Case noire i5 vide · Case blanche j5 vide · Case blanche a4 vide · Case noire b4 vide · Case blanche c4 vide · Case noire d4 vide · Case blanche e4 vide · Case noire f4 vide · Case blanche g4 vide · Case noire h4 vide · Case blanche i4 vide · Case noire j4 vide · Case noire a3 vide · Case blanche b3 vide · Case noire c3 vide · Case blanche d3 vide · Case noire e3 vide · Case blanche f3 vide · Case noire g3 vide · Case blanche h3 vide · Case noire i3 vide · Case blanche j3 vide · Pion blanc sur case blanche a2 · Pion blanc sur case noire b2 · Pion blanc sur case blanche c2 · Pion blanc sur case noire d2 · Pion blanc sur case blanche e2 · Pion blanc sur case noire f2 · Pion blanc sur case blanche g2 · Pion blanc sur case noire h2 · Pion blanc sur case blanche i2 · Pion blanc sur case noire j2 · Tour blanche sur case noire a1 · Cavalier blanc sur case blanche b1 · Princesse blanche sur case noire c1 · Fou blanc sur case blanche d1 · Dame blanche sur case noire e1 · Roi blanc sur case blanche f1 · Fou blanc sur case noire g1 · Impératrice blanche sur case blanche h1 · Cavalier blanc sur case noire i1 · Tour blanche sur case blanche j1 | Tour noire sur case blanche a8 · Cavalier noir sur case noire b8 · Princesse noire sur case blanche c8 · Fou noir sur case noire d8 · Dame noire sur case blanche e8 · Roi noir sur case noire f8 · Fou noir sur case blanche g8 · Impératrice noire sur case noire h8 · Cavalier noir sur case blanche i8 · Tour noire sur case noire j8 · Pion noir sur case noire a7 · Pion noir sur case blanche b7 · Pion noir sur case noire c7 · Pion noir sur case blanche d7 · Pion noir sur case noire e7 · Pion noir sur case blanche f7 · Pion noir sur case noire g7 · Pion noir sur case blanche h7 · Pion noir sur case noire i7 · Pion noir sur case blanche j7 · Case blanche a6 vide · Case noire b6 vide · Case blanche c6 vide · Case noire d6 vide · Case blanche e6 vide · Case noire f6 vide · Case blanche g6 vide · Case noire h6 vide · Case blanche i6 vide · Case noire j6 vide · Case noire a5 vide · Case blanche b5 vide · Case noire c5 vide · Case blanche d5 vide · Case noire e5 vide · Case blanche f5 vide · Case noire g5 vide · Case blanche h5 vide · Case noire i5 vide · Case blanche j5 vide · Case blanche a4 vide · Case noire b4 vide · Case blanche c4 vide · Case noire d4 vide · Case blanche e4 vide · Case noire f4 vide · Case blanche g4 vide · Case noire h4 vide · Case blanche i4 vide · Case noire j4 vide · Case noire a3 vide · Case blanche b3 vide · Case noire c3 vide · Case blanche d3 vide · Case noire e3 vide · Case blanche f3 vide · Case noire g3 vide · Case blanche h3 vide · Case noire i3 vide · Case blanche j3 vide · Pion blanc sur case blanche a2 · Pion blanc sur case noire b2 · Pion blanc sur case blanche c2 · Pion blanc sur case noire d2 · Pion blanc sur case blanche e2 · Pion blanc sur case noire f2 · Pion blanc sur case blanche g2 · Pion blanc sur case noire h2 · Pion blanc sur case blanche i2 · Pion blanc sur case noire j2 · Tour blanche sur case noire a1 · Cavalier blanc sur case blanche b1 · Princesse blanche sur case noire c1 · Fou blanc sur case blanche d1 · Dame blanche sur case noire e1 · Roi blanc sur case blanche f1 · Fou blanc sur case noire g1 · Impératrice blanche sur case blanche h1 · Cavalier blanc sur case noire i1 · Tour blanche sur case blanche j1 | Tour noire sur case blanche a8 · Cavalier noir sur case noire b8 · Princesse noire sur case blanche c8 · Fou noir sur case noire d8 · Dame noire sur case blanche e8 · Roi noir sur case noire f8 · Fou noir sur case blanche g8 · Impératrice noire sur case noire h8 · Cavalier noir sur case blanche i8 · Tour noire sur case noire j8 · Pion noir sur case noire a7 · Pion noir sur case blanche b7 · Pion noir sur case noire c7 · Pion noir sur case blanche d7 · Pion noir sur case noire e7 · Pion noir sur case blanche f7 · Pion noir sur case noire g7 · Pion noir sur case blanche h7 · Pion noir sur case noire i7 · Pion noir sur case blanche j7 · Case blanche a6 vide · Case noire b6 vide · Case blanche c6 vide · Case noire d6 vide · Case blanche e6 vide · Case noire f6 vide · Case blanche g6 vide · Case noire h6 vide · Case blanche i6 vide · Case noire j6 vide · Case noire a5 vide · Case blanche b5 vide · Case noire c5 vide · Case blanche d5 vide · Case noire e5 vide · Case blanche f5 vide · Case noire g5 vide · Case blanche h5 vide · Case noire i5 vide · Case blanche j5 vide · Case blanche a4 vide · Case noire b4 vide · Case blanche c4 vide · Case noire d4 vide · Case blanche e4 vide · Case noire f4 vide · Case blanche g4 vide · Case noire h4 vide · Case blanche i4 vide · Case noire j4 vide · Case noire a3 vide · Case blanche b3 vide · Case noire c3 vide · Case blanche d3 vide · Case noire e3 vide · Case blanche f3 vide · Case noire g3 vide · Case blanche h3 vide · Case noire i3 vide · Case blanche j3 vide · Pion blanc sur case blanche a2 · Pion blanc sur case noire b2 · Pion blanc sur case blanche c2 · Pion blanc sur case noire d2 · Pion blanc sur case blanche e2 · Pion blanc sur case noire f2 · Pion blanc sur case blanche g2 · Pion blanc sur case noire h2 · Pion blanc sur case blanche i2 · Pion blanc sur case noire j2 · Tour blanche sur case noire a1 · Cavalier blanc sur case blanche b1 · Princesse blanche sur case noire c1 · Fou blanc sur case blanche d1 · Dame blanche sur case noire e1 · Roi blanc sur case blanche f1 · Fou blanc sur case noire g1 · Impératrice blanche sur case blanche h1 · Cavalier blanc sur case noire i1 · Tour blanche sur case blanche j1 | Tour noire sur case blanche a8 · Cavalier noir sur case noire b8 · Princesse noire sur case blanche c8 · Fou noir sur case noire d8 · Dame noire sur case blanche e8 · Roi noir sur case noire f8 · Fou noir sur case blanche g8 · Impératrice noire sur case noire h8 · Cavalier noir sur case blanche i8 · Tour noire sur case noire j8 · Pion noir sur case noire a7 · Pion noir sur case blanche b7 · Pion noir sur case noire c7 · Pion noir sur case blanche d7 · Pion noir sur case noire e7 · Pion noir sur case blanche f7 · Pion noir sur case noire g7 · Pion noir sur case blanche h7 · Pion noir sur case noire i7 · Pion noir sur case blanche j7 · Case blanche a6 vide · Case noire b6 vide · Case blanche c6 vide · Case noire d6 vide · Case blanche e6 vide · Case noire f6 vide · Case blanche g6 vide · Case noire h6 vide · Case blanche i6 vide · Case noire j6 vide · Case noire a5 vide · Case blanche b5 vide · Case noire c5 vide · Case blanche d5 vide · Case noire e5 vide · Case blanche f5 vide · Case noire g5 vide · Case blanche h5 vide · Case noire i5 vide · Case blanche j5 vide · Case blanche a4 vide · Case noire b4 vide · Case blanche c4 vide · Case noire d4 vide · Case blanche e4 vide · Case noire f4 vide · Case blanche g4 vide · Case noire h4 vide · Case blanche i4 vide · Case noire j4 vide · Case noire a3 vide · Case blanche b3 vide · Case noire c3 vide · Case blanche d3 vide · Case noire e3 vide · Case blanche f3 vide · Case noire g3 vide · Case blanche h3 vide · Case noire i3 vide · Case blanche j3 vide · Pion blanc sur case blanche a2 · Pion blanc sur case noire b2 · Pion blanc sur case blanche c2 · Pion blanc sur case noire d2 · Pion blanc sur case blanche e2 · Pion blanc sur case noire f2 · Pion blanc sur case blanche g2 · Pion blanc sur case noire h2 · Pion blanc sur case blanche i2 · Pion blanc sur case noire j2 · Tour blanche sur case noire a1 · Cavalier blanc sur case blanche b1 · Princesse blanche sur case noire c1 · Fou blanc sur case blanche d1 · Dame blanche sur case noire e1 · Roi blanc sur case blanche f1 · Fou blanc sur case noire g1 · Impératrice blanche sur case blanche h1 · Cavalier blanc sur case noire i1 · Tour blanche sur case blanche j1 | Tour noire sur case blanche a8 · Cavalier noir sur case noire b8 · Princesse noire sur case blanche c8 · Fou noir sur case noire d8 · Dame noire sur case blanche e8 · Roi noir sur case noire f8 · Fou noir sur case blanche g8 · Impératrice noire sur case noire h8 · Cavalier noir sur case blanche i8 · Tour noire sur case noire j8 · Pion noir sur case noire a7 · Pion noir sur case blanche b7 · Pion noir sur case noire c7 · Pion noir sur case blanche d7 · Pion noir sur case noire e7 · Pion noir sur case blanche f7 · Pion noir sur case noire g7 · Pion noir sur case blanche h7 · Pion noir sur case noire i7 · Pion noir sur case blanche j7 · Case blanche a6 vide · Case noire b6 vide · Case blanche c6 vide · Case noire d6 vide · Case blanche e6 vide · Case noire f6 vide · Case blanche g6 vide · Case noire h6 vide · Case blanche i6 vide · Case noire j6 vide · Case noire a5 vide · Case blanche b5 vide · Case noire c5 vide · Case blanche d5 vide · Case noire e5 vide · Case blanche f5 vide · Case noire g5 vide · Case blanche h5 vide · Case noire i5 vide · Case blanche j5 vide · Case blanche a4 vide · Case noire b4 vide · Case blanche c4 vide · Case noire d4 vide · Case blanche e4 vide · Case noire f4 vide · Case blanche g4 vide · Case noire h4 vide · Case blanche i4 vide · Case noire j4 vide · Case noire a3 vide · Case blanche b3 vide · Case noire c3 vide · Case blanche d3 vide · Case noire e3 vide · Case blanche f3 vide · Case noire g3 vide · Case blanche h3 vide · Case noire i3 vide · Case blanche j3 vide · Pion blanc sur case blanche a2 · Pion blanc sur case noire b2 · Pion blanc sur case blanche c2 · Pion blanc sur case noire d2 · Pion blanc sur case blanche e2 · Pion blanc sur case noire f2 · Pion blanc sur case blanche g2 · Pion blanc sur case noire h2 · Pion blanc sur case blanche i2 · Pion blanc sur case noire j2 · Tour blanche sur case noire a1 · Cavalier blanc sur case blanche b1 · Princesse blanche sur case noire c1 · Fou blanc sur case blanche d1 · Dame blanche sur case noire e1 · Roi blanc sur case blanche f1 · Fou blanc sur case noire g1 · Impératrice blanche sur case blanche h1 · Cavalier blanc sur case noire i1 · Tour blanche sur case blanche j1 | Tour noire sur case blanche a8 · Cavalier noir sur case noire b8 · Princesse noire sur case blanche c8 · Fou noir sur case noire d8 · Dame noire sur case blanche e8 · Roi noir sur case noire f8 · Fou noir sur case blanche g8 · Impératrice noire sur case noire h8 · Cavalier noir sur case blanche i8 · Tour noire sur case noire j8 · Pion noir sur case noire a7 · Pion noir sur case blanche b7 · Pion noir sur case noire c7 · Pion noir sur case blanche d7 · Pion noir sur case noire e7 · Pion noir sur case blanche f7 · Pion noir sur case noire g7 · Pion noir sur case blanche h7 · Pion noir sur case noire i7 · Pion noir sur case blanche j7 · Case blanche a6 vide · Case noire b6 vide · Case blanche c6 vide · Case noire d6 vide · Case blanche e6 vide · Case noire f6 vide · Case blanche g6 vide · Case noire h6 vide · Case blanche i6 vide · Case noire j6 vide · Case noire a5 vide · Case blanche b5 vide · Case noire c5 vide · Case blanche d5 vide · Case noire e5 vide · Case blanche f5 vide · Case noire g5 vide · Case blanche h5 vide · Case noire i5 vide · Case blanche j5 vide · Case blanche a4 vide · Case noire b4 vide · Case blanche c4 vide · Case noire d4 vide · Case blanche e4 vide · Case noire f4 vide · Case blanche g4 vide · Case noire h4 vide · Case blanche i4 vide · Case noire j4 vide · Case noire a3 vide · Case blanche b3 vide · Case noire c3 vide · Case blanche d3 vide · Case noire e3 vide · Case blanche f3 vide · Case noire g3 vide · Case blanche h3 vide · Case noire i3 vide · Case blanche j3 vide · Pion blanc sur case blanche a2 · Pion blanc sur case noire b2 · Pion blanc sur case blanche c2 · Pion blanc sur case noire d2 · Pion blanc sur case blanche e2 · Pion blanc sur case noire f2 · Pion blanc sur case blanche g2 · Pion blanc sur case noire h2 · Pion blanc sur case blanche i2 · Pion blanc sur case noire j2 · Tour blanche sur case noire a1 · Cavalier blanc sur case blanche b1 · Princesse blanche sur case noire c1 · Fou blanc sur case blanche d1 · Dame blanche sur case noire e1 · Roi blanc sur case blanche f1 · Fou blanc sur case noire g1 · Impératrice blanche sur case blanche h1 · Cavalier blanc sur case noire i1 · Tour blanche sur case blanche j1 | Tour noire sur case blanche a8 · Cavalier noir sur case noire b8 · Princesse noire sur case blanche c8 · Fou noir sur case noire d8 · Dame noire sur case blanche e8 · Roi noir sur case noire f8 · Fou noir sur case blanche g8 · Impératrice noire sur case noire h8 · Cavalier noir sur case blanche i8 · Tour noire sur case noire j8 · Pion noir sur case noire a7 · Pion noir sur case blanche b7 · Pion noir sur case noire c7 · Pion noir sur case blanche d7 · Pion noir sur case noire e7 · Pion noir sur case blanche f7 · Pion noir sur case noire g7 · Pion noir sur case blanche h7 · Pion noir sur case noire i7 · Pion noir sur case blanche j7 · Case blanche a6 vide · Case noire b6 vide · Case blanche c6 vide · Case noire d6 vide · Case blanche e6 vide · Case noire f6 vide · Case blanche g6 vide · Case noire h6 vide · Case blanche i6 vide · Case noire j6 vide · Case noire a5 vide · Case blanche b5 vide · Case noire c5 vide · Case blanche d5 vide · Case noire e5 vide · Case blanche f5 vide · Case noire g5 vide · Case blanche h5 vide · Case noire i5 vide · Case blanche j5 vide · Case blanche a4 vide · Case noire b4 vide · Case blanche c4 vide · Case noire d4 vide · Case blanche e4 vide · Case noire f4 vide · Case blanche g4 vide · Case noire h4 vide · Case blanche i4 vide · Case noire j4 vide · Case noire a3 vide · Case blanche b3 vide · Case noire c3 vide · Case blanche d3 vide · Case noire e3 vide · Case blanche f3 vide · Case noire g3 vide · Case blanche h3 vide · Case noire i3 vide · Case blanche j3 vide · Pion blanc sur case blanche a2 · Pion blanc sur case noire b2 · Pion blanc sur case blanche c2 · Pion blanc sur case noire d2 · Pion blanc sur case blanche e2 · Pion blanc sur case noire f2 · Pion blanc sur case blanche g2 · Pion blanc sur case noire h2 · Pion blanc sur case blanche i2 · Pion blanc sur case noire j2 · Tour blanche sur case noire a1 · Cavalier blanc sur case blanche b1 · Princesse blanche sur case noire c1 · Fou blanc sur case blanche d1 · Dame blanche sur case noire e1 · Roi blanc sur case blanche f1 · Fou blanc sur case noire g1 · Impératrice blanche sur case blanche h1 · Cavalier blanc sur case noire i1 · Tour blanche sur case blanche j1 | 6 |
| 5 | Tour noire sur case blanche a8 · Cavalier noir sur case noire b8 · Princesse noire sur case blanche c8 · Fou noir sur case noire d8 · Dame noire sur case blanche e8 · Roi noir sur case noire f8 · Fou noir sur case blanche g8 · Impératrice noire sur case noire h8 · Cavalier noir sur case blanche i8 · Tour noire sur case noire j8 · Pion noir sur case noire a7 · Pion noir sur case blanche b7 · Pion noir sur case noire c7 · Pion noir sur case blanche d7 · Pion noir sur case noire e7 · Pion noir sur case blanche f7 · Pion noir sur case noire g7 · Pion noir sur case blanche h7 · Pion noir sur case noire i7 · Pion noir sur case blanche j7 · Case blanche a6 vide · Case noire b6 vide · Case blanche c6 vide · Case noire d6 vide · Case blanche e6 vide · Case noire f6 vide · Case blanche g6 vide · Case noire h6 vide · Case blanche i6 vide · Case noire j6 vide · Case noire a5 vide · Case blanche b5 vide · Case noire c5 vide · Case blanche d5 vide · Case noire e5 vide · Case blanche f5 vide · Case noire g5 vide · Case blanche h5 vide · Case noire i5 vide · Case blanche j5 vide · Case blanche a4 vide · Case noire b4 vide · Case blanche c4 vide · Case noire d4 vide · Case blanche e4 vide · Case noire f4 vide · Case blanche g4 vide · Case noire h4 vide · Case blanche i4 vide · Case noire j4 vide · Case noire a3 vide · Case blanche b3 vide · Case noire c3 vide · Case blanche d3 vide · Case noire e3 vide · Case blanche f3 vide · Case noire g3 vide · Case blanche h3 vide · Case noire i3 vide · Case blanche j3 vide · Pion blanc sur case blanche a2 · Pion blanc sur case noire b2 · Pion blanc sur case blanche c2 · Pion blanc sur case noire d2 · Pion blanc sur case blanche e2 · Pion blanc sur case noire f2 · Pion blanc sur case blanche g2 · Pion blanc sur case noire h2 · Pion blanc sur case blanche i2 · Pion blanc sur case noire j2 · Tour blanche sur case noire a1 · Cavalier blanc sur case blanche b1 · Princesse blanche sur case noire c1 · Fou blanc sur case blanche d1 · Dame blanche sur case noire e1 · Roi blanc sur case blanche f1 · Fou blanc sur case noire g1 · Impératrice blanche sur case blanche h1 · Cavalier blanc sur case noire i1 · Tour blanche sur case blanche j1 | Tour noire sur case blanche a8 · Cavalier noir sur case noire b8 · Princesse noire sur case blanche c8 · Fou noir sur case noire d8 · Dame noire sur case blanche e8 · Roi noir sur case noire f8 · Fou noir sur case blanche g8 · Impératrice noire sur case noire h8 · Cavalier noir sur case blanche i8 · Tour noire sur case noire j8 · Pion noir sur case noire a7 · Pion noir sur case blanche b7 · Pion noir sur case noire c7 · Pion noir sur case blanche d7 · Pion noir sur case noire e7 · Pion noir sur case blanche f7 · Pion noir sur case noire g7 · Pion noir sur case blanche h7 · Pion noir sur case noire i7 · Pion noir sur case blanche j7 · Case blanche a6 vide · Case noire b6 vide · Case blanche c6 vide · Case noire d6 vide · Case blanche e6 vide · Case noire f6 vide · Case blanche g6 vide · Case noire h6 vide · Case blanche i6 vide · Case noire j6 vide · Case noire a5 vide · Case blanche b5 vide · Case noire c5 vide · Case blanche d5 vide · Case noire e5 vide · Case blanche f5 vide · Case noire g5 vide · Case blanche h5 vide · Case noire i5 vide · Case blanche j5 vide · Case blanche a4 vide · Case noire b4 vide · Case blanche c4 vide · Case noire d4 vide · Case blanche e4 vide · Case noire f4 vide · Case blanche g4 vide · Case noire h4 vide · Case blanche i4 vide · Case noire j4 vide · Case noire a3 vide · Case blanche b3 vide · Case noire c3 vide · Case blanche d3 vide · Case noire e3 vide · Case blanche f3 vide · Case noire g3 vide · Case blanche h3 vide · Case noire i3 vide · Case blanche j3 vide · Pion blanc sur case blanche a2 · Pion blanc sur case noire b2 · Pion blanc sur case blanche c2 · Pion blanc sur case noire d2 · Pion blanc sur case blanche e2 · Pion blanc sur case noire f2 · Pion blanc sur case blanche g2 · Pion blanc sur case noire h2 · Pion blanc sur case blanche i2 · Pion blanc sur case noire j2 · Tour blanche sur case noire a1 · Cavalier blanc sur case blanche b1 · Princesse blanche sur case noire c1 · Fou blanc sur case blanche d1 · Dame blanche sur case noire e1 · Roi blanc sur case blanche f1 · Fou blanc sur case noire g1 · Impératrice blanche sur case blanche h1 · Cavalier blanc sur case noire i1 · Tour blanche sur case blanche j1 | Tour noire sur case blanche a8 · Cavalier noir sur case noire b8 · Princesse noire sur case blanche c8 · Fou noir sur case noire d8 · Dame noire sur case blanche e8 · Roi noir sur case noire f8 · Fou noir sur case blanche g8 · Impératrice noire sur case noire h8 · Cavalier noir sur case blanche i8 · Tour noire sur case noire j8 · Pion noir sur case noire a7 · Pion noir sur case blanche b7 · Pion noir sur case noire c7 · Pion noir sur case blanche d7 · Pion noir sur case noire e7 · Pion noir sur case blanche f7 · Pion noir sur case noire g7 · Pion noir sur case blanche h7 · Pion noir sur case noire i7 · Pion noir sur case blanche j7 · Case blanche a6 vide · Case noire b6 vide · Case blanche c6 vide · Case noire d6 vide · Case blanche e6 vide · Case noire f6 vide · Case blanche g6 vide · Case noire h6 vide · Case blanche i6 vide · Case noire j6 vide · Case noire a5 vide · Case blanche b5 vide · Case noire c5 vide · Case blanche d5 vide · Case noire e5 vide · Case blanche f5 vide · Case noire g5 vide · Case blanche h5 vide · Case noire i5 vide · Case blanche j5 vide · Case blanche a4 vide · Case noire b4 vide · Case blanche c4 vide · Case noire d4 vide · Case blanche e4 vide · Case noire f4 vide · Case blanche g4 vide · Case noire h4 vide · Case blanche i4 vide · Case noire j4 vide · Case noire a3 vide · Case blanche b3 vide · Case noire c3 vide · Case blanche d3 vide · Case noire e3 vide · Case blanche f3 vide · Case noire g3 vide · Case blanche h3 vide · Case noire i3 vide · Case blanche j3 vide · Pion blanc sur case blanche a2 · Pion blanc sur case noire b2 · Pion blanc sur case blanche c2 · Pion blanc sur case noire d2 · Pion blanc sur case blanche e2 · Pion blanc sur case noire f2 · Pion blanc sur case blanche g2 · Pion blanc sur case noire h2 · Pion blanc sur case blanche i2 · Pion blanc sur case noire j2 · Tour blanche sur case noire a1 · Cavalier blanc sur case blanche b1 · Princesse blanche sur case noire c1 · Fou blanc sur case blanche d1 · Dame blanche sur case noire e1 · Roi blanc sur case blanche f1 · Fou blanc sur case noire g1 · Impératrice blanche sur case blanche h1 · Cavalier blanc sur case noire i1 · Tour blanche sur case blanche j1 | Tour noire sur case blanche a8 · Cavalier noir sur case noire b8 · Princesse noire sur case blanche c8 · Fou noir sur case noire d8 · Dame noire sur case blanche e8 · Roi noir sur case noire f8 · Fou noir sur case blanche g8 · Impératrice noire sur case noire h8 · Cavalier noir sur case blanche i8 · Tour noire sur case noire j8 · Pion noir sur case noire a7 · Pion noir sur case blanche b7 · Pion noir sur case noire c7 · Pion noir sur case blanche d7 · Pion noir sur case noire e7 · Pion noir sur case blanche f7 · Pion noir sur case noire g7 · Pion noir sur case blanche h7 · Pion noir sur case noire i7 · Pion noir sur case blanche j7 · Case blanche a6 vide · Case noire b6 vide · Case blanche c6 vide · Case noire d6 vide · Case blanche e6 vide · Case noire f6 vide · Case blanche g6 vide · Case noire h6 vide · Case blanche i6 vide · Case noire j6 vide · Case noire a5 vide · Case blanche b5 vide · Case noire c5 vide · Case blanche d5 vide · Case noire e5 vide · Case blanche f5 vide · Case noire g5 vide · Case blanche h5 vide · Case noire i5 vide · Case blanche j5 vide · Case blanche a4 vide · Case noire b4 vide · Case blanche c4 vide · Case noire d4 vide · Case blanche e4 vide · Case noire f4 vide · Case blanche g4 vide · Case noire h4 vide · Case blanche i4 vide · Case noire j4 vide · Case noire a3 vide · Case blanche b3 vide · Case noire c3 vide · Case blanche d3 vide · Case noire e3 vide · Case blanche f3 vide · Case noire g3 vide · Case blanche h3 vide · Case noire i3 vide · Case blanche j3 vide · Pion blanc sur case blanche a2 · Pion blanc sur case noire b2 · Pion blanc sur case blanche c2 · Pion blanc sur case noire d2 · Pion blanc sur case blanche e2 · Pion blanc sur case noire f2 · Pion blanc sur case blanche g2 · Pion blanc sur case noire h2 · Pion blanc sur case blanche i2 · Pion blanc sur case noire j2 · Tour blanche sur case noire a1 · Cavalier blanc sur case blanche b1 · Princesse blanche sur case noire c1 · Fou blanc sur case blanche d1 · Dame blanche sur case noire e1 · Roi blanc sur case blanche f1 · Fou blanc sur case noire g1 · Impératrice blanche sur case blanche h1 · Cavalier blanc sur case noire i1 · Tour blanche sur case blanche j1 | Tour noire sur case blanche a8 · Cavalier noir sur case noire b8 · Princesse noire sur case blanche c8 · Fou noir sur case noire d8 · Dame noire sur case blanche e8 · Roi noir sur case noire f8 · Fou noir sur case blanche g8 · Impératrice noire sur case noire h8 · Cavalier noir sur case blanche i8 · Tour noire sur case noire j8 · Pion noir sur case noire a7 · Pion noir sur case blanche b7 · Pion noir sur case noire c7 · Pion noir sur case blanche d7 · Pion noir sur case noire e7 · Pion noir sur case blanche f7 · Pion noir sur case noire g7 · Pion noir sur case blanche h7 · Pion noir sur case noire i7 · Pion noir sur case blanche j7 · Case blanche a6 vide · Case noire b6 vide · Case blanche c6 vide · Case noire d6 vide · Case blanche e6 vide · Case noire f6 vide · Case blanche g6 vide · Case noire h6 vide · Case blanche i6 vide · Case noire j6 vide · Case noire a5 vide · Case blanche b5 vide · Case noire c5 vide · Case blanche d5 vide · Case noire e5 vide · Case blanche f5 vide · Case noire g5 vide · Case blanche h5 vide · Case noire i5 vide · Case blanche j5 vide · Case blanche a4 vide · Case noire b4 vide · Case blanche c4 vide · Case noire d4 vide · Case blanche e4 vide · Case noire f4 vide · Case blanche g4 vide · Case noire h4 vide · Case blanche i4 vide · Case noire j4 vide · Case noire a3 vide · Case blanche b3 vide · Case noire c3 vide · Case blanche d3 vide · Case noire e3 vide · Case blanche f3 vide · Case noire g3 vide · Case blanche h3 vide · Case noire i3 vide · Case blanche j3 vide · Pion blanc sur case blanche a2 · Pion blanc sur case noire b2 · Pion blanc sur case blanche c2 · Pion blanc sur case noire d2 · Pion blanc sur case blanche e2 · Pion blanc sur case noire f2 · Pion blanc sur case blanche g2 · Pion blanc sur case noire h2 · Pion blanc sur case blanche i2 · Pion blanc sur case noire j2 · Tour blanche sur case noire a1 · Cavalier blanc sur case blanche b1 · Princesse blanche sur case noire c1 · Fou blanc sur case blanche d1 · Dame blanche sur case noire e1 · Roi blanc sur case blanche f1 · Fou blanc sur case noire g1 · Impératrice blanche sur case blanche h1 · Cavalier blanc sur case noire i1 · Tour blanche sur case blanche j1 | Tour noire sur case blanche a8 · Cavalier noir sur case noire b8 · Princesse noire sur case blanche c8 · Fou noir sur case noire d8 · Dame noire sur case blanche e8 · Roi noir sur case noire f8 · Fou noir sur case blanche g8 · Impératrice noire sur case noire h8 · Cavalier noir sur case blanche i8 · Tour noire sur case noire j8 · Pion noir sur case noire a7 · Pion noir sur case blanche b7 · Pion noir sur case noire c7 · Pion noir sur case blanche d7 · Pion noir sur case noire e7 · Pion noir sur case blanche f7 · Pion noir sur case noire g7 · Pion noir sur case blanche h7 · Pion noir sur case noire i7 · Pion noir sur case blanche j7 · Case blanche a6 vide · Case noire b6 vide · Case blanche c6 vide · Case noire d6 vide · Case blanche e6 vide · Case noire f6 vide · Case blanche g6 vide · Case noire h6 vide · Case blanche i6 vide · Case noire j6 vide · Case noire a5 vide · Case blanche b5 vide · Case noire c5 vide · Case blanche d5 vide · Case noire e5 vide · Case blanche f5 vide · Case noire g5 vide · Case blanche h5 vide · Case noire i5 vide · Case blanche j5 vide · Case blanche a4 vide · Case noire b4 vide · Case blanche c4 vide · Case noire d4 vide · Case blanche e4 vide · Case noire f4 vide · Case blanche g4 vide · Case noire h4 vide · Case blanche i4 vide · Case noire j4 vide · Case noire a3 vide · Case blanche b3 vide · Case noire c3 vide · Case blanche d3 vide · Case noire e3 vide · Case blanche f3 vide · Case noire g3 vide · Case blanche h3 vide · Case noire i3 vide · Case blanche j3 vide · Pion blanc sur case blanche a2 · Pion blanc sur case noire b2 · Pion blanc sur case blanche c2 · Pion blanc sur case noire d2 · Pion blanc sur case blanche e2 · Pion blanc sur case noire f2 · Pion blanc sur case blanche g2 · Pion blanc sur case noire h2 · Pion blanc sur case blanche i2 · Pion blanc sur case noire j2 · Tour blanche sur case noire a1 · Cavalier blanc sur case blanche b1 · Princesse blanche sur case noire c1 · Fou blanc sur case blanche d1 · Dame blanche sur case noire e1 · Roi blanc sur case blanche f1 · Fou blanc sur case noire g1 · Impératrice blanche sur case blanche h1 · Cavalier blanc sur case noire i1 · Tour blanche sur case blanche j1 | Tour noire sur case blanche a8 · Cavalier noir sur case noire b8 · Princesse noire sur case blanche c8 · Fou noir sur case noire d8 · Dame noire sur case blanche e8 · Roi noir sur case noire f8 · Fou noir sur case blanche g8 · Impératrice noire sur case noire h8 · Cavalier noir sur case blanche i8 · Tour noire sur case noire j8 · Pion noir sur case noire a7 · Pion noir sur case blanche b7 · Pion noir sur case noire c7 · Pion noir sur case blanche d7 · Pion noir sur case noire e7 · Pion noir sur case blanche f7 · Pion noir sur case noire g7 · Pion noir sur case blanche h7 · Pion noir sur case noire i7 · Pion noir sur case blanche j7 · Case blanche a6 vide · Case noire b6 vide · Case blanche c6 vide · Case noire d6 vide · Case blanche e6 vide · Case noire f6 vide · Case blanche g6 vide · Case noire h6 vide · Case blanche i6 vide · Case noire j6 vide · Case noire a5 vide · Case blanche b5 vide · Case noire c5 vide · Case blanche d5 vide · Case noire e5 vide · Case blanche f5 vide · Case noire g5 vide · Case blanche h5 vide · Case noire i5 vide · Case blanche j5 vide · Case blanche a4 vide · Case noire b4 vide · Case blanche c4 vide · Case noire d4 vide · Case blanche e4 vide · Case noire f4 vide · Case blanche g4 vide · Case noire h4 vide · Case blanche i4 vide · Case noire j4 vide · Case noire a3 vide · Case blanche b3 vide · Case noire c3 vide · Case blanche d3 vide · Case noire e3 vide · Case blanche f3 vide · Case noire g3 vide · Case blanche h3 vide · Case noire i3 vide · Case blanche j3 vide · Pion blanc sur case blanche a2 · Pion blanc sur case noire b2 · Pion blanc sur case blanche c2 · Pion blanc sur case noire d2 · Pion blanc sur case blanche e2 · Pion blanc sur case noire f2 · Pion blanc sur case blanche g2 · Pion blanc sur case noire h2 · Pion blanc sur case blanche i2 · Pion blanc sur case noire j2 · Tour blanche sur case noire a1 · Cavalier blanc sur case blanche b1 · Princesse blanche sur case noire c1 · Fou blanc sur case blanche d1 · Dame blanche sur case noire e1 · Roi blanc sur case blanche f1 · Fou blanc sur case noire g1 · Impératrice blanche sur case blanche h1 · Cavalier blanc sur case noire i1 · Tour blanche sur case blanche j1 | Tour noire sur case blanche a8 · Cavalier noir sur case noire b8 · Princesse noire sur case blanche c8 · Fou noir sur case noire d8 · Dame noire sur case blanche e8 · Roi noir sur case noire f8 · Fou noir sur case blanche g8 · Impératrice noire sur case noire h8 · Cavalier noir sur case blanche i8 · Tour noire sur case noire j8 · Pion noir sur case noire a7 · Pion noir sur case blanche b7 · Pion noir sur case noire c7 · Pion noir sur case blanche d7 · Pion noir sur case noire e7 · Pion noir sur case blanche f7 · Pion noir sur case noire g7 · Pion noir sur case blanche h7 · Pion noir sur case noire i7 · Pion noir sur case blanche j7 · Case blanche a6 vide · Case noire b6 vide · Case blanche c6 vide · Case noire d6 vide · Case blanche e6 vide · Case noire f6 vide · Case blanche g6 vide · Case noire h6 vide · Case blanche i6 vide · Case noire j6 vide · Case noire a5 vide · Case blanche b5 vide · Case noire c5 vide · Case blanche d5 vide · Case noire e5 vide · Case blanche f5 vide · Case noire g5 vide · Case blanche h5 vide · Case noire i5 vide · Case blanche j5 vide · Case blanche a4 vide · Case noire b4 vide · Case blanche c4 vide · Case noire d4 vide · Case blanche e4 vide · Case noire f4 vide · Case blanche g4 vide · Case noire h4 vide · Case blanche i4 vide · Case noire j4 vide · Case noire a3 vide · Case blanche b3 vide · Case noire c3 vide · Case blanche d3 vide · Case noire e3 vide · Case blanche f3 vide · Case noire g3 vide · Case blanche h3 vide · Case noire i3 vide · Case blanche j3 vide · Pion blanc sur case blanche a2 · Pion blanc sur case noire b2 · Pion blanc sur case blanche c2 · Pion blanc sur case noire d2 · Pion blanc sur case blanche e2 · Pion blanc sur case noire f2 · Pion blanc sur case blanche g2 · Pion blanc sur case noire h2 · Pion blanc sur case blanche i2 · Pion blanc sur case noire j2 · Tour blanche sur case noire a1 · Cavalier blanc sur case blanche b1 · Princesse blanche sur case noire c1 · Fou blanc sur case blanche d1 · Dame blanche sur case noire e1 · Roi blanc sur case blanche f1 · Fou blanc sur case noire g1 · Impératrice blanche sur case blanche h1 · Cavalier blanc sur case noire i1 · Tour blanche sur case blanche j1 | Tour noire sur case blanche a8 · Cavalier noir sur case noire b8 · Princesse noire sur case blanche c8 · Fou noir sur case noire d8 · Dame noire sur case blanche e8 · Roi noir sur case noire f8 · Fou noir sur case blanche g8 · Impératrice noire sur case noire h8 · Cavalier noir sur case blanche i8 · Tour noire sur case noire j8 · Pion noir sur case noire a7 · Pion noir sur case blanche b7 · Pion noir sur case noire c7 · Pion noir sur case blanche d7 · Pion noir sur case noire e7 · Pion noir sur case blanche f7 · Pion noir sur case noire g7 · Pion noir sur case blanche h7 · Pion noir sur case noire i7 · Pion noir sur case blanche j7 · Case blanche a6 vide · Case noire b6 vide · Case blanche c6 vide · Case noire d6 vide · Case blanche e6 vide · Case noire f6 vide · Case blanche g6 vide · Case noire h6 vide · Case blanche i6 vide · Case noire j6 vide · Case noire a5 vide · Case blanche b5 vide · Case noire c5 vide · Case blanche d5 vide · Case noire e5 vide · Case blanche f5 vide · Case noire g5 vide · Case blanche h5 vide · Case noire i5 vide · Case blanche j5 vide · Case blanche a4 vide · Case noire b4 vide · Case blanche c4 vide · Case noire d4 vide · Case blanche e4 vide · Case noire f4 vide · Case blanche g4 vide · Case noire h4 vide · Case blanche i4 vide · Case noire j4 vide · Case noire a3 vide · Case blanche b3 vide · Case noire c3 vide · Case blanche d3 vide · Case noire e3 vide · Case blanche f3 vide · Case noire g3 vide · Case blanche h3 vide · Case noire i3 vide · Case blanche j3 vide · Pion blanc sur case blanche a2 · Pion blanc sur case noire b2 · Pion blanc sur case blanche c2 · Pion blanc sur case noire d2 · Pion blanc sur case blanche e2 · Pion blanc sur case noire f2 · Pion blanc sur case blanche g2 · Pion blanc sur case noire h2 · Pion blanc sur case blanche i2 · Pion blanc sur case noire j2 · Tour blanche sur case noire a1 · Cavalier blanc sur case blanche b1 · Princesse blanche sur case noire c1 · Fou blanc sur case blanche d1 · Dame blanche sur case noire e1 · Roi blanc sur case blanche f1 · Fou blanc sur case noire g1 · Impératrice blanche sur case blanche h1 · Cavalier blanc sur case noire i1 · Tour blanche sur case blanche j1 | Tour noire sur case blanche a8 · Cavalier noir sur case noire b8 · Princesse noire sur case blanche c8 · Fou noir sur case noire d8 · Dame noire sur case blanche e8 · Roi noir sur case noire f8 · Fou noir sur case blanche g8 · Impératrice noire sur case noire h8 · Cavalier noir sur case blanche i8 · Tour noire sur case noire j8 · Pion noir sur case noire a7 · Pion noir sur case blanche b7 · Pion noir sur case noire c7 · Pion noir sur case blanche d7 · Pion noir sur case noire e7 · Pion noir sur case blanche f7 · Pion noir sur case noire g7 · Pion noir sur case blanche h7 · Pion noir sur case noire i7 · Pion noir sur case blanche j7 · Case blanche a6 vide · Case noire b6 vide · Case blanche c6 vide · Case noire d6 vide · Case blanche e6 vide · Case noire f6 vide · Case blanche g6 vide · Case noire h6 vide · Case blanche i6 vide · Case noire j6 vide · Case noire a5 vide · Case blanche b5 vide · Case noire c5 vide · Case blanche d5 vide · Case noire e5 vide · Case blanche f5 vide · Case noire g5 vide · Case blanche h5 vide · Case noire i5 vide · Case blanche j5 vide · Case blanche a4 vide · Case noire b4 vide · Case blanche c4 vide · Case noire d4 vide · Case blanche e4 vide · Case noire f4 vide · Case blanche g4 vide · Case noire h4 vide · Case blanche i4 vide · Case noire j4 vide · Case noire a3 vide · Case blanche b3 vide · Case noire c3 vide · Case blanche d3 vide · Case noire e3 vide · Case blanche f3 vide · Case noire g3 vide · Case blanche h3 vide · Case noire i3 vide · Case blanche j3 vide · Pion blanc sur case blanche a2 · Pion blanc sur case noire b2 · Pion blanc sur case blanche c2 · Pion blanc sur case noire d2 · Pion blanc sur case blanche e2 · Pion blanc sur case noire f2 · Pion blanc sur case blanche g2 · Pion blanc sur case noire h2 · Pion blanc sur case blanche i2 · Pion blanc sur case noire j2 · Tour blanche sur case noire a1 · Cavalier blanc sur case blanche b1 · Princesse blanche sur case noire c1 · Fou blanc sur case blanche d1 · Dame blanche sur case noire e1 · Roi blanc sur case blanche f1 · Fou blanc sur case noire g1 · Impératrice blanche sur case blanche h1 · Cavalier blanc sur case noire i1 · Tour blanche sur case blanche j1 | 5 |
| 4 | Tour noire sur case blanche a8 · Cavalier noir sur case noire b8 · Princesse noire sur case blanche c8 · Fou noir sur case noire d8 · Dame noire sur case blanche e8 · Roi noir sur case noire f8 · Fou noir sur case blanche g8 · Impératrice noire sur case noire h8 · Cavalier noir sur case blanche i8 · Tour noire sur case noire j8 · Pion noir sur case noire a7 · Pion noir sur case blanche b7 · Pion noir sur case noire c7 · Pion noir sur case blanche d7 · Pion noir sur case noire e7 · Pion noir sur case blanche f7 · Pion noir sur case noire g7 · Pion noir sur case blanche h7 · Pion noir sur case noire i7 · Pion noir sur case blanche j7 · Case blanche a6 vide · Case noire b6 vide · Case blanche c6 vide · Case noire d6 vide · Case blanche e6 vide · Case noire f6 vide · Case blanche g6 vide · Case noire h6 vide · Case blanche i6 vide · Case noire j6 vide · Case noire a5 vide · Case blanche b5 vide · Case noire c5 vide · Case blanche d5 vide · Case noire e5 vide · Case blanche f5 vide · Case noire g5 vide · Case blanche h5 vide · Case noire i5 vide · Case blanche j5 vide · Case blanche a4 vide · Case noire b4 vide · Case blanche c4 vide · Case noire d4 vide · Case blanche e4 vide · Case noire f4 vide · Case blanche g4 vide · Case noire h4 vide · Case blanche i4 vide · Case noire j4 vide · Case noire a3 vide · Case blanche b3 vide · Case noire c3 vide · Case blanche d3 vide · Case noire e3 vide · Case blanche f3 vide · Case noire g3 vide · Case blanche h3 vide · Case noire i3 vide · Case blanche j3 vide · Pion blanc sur case blanche a2 · Pion blanc sur case noire b2 · Pion blanc sur case blanche c2 · Pion blanc sur case noire d2 · Pion blanc sur case blanche e2 · Pion blanc sur case noire f2 · Pion blanc sur case blanche g2 · Pion blanc sur case noire h2 · Pion blanc sur case blanche i2 · Pion blanc sur case noire j2 · Tour blanche sur case noire a1 · Cavalier blanc sur case blanche b1 · Princesse blanche sur case noire c1 · Fou blanc sur case blanche d1 · Dame blanche sur case noire e1 · Roi blanc sur case blanche f1 · Fou blanc sur case noire g1 · Impératrice blanche sur case blanche h1 · Cavalier blanc sur case noire i1 · Tour blanche sur case blanche j1 | Tour noire sur case blanche a8 · Cavalier noir sur case noire b8 · Princesse noire sur case blanche c8 · Fou noir sur case noire d8 · Dame noire sur case blanche e8 · Roi noir sur case noire f8 · Fou noir sur case blanche g8 · Impératrice noire sur case noire h8 · Cavalier noir sur case blanche i8 · Tour noire sur case noire j8 · Pion noir sur case noire a7 · Pion noir sur case blanche b7 · Pion noir sur case noire c7 · Pion noir sur case blanche d7 · Pion noir sur case noire e7 · Pion noir sur case blanche f7 · Pion noir sur case noire g7 · Pion noir sur case blanche h7 · Pion noir sur case noire i7 · Pion noir sur case blanche j7 · Case blanche a6 vide · Case noire b6 vide · Case blanche c6 vide · Case noire d6 vide · Case blanche e6 vide · Case noire f6 vide · Case blanche g6 vide · Case noire h6 vide · Case blanche i6 vide · Case noire j6 vide · Case noire a5 vide · Case blanche b5 vide · Case noire c5 vide · Case blanche d5 vide · Case noire e5 vide · Case blanche f5 vide · Case noire g5 vide · Case blanche h5 vide · Case noire i5 vide · Case blanche j5 vide · Case blanche a4 vide · Case noire b4 vide · Case blanche c4 vide · Case noire d4 vide · Case blanche e4 vide · Case noire f4 vide · Case blanche g4 vide · Case noire h4 vide · Case blanche i4 vide · Case noire j4 vide · Case noire a3 vide · Case blanche b3 vide · Case noire c3 vide · Case blanche d3 vide · Case noire e3 vide · Case blanche f3 vide · Case noire g3 vide · Case blanche h3 vide · Case noire i3 vide · Case blanche j3 vide · Pion blanc sur case blanche a2 · Pion blanc sur case noire b2 · Pion blanc sur case blanche c2 · Pion blanc sur case noire d2 · Pion blanc sur case blanche e2 · Pion blanc sur case noire f2 · Pion blanc sur case blanche g2 · Pion blanc sur case noire h2 · Pion blanc sur case blanche i2 · Pion blanc sur case noire j2 · Tour blanche sur case noire a1 · Cavalier blanc sur case blanche b1 · Princesse blanche sur case noire c1 · Fou blanc sur case blanche d1 · Dame blanche sur case noire e1 · Roi blanc sur case blanche f1 · Fou blanc sur case noire g1 · Impératrice blanche sur case blanche h1 · Cavalier blanc sur case noire i1 · Tour blanche sur case blanche j1 | Tour noire sur case blanche a8 · Cavalier noir sur case noire b8 · Princesse noire sur case blanche c8 · Fou noir sur case noire d8 · Dame noire sur case blanche e8 · Roi noir sur case noire f8 · Fou noir sur case blanche g8 · Impératrice noire sur case noire h8 · Cavalier noir sur case blanche i8 · Tour noire sur case noire j8 · Pion noir sur case noire a7 · Pion noir sur case blanche b7 · Pion noir sur case noire c7 · Pion noir sur case blanche d7 · Pion noir sur case noire e7 · Pion noir sur case blanche f7 · Pion noir sur case noire g7 · Pion noir sur case blanche h7 · Pion noir sur case noire i7 · Pion noir sur case blanche j7 · Case blanche a6 vide · Case noire b6 vide · Case blanche c6 vide · Case noire d6 vide · Case blanche e6 vide · Case noire f6 vide · Case blanche g6 vide · Case noire h6 vide · Case blanche i6 vide · Case noire j6 vide · Case noire a5 vide · Case blanche b5 vide · Case noire c5 vide · Case blanche d5 vide · Case noire e5 vide · Case blanche f5 vide · Case noire g5 vide · Case blanche h5 vide · Case noire i5 vide · Case blanche j5 vide · Case blanche a4 vide · Case noire b4 vide · Case blanche c4 vide · Case noire d4 vide · Case blanche e4 vide · Case noire f4 vide · Case blanche g4 vide · Case noire h4 vide · Case blanche i4 vide · Case noire j4 vide · Case noire a3 vide · Case blanche b3 vide · Case noire c3 vide · Case blanche d3 vide · Case noire e3 vide · Case blanche f3 vide · Case noire g3 vide · Case blanche h3 vide · Case noire i3 vide · Case blanche j3 vide · Pion blanc sur case blanche a2 · Pion blanc sur case noire b2 · Pion blanc sur case blanche c2 · Pion blanc sur case noire d2 · Pion blanc sur case blanche e2 · Pion blanc sur case noire f2 · Pion blanc sur case blanche g2 · Pion blanc sur case noire h2 · Pion blanc sur case blanche i2 · Pion blanc sur case noire j2 · Tour blanche sur case noire a1 · Cavalier blanc sur case blanche b1 · Princesse blanche sur case noire c1 · Fou blanc sur case blanche d1 · Dame blanche sur case noire e1 · Roi blanc sur case blanche f1 · Fou blanc sur case noire g1 · Impératrice blanche sur case blanche h1 · Cavalier blanc sur case noire i1 · Tour blanche sur case blanche j1 | Tour noire sur case blanche a8 · Cavalier noir sur case noire b8 · Princesse noire sur case blanche c8 · Fou noir sur case noire d8 · Dame noire sur case blanche e8 · Roi noir sur case noire f8 · Fou noir sur case blanche g8 · Impératrice noire sur case noire h8 · Cavalier noir sur case blanche i8 · Tour noire sur case noire j8 · Pion noir sur case noire a7 · Pion noir sur case blanche b7 · Pion noir sur case noire c7 · Pion noir sur case blanche d7 · Pion noir sur case noire e7 · Pion noir sur case blanche f7 · Pion noir sur case noire g7 · Pion noir sur case blanche h7 · Pion noir sur case noire i7 · Pion noir sur case blanche j7 · Case blanche a6 vide · Case noire b6 vide · Case blanche c6 vide · Case noire d6 vide · Case blanche e6 vide · Case noire f6 vide · Case blanche g6 vide · Case noire h6 vide · Case blanche i6 vide · Case noire j6 vide · Case noire a5 vide · Case blanche b5 vide · Case noire c5 vide · Case blanche d5 vide · Case noire e5 vide · Case blanche f5 vide · Case noire g5 vide · Case blanche h5 vide · Case noire i5 vide · Case blanche j5 vide · Case blanche a4 vide · Case noire b4 vide · Case blanche c4 vide · Case noire d4 vide · Case blanche e4 vide · Case noire f4 vide · Case blanche g4 vide · Case noire h4 vide · Case blanche i4 vide · Case noire j4 vide · Case noire a3 vide · Case blanche b3 vide · Case noire c3 vide · Case blanche d3 vide · Case noire e3 vide · Case blanche f3 vide · Case noire g3 vide · Case blanche h3 vide · Case noire i3 vide · Case blanche j3 vide · Pion blanc sur case blanche a2 · Pion blanc sur case noire b2 · Pion blanc sur case blanche c2 · Pion blanc sur case noire d2 · Pion blanc sur case blanche e2 · Pion blanc sur case noire f2 · Pion blanc sur case blanche g2 · Pion blanc sur case noire h2 · Pion blanc sur case blanche i2 · Pion blanc sur case noire j2 · Tour blanche sur case noire a1 · Cavalier blanc sur case blanche b1 · Princesse blanche sur case noire c1 · Fou blanc sur case blanche d1 · Dame blanche sur case noire e1 · Roi blanc sur case blanche f1 · Fou blanc sur case noire g1 · Impératrice blanche sur case blanche h1 · Cavalier blanc sur case noire i1 · Tour blanche sur case blanche j1 | Tour noire sur case blanche a8 · Cavalier noir sur case noire b8 · Princesse noire sur case blanche c8 · Fou noir sur case noire d8 · Dame noire sur case blanche e8 · Roi noir sur case noire f8 · Fou noir sur case blanche g8 · Impératrice noire sur case noire h8 · Cavalier noir sur case blanche i8 · Tour noire sur case noire j8 · Pion noir sur case noire a7 · Pion noir sur case blanche b7 · Pion noir sur case noire c7 · Pion noir sur case blanche d7 · Pion noir sur case noire e7 · Pion noir sur case blanche f7 · Pion noir sur case noire g7 · Pion noir sur case blanche h7 · Pion noir sur case noire i7 · Pion noir sur case blanche j7 · Case blanche a6 vide · Case noire b6 vide · Case blanche c6 vide · Case noire d6 vide · Case blanche e6 vide · Case noire f6 vide · Case blanche g6 vide · Case noire h6 vide · Case blanche i6 vide · Case noire j6 vide · Case noire a5 vide · Case blanche b5 vide · Case noire c5 vide · Case blanche d5 vide · Case noire e5 vide · Case blanche f5 vide · Case noire g5 vide · Case blanche h5 vide · Case noire i5 vide · Case blanche j5 vide · Case blanche a4 vide · Case noire b4 vide · Case blanche c4 vide · Case noire d4 vide · Case blanche e4 vide · Case noire f4 vide · Case blanche g4 vide · Case noire h4 vide · Case blanche i4 vide · Case noire j4 vide · Case noire a3 vide · Case blanche b3 vide · Case noire c3 vide · Case blanche d3 vide · Case noire e3 vide · Case blanche f3 vide · Case noire g3 vide · Case blanche h3 vide · Case noire i3 vide · Case blanche j3 vide · Pion blanc sur case blanche a2 · Pion blanc sur case noire b2 · Pion blanc sur case blanche c2 · Pion blanc sur case noire d2 · Pion blanc sur case blanche e2 · Pion blanc sur case noire f2 · Pion blanc sur case blanche g2 · Pion blanc sur case noire h2 · Pion blanc sur case blanche i2 · Pion blanc sur case noire j2 · Tour blanche sur case noire a1 · Cavalier blanc sur case blanche b1 · Princesse blanche sur case noire c1 · Fou blanc sur case blanche d1 · Dame blanche sur case noire e1 · Roi blanc sur case blanche f1 · Fou blanc sur case noire g1 · Impératrice blanche sur case blanche h1 · Cavalier blanc sur case noire i1 · Tour blanche sur case blanche j1 | Tour noire sur case blanche a8 · Cavalier noir sur case noire b8 · Princesse noire sur case blanche c8 · Fou noir sur case noire d8 · Dame noire sur case blanche e8 · Roi noir sur case noire f8 · Fou noir sur case blanche g8 · Impératrice noire sur case noire h8 · Cavalier noir sur case blanche i8 · Tour noire sur case noire j8 · Pion noir sur case noire a7 · Pion noir sur case blanche b7 · Pion noir sur case noire c7 · Pion noir sur case blanche d7 · Pion noir sur case noire e7 · Pion noir sur case blanche f7 · Pion noir sur case noire g7 · Pion noir sur case blanche h7 · Pion noir sur case noire i7 · Pion noir sur case blanche j7 · Case blanche a6 vide · Case noire b6 vide · Case blanche c6 vide · Case noire d6 vide · Case blanche e6 vide · Case noire f6 vide · Case blanche g6 vide · Case noire h6 vide · Case blanche i6 vide · Case noire j6 vide · Case noire a5 vide · Case blanche b5 vide · Case noire c5 vide · Case blanche d5 vide · Case noire e5 vide · Case blanche f5 vide · Case noire g5 vide · Case blanche h5 vide · Case noire i5 vide · Case blanche j5 vide · Case blanche a4 vide · Case noire b4 vide · Case blanche c4 vide · Case noire d4 vide · Case blanche e4 vide · Case noire f4 vide · Case blanche g4 vide · Case noire h4 vide · Case blanche i4 vide · Case noire j4 vide · Case noire a3 vide · Case blanche b3 vide · Case noire c3 vide · Case blanche d3 vide · Case noire e3 vide · Case blanche f3 vide · Case noire g3 vide · Case blanche h3 vide · Case noire i3 vide · Case blanche j3 vide · Pion blanc sur case blanche a2 · Pion blanc sur case noire b2 · Pion blanc sur case blanche c2 · Pion blanc sur case noire d2 · Pion blanc sur case blanche e2 · Pion blanc sur case noire f2 · Pion blanc sur case blanche g2 · Pion blanc sur case noire h2 · Pion blanc sur case blanche i2 · Pion blanc sur case noire j2 · Tour blanche sur case noire a1 · Cavalier blanc sur case blanche b1 · Princesse blanche sur case noire c1 · Fou blanc sur case blanche d1 · Dame blanche sur case noire e1 · Roi blanc sur case blanche f1 · Fou blanc sur case noire g1 · Impératrice blanche sur case blanche h1 · Cavalier blanc sur case noire i1 · Tour blanche sur case blanche j1 | Tour noire sur case blanche a8 · Cavalier noir sur case noire b8 · Princesse noire sur case blanche c8 · Fou noir sur case noire d8 · Dame noire sur case blanche e8 · Roi noir sur case noire f8 · Fou noir sur case blanche g8 · Impératrice noire sur case noire h8 · Cavalier noir sur case blanche i8 · Tour noire sur case noire j8 · Pion noir sur case noire a7 · Pion noir sur case blanche b7 · Pion noir sur case noire c7 · Pion noir sur case blanche d7 · Pion noir sur case noire e7 · Pion noir sur case blanche f7 · Pion noir sur case noire g7 · Pion noir sur case blanche h7 · Pion noir sur case noire i7 · Pion noir sur case blanche j7 · Case blanche a6 vide · Case noire b6 vide · Case blanche c6 vide · Case noire d6 vide · Case blanche e6 vide · Case noire f6 vide · Case blanche g6 vide · Case noire h6 vide · Case blanche i6 vide · Case noire j6 vide · Case noire a5 vide · Case blanche b5 vide · Case noire c5 vide · Case blanche d5 vide · Case noire e5 vide · Case blanche f5 vide · Case noire g5 vide · Case blanche h5 vide · Case noire i5 vide · Case blanche j5 vide · Case blanche a4 vide · Case noire b4 vide · Case blanche c4 vide · Case noire d4 vide · Case blanche e4 vide · Case noire f4 vide · Case blanche g4 vide · Case noire h4 vide · Case blanche i4 vide · Case noire j4 vide · Case noire a3 vide · Case blanche b3 vide · Case noire c3 vide · Case blanche d3 vide · Case noire e3 vide · Case blanche f3 vide · Case noire g3 vide · Case blanche h3 vide · Case noire i3 vide · Case blanche j3 vide · Pion blanc sur case blanche a2 · Pion blanc sur case noire b2 · Pion blanc sur case blanche c2 · Pion blanc sur case noire d2 · Pion blanc sur case blanche e2 · Pion blanc sur case noire f2 · Pion blanc sur case blanche g2 · Pion blanc sur case noire h2 · Pion blanc sur case blanche i2 · Pion blanc sur case noire j2 · Tour blanche sur case noire a1 · Cavalier blanc sur case blanche b1 · Princesse blanche sur case noire c1 · Fou blanc sur case blanche d1 · Dame blanche sur case noire e1 · Roi blanc sur case blanche f1 · Fou blanc sur case noire g1 · Impératrice blanche sur case blanche h1 · Cavalier blanc sur case noire i1 · Tour blanche sur case blanche j1 | Tour noire sur case blanche a8 · Cavalier noir sur case noire b8 · Princesse noire sur case blanche c8 · Fou noir sur case noire d8 · Dame noire sur case blanche e8 · Roi noir sur case noire f8 · Fou noir sur case blanche g8 · Impératrice noire sur case noire h8 · Cavalier noir sur case blanche i8 · Tour noire sur case noire j8 · Pion noir sur case noire a7 · Pion noir sur case blanche b7 · Pion noir sur case noire c7 · Pion noir sur case blanche d7 · Pion noir sur case noire e7 · Pion noir sur case blanche f7 · Pion noir sur case noire g7 · Pion noir sur case blanche h7 · Pion noir sur case noire i7 · Pion noir sur case blanche j7 · Case blanche a6 vide · Case noire b6 vide · Case blanche c6 vide · Case noire d6 vide · Case blanche e6 vide · Case noire f6 vide · Case blanche g6 vide · Case noire h6 vide · Case blanche i6 vide · Case noire j6 vide · Case noire a5 vide · Case blanche b5 vide · Case noire c5 vide · Case blanche d5 vide · Case noire e5 vide · Case blanche f5 vide · Case noire g5 vide · Case blanche h5 vide · Case noire i5 vide · Case blanche j5 vide · Case blanche a4 vide · Case noire b4 vide · Case blanche c4 vide · Case noire d4 vide · Case blanche e4 vide · Case noire f4 vide · Case blanche g4 vide · Case noire h4 vide · Case blanche i4 vide · Case noire j4 vide · Case noire a3 vide · Case blanche b3 vide · Case noire c3 vide · Case blanche d3 vide · Case noire e3 vide · Case blanche f3 vide · Case noire g3 vide · Case blanche h3 vide · Case noire i3 vide · Case blanche j3 vide · Pion blanc sur case blanche a2 · Pion blanc sur case noire b2 · Pion blanc sur case blanche c2 · Pion blanc sur case noire d2 · Pion blanc sur case blanche e2 · Pion blanc sur case noire f2 · Pion blanc sur case blanche g2 · Pion blanc sur case noire h2 · Pion blanc sur case blanche i2 · Pion blanc sur case noire j2 · Tour blanche sur case noire a1 · Cavalier blanc sur case blanche b1 · Princesse blanche sur case noire c1 · Fou blanc sur case blanche d1 · Dame blanche sur case noire e1 · Roi blanc sur case blanche f1 · Fou blanc sur case noire g1 · Impératrice blanche sur case blanche h1 · Cavalier blanc sur case noire i1 · Tour blanche sur case blanche j1 | Tour noire sur case blanche a8 · Cavalier noir sur case noire b8 · Princesse noire sur case blanche c8 · Fou noir sur case noire d8 · Dame noire sur case blanche e8 · Roi noir sur case noire f8 · Fou noir sur case blanche g8 · Impératrice noire sur case noire h8 · Cavalier noir sur case blanche i8 · Tour noire sur case noire j8 · Pion noir sur case noire a7 · Pion noir sur case blanche b7 · Pion noir sur case noire c7 · Pion noir sur case blanche d7 · Pion noir sur case noire e7 · Pion noir sur case blanche f7 · Pion noir sur case noire g7 · Pion noir sur case blanche h7 · Pion noir sur case noire i7 · Pion noir sur case blanche j7 · Case blanche a6 vide · Case noire b6 vide · Case blanche c6 vide · Case noire d6 vide · Case blanche e6 vide · Case noire f6 vide · Case blanche g6 vide · Case noire h6 vide · Case blanche i6 vide · Case noire j6 vide · Case noire a5 vide · Case blanche b5 vide · Case noire c5 vide · Case blanche d5 vide · Case noire e5 vide · Case blanche f5 vide · Case noire g5 vide · Case blanche h5 vide · Case noire i5 vide · Case blanche j5 vide · Case blanche a4 vide · Case noire b4 vide · Case blanche c4 vide · Case noire d4 vide · Case blanche e4 vide · Case noire f4 vide · Case blanche g4 vide · Case noire h4 vide · Case blanche i4 vide · Case noire j4 vide · Case noire a3 vide · Case blanche b3 vide · Case noire c3 vide · Case blanche d3 vide · Case noire e3 vide · Case blanche f3 vide · Case noire g3 vide · Case blanche h3 vide · Case noire i3 vide · Case blanche j3 vide · Pion blanc sur case blanche a2 · Pion blanc sur case noire b2 · Pion blanc sur case blanche c2 · Pion blanc sur case noire d2 · Pion blanc sur case blanche e2 · Pion blanc sur case noire f2 · Pion blanc sur case blanche g2 · Pion blanc sur case noire h2 · Pion blanc sur case blanche i2 · Pion blanc sur case noire j2 · Tour blanche sur case noire a1 · Cavalier blanc sur case blanche b1 · Princesse blanche sur case noire c1 · Fou blanc sur case blanche d1 · Dame blanche sur case noire e1 · Roi blanc sur case blanche f1 · Fou blanc sur case noire g1 · Impératrice blanche sur case blanche h1 · Cavalier blanc sur case noire i1 · Tour blanche sur case blanche j1 | Tour noire sur case blanche a8 · Cavalier noir sur case noire b8 · Princesse noire sur case blanche c8 · Fou noir sur case noire d8 · Dame noire sur case blanche e8 · Roi noir sur case noire f8 · Fou noir sur case blanche g8 · Impératrice noire sur case noire h8 · Cavalier noir sur case blanche i8 · Tour noire sur case noire j8 · Pion noir sur case noire a7 · Pion noir sur case blanche b7 · Pion noir sur case noire c7 · Pion noir sur case blanche d7 · Pion noir sur case noire e7 · Pion noir sur case blanche f7 · Pion noir sur case noire g7 · Pion noir sur case blanche h7 · Pion noir sur case noire i7 · Pion noir sur case blanche j7 · Case blanche a6 vide · Case noire b6 vide · Case blanche c6 vide · Case noire d6 vide · Case blanche e6 vide · Case noire f6 vide · Case blanche g6 vide · Case noire h6 vide · Case blanche i6 vide · Case noire j6 vide · Case noire a5 vide · Case blanche b5 vide · Case noire c5 vide · Case blanche d5 vide · Case noire e5 vide · Case blanche f5 vide · Case noire g5 vide · Case blanche h5 vide · Case noire i5 vide · Case blanche j5 vide · Case blanche a4 vide · Case noire b4 vide · Case blanche c4 vide · Case noire d4 vide · Case blanche e4 vide · Case noire f4 vide · Case blanche g4 vide · Case noire h4 vide · Case blanche i4 vide · Case noire j4 vide · Case noire a3 vide · Case blanche b3 vide · Case noire c3 vide · Case blanche d3 vide · Case noire e3 vide · Case blanche f3 vide · Case noire g3 vide · Case blanche h3 vide · Case noire i3 vide · Case blanche j3 vide · Pion blanc sur case blanche a2 · Pion blanc sur case noire b2 · Pion blanc sur case blanche c2 · Pion blanc sur case noire d2 · Pion blanc sur case blanche e2 · Pion blanc sur case noire f2 · Pion blanc sur case blanche g2 · Pion blanc sur case noire h2 · Pion blanc sur case blanche i2 · Pion blanc sur case noire j2 · Tour blanche sur case noire a1 · Cavalier blanc sur case blanche b1 · Princesse blanche sur case noire c1 · Fou blanc sur case blanche d1 · Dame blanche sur case noire e1 · Roi blanc sur case blanche f1 · Fou blanc sur case noire g1 · Impératrice blanche sur case blanche h1 · Cavalier blanc sur case noire i1 · Tour blanche sur case blanche j1 | 4 |
| 3 | Tour noire sur case blanche a8 · Cavalier noir sur case noire b8 · Princesse noire sur case blanche c8 · Fou noir sur case noire d8 · Dame noire sur case blanche e8 · Roi noir sur case noire f8 · Fou noir sur case blanche g8 · Impératrice noire sur case noire h8 · Cavalier noir sur case blanche i8 · Tour noire sur case noire j8 · Pion noir sur case noire a7 · Pion noir sur case blanche b7 · Pion noir sur case noire c7 · Pion noir sur case blanche d7 · Pion noir sur case noire e7 · Pion noir sur case blanche f7 · Pion noir sur case noire g7 · Pion noir sur case blanche h7 · Pion noir sur case noire i7 · Pion noir sur case blanche j7 · Case blanche a6 vide · Case noire b6 vide · Case blanche c6 vide · Case noire d6 vide · Case blanche e6 vide · Case noire f6 vide · Case blanche g6 vide · Case noire h6 vide · Case blanche i6 vide · Case noire j6 vide · Case noire a5 vide · Case blanche b5 vide · Case noire c5 vide · Case blanche d5 vide · Case noire e5 vide · Case blanche f5 vide · Case noire g5 vide · Case blanche h5 vide · Case noire i5 vide · Case blanche j5 vide · Case blanche a4 vide · Case noire b4 vide · Case blanche c4 vide · Case noire d4 vide · Case blanche e4 vide · Case noire f4 vide · Case blanche g4 vide · Case noire h4 vide · Case blanche i4 vide · Case noire j4 vide · Case noire a3 vide · Case blanche b3 vide · Case noire c3 vide · Case blanche d3 vide · Case noire e3 vide · Case blanche f3 vide · Case noire g3 vide · Case blanche h3 vide · Case noire i3 vide · Case blanche j3 vide · Pion blanc sur case blanche a2 · Pion blanc sur case noire b2 · Pion blanc sur case blanche c2 · Pion blanc sur case noire d2 · Pion blanc sur case blanche e2 · Pion blanc sur case noire f2 · Pion blanc sur case blanche g2 · Pion blanc sur case noire h2 · Pion blanc sur case blanche i2 · Pion blanc sur case noire j2 · Tour blanche sur case noire a1 · Cavalier blanc sur case blanche b1 · Princesse blanche sur case noire c1 · Fou blanc sur case blanche d1 · Dame blanche sur case noire e1 · Roi blanc sur case blanche f1 · Fou blanc sur case noire g1 · Impératrice blanche sur case blanche h1 · Cavalier blanc sur case noire i1 · Tour blanche sur case blanche j1 | Tour noire sur case blanche a8 · Cavalier noir sur case noire b8 · Princesse noire sur case blanche c8 · Fou noir sur case noire d8 · Dame noire sur case blanche e8 · Roi noir sur case noire f8 · Fou noir sur case blanche g8 · Impératrice noire sur case noire h8 · Cavalier noir sur case blanche i8 · Tour noire sur case noire j8 · Pion noir sur case noire a7 · Pion noir sur case blanche b7 · Pion noir sur case noire c7 · Pion noir sur case blanche d7 · Pion noir sur case noire e7 · Pion noir sur case blanche f7 · Pion noir sur case noire g7 · Pion noir sur case blanche h7 · Pion noir sur case noire i7 · Pion noir sur case blanche j7 · Case blanche a6 vide · Case noire b6 vide · Case blanche c6 vide · Case noire d6 vide · Case blanche e6 vide · Case noire f6 vide · Case blanche g6 vide · Case noire h6 vide · Case blanche i6 vide · Case noire j6 vide · Case noire a5 vide · Case blanche b5 vide · Case noire c5 vide · Case blanche d5 vide · Case noire e5 vide · Case blanche f5 vide · Case noire g5 vide · Case blanche h5 vide · Case noire i5 vide · Case blanche j5 vide · Case blanche a4 vide · Case noire b4 vide · Case blanche c4 vide · Case noire d4 vide · Case blanche e4 vide · Case noire f4 vide · Case blanche g4 vide · Case noire h4 vide · Case blanche i4 vide · Case noire j4 vide · Case noire a3 vide · Case blanche b3 vide · Case noire c3 vide · Case blanche d3 vide · Case noire e3 vide · Case blanche f3 vide · Case noire g3 vide · Case blanche h3 vide · Case noire i3 vide · Case blanche j3 vide · Pion blanc sur case blanche a2 · Pion blanc sur case noire b2 · Pion blanc sur case blanche c2 · Pion blanc sur case noire d2 · Pion blanc sur case blanche e2 · Pion blanc sur case noire f2 · Pion blanc sur case blanche g2 · Pion blanc sur case noire h2 · Pion blanc sur case blanche i2 · Pion blanc sur case noire j2 · Tour blanche sur case noire a1 · Cavalier blanc sur case blanche b1 · Princesse blanche sur case noire c1 · Fou blanc sur case blanche d1 · Dame blanche sur case noire e1 · Roi blanc sur case blanche f1 · Fou blanc sur case noire g1 · Impératrice blanche sur case blanche h1 · Cavalier blanc sur case noire i1 · Tour blanche sur case blanche j1 | Tour noire sur case blanche a8 · Cavalier noir sur case noire b8 · Princesse noire sur case blanche c8 · Fou noir sur case noire d8 · Dame noire sur case blanche e8 · Roi noir sur case noire f8 · Fou noir sur case blanche g8 · Impératrice noire sur case noire h8 · Cavalier noir sur case blanche i8 · Tour noire sur case noire j8 · Pion noir sur case noire a7 · Pion noir sur case blanche b7 · Pion noir sur case noire c7 · Pion noir sur case blanche d7 · Pion noir sur case noire e7 · Pion noir sur case blanche f7 · Pion noir sur case noire g7 · Pion noir sur case blanche h7 · Pion noir sur case noire i7 · Pion noir sur case blanche j7 · Case blanche a6 vide · Case noire b6 vide · Case blanche c6 vide · Case noire d6 vide · Case blanche e6 vide · Case noire f6 vide · Case blanche g6 vide · Case noire h6 vide · Case blanche i6 vide · Case noire j6 vide · Case noire a5 vide · Case blanche b5 vide · Case noire c5 vide · Case blanche d5 vide · Case noire e5 vide · Case blanche f5 vide · Case noire g5 vide · Case blanche h5 vide · Case noire i5 vide · Case blanche j5 vide · Case blanche a4 vide · Case noire b4 vide · Case blanche c4 vide · Case noire d4 vide · Case blanche e4 vide · Case noire f4 vide · Case blanche g4 vide · Case noire h4 vide · Case blanche i4 vide · Case noire j4 vide · Case noire a3 vide · Case blanche b3 vide · Case noire c3 vide · Case blanche d3 vide · Case noire e3 vide · Case blanche f3 vide · Case noire g3 vide · Case blanche h3 vide · Case noire i3 vide · Case blanche j3 vide · Pion blanc sur case blanche a2 · Pion blanc sur case noire b2 · Pion blanc sur case blanche c2 · Pion blanc sur case noire d2 · Pion blanc sur case blanche e2 · Pion blanc sur case noire f2 · Pion blanc sur case blanche g2 · Pion blanc sur case noire h2 · Pion blanc sur case blanche i2 · Pion blanc sur case noire j2 · Tour blanche sur case noire a1 · Cavalier blanc sur case blanche b1 · Princesse blanche sur case noire c1 · Fou blanc sur case blanche d1 · Dame blanche sur case noire e1 · Roi blanc sur case blanche f1 · Fou blanc sur case noire g1 · Impératrice blanche sur case blanche h1 · Cavalier blanc sur case noire i1 · Tour blanche sur case blanche j1 | Tour noire sur case blanche a8 · Cavalier noir sur case noire b8 · Princesse noire sur case blanche c8 · Fou noir sur case noire d8 · Dame noire sur case blanche e8 · Roi noir sur case noire f8 · Fou noir sur case blanche g8 · Impératrice noire sur case noire h8 · Cavalier noir sur case blanche i8 · Tour noire sur case noire j8 · Pion noir sur case noire a7 · Pion noir sur case blanche b7 · Pion noir sur case noire c7 · Pion noir sur case blanche d7 · Pion noir sur case noire e7 · Pion noir sur case blanche f7 · Pion noir sur case noire g7 · Pion noir sur case blanche h7 · Pion noir sur case noire i7 · Pion noir sur case blanche j7 · Case blanche a6 vide · Case noire b6 vide · Case blanche c6 vide · Case noire d6 vide · Case blanche e6 vide · Case noire f6 vide · Case blanche g6 vide · Case noire h6 vide · Case blanche i6 vide · Case noire j6 vide · Case noire a5 vide · Case blanche b5 vide · Case noire c5 vide · Case blanche d5 vide · Case noire e5 vide · Case blanche f5 vide · Case noire g5 vide · Case blanche h5 vide · Case noire i5 vide · Case blanche j5 vide · Case blanche a4 vide · Case noire b4 vide · Case blanche c4 vide · Case noire d4 vide · Case blanche e4 vide · Case noire f4 vide · Case blanche g4 vide · Case noire h4 vide · Case blanche i4 vide · Case noire j4 vide · Case noire a3 vide · Case blanche b3 vide · Case noire c3 vide · Case blanche d3 vide · Case noire e3 vide · Case blanche f3 vide · Case noire g3 vide · Case blanche h3 vide · Case noire i3 vide · Case blanche j3 vide · Pion blanc sur case blanche a2 · Pion blanc sur case noire b2 · Pion blanc sur case blanche c2 · Pion blanc sur case noire d2 · Pion blanc sur case blanche e2 · Pion blanc sur case noire f2 · Pion blanc sur case blanche g2 · Pion blanc sur case noire h2 · Pion blanc sur case blanche i2 · Pion blanc sur case noire j2 · Tour blanche sur case noire a1 · Cavalier blanc sur case blanche b1 · Princesse blanche sur case noire c1 · Fou blanc sur case blanche d1 · Dame blanche sur case noire e1 · Roi blanc sur case blanche f1 · Fou blanc sur case noire g1 · Impératrice blanche sur case blanche h1 · Cavalier blanc sur case noire i1 · Tour blanche sur case blanche j1 | Tour noire sur case blanche a8 · Cavalier noir sur case noire b8 · Princesse noire sur case blanche c8 · Fou noir sur case noire d8 · Dame noire sur case blanche e8 · Roi noir sur case noire f8 · Fou noir sur case blanche g8 · Impératrice noire sur case noire h8 · Cavalier noir sur case blanche i8 · Tour noire sur case noire j8 · Pion noir sur case noire a7 · Pion noir sur case blanche b7 · Pion noir sur case noire c7 · Pion noir sur case blanche d7 · Pion noir sur case noire e7 · Pion noir sur case blanche f7 · Pion noir sur case noire g7 · Pion noir sur case blanche h7 · Pion noir sur case noire i7 · Pion noir sur case blanche j7 · Case blanche a6 vide · Case noire b6 vide · Case blanche c6 vide · Case noire d6 vide · Case blanche e6 vide · Case noire f6 vide · Case blanche g6 vide · Case noire h6 vide · Case blanche i6 vide · Case noire j6 vide · Case noire a5 vide · Case blanche b5 vide · Case noire c5 vide · Case blanche d5 vide · Case noire e5 vide · Case blanche f5 vide · Case noire g5 vide · Case blanche h5 vide · Case noire i5 vide · Case blanche j5 vide · Case blanche a4 vide · Case noire b4 vide · Case blanche c4 vide · Case noire d4 vide · Case blanche e4 vide · Case noire f4 vide · Case blanche g4 vide · Case noire h4 vide · Case blanche i4 vide · Case noire j4 vide · Case noire a3 vide · Case blanche b3 vide · Case noire c3 vide · Case blanche d3 vide · Case noire e3 vide · Case blanche f3 vide · Case noire g3 vide · Case blanche h3 vide · Case noire i3 vide · Case blanche j3 vide · Pion blanc sur case blanche a2 · Pion blanc sur case noire b2 · Pion blanc sur case blanche c2 · Pion blanc sur case noire d2 · Pion blanc sur case blanche e2 · Pion blanc sur case noire f2 · Pion blanc sur case blanche g2 · Pion blanc sur case noire h2 · Pion blanc sur case blanche i2 · Pion blanc sur case noire j2 · Tour blanche sur case noire a1 · Cavalier blanc sur case blanche b1 · Princesse blanche sur case noire c1 · Fou blanc sur case blanche d1 · Dame blanche sur case noire e1 · Roi blanc sur case blanche f1 · Fou blanc sur case noire g1 · Impératrice blanche sur case blanche h1 · Cavalier blanc sur case noire i1 · Tour blanche sur case blanche j1 | Tour noire sur case blanche a8 · Cavalier noir sur case noire b8 · Princesse noire sur case blanche c8 · Fou noir sur case noire d8 · Dame noire sur case blanche e8 · Roi noir sur case noire f8 · Fou noir sur case blanche g8 · Impératrice noire sur case noire h8 · Cavalier noir sur case blanche i8 · Tour noire sur case noire j8 · Pion noir sur case noire a7 · Pion noir sur case blanche b7 · Pion noir sur case noire c7 · Pion noir sur case blanche d7 · Pion noir sur case noire e7 · Pion noir sur case blanche f7 · Pion noir sur case noire g7 · Pion noir sur case blanche h7 · Pion noir sur case noire i7 · Pion noir sur case blanche j7 · Case blanche a6 vide · Case noire b6 vide · Case blanche c6 vide · Case noire d6 vide · Case blanche e6 vide · Case noire f6 vide · Case blanche g6 vide · Case noire h6 vide · Case blanche i6 vide · Case noire j6 vide · Case noire a5 vide · Case blanche b5 vide · Case noire c5 vide · Case blanche d5 vide · Case noire e5 vide · Case blanche f5 vide · Case noire g5 vide · Case blanche h5 vide · Case noire i5 vide · Case blanche j5 vide · Case blanche a4 vide · Case noire b4 vide · Case blanche c4 vide · Case noire d4 vide · Case blanche e4 vide · Case noire f4 vide · Case blanche g4 vide · Case noire h4 vide · Case blanche i4 vide · Case noire j4 vide · Case noire a3 vide · Case blanche b3 vide · Case noire c3 vide · Case blanche d3 vide · Case noire e3 vide · Case blanche f3 vide · Case noire g3 vide · Case blanche h3 vide · Case noire i3 vide · Case blanche j3 vide · Pion blanc sur case blanche a2 · Pion blanc sur case noire b2 · Pion blanc sur case blanche c2 · Pion blanc sur case noire d2 · Pion blanc sur case blanche e2 · Pion blanc sur case noire f2 · Pion blanc sur case blanche g2 · Pion blanc sur case noire h2 · Pion blanc sur case blanche i2 · Pion blanc sur case noire j2 · Tour blanche sur case noire a1 · Cavalier blanc sur case blanche b1 · Princesse blanche sur case noire c1 · Fou blanc sur case blanche d1 · Dame blanche sur case noire e1 · Roi blanc sur case blanche f1 · Fou blanc sur case noire g1 · Impératrice blanche sur case blanche h1 · Cavalier blanc sur case noire i1 · Tour blanche sur case blanche j1 | Tour noire sur case blanche a8 · Cavalier noir sur case noire b8 · Princesse noire sur case blanche c8 · Fou noir sur case noire d8 · Dame noire sur case blanche e8 · Roi noir sur case noire f8 · Fou noir sur case blanche g8 · Impératrice noire sur case noire h8 · Cavalier noir sur case blanche i8 · Tour noire sur case noire j8 · Pion noir sur case noire a7 · Pion noir sur case blanche b7 · Pion noir sur case noire c7 · Pion noir sur case blanche d7 · Pion noir sur case noire e7 · Pion noir sur case blanche f7 · Pion noir sur case noire g7 · Pion noir sur case blanche h7 · Pion noir sur case noire i7 · Pion noir sur case blanche j7 · Case blanche a6 vide · Case noire b6 vide · Case blanche c6 vide · Case noire d6 vide · Case blanche e6 vide · Case noire f6 vide · Case blanche g6 vide · Case noire h6 vide · Case blanche i6 vide · Case noire j6 vide · Case noire a5 vide · Case blanche b5 vide · Case noire c5 vide · Case blanche d5 vide · Case noire e5 vide · Case blanche f5 vide · Case noire g5 vide · Case blanche h5 vide · Case noire i5 vide · Case blanche j5 vide · Case blanche a4 vide · Case noire b4 vide · Case blanche c4 vide · Case noire d4 vide · Case blanche e4 vide · Case noire f4 vide · Case blanche g4 vide · Case noire h4 vide · Case blanche i4 vide · Case noire j4 vide · Case noire a3 vide · Case blanche b3 vide · Case noire c3 vide · Case blanche d3 vide · Case noire e3 vide · Case blanche f3 vide · Case noire g3 vide · Case blanche h3 vide · Case noire i3 vide · Case blanche j3 vide · Pion blanc sur case blanche a2 · Pion blanc sur case noire b2 · Pion blanc sur case blanche c2 · Pion blanc sur case noire d2 · Pion blanc sur case blanche e2 · Pion blanc sur case noire f2 · Pion blanc sur case blanche g2 · Pion blanc sur case noire h2 · Pion blanc sur case blanche i2 · Pion blanc sur case noire j2 · Tour blanche sur case noire a1 · Cavalier blanc sur case blanche b1 · Princesse blanche sur case noire c1 · Fou blanc sur case blanche d1 · Dame blanche sur case noire e1 · Roi blanc sur case blanche f1 · Fou blanc sur case noire g1 · Impératrice blanche sur case blanche h1 · Cavalier blanc sur case noire i1 · Tour blanche sur case blanche j1 | Tour noire sur case blanche a8 · Cavalier noir sur case noire b8 · Princesse noire sur case blanche c8 · Fou noir sur case noire d8 · Dame noire sur case blanche e8 · Roi noir sur case noire f8 · Fou noir sur case blanche g8 · Impératrice noire sur case noire h8 · Cavalier noir sur case blanche i8 · Tour noire sur case noire j8 · Pion noir sur case noire a7 · Pion noir sur case blanche b7 · Pion noir sur case noire c7 · Pion noir sur case blanche d7 · Pion noir sur case noire e7 · Pion noir sur case blanche f7 · Pion noir sur case noire g7 · Pion noir sur case blanche h7 · Pion noir sur case noire i7 · Pion noir sur case blanche j7 · Case blanche a6 vide · Case noire b6 vide · Case blanche c6 vide · Case noire d6 vide · Case blanche e6 vide · Case noire f6 vide · Case blanche g6 vide · Case noire h6 vide · Case blanche i6 vide · Case noire j6 vide · Case noire a5 vide · Case blanche b5 vide · Case noire c5 vide · Case blanche d5 vide · Case noire e5 vide · Case blanche f5 vide · Case noire g5 vide · Case blanche h5 vide · Case noire i5 vide · Case blanche j5 vide · Case blanche a4 vide · Case noire b4 vide · Case blanche c4 vide · Case noire d4 vide · Case blanche e4 vide · Case noire f4 vide · Case blanche g4 vide · Case noire h4 vide · Case blanche i4 vide · Case noire j4 vide · Case noire a3 vide · Case blanche b3 vide · Case noire c3 vide · Case blanche d3 vide · Case noire e3 vide · Case blanche f3 vide · Case noire g3 vide · Case blanche h3 vide · Case noire i3 vide · Case blanche j3 vide · Pion blanc sur case blanche a2 · Pion blanc sur case noire b2 · Pion blanc sur case blanche c2 · Pion blanc sur case noire d2 · Pion blanc sur case blanche e2 · Pion blanc sur case noire f2 · Pion blanc sur case blanche g2 · Pion blanc sur case noire h2 · Pion blanc sur case blanche i2 · Pion blanc sur case noire j2 · Tour blanche sur case noire a1 · Cavalier blanc sur case blanche b1 · Princesse blanche sur case noire c1 · Fou blanc sur case blanche d1 · Dame blanche sur case noire e1 · Roi blanc sur case blanche f1 · Fou blanc sur case noire g1 · Impératrice blanche sur case blanche h1 · Cavalier blanc sur case noire i1 · Tour blanche sur case blanche j1 | Tour noire sur case blanche a8 · Cavalier noir sur case noire b8 · Princesse noire sur case blanche c8 · Fou noir sur case noire d8 · Dame noire sur case blanche e8 · Roi noir sur case noire f8 · Fou noir sur case blanche g8 · Impératrice noire sur case noire h8 · Cavalier noir sur case blanche i8 · Tour noire sur case noire j8 · Pion noir sur case noire a7 · Pion noir sur case blanche b7 · Pion noir sur case noire c7 · Pion noir sur case blanche d7 · Pion noir sur case noire e7 · Pion noir sur case blanche f7 · Pion noir sur case noire g7 · Pion noir sur case blanche h7 · Pion noir sur case noire i7 · Pion noir sur case blanche j7 · Case blanche a6 vide · Case noire b6 vide · Case blanche c6 vide · Case noire d6 vide · Case blanche e6 vide · Case noire f6 vide · Case blanche g6 vide · Case noire h6 vide · Case blanche i6 vide · Case noire j6 vide · Case noire a5 vide · Case blanche b5 vide · Case noire c5 vide · Case blanche d5 vide · Case noire e5 vide · Case blanche f5 vide · Case noire g5 vide · Case blanche h5 vide · Case noire i5 vide · Case blanche j5 vide · Case blanche a4 vide · Case noire b4 vide · Case blanche c4 vide · Case noire d4 vide · Case blanche e4 vide · Case noire f4 vide · Case blanche g4 vide · Case noire h4 vide · Case blanche i4 vide · Case noire j4 vide · Case noire a3 vide · Case blanche b3 vide · Case noire c3 vide · Case blanche d3 vide · Case noire e3 vide · Case blanche f3 vide · Case noire g3 vide · Case blanche h3 vide · Case noire i3 vide · Case blanche j3 vide · Pion blanc sur case blanche a2 · Pion blanc sur case noire b2 · Pion blanc sur case blanche c2 · Pion blanc sur case noire d2 · Pion blanc sur case blanche e2 · Pion blanc sur case noire f2 · Pion blanc sur case blanche g2 · Pion blanc sur case noire h2 · Pion blanc sur case blanche i2 · Pion blanc sur case noire j2 · Tour blanche sur case noire a1 · Cavalier blanc sur case blanche b1 · Princesse blanche sur case noire c1 · Fou blanc sur case blanche d1 · Dame blanche sur case noire e1 · Roi blanc sur case blanche f1 · Fou blanc sur case noire g1 · Impératrice blanche sur case blanche h1 · Cavalier blanc sur case noire i1 · Tour blanche sur case blanche j1 | Tour noire sur case blanche a8 · Cavalier noir sur case noire b8 · Princesse noire sur case blanche c8 · Fou noir sur case noire d8 · Dame noire sur case blanche e8 · Roi noir sur case noire f8 · Fou noir sur case blanche g8 · Impératrice noire sur case noire h8 · Cavalier noir sur case blanche i8 · Tour noire sur case noire j8 · Pion noir sur case noire a7 · Pion noir sur case blanche b7 · Pion noir sur case noire c7 · Pion noir sur case blanche d7 · Pion noir sur case noire e7 · Pion noir sur case blanche f7 · Pion noir sur case noire g7 · Pion noir sur case blanche h7 · Pion noir sur case noire i7 · Pion noir sur case blanche j7 · Case blanche a6 vide · Case noire b6 vide · Case blanche c6 vide · Case noire d6 vide · Case blanche e6 vide · Case noire f6 vide · Case blanche g6 vide · Case noire h6 vide · Case blanche i6 vide · Case noire j6 vide · Case noire a5 vide · Case blanche b5 vide · Case noire c5 vide · Case blanche d5 vide · Case noire e5 vide · Case blanche f5 vide · Case noire g5 vide · Case blanche h5 vide · Case noire i5 vide · Case blanche j5 vide · Case blanche a4 vide · Case noire b4 vide · Case blanche c4 vide · Case noire d4 vide · Case blanche e4 vide · Case noire f4 vide · Case blanche g4 vide · Case noire h4 vide · Case blanche i4 vide · Case noire j4 vide · Case noire a3 vide · Case blanche b3 vide · Case noire c3 vide · Case blanche d3 vide · Case noire e3 vide · Case blanche f3 vide · Case noire g3 vide · Case blanche h3 vide · Case noire i3 vide · Case blanche j3 vide · Pion blanc sur case blanche a2 · Pion blanc sur case noire b2 · Pion blanc sur case blanche c2 · Pion blanc sur case noire d2 · Pion blanc sur case blanche e2 · Pion blanc sur case noire f2 · Pion blanc sur case blanche g2 · Pion blanc sur case noire h2 · Pion blanc sur case blanche i2 · Pion blanc sur case noire j2 · Tour blanche sur case noire a1 · Cavalier blanc sur case blanche b1 · Princesse blanche sur case noire c1 · Fou blanc sur case blanche d1 · Dame blanche sur case noire e1 · Roi blanc sur case blanche f1 · Fou blanc sur case noire g1 · Impératrice blanche sur case blanche h1 · Cavalier blanc sur case noire i1 · Tour blanche sur case blanche j1 | 3 |
| 2 | Tour noire sur case blanche a8 · Cavalier noir sur case noire b8 · Princesse noire sur case blanche c8 · Fou noir sur case noire d8 · Dame noire sur case blanche e8 · Roi noir sur case noire f8 · Fou noir sur case blanche g8 · Impératrice noire sur case noire h8 · Cavalier noir sur case blanche i8 · Tour noire sur case noire j8 · Pion noir sur case noire a7 · Pion noir sur case blanche b7 · Pion noir sur case noire c7 · Pion noir sur case blanche d7 · Pion noir sur case noire e7 · Pion noir sur case blanche f7 · Pion noir sur case noire g7 · Pion noir sur case blanche h7 · Pion noir sur case noire i7 · Pion noir sur case blanche j7 · Case blanche a6 vide · Case noire b6 vide · Case blanche c6 vide · Case noire d6 vide · Case blanche e6 vide · Case noire f6 vide · Case blanche g6 vide · Case noire h6 vide · Case blanche i6 vide · Case noire j6 vide · Case noire a5 vide · Case blanche b5 vide · Case noire c5 vide · Case blanche d5 vide · Case noire e5 vide · Case blanche f5 vide · Case noire g5 vide · Case blanche h5 vide · Case noire i5 vide · Case blanche j5 vide · Case blanche a4 vide · Case noire b4 vide · Case blanche c4 vide · Case noire d4 vide · Case blanche e4 vide · Case noire f4 vide · Case blanche g4 vide · Case noire h4 vide · Case blanche i4 vide · Case noire j4 vide · Case noire a3 vide · Case blanche b3 vide · Case noire c3 vide · Case blanche d3 vide · Case noire e3 vide · Case blanche f3 vide · Case noire g3 vide · Case blanche h3 vide · Case noire i3 vide · Case blanche j3 vide · Pion blanc sur case blanche a2 · Pion blanc sur case noire b2 · Pion blanc sur case blanche c2 · Pion blanc sur case noire d2 · Pion blanc sur case blanche e2 · Pion blanc sur case noire f2 · Pion blanc sur case blanche g2 · Pion blanc sur case noire h2 · Pion blanc sur case blanche i2 · Pion blanc sur case noire j2 · Tour blanche sur case noire a1 · Cavalier blanc sur case blanche b1 · Princesse blanche sur case noire c1 · Fou blanc sur case blanche d1 · Dame blanche sur case noire e1 · Roi blanc sur case blanche f1 · Fou blanc sur case noire g1 · Impératrice blanche sur case blanche h1 · Cavalier blanc sur case noire i1 · Tour blanche sur case blanche j1 | Tour noire sur case blanche a8 · Cavalier noir sur case noire b8 · Princesse noire sur case blanche c8 · Fou noir sur case noire d8 · Dame noire sur case blanche e8 · Roi noir sur case noire f8 · Fou noir sur case blanche g8 · Impératrice noire sur case noire h8 · Cavalier noir sur case blanche i8 · Tour noire sur case noire j8 · Pion noir sur case noire a7 · Pion noir sur case blanche b7 · Pion noir sur case noire c7 · Pion noir sur case blanche d7 · Pion noir sur case noire e7 · Pion noir sur case blanche f7 · Pion noir sur case noire g7 · Pion noir sur case blanche h7 · Pion noir sur case noire i7 · Pion noir sur case blanche j7 · Case blanche a6 vide · Case noire b6 vide · Case blanche c6 vide · Case noire d6 vide · Case blanche e6 vide · Case noire f6 vide · Case blanche g6 vide · Case noire h6 vide · Case blanche i6 vide · Case noire j6 vide · Case noire a5 vide · Case blanche b5 vide · Case noire c5 vide · Case blanche d5 vide · Case noire e5 vide · Case blanche f5 vide · Case noire g5 vide · Case blanche h5 vide · Case noire i5 vide · Case blanche j5 vide · Case blanche a4 vide · Case noire b4 vide · Case blanche c4 vide · Case noire d4 vide · Case blanche e4 vide · Case noire f4 vide · Case blanche g4 vide · Case noire h4 vide · Case blanche i4 vide · Case noire j4 vide · Case noire a3 vide · Case blanche b3 vide · Case noire c3 vide · Case blanche d3 vide · Case noire e3 vide · Case blanche f3 vide · Case noire g3 vide · Case blanche h3 vide · Case noire i3 vide · Case blanche j3 vide · Pion blanc sur case blanche a2 · Pion blanc sur case noire b2 · Pion blanc sur case blanche c2 · Pion blanc sur case noire d2 · Pion blanc sur case blanche e2 · Pion blanc sur case noire f2 · Pion blanc sur case blanche g2 · Pion blanc sur case noire h2 · Pion blanc sur case blanche i2 · Pion blanc sur case noire j2 · Tour blanche sur case noire a1 · Cavalier blanc sur case blanche b1 · Princesse blanche sur case noire c1 · Fou blanc sur case blanche d1 · Dame blanche sur case noire e1 · Roi blanc sur case blanche f1 · Fou blanc sur case noire g1 · Impératrice blanche sur case blanche h1 · Cavalier blanc sur case noire i1 · Tour blanche sur case blanche j1 | Tour noire sur case blanche a8 · Cavalier noir sur case noire b8 · Princesse noire sur case blanche c8 · Fou noir sur case noire d8 · Dame noire sur case blanche e8 · Roi noir sur case noire f8 · Fou noir sur case blanche g8 · Impératrice noire sur case noire h8 · Cavalier noir sur case blanche i8 · Tour noire sur case noire j8 · Pion noir sur case noire a7 · Pion noir sur case blanche b7 · Pion noir sur case noire c7 · Pion noir sur case blanche d7 · Pion noir sur case noire e7 · Pion noir sur case blanche f7 · Pion noir sur case noire g7 · Pion noir sur case blanche h7 · Pion noir sur case noire i7 · Pion noir sur case blanche j7 · Case blanche a6 vide · Case noire b6 vide · Case blanche c6 vide · Case noire d6 vide · Case blanche e6 vide · Case noire f6 vide · Case blanche g6 vide · Case noire h6 vide · Case blanche i6 vide · Case noire j6 vide · Case noire a5 vide · Case blanche b5 vide · Case noire c5 vide · Case blanche d5 vide · Case noire e5 vide · Case blanche f5 vide · Case noire g5 vide · Case blanche h5 vide · Case noire i5 vide · Case blanche j5 vide · Case blanche a4 vide · Case noire b4 vide · Case blanche c4 vide · Case noire d4 vide · Case blanche e4 vide · Case noire f4 vide · Case blanche g4 vide · Case noire h4 vide · Case blanche i4 vide · Case noire j4 vide · Case noire a3 vide · Case blanche b3 vide · Case noire c3 vide · Case blanche d3 vide · Case noire e3 vide · Case blanche f3 vide · Case noire g3 vide · Case blanche h3 vide · Case noire i3 vide · Case blanche j3 vide · Pion blanc sur case blanche a2 · Pion blanc sur case noire b2 · Pion blanc sur case blanche c2 · Pion blanc sur case noire d2 · Pion blanc sur case blanche e2 · Pion blanc sur case noire f2 · Pion blanc sur case blanche g2 · Pion blanc sur case noire h2 · Pion blanc sur case blanche i2 · Pion blanc sur case noire j2 · Tour blanche sur case noire a1 · Cavalier blanc sur case blanche b1 · Princesse blanche sur case noire c1 · Fou blanc sur case blanche d1 · Dame blanche sur case noire e1 · Roi blanc sur case blanche f1 · Fou blanc sur case noire g1 · Impératrice blanche sur case blanche h1 · Cavalier blanc sur case noire i1 · Tour blanche sur case blanche j1 | Tour noire sur case blanche a8 · Cavalier noir sur case noire b8 · Princesse noire sur case blanche c8 · Fou noir sur case noire d8 · Dame noire sur case blanche e8 · Roi noir sur case noire f8 · Fou noir sur case blanche g8 · Impératrice noire sur case noire h8 · Cavalier noir sur case blanche i8 · Tour noire sur case noire j8 · Pion noir sur case noire a7 · Pion noir sur case blanche b7 · Pion noir sur case noire c7 · Pion noir sur case blanche d7 · Pion noir sur case noire e7 · Pion noir sur case blanche f7 · Pion noir sur case noire g7 · Pion noir sur case blanche h7 · Pion noir sur case noire i7 · Pion noir sur case blanche j7 · Case blanche a6 vide · Case noire b6 vide · Case blanche c6 vide · Case noire d6 vide · Case blanche e6 vide · Case noire f6 vide · Case blanche g6 vide · Case noire h6 vide · Case blanche i6 vide · Case noire j6 vide · Case noire a5 vide · Case blanche b5 vide · Case noire c5 vide · Case blanche d5 vide · Case noire e5 vide · Case blanche f5 vide · Case noire g5 vide · Case blanche h5 vide · Case noire i5 vide · Case blanche j5 vide · Case blanche a4 vide · Case noire b4 vide · Case blanche c4 vide · Case noire d4 vide · Case blanche e4 vide · Case noire f4 vide · Case blanche g4 vide · Case noire h4 vide · Case blanche i4 vide · Case noire j4 vide · Case noire a3 vide · Case blanche b3 vide · Case noire c3 vide · Case blanche d3 vide · Case noire e3 vide · Case blanche f3 vide · Case noire g3 vide · Case blanche h3 vide · Case noire i3 vide · Case blanche j3 vide · Pion blanc sur case blanche a2 · Pion blanc sur case noire b2 · Pion blanc sur case blanche c2 · Pion blanc sur case noire d2 · Pion blanc sur case blanche e2 · Pion blanc sur case noire f2 · Pion blanc sur case blanche g2 · Pion blanc sur case noire h2 · Pion blanc sur case blanche i2 · Pion blanc sur case noire j2 · Tour blanche sur case noire a1 · Cavalier blanc sur case blanche b1 · Princesse blanche sur case noire c1 · Fou blanc sur case blanche d1 · Dame blanche sur case noire e1 · Roi blanc sur case blanche f1 · Fou blanc sur case noire g1 · Impératrice blanche sur case blanche h1 · Cavalier blanc sur case noire i1 · Tour blanche sur case blanche j1 | Tour noire sur case blanche a8 · Cavalier noir sur case noire b8 · Princesse noire sur case blanche c8 · Fou noir sur case noire d8 · Dame noire sur case blanche e8 · Roi noir sur case noire f8 · Fou noir sur case blanche g8 · Impératrice noire sur case noire h8 · Cavalier noir sur case blanche i8 · Tour noire sur case noire j8 · Pion noir sur case noire a7 · Pion noir sur case blanche b7 · Pion noir sur case noire c7 · Pion noir sur case blanche d7 · Pion noir sur case noire e7 · Pion noir sur case blanche f7 · Pion noir sur case noire g7 · Pion noir sur case blanche h7 · Pion noir sur case noire i7 · Pion noir sur case blanche j7 · Case blanche a6 vide · Case noire b6 vide · Case blanche c6 vide · Case noire d6 vide · Case blanche e6 vide · Case noire f6 vide · Case blanche g6 vide · Case noire h6 vide · Case blanche i6 vide · Case noire j6 vide · Case noire a5 vide · Case blanche b5 vide · Case noire c5 vide · Case blanche d5 vide · Case noire e5 vide · Case blanche f5 vide · Case noire g5 vide · Case blanche h5 vide · Case noire i5 vide · Case blanche j5 vide · Case blanche a4 vide · Case noire b4 vide · Case blanche c4 vide · Case noire d4 vide · Case blanche e4 vide · Case noire f4 vide · Case blanche g4 vide · Case noire h4 vide · Case blanche i4 vide · Case noire j4 vide · Case noire a3 vide · Case blanche b3 vide · Case noire c3 vide · Case blanche d3 vide · Case noire e3 vide · Case blanche f3 vide · Case noire g3 vide · Case blanche h3 vide · Case noire i3 vide · Case blanche j3 vide · Pion blanc sur case blanche a2 · Pion blanc sur case noire b2 · Pion blanc sur case blanche c2 · Pion blanc sur case noire d2 · Pion blanc sur case blanche e2 · Pion blanc sur case noire f2 · Pion blanc sur case blanche g2 · Pion blanc sur case noire h2 · Pion blanc sur case blanche i2 · Pion blanc sur case noire j2 · Tour blanche sur case noire a1 · Cavalier blanc sur case blanche b1 · Princesse blanche sur case noire c1 · Fou blanc sur case blanche d1 · Dame blanche sur case noire e1 · Roi blanc sur case blanche f1 · Fou blanc sur case noire g1 · Impératrice blanche sur case blanche h1 · Cavalier blanc sur case noire i1 · Tour blanche sur case blanche j1 | Tour noire sur case blanche a8 · Cavalier noir sur case noire b8 · Princesse noire sur case blanche c8 · Fou noir sur case noire d8 · Dame noire sur case blanche e8 · Roi noir sur case noire f8 · Fou noir sur case blanche g8 · Impératrice noire sur case noire h8 · Cavalier noir sur case blanche i8 · Tour noire sur case noire j8 · Pion noir sur case noire a7 · Pion noir sur case blanche b7 · Pion noir sur case noire c7 · Pion noir sur case blanche d7 · Pion noir sur case noire e7 · Pion noir sur case blanche f7 · Pion noir sur case noire g7 · Pion noir sur case blanche h7 · Pion noir sur case noire i7 · Pion noir sur case blanche j7 · Case blanche a6 vide · Case noire b6 vide · Case blanche c6 vide · Case noire d6 vide · Case blanche e6 vide · Case noire f6 vide · Case blanche g6 vide · Case noire h6 vide · Case blanche i6 vide · Case noire j6 vide · Case noire a5 vide · Case blanche b5 vide · Case noire c5 vide · Case blanche d5 vide · Case noire e5 vide · Case blanche f5 vide · Case noire g5 vide · Case blanche h5 vide · Case noire i5 vide · Case blanche j5 vide · Case blanche a4 vide · Case noire b4 vide · Case blanche c4 vide · Case noire d4 vide · Case blanche e4 vide · Case noire f4 vide · Case blanche g4 vide · Case noire h4 vide · Case blanche i4 vide · Case noire j4 vide · Case noire a3 vide · Case blanche b3 vide · Case noire c3 vide · Case blanche d3 vide · Case noire e3 vide · Case blanche f3 vide · Case noire g3 vide · Case blanche h3 vide · Case noire i3 vide · Case blanche j3 vide · Pion blanc sur case blanche a2 · Pion blanc sur case noire b2 · Pion blanc sur case blanche c2 · Pion blanc sur case noire d2 · Pion blanc sur case blanche e2 · Pion blanc sur case noire f2 · Pion blanc sur case blanche g2 · Pion blanc sur case noire h2 · Pion blanc sur case blanche i2 · Pion blanc sur case noire j2 · Tour blanche sur case noire a1 · Cavalier blanc sur case blanche b1 · Princesse blanche sur case noire c1 · Fou blanc sur case blanche d1 · Dame blanche sur case noire e1 · Roi blanc sur case blanche f1 · Fou blanc sur case noire g1 · Impératrice blanche sur case blanche h1 · Cavalier blanc sur case noire i1 · Tour blanche sur case blanche j1 | Tour noire sur case blanche a8 · Cavalier noir sur case noire b8 · Princesse noire sur case blanche c8 · Fou noir sur case noire d8 · Dame noire sur case blanche e8 · Roi noir sur case noire f8 · Fou noir sur case blanche g8 · Impératrice noire sur case noire h8 · Cavalier noir sur case blanche i8 · Tour noire sur case noire j8 · Pion noir sur case noire a7 · Pion noir sur case blanche b7 · Pion noir sur case noire c7 · Pion noir sur case blanche d7 · Pion noir sur case noire e7 · Pion noir sur case blanche f7 · Pion noir sur case noire g7 · Pion noir sur case blanche h7 · Pion noir sur case noire i7 · Pion noir sur case blanche j7 · Case blanche a6 vide · Case noire b6 vide · Case blanche c6 vide · Case noire d6 vide · Case blanche e6 vide · Case noire f6 vide · Case blanche g6 vide · Case noire h6 vide · Case blanche i6 vide · Case noire j6 vide · Case noire a5 vide · Case blanche b5 vide · Case noire c5 vide · Case blanche d5 vide · Case noire e5 vide · Case blanche f5 vide · Case noire g5 vide · Case blanche h5 vide · Case noire i5 vide · Case blanche j5 vide · Case blanche a4 vide · Case noire b4 vide · Case blanche c4 vide · Case noire d4 vide · Case blanche e4 vide · Case noire f4 vide · Case blanche g4 vide · Case noire h4 vide · Case blanche i4 vide · Case noire j4 vide · Case noire a3 vide · Case blanche b3 vide · Case noire c3 vide · Case blanche d3 vide · Case noire e3 vide · Case blanche f3 vide · Case noire g3 vide · Case blanche h3 vide · Case noire i3 vide · Case blanche j3 vide · Pion blanc sur case blanche a2 · Pion blanc sur case noire b2 · Pion blanc sur case blanche c2 · Pion blanc sur case noire d2 · Pion blanc sur case blanche e2 · Pion blanc sur case noire f2 · Pion blanc sur case blanche g2 · Pion blanc sur case noire h2 · Pion blanc sur case blanche i2 · Pion blanc sur case noire j2 · Tour blanche sur case noire a1 · Cavalier blanc sur case blanche b1 · Princesse blanche sur case noire c1 · Fou blanc sur case blanche d1 · Dame blanche sur case noire e1 · Roi blanc sur case blanche f1 · Fou blanc sur case noire g1 · Impératrice blanche sur case blanche h1 · Cavalier blanc sur case noire i1 · Tour blanche sur case blanche j1 | Tour noire sur case blanche a8 · Cavalier noir sur case noire b8 · Princesse noire sur case blanche c8 · Fou noir sur case noire d8 · Dame noire sur case blanche e8 · Roi noir sur case noire f8 · Fou noir sur case blanche g8 · Impératrice noire sur case noire h8 · Cavalier noir sur case blanche i8 · Tour noire sur case noire j8 · Pion noir sur case noire a7 · Pion noir sur case blanche b7 · Pion noir sur case noire c7 · Pion noir sur case blanche d7 · Pion noir sur case noire e7 · Pion noir sur case blanche f7 · Pion noir sur case noire g7 · Pion noir sur case blanche h7 · Pion noir sur case noire i7 · Pion noir sur case blanche j7 · Case blanche a6 vide · Case noire b6 vide · Case blanche c6 vide · Case noire d6 vide · Case blanche e6 vide · Case noire f6 vide · Case blanche g6 vide · Case noire h6 vide · Case blanche i6 vide · Case noire j6 vide · Case noire a5 vide · Case blanche b5 vide · Case noire c5 vide · Case blanche d5 vide · Case noire e5 vide · Case blanche f5 vide · Case noire g5 vide · Case blanche h5 vide · Case noire i5 vide · Case blanche j5 vide · Case blanche a4 vide · Case noire b4 vide · Case blanche c4 vide · Case noire d4 vide · Case blanche e4 vide · Case noire f4 vide · Case blanche g4 vide · Case noire h4 vide · Case blanche i4 vide · Case noire j4 vide · Case noire a3 vide · Case blanche b3 vide · Case noire c3 vide · Case blanche d3 vide · Case noire e3 vide · Case blanche f3 vide · Case noire g3 vide · Case blanche h3 vide · Case noire i3 vide · Case blanche j3 vide · Pion blanc sur case blanche a2 · Pion blanc sur case noire b2 · Pion blanc sur case blanche c2 · Pion blanc sur case noire d2 · Pion blanc sur case blanche e2 · Pion blanc sur case noire f2 · Pion blanc sur case blanche g2 · Pion blanc sur case noire h2 · Pion blanc sur case blanche i2 · Pion blanc sur case noire j2 · Tour blanche sur case noire a1 · Cavalier blanc sur case blanche b1 · Princesse blanche sur case noire c1 · Fou blanc sur case blanche d1 · Dame blanche sur case noire e1 · Roi blanc sur case blanche f1 · Fou blanc sur case noire g1 · Impératrice blanche sur case blanche h1 · Cavalier blanc sur case noire i1 · Tour blanche sur case blanche j1 | Tour noire sur case blanche a8 · Cavalier noir sur case noire b8 · Princesse noire sur case blanche c8 · Fou noir sur case noire d8 · Dame noire sur case blanche e8 · Roi noir sur case noire f8 · Fou noir sur case blanche g8 · Impératrice noire sur case noire h8 · Cavalier noir sur case blanche i8 · Tour noire sur case noire j8 · Pion noir sur case noire a7 · Pion noir sur case blanche b7 · Pion noir sur case noire c7 · Pion noir sur case blanche d7 · Pion noir sur case noire e7 · Pion noir sur case blanche f7 · Pion noir sur case noire g7 · Pion noir sur case blanche h7 · Pion noir sur case noire i7 · Pion noir sur case blanche j7 · Case blanche a6 vide · Case noire b6 vide · Case blanche c6 vide · Case noire d6 vide · Case blanche e6 vide · Case noire f6 vide · Case blanche g6 vide · Case noire h6 vide · Case blanche i6 vide · Case noire j6 vide · Case noire a5 vide · Case blanche b5 vide · Case noire c5 vide · Case blanche d5 vide · Case noire e5 vide · Case blanche f5 vide · Case noire g5 vide · Case blanche h5 vide · Case noire i5 vide · Case blanche j5 vide · Case blanche a4 vide · Case noire b4 vide · Case blanche c4 vide · Case noire d4 vide · Case blanche e4 vide · Case noire f4 vide · Case blanche g4 vide · Case noire h4 vide · Case blanche i4 vide · Case noire j4 vide · Case noire a3 vide · Case blanche b3 vide · Case noire c3 vide · Case blanche d3 vide · Case noire e3 vide · Case blanche f3 vide · Case noire g3 vide · Case blanche h3 vide · Case noire i3 vide · Case blanche j3 vide · Pion blanc sur case blanche a2 · Pion blanc sur case noire b2 · Pion blanc sur case blanche c2 · Pion blanc sur case noire d2 · Pion blanc sur case blanche e2 · Pion blanc sur case noire f2 · Pion blanc sur case blanche g2 · Pion blanc sur case noire h2 · Pion blanc sur case blanche i2 · Pion blanc sur case noire j2 · Tour blanche sur case noire a1 · Cavalier blanc sur case blanche b1 · Princesse blanche sur case noire c1 · Fou blanc sur case blanche d1 · Dame blanche sur case noire e1 · Roi blanc sur case blanche f1 · Fou blanc sur case noire g1 · Impératrice blanche sur case blanche h1 · Cavalier blanc sur case noire i1 · Tour blanche sur case blanche j1 | Tour noire sur case blanche a8 · Cavalier noir sur case noire b8 · Princesse noire sur case blanche c8 · Fou noir sur case noire d8 · Dame noire sur case blanche e8 · Roi noir sur case noire f8 · Fou noir sur case blanche g8 · Impératrice noire sur case noire h8 · Cavalier noir sur case blanche i8 · Tour noire sur case noire j8 · Pion noir sur case noire a7 · Pion noir sur case blanche b7 · Pion noir sur case noire c7 · Pion noir sur case blanche d7 · Pion noir sur case noire e7 · Pion noir sur case blanche f7 · Pion noir sur case noire g7 · Pion noir sur case blanche h7 · Pion noir sur case noire i7 · Pion noir sur case blanche j7 · Case blanche a6 vide · Case noire b6 vide · Case blanche c6 vide · Case noire d6 vide · Case blanche e6 vide · Case noire f6 vide · Case blanche g6 vide · Case noire h6 vide · Case blanche i6 vide · Case noire j6 vide · Case noire a5 vide · Case blanche b5 vide · Case noire c5 vide · Case blanche d5 vide · Case noire e5 vide · Case blanche f5 vide · Case noire g5 vide · Case blanche h5 vide · Case noire i5 vide · Case blanche j5 vide · Case blanche a4 vide · Case noire b4 vide · Case blanche c4 vide · Case noire d4 vide · Case blanche e4 vide · Case noire f4 vide · Case blanche g4 vide · Case noire h4 vide · Case blanche i4 vide · Case noire j4 vide · Case noire a3 vide · Case blanche b3 vide · Case noire c3 vide · Case blanche d3 vide · Case noire e3 vide · Case blanche f3 vide · Case noire g3 vide · Case blanche h3 vide · Case noire i3 vide · Case blanche j3 vide · Pion blanc sur case blanche a2 · Pion blanc sur case noire b2 · Pion blanc sur case blanche c2 · Pion blanc sur case noire d2 · Pion blanc sur case blanche e2 · Pion blanc sur case noire f2 · Pion blanc sur case blanche g2 · Pion blanc sur case noire h2 · Pion blanc sur case blanche i2 · Pion blanc sur case noire j2 · Tour blanche sur case noire a1 · Cavalier blanc sur case blanche b1 · Princesse blanche sur case noire c1 · Fou blanc sur case blanche d1 · Dame blanche sur case noire e1 · Roi blanc sur case blanche f1 · Fou blanc sur case noire g1 · Impératrice blanche sur case blanche h1 · Cavalier blanc sur case noire i1 · Tour blanche sur case blanche j1 | 2 |
| 1 | Tour noire sur case blanche a8 · Cavalier noir sur case noire b8 · Princesse noire sur case blanche c8 · Fou noir sur case noire d8 · Dame noire sur case blanche e8 · Roi noir sur case noire f8 · Fou noir sur case blanche g8 · Impératrice noire sur case noire h8 · Cavalier noir sur case blanche i8 · Tour noire sur case noire j8 · Pion noir sur case noire a7 · Pion noir sur case blanche b7 · Pion noir sur case noire c7 · Pion noir sur case blanche d7 · Pion noir sur case noire e7 · Pion noir sur case blanche f7 · Pion noir sur case noire g7 · Pion noir sur case blanche h7 · Pion noir sur case noire i7 · Pion noir sur case blanche j7 · Case blanche a6 vide · Case noire b6 vide · Case blanche c6 vide · Case noire d6 vide · Case blanche e6 vide · Case noire f6 vide · Case blanche g6 vide · Case noire h6 vide · Case blanche i6 vide · Case noire j6 vide · Case noire a5 vide · Case blanche b5 vide · Case noire c5 vide · Case blanche d5 vide · Case noire e5 vide · Case blanche f5 vide · Case noire g5 vide · Case blanche h5 vide · Case noire i5 vide · Case blanche j5 vide · Case blanche a4 vide · Case noire b4 vide · Case blanche c4 vide · Case noire d4 vide · Case blanche e4 vide · Case noire f4 vide · Case blanche g4 vide · Case noire h4 vide · Case blanche i4 vide · Case noire j4 vide · Case noire a3 vide · Case blanche b3 vide · Case noire c3 vide · Case blanche d3 vide · Case noire e3 vide · Case blanche f3 vide · Case noire g3 vide · Case blanche h3 vide · Case noire i3 vide · Case blanche j3 vide · Pion blanc sur case blanche a2 · Pion blanc sur case noire b2 · Pion blanc sur case blanche c2 · Pion blanc sur case noire d2 · Pion blanc sur case blanche e2 · Pion blanc sur case noire f2 · Pion blanc sur case blanche g2 · Pion blanc sur case noire h2 · Pion blanc sur case blanche i2 · Pion blanc sur case noire j2 · Tour blanche sur case noire a1 · Cavalier blanc sur case blanche b1 · Princesse blanche sur case noire c1 · Fou blanc sur case blanche d1 · Dame blanche sur case noire e1 · Roi blanc sur case blanche f1 · Fou blanc sur case noire g1 · Impératrice blanche sur case blanche h1 · Cavalier blanc sur case noire i1 · Tour blanche sur case blanche j1 | Tour noire sur case blanche a8 · Cavalier noir sur case noire b8 · Princesse noire sur case blanche c8 · Fou noir sur case noire d8 · Dame noire sur case blanche e8 · Roi noir sur case noire f8 · Fou noir sur case blanche g8 · Impératrice noire sur case noire h8 · Cavalier noir sur case blanche i8 · Tour noire sur case noire j8 · Pion noir sur case noire a7 · Pion noir sur case blanche b7 · Pion noir sur case noire c7 · Pion noir sur case blanche d7 · Pion noir sur case noire e7 · Pion noir sur case blanche f7 · Pion noir sur case noire g7 · Pion noir sur case blanche h7 · Pion noir sur case noire i7 · Pion noir sur case blanche j7 · Case blanche a6 vide · Case noire b6 vide · Case blanche c6 vide · Case noire d6 vide · Case blanche e6 vide · Case noire f6 vide · Case blanche g6 vide · Case noire h6 vide · Case blanche i6 vide · Case noire j6 vide · Case noire a5 vide · Case blanche b5 vide · Case noire c5 vide · Case blanche d5 vide · Case noire e5 vide · Case blanche f5 vide · Case noire g5 vide · Case blanche h5 vide · Case noire i5 vide · Case blanche j5 vide · Case blanche a4 vide · Case noire b4 vide · Case blanche c4 vide · Case noire d4 vide · Case blanche e4 vide · Case noire f4 vide · Case blanche g4 vide · Case noire h4 vide · Case blanche i4 vide · Case noire j4 vide · Case noire a3 vide · Case blanche b3 vide · Case noire c3 vide · Case blanche d3 vide · Case noire e3 vide · Case blanche f3 vide · Case noire g3 vide · Case blanche h3 vide · Case noire i3 vide · Case blanche j3 vide · Pion blanc sur case blanche a2 · Pion blanc sur case noire b2 · Pion blanc sur case blanche c2 · Pion blanc sur case noire d2 · Pion blanc sur case blanche e2 · Pion blanc sur case noire f2 · Pion blanc sur case blanche g2 · Pion blanc sur case noire h2 · Pion blanc sur case blanche i2 · Pion blanc sur case noire j2 · Tour blanche sur case noire a1 · Cavalier blanc sur case blanche b1 · Princesse blanche sur case noire c1 · Fou blanc sur case blanche d1 · Dame blanche sur case noire e1 · Roi blanc sur case blanche f1 · Fou blanc sur case noire g1 · Impératrice blanche sur case blanche h1 · Cavalier blanc sur case noire i1 · Tour blanche sur case blanche j1 | Tour noire sur case blanche a8 · Cavalier noir sur case noire b8 · Princesse noire sur case blanche c8 · Fou noir sur case noire d8 · Dame noire sur case blanche e8 · Roi noir sur case noire f8 · Fou noir sur case blanche g8 · Impératrice noire sur case noire h8 · Cavalier noir sur case blanche i8 · Tour noire sur case noire j8 · Pion noir sur case noire a7 · Pion noir sur case blanche b7 · Pion noir sur case noire c7 · Pion noir sur case blanche d7 · Pion noir sur case noire e7 · Pion noir sur case blanche f7 · Pion noir sur case noire g7 · Pion noir sur case blanche h7 · Pion noir sur case noire i7 · Pion noir sur case blanche j7 · Case blanche a6 vide · Case noire b6 vide · Case blanche c6 vide · Case noire d6 vide · Case blanche e6 vide · Case noire f6 vide · Case blanche g6 vide · Case noire h6 vide · Case blanche i6 vide · Case noire j6 vide · Case noire a5 vide · Case blanche b5 vide · Case noire c5 vide · Case blanche d5 vide · Case noire e5 vide · Case blanche f5 vide · Case noire g5 vide · Case blanche h5 vide · Case noire i5 vide · Case blanche j5 vide · Case blanche a4 vide · Case noire b4 vide · Case blanche c4 vide · Case noire d4 vide · Case blanche e4 vide · Case noire f4 vide · Case blanche g4 vide · Case noire h4 vide · Case blanche i4 vide · Case noire j4 vide · Case noire a3 vide · Case blanche b3 vide · Case noire c3 vide · Case blanche d3 vide · Case noire e3 vide · Case blanche f3 vide · Case noire g3 vide · Case blanche h3 vide · Case noire i3 vide · Case blanche j3 vide · Pion blanc sur case blanche a2 · Pion blanc sur case noire b2 · Pion blanc sur case blanche c2 · Pion blanc sur case noire d2 · Pion blanc sur case blanche e2 · Pion blanc sur case noire f2 · Pion blanc sur case blanche g2 · Pion blanc sur case noire h2 · Pion blanc sur case blanche i2 · Pion blanc sur case noire j2 · Tour blanche sur case noire a1 · Cavalier blanc sur case blanche b1 · Princesse blanche sur case noire c1 · Fou blanc sur case blanche d1 · Dame blanche sur case noire e1 · Roi blanc sur case blanche f1 · Fou blanc sur case noire g1 · Impératrice blanche sur case blanche h1 · Cavalier blanc sur case noire i1 · Tour blanche sur case blanche j1 | Tour noire sur case blanche a8 · Cavalier noir sur case noire b8 · Princesse noire sur case blanche c8 · Fou noir sur case noire d8 · Dame noire sur case blanche e8 · Roi noir sur case noire f8 · Fou noir sur case blanche g8 · Impératrice noire sur case noire h8 · Cavalier noir sur case blanche i8 · Tour noire sur case noire j8 · Pion noir sur case noire a7 · Pion noir sur case blanche b7 · Pion noir sur case noire c7 · Pion noir sur case blanche d7 · Pion noir sur case noire e7 · Pion noir sur case blanche f7 · Pion noir sur case noire g7 · Pion noir sur case blanche h7 · Pion noir sur case noire i7 · Pion noir sur case blanche j7 · Case blanche a6 vide · Case noire b6 vide · Case blanche c6 vide · Case noire d6 vide · Case blanche e6 vide · Case noire f6 vide · Case blanche g6 vide · Case noire h6 vide · Case blanche i6 vide · Case noire j6 vide · Case noire a5 vide · Case blanche b5 vide · Case noire c5 vide · Case blanche d5 vide · Case noire e5 vide · Case blanche f5 vide · Case noire g5 vide · Case blanche h5 vide · Case noire i5 vide · Case blanche j5 vide · Case blanche a4 vide · Case noire b4 vide · Case blanche c4 vide · Case noire d4 vide · Case blanche e4 vide · Case noire f4 vide · Case blanche g4 vide · Case noire h4 vide · Case blanche i4 vide · Case noire j4 vide · Case noire a3 vide · Case blanche b3 vide · Case noire c3 vide · Case blanche d3 vide · Case noire e3 vide · Case blanche f3 vide · Case noire g3 vide · Case blanche h3 vide · Case noire i3 vide · Case blanche j3 vide · Pion blanc sur case blanche a2 · Pion blanc sur case noire b2 · Pion blanc sur case blanche c2 · Pion blanc sur case noire d2 · Pion blanc sur case blanche e2 · Pion blanc sur case noire f2 · Pion blanc sur case blanche g2 · Pion blanc sur case noire h2 · Pion blanc sur case blanche i2 · Pion blanc sur case noire j2 · Tour blanche sur case noire a1 · Cavalier blanc sur case blanche b1 · Princesse blanche sur case noire c1 · Fou blanc sur case blanche d1 · Dame blanche sur case noire e1 · Roi blanc sur case blanche f1 · Fou blanc sur case noire g1 · Impératrice blanche sur case blanche h1 · Cavalier blanc sur case noire i1 · Tour blanche sur case blanche j1 | Tour noire sur case blanche a8 · Cavalier noir sur case noire b8 · Princesse noire sur case blanche c8 · Fou noir sur case noire d8 · Dame noire sur case blanche e8 · Roi noir sur case noire f8 · Fou noir sur case blanche g8 · Impératrice noire sur case noire h8 · Cavalier noir sur case blanche i8 · Tour noire sur case noire j8 · Pion noir sur case noire a7 · Pion noir sur case blanche b7 · Pion noir sur case noire c7 · Pion noir sur case blanche d7 · Pion noir sur case noire e7 · Pion noir sur case blanche f7 · Pion noir sur case noire g7 · Pion noir sur case blanche h7 · Pion noir sur case noire i7 · Pion noir sur case blanche j7 · Case blanche a6 vide · Case noire b6 vide · Case blanche c6 vide · Case noire d6 vide · Case blanche e6 vide · Case noire f6 vide · Case blanche g6 vide · Case noire h6 vide · Case blanche i6 vide · Case noire j6 vide · Case noire a5 vide · Case blanche b5 vide · Case noire c5 vide · Case blanche d5 vide · Case noire e5 vide · Case blanche f5 vide · Case noire g5 vide · Case blanche h5 vide · Case noire i5 vide · Case blanche j5 vide · Case blanche a4 vide · Case noire b4 vide · Case blanche c4 vide · Case noire d4 vide · Case blanche e4 vide · Case noire f4 vide · Case blanche g4 vide · Case noire h4 vide · Case blanche i4 vide · Case noire j4 vide · Case noire a3 vide · Case blanche b3 vide · Case noire c3 vide · Case blanche d3 vide · Case noire e3 vide · Case blanche f3 vide · Case noire g3 vide · Case blanche h3 vide · Case noire i3 vide · Case blanche j3 vide · Pion blanc sur case blanche a2 · Pion blanc sur case noire b2 · Pion blanc sur case blanche c2 · Pion blanc sur case noire d2 · Pion blanc sur case blanche e2 · Pion blanc sur case noire f2 · Pion blanc sur case blanche g2 · Pion blanc sur case noire h2 · Pion blanc sur case blanche i2 · Pion blanc sur case noire j2 · Tour blanche sur case noire a1 · Cavalier blanc sur case blanche b1 · Princesse blanche sur case noire c1 · Fou blanc sur case blanche d1 · Dame blanche sur case noire e1 · Roi blanc sur case blanche f1 · Fou blanc sur case noire g1 · Impératrice blanche sur case blanche h1 · Cavalier blanc sur case noire i1 · Tour blanche sur case blanche j1 | Tour noire sur case blanche a8 · Cavalier noir sur case noire b8 · Princesse noire sur case blanche c8 · Fou noir sur case noire d8 · Dame noire sur case blanche e8 · Roi noir sur case noire f8 · Fou noir sur case blanche g8 · Impératrice noire sur case noire h8 · Cavalier noir sur case blanche i8 · Tour noire sur case noire j8 · Pion noir sur case noire a7 · Pion noir sur case blanche b7 · Pion noir sur case noire c7 · Pion noir sur case blanche d7 · Pion noir sur case noire e7 · Pion noir sur case blanche f7 · Pion noir sur case noire g7 · Pion noir sur case blanche h7 · Pion noir sur case noire i7 · Pion noir sur case blanche j7 · Case blanche a6 vide · Case noire b6 vide · Case blanche c6 vide · Case noire d6 vide · Case blanche e6 vide · Case noire f6 vide · Case blanche g6 vide · Case noire h6 vide · Case blanche i6 vide · Case noire j6 vide · Case noire a5 vide · Case blanche b5 vide · Case noire c5 vide · Case blanche d5 vide · Case noire e5 vide · Case blanche f5 vide · Case noire g5 vide · Case blanche h5 vide · Case noire i5 vide · Case blanche j5 vide · Case blanche a4 vide · Case noire b4 vide · Case blanche c4 vide · Case noire d4 vide · Case blanche e4 vide · Case noire f4 vide · Case blanche g4 vide · Case noire h4 vide · Case blanche i4 vide · Case noire j4 vide · Case noire a3 vide · Case blanche b3 vide · Case noire c3 vide · Case blanche d3 vide · Case noire e3 vide · Case blanche f3 vide · Case noire g3 vide · Case blanche h3 vide · Case noire i3 vide · Case blanche j3 vide · Pion blanc sur case blanche a2 · Pion blanc sur case noire b2 · Pion blanc sur case blanche c2 · Pion blanc sur case noire d2 · Pion blanc sur case blanche e2 · Pion blanc sur case noire f2 · Pion blanc sur case blanche g2 · Pion blanc sur case noire h2 · Pion blanc sur case blanche i2 · Pion blanc sur case noire j2 · Tour blanche sur case noire a1 · Cavalier blanc sur case blanche b1 · Princesse blanche sur case noire c1 · Fou blanc sur case blanche d1 · Dame blanche sur case noire e1 · Roi blanc sur case blanche f1 · Fou blanc sur case noire g1 · Impératrice blanche sur case blanche h1 · Cavalier blanc sur case noire i1 · Tour blanche sur case blanche j1 | Tour noire sur case blanche a8 · Cavalier noir sur case noire b8 · Princesse noire sur case blanche c8 · Fou noir sur case noire d8 · Dame noire sur case blanche e8 · Roi noir sur case noire f8 · Fou noir sur case blanche g8 · Impératrice noire sur case noire h8 · Cavalier noir sur case blanche i8 · Tour noire sur case noire j8 · Pion noir sur case noire a7 · Pion noir sur case blanche b7 · Pion noir sur case noire c7 · Pion noir sur case blanche d7 · Pion noir sur case noire e7 · Pion noir sur case blanche f7 · Pion noir sur case noire g7 · Pion noir sur case blanche h7 · Pion noir sur case noire i7 · Pion noir sur case blanche j7 · Case blanche a6 vide · Case noire b6 vide · Case blanche c6 vide · Case noire d6 vide · Case blanche e6 vide · Case noire f6 vide · Case blanche g6 vide · Case noire h6 vide · Case blanche i6 vide · Case noire j6 vide · Case noire a5 vide · Case blanche b5 vide · Case noire c5 vide · Case blanche d5 vide · Case noire e5 vide · Case blanche f5 vide · Case noire g5 vide · Case blanche h5 vide · Case noire i5 vide · Case blanche j5 vide · Case blanche a4 vide · Case noire b4 vide · Case blanche c4 vide · Case noire d4 vide · Case blanche e4 vide · Case noire f4 vide · Case blanche g4 vide · Case noire h4 vide · Case blanche i4 vide · Case noire j4 vide · Case noire a3 vide · Case blanche b3 vide · Case noire c3 vide · Case blanche d3 vide · Case noire e3 vide · Case blanche f3 vide · Case noire g3 vide · Case blanche h3 vide · Case noire i3 vide · Case blanche j3 vide · Pion blanc sur case blanche a2 · Pion blanc sur case noire b2 · Pion blanc sur case blanche c2 · Pion blanc sur case noire d2 · Pion blanc sur case blanche e2 · Pion blanc sur case noire f2 · Pion blanc sur case blanche g2 · Pion blanc sur case noire h2 · Pion blanc sur case blanche i2 · Pion blanc sur case noire j2 · Tour blanche sur case noire a1 · Cavalier blanc sur case blanche b1 · Princesse blanche sur case noire c1 · Fou blanc sur case blanche d1 · Dame blanche sur case noire e1 · Roi blanc sur case blanche f1 · Fou blanc sur case noire g1 · Impératrice blanche sur case blanche h1 · Cavalier blanc sur case noire i1 · Tour blanche sur case blanche j1 | Tour noire sur case blanche a8 · Cavalier noir sur case noire b8 · Princesse noire sur case blanche c8 · Fou noir sur case noire d8 · Dame noire sur case blanche e8 · Roi noir sur case noire f8 · Fou noir sur case blanche g8 · Impératrice noire sur case noire h8 · Cavalier noir sur case blanche i8 · Tour noire sur case noire j8 · Pion noir sur case noire a7 · Pion noir sur case blanche b7 · Pion noir sur case noire c7 · Pion noir sur case blanche d7 · Pion noir sur case noire e7 · Pion noir sur case blanche f7 · Pion noir sur case noire g7 · Pion noir sur case blanche h7 · Pion noir sur case noire i7 · Pion noir sur case blanche j7 · Case blanche a6 vide · Case noire b6 vide · Case blanche c6 vide · Case noire d6 vide · Case blanche e6 vide · Case noire f6 vide · Case blanche g6 vide · Case noire h6 vide · Case blanche i6 vide · Case noire j6 vide · Case noire a5 vide · Case blanche b5 vide · Case noire c5 vide · Case blanche d5 vide · Case noire e5 vide · Case blanche f5 vide · Case noire g5 vide · Case blanche h5 vide · Case noire i5 vide · Case blanche j5 vide · Case blanche a4 vide · Case noire b4 vide · Case blanche c4 vide · Case noire d4 vide · Case blanche e4 vide · Case noire f4 vide · Case blanche g4 vide · Case noire h4 vide · Case blanche i4 vide · Case noire j4 vide · Case noire a3 vide · Case blanche b3 vide · Case noire c3 vide · Case blanche d3 vide · Case noire e3 vide · Case blanche f3 vide · Case noire g3 vide · Case blanche h3 vide · Case noire i3 vide · Case blanche j3 vide · Pion blanc sur case blanche a2 · Pion blanc sur case noire b2 · Pion blanc sur case blanche c2 · Pion blanc sur case noire d2 · Pion blanc sur case blanche e2 · Pion blanc sur case noire f2 · Pion blanc sur case blanche g2 · Pion blanc sur case noire h2 · Pion blanc sur case blanche i2 · Pion blanc sur case noire j2 · Tour blanche sur case noire a1 · Cavalier blanc sur case blanche b1 · Princesse blanche sur case noire c1 · Fou blanc sur case blanche d1 · Dame blanche sur case noire e1 · Roi blanc sur case blanche f1 · Fou blanc sur case noire g1 · Impératrice blanche sur case blanche h1 · Cavalier blanc sur case noire i1 · Tour blanche sur case blanche j1 | Tour noire sur case blanche a8 · Cavalier noir sur case noire b8 · Princesse noire sur case blanche c8 · Fou noir sur case noire d8 · Dame noire sur case blanche e8 · Roi noir sur case noire f8 · Fou noir sur case blanche g8 · Impératrice noire sur case noire h8 · Cavalier noir sur case blanche i8 · Tour noire sur case noire j8 · Pion noir sur case noire a7 · Pion noir sur case blanche b7 · Pion noir sur case noire c7 · Pion noir sur case blanche d7 · Pion noir sur case noire e7 · Pion noir sur case blanche f7 · Pion noir sur case noire g7 · Pion noir sur case blanche h7 · Pion noir sur case noire i7 · Pion noir sur case blanche j7 · Case blanche a6 vide · Case noire b6 vide · Case blanche c6 vide · Case noire d6 vide · Case blanche e6 vide · Case noire f6 vide · Case blanche g6 vide · Case noire h6 vide · Case blanche i6 vide · Case noire j6 vide · Case noire a5 vide · Case blanche b5 vide · Case noire c5 vide · Case blanche d5 vide · Case noire e5 vide · Case blanche f5 vide · Case noire g5 vide · Case blanche h5 vide · Case noire i5 vide · Case blanche j5 vide · Case blanche a4 vide · Case noire b4 vide · Case blanche c4 vide · Case noire d4 vide · Case blanche e4 vide · Case noire f4 vide · Case blanche g4 vide · Case noire h4 vide · Case blanche i4 vide · Case noire j4 vide · Case noire a3 vide · Case blanche b3 vide · Case noire c3 vide · Case blanche d3 vide · Case noire e3 vide · Case blanche f3 vide · Case noire g3 vide · Case blanche h3 vide · Case noire i3 vide · Case blanche j3 vide · Pion blanc sur case blanche a2 · Pion blanc sur case noire b2 · Pion blanc sur case blanche c2 · Pion blanc sur case noire d2 · Pion blanc sur case blanche e2 · Pion blanc sur case noire f2 · Pion blanc sur case blanche g2 · Pion blanc sur case noire h2 · Pion blanc sur case blanche i2 · Pion blanc sur case noire j2 · Tour blanche sur case noire a1 · Cavalier blanc sur case blanche b1 · Princesse blanche sur case noire c1 · Fou blanc sur case blanche d1 · Dame blanche sur case noire e1 · Roi blanc sur case blanche f1 · Fou blanc sur case noire g1 · Impératrice blanche sur case blanche h1 · Cavalier blanc sur case noire i1 · Tour blanche sur case blanche j1 | Tour noire sur case blanche a8 · Cavalier noir sur case noire b8 · Princesse noire sur case blanche c8 · Fou noir sur case noire d8 · Dame noire sur case blanche e8 · Roi noir sur case noire f8 · Fou noir sur case blanche g8 · Impératrice noire sur case noire h8 · Cavalier noir sur case blanche i8 · Tour noire sur case noire j8 · Pion noir sur case noire a7 · Pion noir sur case blanche b7 · Pion noir sur case noire c7 · Pion noir sur case blanche d7 · Pion noir sur case noire e7 · Pion noir sur case blanche f7 · Pion noir sur case noire g7 · Pion noir sur case blanche h7 · Pion noir sur case noire i7 · Pion noir sur case blanche j7 · Case blanche a6 vide · Case noire b6 vide · Case blanche c6 vide · Case noire d6 vide · Case blanche e6 vide · Case noire f6 vide · Case blanche g6 vide · Case noire h6 vide · Case blanche i6 vide · Case noire j6 vide · Case noire a5 vide · Case blanche b5 vide · Case noire c5 vide · Case blanche d5 vide · Case noire e5 vide · Case blanche f5 vide · Case noire g5 vide · Case blanche h5 vide · Case noire i5 vide · Case blanche j5 vide · Case blanche a4 vide · Case noire b4 vide · Case blanche c4 vide · Case noire d4 vide · Case blanche e4 vide · Case noire f4 vide · Case blanche g4 vide · Case noire h4 vide · Case blanche i4 vide · Case noire j4 vide · Case noire a3 vide · Case blanche b3 vide · Case noire c3 vide · Case blanche d3 vide · Case noire e3 vide · Case blanche f3 vide · Case noire g3 vide · Case blanche h3 vide · Case noire i3 vide · Case blanche j3 vide · Pion blanc sur case blanche a2 · Pion blanc sur case noire b2 · Pion blanc sur case blanche c2 · Pion blanc sur case noire d2 · Pion blanc sur case blanche e2 · Pion blanc sur case noire f2 · Pion blanc sur case blanche g2 · Pion blanc sur case noire h2 · Pion blanc sur case blanche i2 · Pion blanc sur case noire j2 · Tour blanche sur case noire a1 · Cavalier blanc sur case blanche b1 · Princesse blanche sur case noire c1 · Fou blanc sur case blanche d1 · Dame blanche sur case noire e1 · Roi blanc sur case blanche f1 · Fou blanc sur case noire g1 · Impératrice blanche sur case blanche h1 · Cavalier blanc sur case noire i1 · Tour blanche sur case blanche j1 | 1 |
|   | a | b | c | d | e | f | g | h | i | j |   |

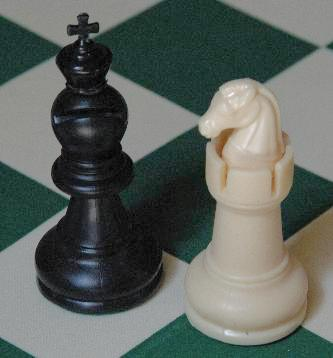
Une princesse (à gauche) et une Impératrice (à droite) fabriquées manuellement, à partir d'un jeu standard en plastique.

Les échecs Capablanca sont une variante du jeu d'échecs, se jouant sur un échiquier 10×8. Le jeu fut nommé d'après son inventeur, l'ancien champion du monde d'échecs, José Raúl Capablanca (1888-1942).
En plus des pièces standard, chaque joueur dispose de deux pièces féeriques, à savoir :
- une Impératrice (ou Chancelier), qui combine les mouvements du cavalier et de la tour;
- une Princesse (ou Centaure), qui combine les mouvements du cavalier et du fou.

Ces nouvelles pièces complexifient un peu le jeu. Par exemple, une Princesse pourra mater un roi à elle seule si ce dernier se trouve dans un coin. Capablanca pensait qu'ajouter ces pièces permettrait de réduire la probabilité d'une partie nulle, ainsi que de rendre les parties plus intéressantes. Remarquer que si les échecs de Capablanca ajoutent les combinaisons tour + cavalier et cavalier + fou, la troisième combinaison tour + fou n'est autre que la dame.

## Disposition des pièces
Capablanca proposa deux positions initiales différentes pour cette variante. Dans la première, il proposa que la princesse soit placée entre la reine et son fou, et que l'Impératrice soit placée entre le roi et le fou du roi. Ce positionnement a l'inconvénient de laisser le fou du roi indéfendu, laissant aussi aux blancs l'occasion de menacer de faire mat dès le premier coup (en plaçant l'Impératrice en h3).
Par conséquent, il révisa le positionnement de sorte qu'il soit tel que sur le schéma ci-contre, à savoir avec la Princesse entre le fou et le cavalier de l'aile dame, et l'Impératrice entre ceux de l'aile roi. Il expérimenta aussi un échiquier 10×10, où les pions étaient autorisés à faire trois pas pour leur coup initial.
Dans son livre, The Adventure of Chess, Edward Lasker écrit (p. 39) : « J'ai joué de nombreuses parties d'essai avec Capablanca, et elles ont rarement duré plus de vingt ou vingt-cinq coups. Nous avons essayé des échiquiers de 10×10 et 10×8 cases, et nous avons conclu que ce dernier était préférable, car le combat au corps à corps débute plus tôt sur celui-ci. »
Lasker était un des rares supporters, bien que le grand maître international (GMI) hongrois Geza Maroczy jouât aussi quelques parties avec Capablanca. Parmi les rares critiques rationnelles, le champion britannique William Winter, affirmait que selon lui, il y avait trop de pièces fortes, diminuant conséquemment la pertinence des pièces faibles.
Le nom des nouvelles pièces fut d'ailleurs introduit par Capablanca lui-même. Ces noms sont toujours d'usage dans la plupart des variantes des échecs Capablanca.

### Variantes concurrentes des échecs Capablanca
Capablanca ne fut pas la première personne (ni la dernière) à ajouter l'Impératrice et le Chancelier au jeu standard, cependant il est le plus célèbre. Les autres tentatives diffèrent seulement par l'arrangement des pièces et les règles relatives au roque.
En 1617, Pietro Carrera publia un livre nommé Il Gioco degli Scacchi, qui contenait une description d'une variante jouée sur un échiquier 10×8. Il plaça les nouvelles pièces entre la tour et le cavalier. L'Impératrice était sur l'aile roi et la Princesse sur l'aile dame. Carrera utilisait alors les noms de champion pour désigner l'impératrice et centaure pour désigner la princesse (pour laquelle centaure est toujours une appellation valable). Le jeu tomba dans l'oubli avec la mort de son auteur.
En 1874, Henry Bird proposa une variante similaire à celle de Carrera. La seule différence significative réside dans le positionnement initial. L'impératrice était placée du côté dame (entre le fou et la dame) et la princesse entre le roi et son fou. Bird utilisait alors les noms de garde pour désigner l'impératrice, et celui d'écuyer pour désigner la princesse.
|   | a | b | c | d | e | f | g | h | i | j |   |
| 8 | Tour noire sur case blanche a8 · Princesse noire sur case noire b8 · Cavalier noir sur case blanche c8 · Fou noir sur case noire d8 · Dame noire sur case blanche e8 · Roi noir sur case noire f8 · Fou noir sur case blanche g8 · Cavalier noir sur case noire h8 · Impératrice noire sur case blanche i8 · Tour noire sur case noire j8 · Pion noir sur case noire a7 · Pion noir sur case blanche b7 · Pion noir sur case noire c7 · Pion noir sur case blanche d7 · Pion noir sur case noire e7 · Pion noir sur case blanche f7 · Pion noir sur case noire g7 · Pion noir sur case blanche h7 · Pion noir sur case noire i7 · Pion noir sur case blanche j7 · Case blanche a6 vide · Case noire b6 vide · Case blanche c6 vide · Case noire d6 vide · Case blanche e6 vide · Case noire f6 vide · Case blanche g6 vide · Case noire h6 vide · Case blanche i6 vide · Case noire j6 vide · Case noire a5 vide · Case blanche b5 vide · Case noire c5 vide · Case blanche d5 vide · Case noire e5 vide · Case blanche f5 vide · Case noire g5 vide · Case blanche h5 vide · Case noire i5 vide · Case blanche j5 vide · Case blanche a4 vide · Case noire b4 vide · Case blanche c4 vide · Case noire d4 vide · Case blanche e4 vide · Case noire f4 vide · Case blanche g4 vide · Case noire h4 vide · Case blanche i4 vide · Case noire j4 vide · Case noire a3 vide · Case blanche b3 vide · Case noire c3 vide · Case blanche d3 vide · Case noire e3 vide · Case blanche f3 vide · Case noire g3 vide · Case blanche h3 vide · Case noire i3 vide · Case blanche j3 vide · Pion blanc sur case blanche a2 · Pion blanc sur case noire b2 · Pion blanc sur case blanche c2 · Pion blanc sur case noire d2 · Pion blanc sur case blanche e2 · Pion blanc sur case noire f2 · Pion blanc sur case blanche g2 · Pion blanc sur case noire h2 · Pion blanc sur case blanche i2 · Pion blanc sur case noire j2 · Tour blanche sur case noire a1 · Princesse blanche sur case blanche b1 · Cavalier blanc sur case noire c1 · Fou blanc sur case blanche d1 · Dame blanche sur case noire e1 · Roi blanc sur case blanche f1 · Fou blanc sur case noire g1 · Cavalier blanc sur case blanche h1 · Impératrice blanche sur case noire i1 · Tour blanche sur case blanche j1 | Tour noire sur case blanche a8 · Princesse noire sur case noire b8 · Cavalier noir sur case blanche c8 · Fou noir sur case noire d8 · Dame noire sur case blanche e8 · Roi noir sur case noire f8 · Fou noir sur case blanche g8 · Cavalier noir sur case noire h8 · Impératrice noire sur case blanche i8 · Tour noire sur case noire j8 · Pion noir sur case noire a7 · Pion noir sur case blanche b7 · Pion noir sur case noire c7 · Pion noir sur case blanche d7 · Pion noir sur case noire e7 · Pion noir sur case blanche f7 · Pion noir sur case noire g7 · Pion noir sur case blanche h7 · Pion noir sur case noire i7 · Pion noir sur case blanche j7 · Case blanche a6 vide · Case noire b6 vide · Case blanche c6 vide · Case noire d6 vide · Case blanche e6 vide · Case noire f6 vide · Case blanche g6 vide · Case noire h6 vide · Case blanche i6 vide · Case noire j6 vide · Case noire a5 vide · Case blanche b5 vide · Case noire c5 vide · Case blanche d5 vide · Case noire e5 vide · Case blanche f5 vide · Case noire g5 vide · Case blanche h5 vide · Case noire i5 vide · Case blanche j5 vide · Case blanche a4 vide · Case noire b4 vide · Case blanche c4 vide · Case noire d4 vide · Case blanche e4 vide · Case noire f4 vide · Case blanche g4 vide · Case noire h4 vide · Case blanche i4 vide · Case noire j4 vide · Case noire a3 vide · Case blanche b3 vide · Case noire c3 vide · Case blanche d3 vide · Case noire e3 vide · Case blanche f3 vide · Case noire g3 vide · Case blanche h3 vide · Case noire i3 vide · Case blanche j3 vide · Pion blanc sur case blanche a2 · Pion blanc sur case noire b2 · Pion blanc sur case blanche c2 · Pion blanc sur case noire d2 · Pion blanc sur case blanche e2 · Pion blanc sur case noire f2 · Pion blanc sur case blanche g2 · Pion blanc sur case noire h2 · Pion blanc sur case blanche i2 · Pion blanc sur case noire j2 · Tour blanche sur case noire a1 · Princesse blanche sur case blanche b1 · Cavalier blanc sur case noire c1 · Fou blanc sur case blanche d1 · Dame blanche sur case noire e1 · Roi blanc sur case blanche f1 · Fou blanc sur case noire g1 · Cavalier blanc sur case blanche h1 · Impératrice blanche sur case noire i1 · Tour blanche sur case blanche j1 | Tour noire sur case blanche a8 · Princesse noire sur case noire b8 · Cavalier noir sur case blanche c8 · Fou noir sur case noire d8 · Dame noire sur case blanche e8 · Roi noir sur case noire f8 · Fou noir sur case blanche g8 · Cavalier noir sur case noire h8 · Impératrice noire sur case blanche i8 · Tour noire sur case noire j8 · Pion noir sur case noire a7 · Pion noir sur case blanche b7 · Pion noir sur case noire c7 · Pion noir sur case blanche d7 · Pion noir sur case noire e7 · Pion noir sur case blanche f7 · Pion noir sur case noire g7 · Pion noir sur case blanche h7 · Pion noir sur case noire i7 · Pion noir sur case blanche j7 · Case blanche a6 vide · Case noire b6 vide · Case blanche c6 vide · Case noire d6 vide · Case blanche e6 vide · Case noire f6 vide · Case blanche g6 vide · Case noire h6 vide · Case blanche i6 vide · Case noire j6 vide · Case noire a5 vide · Case blanche b5 vide · Case noire c5 vide · Case blanche d5 vide · Case noire e5 vide · Case blanche f5 vide · Case noire g5 vide · Case blanche h5 vide · Case noire i5 vide · Case blanche j5 vide · Case blanche a4 vide · Case noire b4 vide · Case blanche c4 vide · Case noire d4 vide · Case blanche e4 vide · Case noire f4 vide · Case blanche g4 vide · Case noire h4 vide · Case blanche i4 vide · Case noire j4 vide · Case noire a3 vide · Case blanche b3 vide · Case noire c3 vide · Case blanche d3 vide · Case noire e3 vide · Case blanche f3 vide · Case noire g3 vide · Case blanche h3 vide · Case noire i3 vide · Case blanche j3 vide · Pion blanc sur case blanche a2 · Pion blanc sur case noire b2 · Pion blanc sur case blanche c2 · Pion blanc sur case noire d2 · Pion blanc sur case blanche e2 · Pion blanc sur case noire f2 · Pion blanc sur case blanche g2 · Pion blanc sur case noire h2 · Pion blanc sur case blanche i2 · Pion blanc sur case noire j2 · Tour blanche sur case noire a1 · Princesse blanche sur case blanche b1 · Cavalier blanc sur case noire c1 · Fou blanc sur case blanche d1 · Dame blanche sur case noire e1 · Roi blanc sur case blanche f1 · Fou blanc sur case noire g1 · Cavalier blanc sur case blanche h1 · Impératrice blanche sur case noire i1 · Tour blanche sur case blanche j1 | Tour noire sur case blanche a8 · Princesse noire sur case noire b8 · Cavalier noir sur case blanche c8 · Fou noir sur case noire d8 · Dame noire sur case blanche e8 · Roi noir sur case noire f8 · Fou noir sur case blanche g8 · Cavalier noir sur case noire h8 · Impératrice noire sur case blanche i8 · Tour noire sur case noire j8 · Pion noir sur case noire a7 · Pion noir sur case blanche b7 · Pion noir sur case noire c7 · Pion noir sur case blanche d7 · Pion noir sur case noire e7 · Pion noir sur case blanche f7 · Pion noir sur case noire g7 · Pion noir sur case blanche h7 · Pion noir sur case noire i7 · Pion noir sur case blanche j7 · Case blanche a6 vide · Case noire b6 vide · Case blanche c6 vide · Case noire d6 vide · Case blanche e6 vide · Case noire f6 vide · Case blanche g6 vide · Case noire h6 vide · Case blanche i6 vide · Case noire j6 vide · Case noire a5 vide · Case blanche b5 vide · Case noire c5 vide · Case blanche d5 vide · Case noire e5 vide · Case blanche f5 vide · Case noire g5 vide · Case blanche h5 vide · Case noire i5 vide · Case blanche j5 vide · Case blanche a4 vide · Case noire b4 vide · Case blanche c4 vide · Case noire d4 vide · Case blanche e4 vide · Case noire f4 vide · Case blanche g4 vide · Case noire h4 vide · Case blanche i4 vide · Case noire j4 vide · Case noire a3 vide · Case blanche b3 vide · Case noire c3 vide · Case blanche d3 vide · Case noire e3 vide · Case blanche f3 vide · Case noire g3 vide · Case blanche h3 vide · Case noire i3 vide · Case blanche j3 vide · Pion blanc sur case blanche a2 · Pion blanc sur case noire b2 · Pion blanc sur case blanche c2 · Pion blanc sur case noire d2 · Pion blanc sur case blanche e2 · Pion blanc sur case noire f2 · Pion blanc sur case blanche g2 · Pion blanc sur case noire h2 · Pion blanc sur case blanche i2 · Pion blanc sur case noire j2 · Tour blanche sur case noire a1 · Princesse blanche sur case blanche b1 · Cavalier blanc sur case noire c1 · Fou blanc sur case blanche d1 · Dame blanche sur case noire e1 · Roi blanc sur case blanche f1 · Fou blanc sur case noire g1 · Cavalier blanc sur case blanche h1 · Impératrice blanche sur case noire i1 · Tour blanche sur case blanche j1 | Tour noire sur case blanche a8 · Princesse noire sur case noire b8 · Cavalier noir sur case blanche c8 · Fou noir sur case noire d8 · Dame noire sur case blanche e8 · Roi noir sur case noire f8 · Fou noir sur case blanche g8 · Cavalier noir sur case noire h8 · Impératrice noire sur case blanche i8 · Tour noire sur case noire j8 · Pion noir sur case noire a7 · Pion noir sur case blanche b7 · Pion noir sur case noire c7 · Pion noir sur case blanche d7 · Pion noir sur case noire e7 · Pion noir sur case blanche f7 · Pion noir sur case noire g7 · Pion noir sur case blanche h7 · Pion noir sur case noire i7 · Pion noir sur case blanche j7 · Case blanche a6 vide · Case noire b6 vide · Case blanche c6 vide · Case noire d6 vide · Case blanche e6 vide · Case noire f6 vide · Case blanche g6 vide · Case noire h6 vide · Case blanche i6 vide · Case noire j6 vide · Case noire a5 vide · Case blanche b5 vide · Case noire c5 vide · Case blanche d5 vide · Case noire e5 vide · Case blanche f5 vide · Case noire g5 vide · Case blanche h5 vide · Case noire i5 vide · Case blanche j5 vide · Case blanche a4 vide · Case noire b4 vide · Case blanche c4 vide · Case noire d4 vide · Case blanche e4 vide · Case noire f4 vide · Case blanche g4 vide · Case noire h4 vide · Case blanche i4 vide · Case noire j4 vide · Case noire a3 vide · Case blanche b3 vide · Case noire c3 vide · Case blanche d3 vide · Case noire e3 vide · Case blanche f3 vide · Case noire g3 vide · Case blanche h3 vide · Case noire i3 vide · Case blanche j3 vide · Pion blanc sur case blanche a2 · Pion blanc sur case noire b2 · Pion blanc sur case blanche c2 · Pion blanc sur case noire d2 · Pion blanc sur case blanche e2 · Pion blanc sur case noire f2 · Pion blanc sur case blanche g2 · Pion blanc sur case noire h2 · Pion blanc sur case blanche i2 · Pion blanc sur case noire j2 · Tour blanche sur case noire a1 · Princesse blanche sur case blanche b1 · Cavalier blanc sur case noire c1 · Fou blanc sur case blanche d1 · Dame blanche sur case noire e1 · Roi blanc sur case blanche f1 · Fou blanc sur case noire g1 · Cavalier blanc sur case blanche h1 · Impératrice blanche sur case noire i1 · Tour blanche sur case blanche j1 | Tour noire sur case blanche a8 · Princesse noire sur case noire b8 · Cavalier noir sur case blanche c8 · Fou noir sur case noire d8 · Dame noire sur case blanche e8 · Roi noir sur case noire f8 · Fou noir sur case blanche g8 · Cavalier noir sur case noire h8 · Impératrice noire sur case blanche i8 · Tour noire sur case noire j8 · Pion noir sur case noire a7 · Pion noir sur case blanche b7 · Pion noir sur case noire c7 · Pion noir sur case blanche d7 · Pion noir sur case noire e7 · Pion noir sur case blanche f7 · Pion noir sur case noire g7 · Pion noir sur case blanche h7 · Pion noir sur case noire i7 · Pion noir sur case blanche j7 · Case blanche a6 vide · Case noire b6 vide · Case blanche c6 vide · Case noire d6 vide · Case blanche e6 vide · Case noire f6 vide · Case blanche g6 vide · Case noire h6 vide · Case blanche i6 vide · Case noire j6 vide · Case noire a5 vide · Case blanche b5 vide · Case noire c5 vide · Case blanche d5 vide · Case noire e5 vide · Case blanche f5 vide · Case noire g5 vide · Case blanche h5 vide · Case noire i5 vide · Case blanche j5 vide · Case blanche a4 vide · Case noire b4 vide · Case blanche c4 vide · Case noire d4 vide · Case blanche e4 vide · Case noire f4 vide · Case blanche g4 vide · Case noire h4 vide · Case blanche i4 vide · Case noire j4 vide · Case noire a3 vide · Case blanche b3 vide · Case noire c3 vide · Case blanche d3 vide · Case noire e3 vide · Case blanche f3 vide · Case noire g3 vide · Case blanche h3 vide · Case noire i3 vide · Case blanche j3 vide · Pion blanc sur case blanche a2 · Pion blanc sur case noire b2 · Pion blanc sur case blanche c2 · Pion blanc sur case noire d2 · Pion blanc sur case blanche e2 · Pion blanc sur case noire f2 · Pion blanc sur case blanche g2 · Pion blanc sur case noire h2 · Pion blanc sur case blanche i2 · Pion blanc sur case noire j2 · Tour blanche sur case noire a1 · Princesse blanche sur case blanche b1 · Cavalier blanc sur case noire c1 · Fou blanc sur case blanche d1 · Dame blanche sur case noire e1 · Roi blanc sur case blanche f1 · Fou blanc sur case noire g1 · Cavalier blanc sur case blanche h1 · Impératrice blanche sur case noire i1 · Tour blanche sur case blanche j1 | Tour noire sur case blanche a8 · Princesse noire sur case noire b8 · Cavalier noir sur case blanche c8 · Fou noir sur case noire d8 · Dame noire sur case blanche e8 · Roi noir sur case noire f8 · Fou noir sur case blanche g8 · Cavalier noir sur case noire h8 · Impératrice noire sur case blanche i8 · Tour noire sur case noire j8 · Pion noir sur case noire a7 · Pion noir sur case blanche b7 · Pion noir sur case noire c7 · Pion noir sur case blanche d7 · Pion noir sur case noire e7 · Pion noir sur case blanche f7 · Pion noir sur case noire g7 · Pion noir sur case blanche h7 · Pion noir sur case noire i7 · Pion noir sur case blanche j7 · Case blanche a6 vide · Case noire b6 vide · Case blanche c6 vide · Case noire d6 vide · Case blanche e6 vide · Case noire f6 vide · Case blanche g6 vide · Case noire h6 vide · Case blanche i6 vide · Case noire j6 vide · Case noire a5 vide · Case blanche b5 vide · Case noire c5 vide · Case blanche d5 vide · Case noire e5 vide · Case blanche f5 vide · Case noire g5 vide · Case blanche h5 vide · Case noire i5 vide · Case blanche j5 vide · Case blanche a4 vide · Case noire b4 vide · Case blanche c4 vide · Case noire d4 vide · Case blanche e4 vide · Case noire f4 vide · Case blanche g4 vide · Case noire h4 vide · Case blanche i4 vide · Case noire j4 vide · Case noire a3 vide · Case blanche b3 vide · Case noire c3 vide · Case blanche d3 vide · Case noire e3 vide · Case blanche f3 vide · Case noire g3 vide · Case blanche h3 vide · Case noire i3 vide · Case blanche j3 vide · Pion blanc sur case blanche a2 · Pion blanc sur case noire b2 · Pion blanc sur case blanche c2 · Pion blanc sur case noire d2 · Pion blanc sur case blanche e2 · Pion blanc sur case noire f2 · Pion blanc sur case blanche g2 · Pion blanc sur case noire h2 · Pion blanc sur case blanche i2 · Pion blanc sur case noire j2 · Tour blanche sur case noire a1 · Princesse blanche sur case blanche b1 · Cavalier blanc sur case noire c1 · Fou blanc sur case blanche d1 · Dame blanche sur case noire e1 · Roi blanc sur case blanche f1 · Fou blanc sur case noire g1 · Cavalier blanc sur case blanche h1 · Impératrice blanche sur case noire i1 · Tour blanche sur case blanche j1 | Tour noire sur case blanche a8 · Princesse noire sur case noire b8 · Cavalier noir sur case blanche c8 · Fou noir sur case noire d8 · Dame noire sur case blanche e8 · Roi noir sur case noire f8 · Fou noir sur case blanche g8 · Cavalier noir sur case noire h8 · Impératrice noire sur case blanche i8 · Tour noire sur case noire j8 · Pion noir sur case noire a7 · Pion noir sur case blanche b7 · Pion noir sur case noire c7 · Pion noir sur case blanche d7 · Pion noir sur case noire e7 · Pion noir sur case blanche f7 · Pion noir sur case noire g7 · Pion noir sur case blanche h7 · Pion noir sur case noire i7 · Pion noir sur case blanche j7 · Case blanche a6 vide · Case noire b6 vide · Case blanche c6 vide · Case noire d6 vide · Case blanche e6 vide · Case noire f6 vide · Case blanche g6 vide · Case noire h6 vide · Case blanche i6 vide · Case noire j6 vide · Case noire a5 vide · Case blanche b5 vide · Case noire c5 vide · Case blanche d5 vide · Case noire e5 vide · Case blanche f5 vide · Case noire g5 vide · Case blanche h5 vide · Case noire i5 vide · Case blanche j5 vide · Case blanche a4 vide · Case noire b4 vide · Case blanche c4 vide · Case noire d4 vide · Case blanche e4 vide · Case noire f4 vide · Case blanche g4 vide · Case noire h4 vide · Case blanche i4 vide · Case noire j4 vide · Case noire a3 vide · Case blanche b3 vide · Case noire c3 vide · Case blanche d3 vide · Case noire e3 vide · Case blanche f3 vide · Case noire g3 vide · Case blanche h3 vide · Case noire i3 vide · Case blanche j3 vide · Pion blanc sur case blanche a2 · Pion blanc sur case noire b2 · Pion blanc sur case blanche c2 · Pion blanc sur case noire d2 · Pion blanc sur case blanche e2 · Pion blanc sur case noire f2 · Pion blanc sur case blanche g2 · Pion blanc sur case noire h2 · Pion blanc sur case blanche i2 · Pion blanc sur case noire j2 · Tour blanche sur case noire a1 · Princesse blanche sur case blanche b1 · Cavalier blanc sur case noire c1 · Fou blanc sur case blanche d1 · Dame blanche sur case noire e1 · Roi blanc sur case blanche f1 · Fou blanc sur case noire g1 · Cavalier blanc sur case blanche h1 · Impératrice blanche sur case noire i1 · Tour blanche sur case blanche j1 | Tour noire sur case blanche a8 · Princesse noire sur case noire b8 · Cavalier noir sur case blanche c8 · Fou noir sur case noire d8 · Dame noire sur case blanche e8 · Roi noir sur case noire f8 · Fou noir sur case blanche g8 · Cavalier noir sur case noire h8 · Impératrice noire sur case blanche i8 · Tour noire sur case noire j8 · Pion noir sur case noire a7 · Pion noir sur case blanche b7 · Pion noir sur case noire c7 · Pion noir sur case blanche d7 · Pion noir sur case noire e7 · Pion noir sur case blanche f7 · Pion noir sur case noire g7 · Pion noir sur case blanche h7 · Pion noir sur case noire i7 · Pion noir sur case blanche j7 · Case blanche a6 vide · Case noire b6 vide · Case blanche c6 vide · Case noire d6 vide · Case blanche e6 vide · Case noire f6 vide · Case blanche g6 vide · Case noire h6 vide · Case blanche i6 vide · Case noire j6 vide · Case noire a5 vide · Case blanche b5 vide · Case noire c5 vide · Case blanche d5 vide · Case noire e5 vide · Case blanche f5 vide · Case noire g5 vide · Case blanche h5 vide · Case noire i5 vide · Case blanche j5 vide · Case blanche a4 vide · Case noire b4 vide · Case blanche c4 vide · Case noire d4 vide · Case blanche e4 vide · Case noire f4 vide · Case blanche g4 vide · Case noire h4 vide · Case blanche i4 vide · Case noire j4 vide · Case noire a3 vide · Case blanche b3 vide · Case noire c3 vide · Case blanche d3 vide · Case noire e3 vide · Case blanche f3 vide · Case noire g3 vide · Case blanche h3 vide · Case noire i3 vide · Case blanche j3 vide · Pion blanc sur case blanche a2 · Pion blanc sur case noire b2 · Pion blanc sur case blanche c2 · Pion blanc sur case noire d2 · Pion blanc sur case blanche e2 · Pion blanc sur case noire f2 · Pion blanc sur case blanche g2 · Pion blanc sur case noire h2 · Pion blanc sur case blanche i2 · Pion blanc sur case noire j2 · Tour blanche sur case noire a1 · Princesse blanche sur case blanche b1 · Cavalier blanc sur case noire c1 · Fou blanc sur case blanche d1 · Dame blanche sur case noire e1 · Roi blanc sur case blanche f1 · Fou blanc sur case noire g1 · Cavalier blanc sur case blanche h1 · Impératrice blanche sur case noire i1 · Tour blanche sur case blanche j1 | Tour noire sur case blanche a8 · Princesse noire sur case noire b8 · Cavalier noir sur case blanche c8 · Fou noir sur case noire d8 · Dame noire sur case blanche e8 · Roi noir sur case noire f8 · Fou noir sur case blanche g8 · Cavalier noir sur case noire h8 · Impératrice noire sur case blanche i8 · Tour noire sur case noire j8 · Pion noir sur case noire a7 · Pion noir sur case blanche b7 · Pion noir sur case noire c7 · Pion noir sur case blanche d7 · Pion noir sur case noire e7 · Pion noir sur case blanche f7 · Pion noir sur case noire g7 · Pion noir sur case blanche h7 · Pion noir sur case noire i7 · Pion noir sur case blanche j7 · Case blanche a6 vide · Case noire b6 vide · Case blanche c6 vide · Case noire d6 vide · Case blanche e6 vide · Case noire f6 vide · Case blanche g6 vide · Case noire h6 vide · Case blanche i6 vide · Case noire j6 vide · Case noire a5 vide · Case blanche b5 vide · Case noire c5 vide · Case blanche d5 vide · Case noire e5 vide · Case blanche f5 vide · Case noire g5 vide · Case blanche h5 vide · Case noire i5 vide · Case blanche j5 vide · Case blanche a4 vide · Case noire b4 vide · Case blanche c4 vide · Case noire d4 vide · Case blanche e4 vide · Case noire f4 vide · Case blanche g4 vide · Case noire h4 vide · Case blanche i4 vide · Case noire j4 vide · Case noire a3 vide · Case blanche b3 vide · Case noire c3 vide · Case blanche d3 vide · Case noire e3 vide · Case blanche f3 vide · Case noire g3 vide · Case blanche h3 vide · Case noire i3 vide · Case blanche j3 vide · Pion blanc sur case blanche a2 · Pion blanc sur case noire b2 · Pion blanc sur case blanche c2 · Pion blanc sur case noire d2 · Pion blanc sur case blanche e2 · Pion blanc sur case noire f2 · Pion blanc sur case blanche g2 · Pion blanc sur case noire h2 · Pion blanc sur case blanche i2 · Pion blanc sur case noire j2 · Tour blanche sur case noire a1 · Princesse blanche sur case blanche b1 · Cavalier blanc sur case noire c1 · Fou blanc sur case blanche d1 · Dame blanche sur case noire e1 · Roi blanc sur case blanche f1 · Fou blanc sur case noire g1 · Cavalier blanc sur case blanche h1 · Impératrice blanche sur case noire i1 · Tour blanche sur case blanche j1 | 8 |
| 7 | Tour noire sur case blanche a8 · Princesse noire sur case noire b8 · Cavalier noir sur case blanche c8 · Fou noir sur case noire d8 · Dame noire sur case blanche e8 · Roi noir sur case noire f8 · Fou noir sur case blanche g8 · Cavalier noir sur case noire h8 · Impératrice noire sur case blanche i8 · Tour noire sur case noire j8 · Pion noir sur case noire a7 · Pion noir sur case blanche b7 · Pion noir sur case noire c7 · Pion noir sur case blanche d7 · Pion noir sur case noire e7 · Pion noir sur case blanche f7 · Pion noir sur case noire g7 · Pion noir sur case blanche h7 · Pion noir sur case noire i7 · Pion noir sur case blanche j7 · Case blanche a6 vide · Case noire b6 vide · Case blanche c6 vide · Case noire d6 vide · Case blanche e6 vide · Case noire f6 vide · Case blanche g6 vide · Case noire h6 vide · Case blanche i6 vide · Case noire j6 vide · Case noire a5 vide · Case blanche b5 vide · Case noire c5 vide · Case blanche d5 vide · Case noire e5 vide · Case blanche f5 vide · Case noire g5 vide · Case blanche h5 vide · Case noire i5 vide · Case blanche j5 vide · Case blanche a4 vide · Case noire b4 vide · Case blanche c4 vide · Case noire d4 vide · Case blanche e4 vide · Case noire f4 vide · Case blanche g4 vide · Case noire h4 vide · Case blanche i4 vide · Case noire j4 vide · Case noire a3 vide · Case blanche b3 vide · Case noire c3 vide · Case blanche d3 vide · Case noire e3 vide · Case blanche f3 vide · Case noire g3 vide · Case blanche h3 vide · Case noire i3 vide · Case blanche j3 vide · Pion blanc sur case blanche a2 · Pion blanc sur case noire b2 · Pion blanc sur case blanche c2 · Pion blanc sur case noire d2 · Pion blanc sur case blanche e2 · Pion blanc sur case noire f2 · Pion blanc sur case blanche g2 · Pion blanc sur case noire h2 · Pion blanc sur case blanche i2 · Pion blanc sur case noire j2 · Tour blanche sur case noire a1 · Princesse blanche sur case blanche b1 · Cavalier blanc sur case noire c1 · Fou blanc sur case blanche d1 · Dame blanche sur case noire e1 · Roi blanc sur case blanche f1 · Fou blanc sur case noire g1 · Cavalier blanc sur case blanche h1 · Impératrice blanche sur case noire i1 · Tour blanche sur case blanche j1 | Tour noire sur case blanche a8 · Princesse noire sur case noire b8 · Cavalier noir sur case blanche c8 · Fou noir sur case noire d8 · Dame noire sur case blanche e8 · Roi noir sur case noire f8 · Fou noir sur case blanche g8 · Cavalier noir sur case noire h8 · Impératrice noire sur case blanche i8 · Tour noire sur case noire j8 · Pion noir sur case noire a7 · Pion noir sur case blanche b7 · Pion noir sur case noire c7 · Pion noir sur case blanche d7 · Pion noir sur case noire e7 · Pion noir sur case blanche f7 · Pion noir sur case noire g7 · Pion noir sur case blanche h7 · Pion noir sur case noire i7 · Pion noir sur case blanche j7 · Case blanche a6 vide · Case noire b6 vide · Case blanche c6 vide · Case noire d6 vide · Case blanche e6 vide · Case noire f6 vide · Case blanche g6 vide · Case noire h6 vide · Case blanche i6 vide · Case noire j6 vide · Case noire a5 vide · Case blanche b5 vide · Case noire c5 vide · Case blanche d5 vide · Case noire e5 vide · Case blanche f5 vide · Case noire g5 vide · Case blanche h5 vide · Case noire i5 vide · Case blanche j5 vide · Case blanche a4 vide · Case noire b4 vide · Case blanche c4 vide · Case noire d4 vide · Case blanche e4 vide · Case noire f4 vide · Case blanche g4 vide · Case noire h4 vide · Case blanche i4 vide · Case noire j4 vide · Case noire a3 vide · Case blanche b3 vide · Case noire c3 vide · Case blanche d3 vide · Case noire e3 vide · Case blanche f3 vide · Case noire g3 vide · Case blanche h3 vide · Case noire i3 vide · Case blanche j3 vide · Pion blanc sur case blanche a2 · Pion blanc sur case noire b2 · Pion blanc sur case blanche c2 · Pion blanc sur case noire d2 · Pion blanc sur case blanche e2 · Pion blanc sur case noire f2 · Pion blanc sur case blanche g2 · Pion blanc sur case noire h2 · Pion blanc sur case blanche i2 · Pion blanc sur case noire j2 · Tour blanche sur case noire a1 · Princesse blanche sur case blanche b1 · Cavalier blanc sur case noire c1 · Fou blanc sur case blanche d1 · Dame blanche sur case noire e1 · Roi blanc sur case blanche f1 · Fou blanc sur case noire g1 · Cavalier blanc sur case blanche h1 · Impératrice blanche sur case noire i1 · Tour blanche sur case blanche j1 | Tour noire sur case blanche a8 · Princesse noire sur case noire b8 · Cavalier noir sur case blanche c8 · Fou noir sur case noire d8 · Dame noire sur case blanche e8 · Roi noir sur case noire f8 · Fou noir sur case blanche g8 · Cavalier noir sur case noire h8 · Impératrice noire sur case blanche i8 · Tour noire sur case noire j8 · Pion noir sur case noire a7 · Pion noir sur case blanche b7 · Pion noir sur case noire c7 · Pion noir sur case blanche d7 · Pion noir sur case noire e7 · Pion noir sur case blanche f7 · Pion noir sur case noire g7 · Pion noir sur case blanche h7 · Pion noir sur case noire i7 · Pion noir sur case blanche j7 · Case blanche a6 vide · Case noire b6 vide · Case blanche c6 vide · Case noire d6 vide · Case blanche e6 vide · Case noire f6 vide · Case blanche g6 vide · Case noire h6 vide · Case blanche i6 vide · Case noire j6 vide · Case noire a5 vide · Case blanche b5 vide · Case noire c5 vide · Case blanche d5 vide · Case noire e5 vide · Case blanche f5 vide · Case noire g5 vide · Case blanche h5 vide · Case noire i5 vide · Case blanche j5 vide · Case blanche a4 vide · Case noire b4 vide · Case blanche c4 vide · Case noire d4 vide · Case blanche e4 vide · Case noire f4 vide · Case blanche g4 vide · Case noire h4 vide · Case blanche i4 vide · Case noire j4 vide · Case noire a3 vide · Case blanche b3 vide · Case noire c3 vide · Case blanche d3 vide · Case noire e3 vide · Case blanche f3 vide · Case noire g3 vide · Case blanche h3 vide · Case noire i3 vide · Case blanche j3 vide · Pion blanc sur case blanche a2 · Pion blanc sur case noire b2 · Pion blanc sur case blanche c2 · Pion blanc sur case noire d2 · Pion blanc sur case blanche e2 · Pion blanc sur case noire f2 · Pion blanc sur case blanche g2 · Pion blanc sur case noire h2 · Pion blanc sur case blanche i2 · Pion blanc sur case noire j2 · Tour blanche sur case noire a1 · Princesse blanche sur case blanche b1 · Cavalier blanc sur case noire c1 · Fou blanc sur case blanche d1 · Dame blanche sur case noire e1 · Roi blanc sur case blanche f1 · Fou blanc sur case noire g1 · Cavalier blanc sur case blanche h1 · Impératrice blanche sur case noire i1 · Tour blanche sur case blanche j1 | Tour noire sur case blanche a8 · Princesse noire sur case noire b8 · Cavalier noir sur case blanche c8 · Fou noir sur case noire d8 · Dame noire sur case blanche e8 · Roi noir sur case noire f8 · Fou noir sur case blanche g8 · Cavalier noir sur case noire h8 · Impératrice noire sur case blanche i8 · Tour noire sur case noire j8 · Pion noir sur case noire a7 · Pion noir sur case blanche b7 · Pion noir sur case noire c7 · Pion noir sur case blanche d7 · Pion noir sur case noire e7 · Pion noir sur case blanche f7 · Pion noir sur case noire g7 · Pion noir sur case blanche h7 · Pion noir sur case noire i7 · Pion noir sur case blanche j7 · Case blanche a6 vide · Case noire b6 vide · Case blanche c6 vide · Case noire d6 vide · Case blanche e6 vide · Case noire f6 vide · Case blanche g6 vide · Case noire h6 vide · Case blanche i6 vide · Case noire j6 vide · Case noire a5 vide · Case blanche b5 vide · Case noire c5 vide · Case blanche d5 vide · Case noire e5 vide · Case blanche f5 vide · Case noire g5 vide · Case blanche h5 vide · Case noire i5 vide · Case blanche j5 vide · Case blanche a4 vide · Case noire b4 vide · Case blanche c4 vide · Case noire d4 vide · Case blanche e4 vide · Case noire f4 vide · Case blanche g4 vide · Case noire h4 vide · Case blanche i4 vide · Case noire j4 vide · Case noire a3 vide · Case blanche b3 vide · Case noire c3 vide · Case blanche d3 vide · Case noire e3 vide · Case blanche f3 vide · Case noire g3 vide · Case blanche h3 vide · Case noire i3 vide · Case blanche j3 vide · Pion blanc sur case blanche a2 · Pion blanc sur case noire b2 · Pion blanc sur case blanche c2 · Pion blanc sur case noire d2 · Pion blanc sur case blanche e2 · Pion blanc sur case noire f2 · Pion blanc sur case blanche g2 · Pion blanc sur case noire h2 · Pion blanc sur case blanche i2 · Pion blanc sur case noire j2 · Tour blanche sur case noire a1 · Princesse blanche sur case blanche b1 · Cavalier blanc sur case noire c1 · Fou blanc sur case blanche d1 · Dame blanche sur case noire e1 · Roi blanc sur case blanche f1 · Fou blanc sur case noire g1 · Cavalier blanc sur case blanche h1 · Impératrice blanche sur case noire i1 · Tour blanche sur case blanche j1 | Tour noire sur case blanche a8 · Princesse noire sur case noire b8 · Cavalier noir sur case blanche c8 · Fou noir sur case noire d8 · Dame noire sur case blanche e8 · Roi noir sur case noire f8 · Fou noir sur case blanche g8 · Cavalier noir sur case noire h8 · Impératrice noire sur case blanche i8 · Tour noire sur case noire j8 · Pion noir sur case noire a7 · Pion noir sur case blanche b7 · Pion noir sur case noire c7 · Pion noir sur case blanche d7 · Pion noir sur case noire e7 · Pion noir sur case blanche f7 · Pion noir sur case noire g7 · Pion noir sur case blanche h7 · Pion noir sur case noire i7 · Pion noir sur case blanche j7 · Case blanche a6 vide · Case noire b6 vide · Case blanche c6 vide · Case noire d6 vide · Case blanche e6 vide · Case noire f6 vide · Case blanche g6 vide · Case noire h6 vide · Case blanche i6 vide · Case noire j6 vide · Case noire a5 vide · Case blanche b5 vide · Case noire c5 vide · Case blanche d5 vide · Case noire e5 vide · Case blanche f5 vide · Case noire g5 vide · Case blanche h5 vide · Case noire i5 vide · Case blanche j5 vide · Case blanche a4 vide · Case noire b4 vide · Case blanche c4 vide · Case noire d4 vide · Case blanche e4 vide · Case noire f4 vide · Case blanche g4 vide · Case noire h4 vide · Case blanche i4 vide · Case noire j4 vide · Case noire a3 vide · Case blanche b3 vide · Case noire c3 vide · Case blanche d3 vide · Case noire e3 vide · Case blanche f3 vide · Case noire g3 vide · Case blanche h3 vide · Case noire i3 vide · Case blanche j3 vide · Pion blanc sur case blanche a2 · Pion blanc sur case noire b2 · Pion blanc sur case blanche c2 · Pion blanc sur case noire d2 · Pion blanc sur case blanche e2 · Pion blanc sur case noire f2 · Pion blanc sur case blanche g2 · Pion blanc sur case noire h2 · Pion blanc sur case blanche i2 · Pion blanc sur case noire j2 · Tour blanche sur case noire a1 · Princesse blanche sur case blanche b1 · Cavalier blanc sur case noire c1 · Fou blanc sur case blanche d1 · Dame blanche sur case noire e1 · Roi blanc sur case blanche f1 · Fou blanc sur case noire g1 · Cavalier blanc sur case blanche h1 · Impératrice blanche sur case noire i1 · Tour blanche sur case blanche j1 | Tour noire sur case blanche a8 · Princesse noire sur case noire b8 · Cavalier noir sur case blanche c8 · Fou noir sur case noire d8 · Dame noire sur case blanche e8 · Roi noir sur case noire f8 · Fou noir sur case blanche g8 · Cavalier noir sur case noire h8 · Impératrice noire sur case blanche i8 · Tour noire sur case noire j8 · Pion noir sur case noire a7 · Pion noir sur case blanche b7 · Pion noir sur case noire c7 · Pion noir sur case blanche d7 · Pion noir sur case noire e7 · Pion noir sur case blanche f7 · Pion noir sur case noire g7 · Pion noir sur case blanche h7 · Pion noir sur case noire i7 · Pion noir sur case blanche j7 · Case blanche a6 vide · Case noire b6 vide · Case blanche c6 vide · Case noire d6 vide · Case blanche e6 vide · Case noire f6 vide · Case blanche g6 vide · Case noire h6 vide · Case blanche i6 vide · Case noire j6 vide · Case noire a5 vide · Case blanche b5 vide · Case noire c5 vide · Case blanche d5 vide · Case noire e5 vide · Case blanche f5 vide · Case noire g5 vide · Case blanche h5 vide · Case noire i5 vide · Case blanche j5 vide · Case blanche a4 vide · Case noire b4 vide · Case blanche c4 vide · Case noire d4 vide · Case blanche e4 vide · Case noire f4 vide · Case blanche g4 vide · Case noire h4 vide · Case blanche i4 vide · Case noire j4 vide · Case noire a3 vide · Case blanche b3 vide · Case noire c3 vide · Case blanche d3 vide · Case noire e3 vide · Case blanche f3 vide · Case noire g3 vide · Case blanche h3 vide · Case noire i3 vide · Case blanche j3 vide · Pion blanc sur case blanche a2 · Pion blanc sur case noire b2 · Pion blanc sur case blanche c2 · Pion blanc sur case noire d2 · Pion blanc sur case blanche e2 · Pion blanc sur case noire f2 · Pion blanc sur case blanche g2 · Pion blanc sur case noire h2 · Pion blanc sur case blanche i2 · Pion blanc sur case noire j2 · Tour blanche sur case noire a1 · Princesse blanche sur case blanche b1 · Cavalier blanc sur case noire c1 · Fou blanc sur case blanche d1 · Dame blanche sur case noire e1 · Roi blanc sur case blanche f1 · Fou blanc sur case noire g1 · Cavalier blanc sur case blanche h1 · Impératrice blanche sur case noire i1 · Tour blanche sur case blanche j1 | Tour noire sur case blanche a8 · Princesse noire sur case noire b8 · Cavalier noir sur case blanche c8 · Fou noir sur case noire d8 · Dame noire sur case blanche e8 · Roi noir sur case noire f8 · Fou noir sur case blanche g8 · Cavalier noir sur case noire h8 · Impératrice noire sur case blanche i8 · Tour noire sur case noire j8 · Pion noir sur case noire a7 · Pion noir sur case blanche b7 · Pion noir sur case noire c7 · Pion noir sur case blanche d7 · Pion noir sur case noire e7 · Pion noir sur case blanche f7 · Pion noir sur case noire g7 · Pion noir sur case blanche h7 · Pion noir sur case noire i7 · Pion noir sur case blanche j7 · Case blanche a6 vide · Case noire b6 vide · Case blanche c6 vide · Case noire d6 vide · Case blanche e6 vide · Case noire f6 vide · Case blanche g6 vide · Case noire h6 vide · Case blanche i6 vide · Case noire j6 vide · Case noire a5 vide · Case blanche b5 vide · Case noire c5 vide · Case blanche d5 vide · Case noire e5 vide · Case blanche f5 vide · Case noire g5 vide · Case blanche h5 vide · Case noire i5 vide · Case blanche j5 vide · Case blanche a4 vide · Case noire b4 vide · Case blanche c4 vide · Case noire d4 vide · Case blanche e4 vide · Case noire f4 vide · Case blanche g4 vide · Case noire h4 vide · Case blanche i4 vide · Case noire j4 vide · Case noire a3 vide · Case blanche b3 vide · Case noire c3 vide · Case blanche d3 vide · Case noire e3 vide · Case blanche f3 vide · Case noire g3 vide · Case blanche h3 vide · Case noire i3 vide · Case blanche j3 vide · Pion blanc sur case blanche a2 · Pion blanc sur case noire b2 · Pion blanc sur case blanche c2 · Pion blanc sur case noire d2 · Pion blanc sur case blanche e2 · Pion blanc sur case noire f2 · Pion blanc sur case blanche g2 · Pion blanc sur case noire h2 · Pion blanc sur case blanche i2 · Pion blanc sur case noire j2 · Tour blanche sur case noire a1 · Princesse blanche sur case blanche b1 · Cavalier blanc sur case noire c1 · Fou blanc sur case blanche d1 · Dame blanche sur case noire e1 · Roi blanc sur case blanche f1 · Fou blanc sur case noire g1 · Cavalier blanc sur case blanche h1 · Impératrice blanche sur case noire i1 · Tour blanche sur case blanche j1 | Tour noire sur case blanche a8 · Princesse noire sur case noire b8 · Cavalier noir sur case blanche c8 · Fou noir sur case noire d8 · Dame noire sur case blanche e8 · Roi noir sur case noire f8 · Fou noir sur case blanche g8 · Cavalier noir sur case noire h8 · Impératrice noire sur case blanche i8 · Tour noire sur case noire j8 · Pion noir sur case noire a7 · Pion noir sur case blanche b7 · Pion noir sur case noire c7 · Pion noir sur case blanche d7 · Pion noir sur case noire e7 · Pion noir sur case blanche f7 · Pion noir sur case noire g7 · Pion noir sur case blanche h7 · Pion noir sur case noire i7 · Pion noir sur case blanche j7 · Case blanche a6 vide · Case noire b6 vide · Case blanche c6 vide · Case noire d6 vide · Case blanche e6 vide · Case noire f6 vide · Case blanche g6 vide · Case noire h6 vide · Case blanche i6 vide · Case noire j6 vide · Case noire a5 vide · Case blanche b5 vide · Case noire c5 vide · Case blanche d5 vide · Case noire e5 vide · Case blanche f5 vide · Case noire g5 vide · Case blanche h5 vide · Case noire i5 vide · Case blanche j5 vide · Case blanche a4 vide · Case noire b4 vide · Case blanche c4 vide · Case noire d4 vide · Case blanche e4 vide · Case noire f4 vide · Case blanche g4 vide · Case noire h4 vide · Case blanche i4 vide · Case noire j4 vide · Case noire a3 vide · Case blanche b3 vide · Case noire c3 vide · Case blanche d3 vide · Case noire e3 vide · Case blanche f3 vide · Case noire g3 vide · Case blanche h3 vide · Case noire i3 vide · Case blanche j3 vide · Pion blanc sur case blanche a2 · Pion blanc sur case noire b2 · Pion blanc sur case blanche c2 · Pion blanc sur case noire d2 · Pion blanc sur case blanche e2 · Pion blanc sur case noire f2 · Pion blanc sur case blanche g2 · Pion blanc sur case noire h2 · Pion blanc sur case blanche i2 · Pion blanc sur case noire j2 · Tour blanche sur case noire a1 · Princesse blanche sur case blanche b1 · Cavalier blanc sur case noire c1 · Fou blanc sur case blanche d1 · Dame blanche sur case noire e1 · Roi blanc sur case blanche f1 · Fou blanc sur case noire g1 · Cavalier blanc sur case blanche h1 · Impératrice blanche sur case noire i1 · Tour blanche sur case blanche j1 | Tour noire sur case blanche a8 · Princesse noire sur case noire b8 · Cavalier noir sur case blanche c8 · Fou noir sur case noire d8 · Dame noire sur case blanche e8 · Roi noir sur case noire f8 · Fou noir sur case blanche g8 · Cavalier noir sur case noire h8 · Impératrice noire sur case blanche i8 · Tour noire sur case noire j8 · Pion noir sur case noire a7 · Pion noir sur case blanche b7 · Pion noir sur case noire c7 · Pion noir sur case blanche d7 · Pion noir sur case noire e7 · Pion noir sur case blanche f7 · Pion noir sur case noire g7 · Pion noir sur case blanche h7 · Pion noir sur case noire i7 · Pion noir sur case blanche j7 · Case blanche a6 vide · Case noire b6 vide · Case blanche c6 vide · Case noire d6 vide · Case blanche e6 vide · Case noire f6 vide · Case blanche g6 vide · Case noire h6 vide · Case blanche i6 vide · Case noire j6 vide · Case noire a5 vide · Case blanche b5 vide · Case noire c5 vide · Case blanche d5 vide · Case noire e5 vide · Case blanche f5 vide · Case noire g5 vide · Case blanche h5 vide · Case noire i5 vide · Case blanche j5 vide · Case blanche a4 vide · Case noire b4 vide · Case blanche c4 vide · Case noire d4 vide · Case blanche e4 vide · Case noire f4 vide · Case blanche g4 vide · Case noire h4 vide · Case blanche i4 vide · Case noire j4 vide · Case noire a3 vide · Case blanche b3 vide · Case noire c3 vide · Case blanche d3 vide · Case noire e3 vide · Case blanche f3 vide · Case noire g3 vide · Case blanche h3 vide · Case noire i3 vide · Case blanche j3 vide · Pion blanc sur case blanche a2 · Pion blanc sur case noire b2 · Pion blanc sur case blanche c2 · Pion blanc sur case noire d2 · Pion blanc sur case blanche e2 · Pion blanc sur case noire f2 · Pion blanc sur case blanche g2 · Pion blanc sur case noire h2 · Pion blanc sur case blanche i2 · Pion blanc sur case noire j2 · Tour blanche sur case noire a1 · Princesse blanche sur case blanche b1 · Cavalier blanc sur case noire c1 · Fou blanc sur case blanche d1 · Dame blanche sur case noire e1 · Roi blanc sur case blanche f1 · Fou blanc sur case noire g1 · Cavalier blanc sur case blanche h1 · Impératrice blanche sur case noire i1 · Tour blanche sur case blanche j1 | Tour noire sur case blanche a8 · Princesse noire sur case noire b8 · Cavalier noir sur case blanche c8 · Fou noir sur case noire d8 · Dame noire sur case blanche e8 · Roi noir sur case noire f8 · Fou noir sur case blanche g8 · Cavalier noir sur case noire h8 · Impératrice noire sur case blanche i8 · Tour noire sur case noire j8 · Pion noir sur case noire a7 · Pion noir sur case blanche b7 · Pion noir sur case noire c7 · Pion noir sur case blanche d7 · Pion noir sur case noire e7 · Pion noir sur case blanche f7 · Pion noir sur case noire g7 · Pion noir sur case blanche h7 · Pion noir sur case noire i7 · Pion noir sur case blanche j7 · Case blanche a6 vide · Case noire b6 vide · Case blanche c6 vide · Case noire d6 vide · Case blanche e6 vide · Case noire f6 vide · Case blanche g6 vide · Case noire h6 vide · Case blanche i6 vide · Case noire j6 vide · Case noire a5 vide · Case blanche b5 vide · Case noire c5 vide · Case blanche d5 vide · Case noire e5 vide · Case blanche f5 vide · Case noire g5 vide · Case blanche h5 vide · Case noire i5 vide · Case blanche j5 vide · Case blanche a4 vide · Case noire b4 vide · Case blanche c4 vide · Case noire d4 vide · Case blanche e4 vide · Case noire f4 vide · Case blanche g4 vide · Case noire h4 vide · Case blanche i4 vide · Case noire j4 vide · Case noire a3 vide · Case blanche b3 vide · Case noire c3 vide · Case blanche d3 vide · Case noire e3 vide · Case blanche f3 vide · Case noire g3 vide · Case blanche h3 vide · Case noire i3 vide · Case blanche j3 vide · Pion blanc sur case blanche a2 · Pion blanc sur case noire b2 · Pion blanc sur case blanche c2 · Pion blanc sur case noire d2 · Pion blanc sur case blanche e2 · Pion blanc sur case noire f2 · Pion blanc sur case blanche g2 · Pion blanc sur case noire h2 · Pion blanc sur case blanche i2 · Pion blanc sur case noire j2 · Tour blanche sur case noire a1 · Princesse blanche sur case blanche b1 · Cavalier blanc sur case noire c1 · Fou blanc sur case blanche d1 · Dame blanche sur case noire e1 · Roi blanc sur case blanche f1 · Fou blanc sur case noire g1 · Cavalier blanc sur case blanche h1 · Impératrice blanche sur case noire i1 · Tour blanche sur case blanche j1 | 7 |
| 6 | Tour noire sur case blanche a8 · Princesse noire sur case noire b8 · Cavalier noir sur case blanche c8 · Fou noir sur case noire d8 · Dame noire sur case blanche e8 · Roi noir sur case noire f8 · Fou noir sur case blanche g8 · Cavalier noir sur case noire h8 · Impératrice noire sur case blanche i8 · Tour noire sur case noire j8 · Pion noir sur case noire a7 · Pion noir sur case blanche b7 · Pion noir sur case noire c7 · Pion noir sur case blanche d7 · Pion noir sur case noire e7 · Pion noir sur case blanche f7 · Pion noir sur case noire g7 · Pion noir sur case blanche h7 · Pion noir sur case noire i7 · Pion noir sur case blanche j7 · Case blanche a6 vide · Case noire b6 vide · Case blanche c6 vide · Case noire d6 vide · Case blanche e6 vide · Case noire f6 vide · Case blanche g6 vide · Case noire h6 vide · Case blanche i6 vide · Case noire j6 vide · Case noire a5 vide · Case blanche b5 vide · Case noire c5 vide · Case blanche d5 vide · Case noire e5 vide · Case blanche f5 vide · Case noire g5 vide · Case blanche h5 vide · Case noire i5 vide · Case blanche j5 vide · Case blanche a4 vide · Case noire b4 vide · Case blanche c4 vide · Case noire d4 vide · Case blanche e4 vide · Case noire f4 vide · Case blanche g4 vide · Case noire h4 vide · Case blanche i4 vide · Case noire j4 vide · Case noire a3 vide · Case blanche b3 vide · Case noire c3 vide · Case blanche d3 vide · Case noire e3 vide · Case blanche f3 vide · Case noire g3 vide · Case blanche h3 vide · Case noire i3 vide · Case blanche j3 vide · Pion blanc sur case blanche a2 · Pion blanc sur case noire b2 · Pion blanc sur case blanche c2 · Pion blanc sur case noire d2 · Pion blanc sur case blanche e2 · Pion blanc sur case noire f2 · Pion blanc sur case blanche g2 · Pion blanc sur case noire h2 · Pion blanc sur case blanche i2 · Pion blanc sur case noire j2 · Tour blanche sur case noire a1 · Princesse blanche sur case blanche b1 · Cavalier blanc sur case noire c1 · Fou blanc sur case blanche d1 · Dame blanche sur case noire e1 · Roi blanc sur case blanche f1 · Fou blanc sur case noire g1 · Cavalier blanc sur case blanche h1 · Impératrice blanche sur case noire i1 · Tour blanche sur case blanche j1 | Tour noire sur case blanche a8 · Princesse noire sur case noire b8 · Cavalier noir sur case blanche c8 · Fou noir sur case noire d8 · Dame noire sur case blanche e8 · Roi noir sur case noire f8 · Fou noir sur case blanche g8 · Cavalier noir sur case noire h8 · Impératrice noire sur case blanche i8 · Tour noire sur case noire j8 · Pion noir sur case noire a7 · Pion noir sur case blanche b7 · Pion noir sur case noire c7 · Pion noir sur case blanche d7 · Pion noir sur case noire e7 · Pion noir sur case blanche f7 · Pion noir sur case noire g7 · Pion noir sur case blanche h7 · Pion noir sur case noire i7 · Pion noir sur case blanche j7 · Case blanche a6 vide · Case noire b6 vide · Case blanche c6 vide · Case noire d6 vide · Case blanche e6 vide · Case noire f6 vide · Case blanche g6 vide · Case noire h6 vide · Case blanche i6 vide · Case noire j6 vide · Case noire a5 vide · Case blanche b5 vide · Case noire c5 vide · Case blanche d5 vide · Case noire e5 vide · Case blanche f5 vide · Case noire g5 vide · Case blanche h5 vide · Case noire i5 vide · Case blanche j5 vide · Case blanche a4 vide · Case noire b4 vide · Case blanche c4 vide · Case noire d4 vide · Case blanche e4 vide · Case noire f4 vide · Case blanche g4 vide · Case noire h4 vide · Case blanche i4 vide · Case noire j4 vide · Case noire a3 vide · Case blanche b3 vide · Case noire c3 vide · Case blanche d3 vide · Case noire e3 vide · Case blanche f3 vide · Case noire g3 vide · Case blanche h3 vide · Case noire i3 vide · Case blanche j3 vide · Pion blanc sur case blanche a2 · Pion blanc sur case noire b2 · Pion blanc sur case blanche c2 · Pion blanc sur case noire d2 · Pion blanc sur case blanche e2 · Pion blanc sur case noire f2 · Pion blanc sur case blanche g2 · Pion blanc sur case noire h2 · Pion blanc sur case blanche i2 · Pion blanc sur case noire j2 · Tour blanche sur case noire a1 · Princesse blanche sur case blanche b1 · Cavalier blanc sur case noire c1 · Fou blanc sur case blanche d1 · Dame blanche sur case noire e1 · Roi blanc sur case blanche f1 · Fou blanc sur case noire g1 · Cavalier blanc sur case blanche h1 · Impératrice blanche sur case noire i1 · Tour blanche sur case blanche j1 | Tour noire sur case blanche a8 · Princesse noire sur case noire b8 · Cavalier noir sur case blanche c8 · Fou noir sur case noire d8 · Dame noire sur case blanche e8 · Roi noir sur case noire f8 · Fou noir sur case blanche g8 · Cavalier noir sur case noire h8 · Impératrice noire sur case blanche i8 · Tour noire sur case noire j8 · Pion noir sur case noire a7 · Pion noir sur case blanche b7 · Pion noir sur case noire c7 · Pion noir sur case blanche d7 · Pion noir sur case noire e7 · Pion noir sur case blanche f7 · Pion noir sur case noire g7 · Pion noir sur case blanche h7 · Pion noir sur case noire i7 · Pion noir sur case blanche j7 · Case blanche a6 vide · Case noire b6 vide · Case blanche c6 vide · Case noire d6 vide · Case blanche e6 vide · Case noire f6 vide · Case blanche g6 vide · Case noire h6 vide · Case blanche i6 vide · Case noire j6 vide · Case noire a5 vide · Case blanche b5 vide · Case noire c5 vide · Case blanche d5 vide · Case noire e5 vide · Case blanche f5 vide · Case noire g5 vide · Case blanche h5 vide · Case noire i5 vide · Case blanche j5 vide · Case blanche a4 vide · Case noire b4 vide · Case blanche c4 vide · Case noire d4 vide · Case blanche e4 vide · Case noire f4 vide · Case blanche g4 vide · Case noire h4 vide · Case blanche i4 vide · Case noire j4 vide · Case noire a3 vide · Case blanche b3 vide · Case noire c3 vide · Case blanche d3 vide · Case noire e3 vide · Case blanche f3 vide · Case noire g3 vide · Case blanche h3 vide · Case noire i3 vide · Case blanche j3 vide · Pion blanc sur case blanche a2 · Pion blanc sur case noire b2 · Pion blanc sur case blanche c2 · Pion blanc sur case noire d2 · Pion blanc sur case blanche e2 · Pion blanc sur case noire f2 · Pion blanc sur case blanche g2 · Pion blanc sur case noire h2 · Pion blanc sur case blanche i2 · Pion blanc sur case noire j2 · Tour blanche sur case noire a1 · Princesse blanche sur case blanche b1 · Cavalier blanc sur case noire c1 · Fou blanc sur case blanche d1 · Dame blanche sur case noire e1 · Roi blanc sur case blanche f1 · Fou blanc sur case noire g1 · Cavalier blanc sur case blanche h1 · Impératrice blanche sur case noire i1 · Tour blanche sur case blanche j1 | Tour noire sur case blanche a8 · Princesse noire sur case noire b8 · Cavalier noir sur case blanche c8 · Fou noir sur case noire d8 · Dame noire sur case blanche e8 · Roi noir sur case noire f8 · Fou noir sur case blanche g8 · Cavalier noir sur case noire h8 · Impératrice noire sur case blanche i8 · Tour noire sur case noire j8 · Pion noir sur case noire a7 · Pion noir sur case blanche b7 · Pion noir sur case noire c7 · Pion noir sur case blanche d7 · Pion noir sur case noire e7 · Pion noir sur case blanche f7 · Pion noir sur case noire g7 · Pion noir sur case blanche h7 · Pion noir sur case noire i7 · Pion noir sur case blanche j7 · Case blanche a6 vide · Case noire b6 vide · Case blanche c6 vide · Case noire d6 vide · Case blanche e6 vide · Case noire f6 vide · Case blanche g6 vide · Case noire h6 vide · Case blanche i6 vide · Case noire j6 vide · Case noire a5 vide · Case blanche b5 vide · Case noire c5 vide · Case blanche d5 vide · Case noire e5 vide · Case blanche f5 vide · Case noire g5 vide · Case blanche h5 vide · Case noire i5 vide · Case blanche j5 vide · Case blanche a4 vide · Case noire b4 vide · Case blanche c4 vide · Case noire d4 vide · Case blanche e4 vide · Case noire f4 vide · Case blanche g4 vide · Case noire h4 vide · Case blanche i4 vide · Case noire j4 vide · Case noire a3 vide · Case blanche b3 vide · Case noire c3 vide · Case blanche d3 vide · Case noire e3 vide · Case blanche f3 vide · Case noire g3 vide · Case blanche h3 vide · Case noire i3 vide · Case blanche j3 vide · Pion blanc sur case blanche a2 · Pion blanc sur case noire b2 · Pion blanc sur case blanche c2 · Pion blanc sur case noire d2 · Pion blanc sur case blanche e2 · Pion blanc sur case noire f2 · Pion blanc sur case blanche g2 · Pion blanc sur case noire h2 · Pion blanc sur case blanche i2 · Pion blanc sur case noire j2 · Tour blanche sur case noire a1 · Princesse blanche sur case blanche b1 · Cavalier blanc sur case noire c1 · Fou blanc sur case blanche d1 · Dame blanche sur case noire e1 · Roi blanc sur case blanche f1 · Fou blanc sur case noire g1 · Cavalier blanc sur case blanche h1 · Impératrice blanche sur case noire i1 · Tour blanche sur case blanche j1 | Tour noire sur case blanche a8 · Princesse noire sur case noire b8 · Cavalier noir sur case blanche c8 · Fou noir sur case noire d8 · Dame noire sur case blanche e8 · Roi noir sur case noire f8 · Fou noir sur case blanche g8 · Cavalier noir sur case noire h8 · Impératrice noire sur case blanche i8 · Tour noire sur case noire j8 · Pion noir sur case noire a7 · Pion noir sur case blanche b7 · Pion noir sur case noire c7 · Pion noir sur case blanche d7 · Pion noir sur case noire e7 · Pion noir sur case blanche f7 · Pion noir sur case noire g7 · Pion noir sur case blanche h7 · Pion noir sur case noire i7 · Pion noir sur case blanche j7 · Case blanche a6 vide · Case noire b6 vide · Case blanche c6 vide · Case noire d6 vide · Case blanche e6 vide · Case noire f6 vide · Case blanche g6 vide · Case noire h6 vide · Case blanche i6 vide · Case noire j6 vide · Case noire a5 vide · Case blanche b5 vide · Case noire c5 vide · Case blanche d5 vide · Case noire e5 vide · Case blanche f5 vide · Case noire g5 vide · Case blanche h5 vide · Case noire i5 vide · Case blanche j5 vide · Case blanche a4 vide · Case noire b4 vide · Case blanche c4 vide · Case noire d4 vide · Case blanche e4 vide · Case noire f4 vide · Case blanche g4 vide · Case noire h4 vide · Case blanche i4 vide · Case noire j4 vide · Case noire a3 vide · Case blanche b3 vide · Case noire c3 vide · Case blanche d3 vide · Case noire e3 vide · Case blanche f3 vide · Case noire g3 vide · Case blanche h3 vide · Case noire i3 vide · Case blanche j3 vide · Pion blanc sur case blanche a2 · Pion blanc sur case noire b2 · Pion blanc sur case blanche c2 · Pion blanc sur case noire d2 · Pion blanc sur case blanche e2 · Pion blanc sur case noire f2 · Pion blanc sur case blanche g2 · Pion blanc sur case noire h2 · Pion blanc sur case blanche i2 · Pion blanc sur case noire j2 · Tour blanche sur case noire a1 · Princesse blanche sur case blanche b1 · Cavalier blanc sur case noire c1 · Fou blanc sur case blanche d1 · Dame blanche sur case noire e1 · Roi blanc sur case blanche f1 · Fou blanc sur case noire g1 · Cavalier blanc sur case blanche h1 · Impératrice blanche sur case noire i1 · Tour blanche sur case blanche j1 | Tour noire sur case blanche a8 · Princesse noire sur case noire b8 · Cavalier noir sur case blanche c8 · Fou noir sur case noire d8 · Dame noire sur case blanche e8 · Roi noir sur case noire f8 · Fou noir sur case blanche g8 · Cavalier noir sur case noire h8 · Impératrice noire sur case blanche i8 · Tour noire sur case noire j8 · Pion noir sur case noire a7 · Pion noir sur case blanche b7 · Pion noir sur case noire c7 · Pion noir sur case blanche d7 · Pion noir sur case noire e7 · Pion noir sur case blanche f7 · Pion noir sur case noire g7 · Pion noir sur case blanche h7 · Pion noir sur case noire i7 · Pion noir sur case blanche j7 · Case blanche a6 vide · Case noire b6 vide · Case blanche c6 vide · Case noire d6 vide · Case blanche e6 vide · Case noire f6 vide · Case blanche g6 vide · Case noire h6 vide · Case blanche i6 vide · Case noire j6 vide · Case noire a5 vide · Case blanche b5 vide · Case noire c5 vide · Case blanche d5 vide · Case noire e5 vide · Case blanche f5 vide · Case noire g5 vide · Case blanche h5 vide · Case noire i5 vide · Case blanche j5 vide · Case blanche a4 vide · Case noire b4 vide · Case blanche c4 vide · Case noire d4 vide · Case blanche e4 vide · Case noire f4 vide · Case blanche g4 vide · Case noire h4 vide · Case blanche i4 vide · Case noire j4 vide · Case noire a3 vide · Case blanche b3 vide · Case noire c3 vide · Case blanche d3 vide · Case noire e3 vide · Case blanche f3 vide · Case noire g3 vide · Case blanche h3 vide · Case noire i3 vide · Case blanche j3 vide · Pion blanc sur case blanche a2 · Pion blanc sur case noire b2 · Pion blanc sur case blanche c2 · Pion blanc sur case noire d2 · Pion blanc sur case blanche e2 · Pion blanc sur case noire f2 · Pion blanc sur case blanche g2 · Pion blanc sur case noire h2 · Pion blanc sur case blanche i2 · Pion blanc sur case noire j2 · Tour blanche sur case noire a1 · Princesse blanche sur case blanche b1 · Cavalier blanc sur case noire c1 · Fou blanc sur case blanche d1 · Dame blanche sur case noire e1 · Roi blanc sur case blanche f1 · Fou blanc sur case noire g1 · Cavalier blanc sur case blanche h1 · Impératrice blanche sur case noire i1 · Tour blanche sur case blanche j1 | Tour noire sur case blanche a8 · Princesse noire sur case noire b8 · Cavalier noir sur case blanche c8 · Fou noir sur case noire d8 · Dame noire sur case blanche e8 · Roi noir sur case noire f8 · Fou noir sur case blanche g8 · Cavalier noir sur case noire h8 · Impératrice noire sur case blanche i8 · Tour noire sur case noire j8 · Pion noir sur case noire a7 · Pion noir sur case blanche b7 · Pion noir sur case noire c7 · Pion noir sur case blanche d7 · Pion noir sur case noire e7 · Pion noir sur case blanche f7 · Pion noir sur case noire g7 · Pion noir sur case blanche h7 · Pion noir sur case noire i7 · Pion noir sur case blanche j7 · Case blanche a6 vide · Case noire b6 vide · Case blanche c6 vide · Case noire d6 vide · Case blanche e6 vide · Case noire f6 vide · Case blanche g6 vide · Case noire h6 vide · Case blanche i6 vide · Case noire j6 vide · Case noire a5 vide · Case blanche b5 vide · Case noire c5 vide · Case blanche d5 vide · Case noire e5 vide · Case blanche f5 vide · Case noire g5 vide · Case blanche h5 vide · Case noire i5 vide · Case blanche j5 vide · Case blanche a4 vide · Case noire b4 vide · Case blanche c4 vide · Case noire d4 vide · Case blanche e4 vide · Case noire f4 vide · Case blanche g4 vide · Case noire h4 vide · Case blanche i4 vide · Case noire j4 vide · Case noire a3 vide · Case blanche b3 vide · Case noire c3 vide · Case blanche d3 vide · Case noire e3 vide · Case blanche f3 vide · Case noire g3 vide · Case blanche h3 vide · Case noire i3 vide · Case blanche j3 vide · Pion blanc sur case blanche a2 · Pion blanc sur case noire b2 · Pion blanc sur case blanche c2 · Pion blanc sur case noire d2 · Pion blanc sur case blanche e2 · Pion blanc sur case noire f2 · Pion blanc sur case blanche g2 · Pion blanc sur case noire h2 · Pion blanc sur case blanche i2 · Pion blanc sur case noire j2 · Tour blanche sur case noire a1 · Princesse blanche sur case blanche b1 · Cavalier blanc sur case noire c1 · Fou blanc sur case blanche d1 · Dame blanche sur case noire e1 · Roi blanc sur case blanche f1 · Fou blanc sur case noire g1 · Cavalier blanc sur case blanche h1 · Impératrice blanche sur case noire i1 · Tour blanche sur case blanche j1 | Tour noire sur case blanche a8 · Princesse noire sur case noire b8 · Cavalier noir sur case blanche c8 · Fou noir sur case noire d8 · Dame noire sur case blanche e8 · Roi noir sur case noire f8 · Fou noir sur case blanche g8 · Cavalier noir sur case noire h8 · Impératrice noire sur case blanche i8 · Tour noire sur case noire j8 · Pion noir sur case noire a7 · Pion noir sur case blanche b7 · Pion noir sur case noire c7 · Pion noir sur case blanche d7 · Pion noir sur case noire e7 · Pion noir sur case blanche f7 · Pion noir sur case noire g7 · Pion noir sur case blanche h7 · Pion noir sur case noire i7 · Pion noir sur case blanche j7 · Case blanche a6 vide · Case noire b6 vide · Case blanche c6 vide · Case noire d6 vide · Case blanche e6 vide · Case noire f6 vide · Case blanche g6 vide · Case noire h6 vide · Case blanche i6 vide · Case noire j6 vide · Case noire a5 vide · Case blanche b5 vide · Case noire c5 vide · Case blanche d5 vide · Case noire e5 vide · Case blanche f5 vide · Case noire g5 vide · Case blanche h5 vide · Case noire i5 vide · Case blanche j5 vide · Case blanche a4 vide · Case noire b4 vide · Case blanche c4 vide · Case noire d4 vide · Case blanche e4 vide · Case noire f4 vide · Case blanche g4 vide · Case noire h4 vide · Case blanche i4 vide · Case noire j4 vide · Case noire a3 vide · Case blanche b3 vide · Case noire c3 vide · Case blanche d3 vide · Case noire e3 vide · Case blanche f3 vide · Case noire g3 vide · Case blanche h3 vide · Case noire i3 vide · Case blanche j3 vide · Pion blanc sur case blanche a2 · Pion blanc sur case noire b2 · Pion blanc sur case blanche c2 · Pion blanc sur case noire d2 · Pion blanc sur case blanche e2 · Pion blanc sur case noire f2 · Pion blanc sur case blanche g2 · Pion blanc sur case noire h2 · Pion blanc sur case blanche i2 · Pion blanc sur case noire j2 · Tour blanche sur case noire a1 · Princesse blanche sur case blanche b1 · Cavalier blanc sur case noire c1 · Fou blanc sur case blanche d1 · Dame blanche sur case noire e1 · Roi blanc sur case blanche f1 · Fou blanc sur case noire g1 · Cavalier blanc sur case blanche h1 · Impératrice blanche sur case noire i1 · Tour blanche sur case blanche j1 | Tour noire sur case blanche a8 · Princesse noire sur case noire b8 · Cavalier noir sur case blanche c8 · Fou noir sur case noire d8 · Dame noire sur case blanche e8 · Roi noir sur case noire f8 · Fou noir sur case blanche g8 · Cavalier noir sur case noire h8 · Impératrice noire sur case blanche i8 · Tour noire sur case noire j8 · Pion noir sur case noire a7 · Pion noir sur case blanche b7 · Pion noir sur case noire c7 · Pion noir sur case blanche d7 · Pion noir sur case noire e7 · Pion noir sur case blanche f7 · Pion noir sur case noire g7 · Pion noir sur case blanche h7 · Pion noir sur case noire i7 · Pion noir sur case blanche j7 · Case blanche a6 vide · Case noire b6 vide · Case blanche c6 vide · Case noire d6 vide · Case blanche e6 vide · Case noire f6 vide · Case blanche g6 vide · Case noire h6 vide · Case blanche i6 vide · Case noire j6 vide · Case noire a5 vide · Case blanche b5 vide · Case noire c5 vide · Case blanche d5 vide · Case noire e5 vide · Case blanche f5 vide · Case noire g5 vide · Case blanche h5 vide · Case noire i5 vide · Case blanche j5 vide · Case blanche a4 vide · Case noire b4 vide · Case blanche c4 vide · Case noire d4 vide · Case blanche e4 vide · Case noire f4 vide · Case blanche g4 vide · Case noire h4 vide · Case blanche i4 vide · Case noire j4 vide · Case noire a3 vide · Case blanche b3 vide · Case noire c3 vide · Case blanche d3 vide · Case noire e3 vide · Case blanche f3 vide · Case noire g3 vide · Case blanche h3 vide · Case noire i3 vide · Case blanche j3 vide · Pion blanc sur case blanche a2 · Pion blanc sur case noire b2 · Pion blanc sur case blanche c2 · Pion blanc sur case noire d2 · Pion blanc sur case blanche e2 · Pion blanc sur case noire f2 · Pion blanc sur case blanche g2 · Pion blanc sur case noire h2 · Pion blanc sur case blanche i2 · Pion blanc sur case noire j2 · Tour blanche sur case noire a1 · Princesse blanche sur case blanche b1 · Cavalier blanc sur case noire c1 · Fou blanc sur case blanche d1 · Dame blanche sur case noire e1 · Roi blanc sur case blanche f1 · Fou blanc sur case noire g1 · Cavalier blanc sur case blanche h1 · Impératrice blanche sur case noire i1 · Tour blanche sur case blanche j1 | Tour noire sur case blanche a8 · Princesse noire sur case noire b8 · Cavalier noir sur case blanche c8 · Fou noir sur case noire d8 · Dame noire sur case blanche e8 · Roi noir sur case noire f8 · Fou noir sur case blanche g8 · Cavalier noir sur case noire h8 · Impératrice noire sur case blanche i8 · Tour noire sur case noire j8 · Pion noir sur case noire a7 · Pion noir sur case blanche b7 · Pion noir sur case noire c7 · Pion noir sur case blanche d7 · Pion noir sur case noire e7 · Pion noir sur case blanche f7 · Pion noir sur case noire g7 · Pion noir sur case blanche h7 · Pion noir sur case noire i7 · Pion noir sur case blanche j7 · Case blanche a6 vide · Case noire b6 vide · Case blanche c6 vide · Case noire d6 vide · Case blanche e6 vide · Case noire f6 vide · Case blanche g6 vide · Case noire h6 vide · Case blanche i6 vide · Case noire j6 vide · Case noire a5 vide · Case blanche b5 vide · Case noire c5 vide · Case blanche d5 vide · Case noire e5 vide · Case blanche f5 vide · Case noire g5 vide · Case blanche h5 vide · Case noire i5 vide · Case blanche j5 vide · Case blanche a4 vide · Case noire b4 vide · Case blanche c4 vide · Case noire d4 vide · Case blanche e4 vide · Case noire f4 vide · Case blanche g4 vide · Case noire h4 vide · Case blanche i4 vide · Case noire j4 vide · Case noire a3 vide · Case blanche b3 vide · Case noire c3 vide · Case blanche d3 vide · Case noire e3 vide · Case blanche f3 vide · Case noire g3 vide · Case blanche h3 vide · Case noire i3 vide · Case blanche j3 vide · Pion blanc sur case blanche a2 · Pion blanc sur case noire b2 · Pion blanc sur case blanche c2 · Pion blanc sur case noire d2 · Pion blanc sur case blanche e2 · Pion blanc sur case noire f2 · Pion blanc sur case blanche g2 · Pion blanc sur case noire h2 · Pion blanc sur case blanche i2 · Pion blanc sur case noire j2 · Tour blanche sur case noire a1 · Princesse blanche sur case blanche b1 · Cavalier blanc sur case noire c1 · Fou blanc sur case blanche d1 · Dame blanche sur case noire e1 · Roi blanc sur case blanche f1 · Fou blanc sur case noire g1 · Cavalier blanc sur case blanche h1 · Impératrice blanche sur case noire i1 · Tour blanche sur case blanche j1 | 6 |
| 5 | Tour noire sur case blanche a8 · Princesse noire sur case noire b8 · Cavalier noir sur case blanche c8 · Fou noir sur case noire d8 · Dame noire sur case blanche e8 · Roi noir sur case noire f8 · Fou noir sur case blanche g8 · Cavalier noir sur case noire h8 · Impératrice noire sur case blanche i8 · Tour noire sur case noire j8 · Pion noir sur case noire a7 · Pion noir sur case blanche b7 · Pion noir sur case noire c7 · Pion noir sur case blanche d7 · Pion noir sur case noire e7 · Pion noir sur case blanche f7 · Pion noir sur case noire g7 · Pion noir sur case blanche h7 · Pion noir sur case noire i7 · Pion noir sur case blanche j7 · Case blanche a6 vide · Case noire b6 vide · Case blanche c6 vide · Case noire d6 vide · Case blanche e6 vide · Case noire f6 vide · Case blanche g6 vide · Case noire h6 vide · Case blanche i6 vide · Case noire j6 vide · Case noire a5 vide · Case blanche b5 vide · Case noire c5 vide · Case blanche d5 vide · Case noire e5 vide · Case blanche f5 vide · Case noire g5 vide · Case blanche h5 vide · Case noire i5 vide · Case blanche j5 vide · Case blanche a4 vide · Case noire b4 vide · Case blanche c4 vide · Case noire d4 vide · Case blanche e4 vide · Case noire f4 vide · Case blanche g4 vide · Case noire h4 vide · Case blanche i4 vide · Case noire j4 vide · Case noire a3 vide · Case blanche b3 vide · Case noire c3 vide · Case blanche d3 vide · Case noire e3 vide · Case blanche f3 vide · Case noire g3 vide · Case blanche h3 vide · Case noire i3 vide · Case blanche j3 vide · Pion blanc sur case blanche a2 · Pion blanc sur case noire b2 · Pion blanc sur case blanche c2 · Pion blanc sur case noire d2 · Pion blanc sur case blanche e2 · Pion blanc sur case noire f2 · Pion blanc sur case blanche g2 · Pion blanc sur case noire h2 · Pion blanc sur case blanche i2 · Pion blanc sur case noire j2 · Tour blanche sur case noire a1 · Princesse blanche sur case blanche b1 · Cavalier blanc sur case noire c1 · Fou blanc sur case blanche d1 · Dame blanche sur case noire e1 · Roi blanc sur case blanche f1 · Fou blanc sur case noire g1 · Cavalier blanc sur case blanche h1 · Impératrice blanche sur case noire i1 · Tour blanche sur case blanche j1 | Tour noire sur case blanche a8 · Princesse noire sur case noire b8 · Cavalier noir sur case blanche c8 · Fou noir sur case noire d8 · Dame noire sur case blanche e8 · Roi noir sur case noire f8 · Fou noir sur case blanche g8 · Cavalier noir sur case noire h8 · Impératrice noire sur case blanche i8 · Tour noire sur case noire j8 · Pion noir sur case noire a7 · Pion noir sur case blanche b7 · Pion noir sur case noire c7 · Pion noir sur case blanche d7 · Pion noir sur case noire e7 · Pion noir sur case blanche f7 · Pion noir sur case noire g7 · Pion noir sur case blanche h7 · Pion noir sur case noire i7 · Pion noir sur case blanche j7 · Case blanche a6 vide · Case noire b6 vide · Case blanche c6 vide · Case noire d6 vide · Case blanche e6 vide · Case noire f6 vide · Case blanche g6 vide · Case noire h6 vide · Case blanche i6 vide · Case noire j6 vide · Case noire a5 vide · Case blanche b5 vide · Case noire c5 vide · Case blanche d5 vide · Case noire e5 vide · Case blanche f5 vide · Case noire g5 vide · Case blanche h5 vide · Case noire i5 vide · Case blanche j5 vide · Case blanche a4 vide · Case noire b4 vide · Case blanche c4 vide · Case noire d4 vide · Case blanche e4 vide · Case noire f4 vide · Case blanche g4 vide · Case noire h4 vide · Case blanche i4 vide · Case noire j4 vide · Case noire a3 vide · Case blanche b3 vide · Case noire c3 vide · Case blanche d3 vide · Case noire e3 vide · Case blanche f3 vide · Case noire g3 vide · Case blanche h3 vide · Case noire i3 vide · Case blanche j3 vide · Pion blanc sur case blanche a2 · Pion blanc sur case noire b2 · Pion blanc sur case blanche c2 · Pion blanc sur case noire d2 · Pion blanc sur case blanche e2 · Pion blanc sur case noire f2 · Pion blanc sur case blanche g2 · Pion blanc sur case noire h2 · Pion blanc sur case blanche i2 · Pion blanc sur case noire j2 · Tour blanche sur case noire a1 · Princesse blanche sur case blanche b1 · Cavalier blanc sur case noire c1 · Fou blanc sur case blanche d1 · Dame blanche sur case noire e1 · Roi blanc sur case blanche f1 · Fou blanc sur case noire g1 · Cavalier blanc sur case blanche h1 · Impératrice blanche sur case noire i1 · Tour blanche sur case blanche j1 | Tour noire sur case blanche a8 · Princesse noire sur case noire b8 · Cavalier noir sur case blanche c8 · Fou noir sur case noire d8 · Dame noire sur case blanche e8 · Roi noir sur case noire f8 · Fou noir sur case blanche g8 · Cavalier noir sur case noire h8 · Impératrice noire sur case blanche i8 · Tour noire sur case noire j8 · Pion noir sur case noire a7 · Pion noir sur case blanche b7 · Pion noir sur case noire c7 · Pion noir sur case blanche d7 · Pion noir sur case noire e7 · Pion noir sur case blanche f7 · Pion noir sur case noire g7 · Pion noir sur case blanche h7 · Pion noir sur case noire i7 · Pion noir sur case blanche j7 · Case blanche a6 vide · Case noire b6 vide · Case blanche c6 vide · Case noire d6 vide · Case blanche e6 vide · Case noire f6 vide · Case blanche g6 vide · Case noire h6 vide · Case blanche i6 vide · Case noire j6 vide · Case noire a5 vide · Case blanche b5 vide · Case noire c5 vide · Case blanche d5 vide · Case noire e5 vide · Case blanche f5 vide · Case noire g5 vide · Case blanche h5 vide · Case noire i5 vide · Case blanche j5 vide · Case blanche a4 vide · Case noire b4 vide · Case blanche c4 vide · Case noire d4 vide · Case blanche e4 vide · Case noire f4 vide · Case blanche g4 vide · Case noire h4 vide · Case blanche i4 vide · Case noire j4 vide · Case noire a3 vide · Case blanche b3 vide · Case noire c3 vide · Case blanche d3 vide · Case noire e3 vide · Case blanche f3 vide · Case noire g3 vide · Case blanche h3 vide · Case noire i3 vide · Case blanche j3 vide · Pion blanc sur case blanche a2 · Pion blanc sur case noire b2 · Pion blanc sur case blanche c2 · Pion blanc sur case noire d2 · Pion blanc sur case blanche e2 · Pion blanc sur case noire f2 · Pion blanc sur case blanche g2 · Pion blanc sur case noire h2 · Pion blanc sur case blanche i2 · Pion blanc sur case noire j2 · Tour blanche sur case noire a1 · Princesse blanche sur case blanche b1 · Cavalier blanc sur case noire c1 · Fou blanc sur case blanche d1 · Dame blanche sur case noire e1 · Roi blanc sur case blanche f1 · Fou blanc sur case noire g1 · Cavalier blanc sur case blanche h1 · Impératrice blanche sur case noire i1 · Tour blanche sur case blanche j1 | Tour noire sur case blanche a8 · Princesse noire sur case noire b8 · Cavalier noir sur case blanche c8 · Fou noir sur case noire d8 · Dame noire sur case blanche e8 · Roi noir sur case noire f8 · Fou noir sur case blanche g8 · Cavalier noir sur case noire h8 · Impératrice noire sur case blanche i8 · Tour noire sur case noire j8 · Pion noir sur case noire a7 · Pion noir sur case blanche b7 · Pion noir sur case noire c7 · Pion noir sur case blanche d7 · Pion noir sur case noire e7 · Pion noir sur case blanche f7 · Pion noir sur case noire g7 · Pion noir sur case blanche h7 · Pion noir sur case noire i7 · Pion noir sur case blanche j7 · Case blanche a6 vide · Case noire b6 vide · Case blanche c6 vide · Case noire d6 vide · Case blanche e6 vide · Case noire f6 vide · Case blanche g6 vide · Case noire h6 vide · Case blanche i6 vide · Case noire j6 vide · Case noire a5 vide · Case blanche b5 vide · Case noire c5 vide · Case blanche d5 vide · Case noire e5 vide · Case blanche f5 vide · Case noire g5 vide · Case blanche h5 vide · Case noire i5 vide · Case blanche j5 vide · Case blanche a4 vide · Case noire b4 vide · Case blanche c4 vide · Case noire d4 vide · Case blanche e4 vide · Case noire f4 vide · Case blanche g4 vide · Case noire h4 vide · Case blanche i4 vide · Case noire j4 vide · Case noire a3 vide · Case blanche b3 vide · Case noire c3 vide · Case blanche d3 vide · Case noire e3 vide · Case blanche f3 vide · Case noire g3 vide · Case blanche h3 vide · Case noire i3 vide · Case blanche j3 vide · Pion blanc sur case blanche a2 · Pion blanc sur case noire b2 · Pion blanc sur case blanche c2 · Pion blanc sur case noire d2 · Pion blanc sur case blanche e2 · Pion blanc sur case noire f2 · Pion blanc sur case blanche g2 · Pion blanc sur case noire h2 · Pion blanc sur case blanche i2 · Pion blanc sur case noire j2 · Tour blanche sur case noire a1 · Princesse blanche sur case blanche b1 · Cavalier blanc sur case noire c1 · Fou blanc sur case blanche d1 · Dame blanche sur case noire e1 · Roi blanc sur case blanche f1 · Fou blanc sur case noire g1 · Cavalier blanc sur case blanche h1 · Impératrice blanche sur case noire i1 · Tour blanche sur case blanche j1 | Tour noire sur case blanche a8 · Princesse noire sur case noire b8 · Cavalier noir sur case blanche c8 · Fou noir sur case noire d8 · Dame noire sur case blanche e8 · Roi noir sur case noire f8 · Fou noir sur case blanche g8 · Cavalier noir sur case noire h8 · Impératrice noire sur case blanche i8 · Tour noire sur case noire j8 · Pion noir sur case noire a7 · Pion noir sur case blanche b7 · Pion noir sur case noire c7 · Pion noir sur case blanche d7 · Pion noir sur case noire e7 · Pion noir sur case blanche f7 · Pion noir sur case noire g7 · Pion noir sur case blanche h7 · Pion noir sur case noire i7 · Pion noir sur case blanche j7 · Case blanche a6 vide · Case noire b6 vide · Case blanche c6 vide · Case noire d6 vide · Case blanche e6 vide · Case noire f6 vide · Case blanche g6 vide · Case noire h6 vide · Case blanche i6 vide · Case noire j6 vide · Case noire a5 vide · Case blanche b5 vide · Case noire c5 vide · Case blanche d5 vide · Case noire e5 vide · Case blanche f5 vide · Case noire g5 vide · Case blanche h5 vide · Case noire i5 vide · Case blanche j5 vide · Case blanche a4 vide · Case noire b4 vide · Case blanche c4 vide · Case noire d4 vide · Case blanche e4 vide · Case noire f4 vide · Case blanche g4 vide · Case noire h4 vide · Case blanche i4 vide · Case noire j4 vide · Case noire a3 vide · Case blanche b3 vide · Case noire c3 vide · Case blanche d3 vide · Case noire e3 vide · Case blanche f3 vide · Case noire g3 vide · Case blanche h3 vide · Case noire i3 vide · Case blanche j3 vide · Pion blanc sur case blanche a2 · Pion blanc sur case noire b2 · Pion blanc sur case blanche c2 · Pion blanc sur case noire d2 · Pion blanc sur case blanche e2 · Pion blanc sur case noire f2 · Pion blanc sur case blanche g2 · Pion blanc sur case noire h2 · Pion blanc sur case blanche i2 · Pion blanc sur case noire j2 · Tour blanche sur case noire a1 · Princesse blanche sur case blanche b1 · Cavalier blanc sur case noire c1 · Fou blanc sur case blanche d1 · Dame blanche sur case noire e1 · Roi blanc sur case blanche f1 · Fou blanc sur case noire g1 · Cavalier blanc sur case blanche h1 · Impératrice blanche sur case noire i1 · Tour blanche sur case blanche j1 | Tour noire sur case blanche a8 · Princesse noire sur case noire b8 · Cavalier noir sur case blanche c8 · Fou noir sur case noire d8 · Dame noire sur case blanche e8 · Roi noir sur case noire f8 · Fou noir sur case blanche g8 · Cavalier noir sur case noire h8 · Impératrice noire sur case blanche i8 · Tour noire sur case noire j8 · Pion noir sur case noire a7 · Pion noir sur case blanche b7 · Pion noir sur case noire c7 · Pion noir sur case blanche d7 · Pion noir sur case noire e7 · Pion noir sur case blanche f7 · Pion noir sur case noire g7 · Pion noir sur case blanche h7 · Pion noir sur case noire i7 · Pion noir sur case blanche j7 · Case blanche a6 vide · Case noire b6 vide · Case blanche c6 vide · Case noire d6 vide · Case blanche e6 vide · Case noire f6 vide · Case blanche g6 vide · Case noire h6 vide · Case blanche i6 vide · Case noire j6 vide · Case noire a5 vide · Case blanche b5 vide · Case noire c5 vide · Case blanche d5 vide · Case noire e5 vide · Case blanche f5 vide · Case noire g5 vide · Case blanche h5 vide · Case noire i5 vide · Case blanche j5 vide · Case blanche a4 vide · Case noire b4 vide · Case blanche c4 vide · Case noire d4 vide · Case blanche e4 vide · Case noire f4 vide · Case blanche g4 vide · Case noire h4 vide · Case blanche i4 vide · Case noire j4 vide · Case noire a3 vide · Case blanche b3 vide · Case noire c3 vide · Case blanche d3 vide · Case noire e3 vide · Case blanche f3 vide · Case noire g3 vide · Case blanche h3 vide · Case noire i3 vide · Case blanche j3 vide · Pion blanc sur case blanche a2 · Pion blanc sur case noire b2 · Pion blanc sur case blanche c2 · Pion blanc sur case noire d2 · Pion blanc sur case blanche e2 · Pion blanc sur case noire f2 · Pion blanc sur case blanche g2 · Pion blanc sur case noire h2 · Pion blanc sur case blanche i2 · Pion blanc sur case noire j2 · Tour blanche sur case noire a1 · Princesse blanche sur case blanche b1 · Cavalier blanc sur case noire c1 · Fou blanc sur case blanche d1 · Dame blanche sur case noire e1 · Roi blanc sur case blanche f1 · Fou blanc sur case noire g1 · Cavalier blanc sur case blanche h1 · Impératrice blanche sur case noire i1 · Tour blanche sur case blanche j1 | Tour noire sur case blanche a8 · Princesse noire sur case noire b8 · Cavalier noir sur case blanche c8 · Fou noir sur case noire d8 · Dame noire sur case blanche e8 · Roi noir sur case noire f8 · Fou noir sur case blanche g8 · Cavalier noir sur case noire h8 · Impératrice noire sur case blanche i8 · Tour noire sur case noire j8 · Pion noir sur case noire a7 · Pion noir sur case blanche b7 · Pion noir sur case noire c7 · Pion noir sur case blanche d7 · Pion noir sur case noire e7 · Pion noir sur case blanche f7 · Pion noir sur case noire g7 · Pion noir sur case blanche h7 · Pion noir sur case noire i7 · Pion noir sur case blanche j7 · Case blanche a6 vide · Case noire b6 vide · Case blanche c6 vide · Case noire d6 vide · Case blanche e6 vide · Case noire f6 vide · Case blanche g6 vide · Case noire h6 vide · Case blanche i6 vide · Case noire j6 vide · Case noire a5 vide · Case blanche b5 vide · Case noire c5 vide · Case blanche d5 vide · Case noire e5 vide · Case blanche f5 vide · Case noire g5 vide · Case blanche h5 vide · Case noire i5 vide · Case blanche j5 vide · Case blanche a4 vide · Case noire b4 vide · Case blanche c4 vide · Case noire d4 vide · Case blanche e4 vide · Case noire f4 vide · Case blanche g4 vide · Case noire h4 vide · Case blanche i4 vide · Case noire j4 vide · Case noire a3 vide · Case blanche b3 vide · Case noire c3 vide · Case blanche d3 vide · Case noire e3 vide · Case blanche f3 vide · Case noire g3 vide · Case blanche h3 vide · Case noire i3 vide · Case blanche j3 vide · Pion blanc sur case blanche a2 · Pion blanc sur case noire b2 · Pion blanc sur case blanche c2 · Pion blanc sur case noire d2 · Pion blanc sur case blanche e2 · Pion blanc sur case noire f2 · Pion blanc sur case blanche g2 · Pion blanc sur case noire h2 · Pion blanc sur case blanche i2 · Pion blanc sur case noire j2 · Tour blanche sur case noire a1 · Princesse blanche sur case blanche b1 · Cavalier blanc sur case noire c1 · Fou blanc sur case blanche d1 · Dame blanche sur case noire e1 · Roi blanc sur case blanche f1 · Fou blanc sur case noire g1 · Cavalier blanc sur case blanche h1 · Impératrice blanche sur case noire i1 · Tour blanche sur case blanche j1 | Tour noire sur case blanche a8 · Princesse noire sur case noire b8 · Cavalier noir sur case blanche c8 · Fou noir sur case noire d8 · Dame noire sur case blanche e8 · Roi noir sur case noire f8 · Fou noir sur case blanche g8 · Cavalier noir sur case noire h8 · Impératrice noire sur case blanche i8 · Tour noire sur case noire j8 · Pion noir sur case noire a7 · Pion noir sur case blanche b7 · Pion noir sur case noire c7 · Pion noir sur case blanche d7 · Pion noir sur case noire e7 · Pion noir sur case blanche f7 · Pion noir sur case noire g7 · Pion noir sur case blanche h7 · Pion noir sur case noire i7 · Pion noir sur case blanche j7 · Case blanche a6 vide · Case noire b6 vide · Case blanche c6 vide · Case noire d6 vide · Case blanche e6 vide · Case noire f6 vide · Case blanche g6 vide · Case noire h6 vide · Case blanche i6 vide · Case noire j6 vide · Case noire a5 vide · Case blanche b5 vide · Case noire c5 vide · Case blanche d5 vide · Case noire e5 vide · Case blanche f5 vide · Case noire g5 vide · Case blanche h5 vide · Case noire i5 vide · Case blanche j5 vide · Case blanche a4 vide · Case noire b4 vide · Case blanche c4 vide · Case noire d4 vide · Case blanche e4 vide · Case noire f4 vide · Case blanche g4 vide · Case noire h4 vide · Case blanche i4 vide · Case noire j4 vide · Case noire a3 vide · Case blanche b3 vide · Case noire c3 vide · Case blanche d3 vide · Case noire e3 vide · Case blanche f3 vide · Case noire g3 vide · Case blanche h3 vide · Case noire i3 vide · Case blanche j3 vide · Pion blanc sur case blanche a2 · Pion blanc sur case noire b2 · Pion blanc sur case blanche c2 · Pion blanc sur case noire d2 · Pion blanc sur case blanche e2 · Pion blanc sur case noire f2 · Pion blanc sur case blanche g2 · Pion blanc sur case noire h2 · Pion blanc sur case blanche i2 · Pion blanc sur case noire j2 · Tour blanche sur case noire a1 · Princesse blanche sur case blanche b1 · Cavalier blanc sur case noire c1 · Fou blanc sur case blanche d1 · Dame blanche sur case noire e1 · Roi blanc sur case blanche f1 · Fou blanc sur case noire g1 · Cavalier blanc sur case blanche h1 · Impératrice blanche sur case noire i1 · Tour blanche sur case blanche j1 | Tour noire sur case blanche a8 · Princesse noire sur case noire b8 · Cavalier noir sur case blanche c8 · Fou noir sur case noire d8 · Dame noire sur case blanche e8 · Roi noir sur case noire f8 · Fou noir sur case blanche g8 · Cavalier noir sur case noire h8 · Impératrice noire sur case blanche i8 · Tour noire sur case noire j8 · Pion noir sur case noire a7 · Pion noir sur case blanche b7 · Pion noir sur case noire c7 · Pion noir sur case blanche d7 · Pion noir sur case noire e7 · Pion noir sur case blanche f7 · Pion noir sur case noire g7 · Pion noir sur case blanche h7 · Pion noir sur case noire i7 · Pion noir sur case blanche j7 · Case blanche a6 vide · Case noire b6 vide · Case blanche c6 vide · Case noire d6 vide · Case blanche e6 vide · Case noire f6 vide · Case blanche g6 vide · Case noire h6 vide · Case blanche i6 vide · Case noire j6 vide · Case noire a5 vide · Case blanche b5 vide · Case noire c5 vide · Case blanche d5 vide · Case noire e5 vide · Case blanche f5 vide · Case noire g5 vide · Case blanche h5 vide · Case noire i5 vide · Case blanche j5 vide · Case blanche a4 vide · Case noire b4 vide · Case blanche c4 vide · Case noire d4 vide · Case blanche e4 vide · Case noire f4 vide · Case blanche g4 vide · Case noire h4 vide · Case blanche i4 vide · Case noire j4 vide · Case noire a3 vide · Case blanche b3 vide · Case noire c3 vide · Case blanche d3 vide · Case noire e3 vide · Case blanche f3 vide · Case noire g3 vide · Case blanche h3 vide · Case noire i3 vide · Case blanche j3 vide · Pion blanc sur case blanche a2 · Pion blanc sur case noire b2 · Pion blanc sur case blanche c2 · Pion blanc sur case noire d2 · Pion blanc sur case blanche e2 · Pion blanc sur case noire f2 · Pion blanc sur case blanche g2 · Pion blanc sur case noire h2 · Pion blanc sur case blanche i2 · Pion blanc sur case noire j2 · Tour blanche sur case noire a1 · Princesse blanche sur case blanche b1 · Cavalier blanc sur case noire c1 · Fou blanc sur case blanche d1 · Dame blanche sur case noire e1 · Roi blanc sur case blanche f1 · Fou blanc sur case noire g1 · Cavalier blanc sur case blanche h1 · Impératrice blanche sur case noire i1 · Tour blanche sur case blanche j1 | Tour noire sur case blanche a8 · Princesse noire sur case noire b8 · Cavalier noir sur case blanche c8 · Fou noir sur case noire d8 · Dame noire sur case blanche e8 · Roi noir sur case noire f8 · Fou noir sur case blanche g8 · Cavalier noir sur case noire h8 · Impératrice noire sur case blanche i8 · Tour noire sur case noire j8 · Pion noir sur case noire a7 · Pion noir sur case blanche b7 · Pion noir sur case noire c7 · Pion noir sur case blanche d7 · Pion noir sur case noire e7 · Pion noir sur case blanche f7 · Pion noir sur case noire g7 · Pion noir sur case blanche h7 · Pion noir sur case noire i7 · Pion noir sur case blanche j7 · Case blanche a6 vide · Case noire b6 vide · Case blanche c6 vide · Case noire d6 vide · Case blanche e6 vide · Case noire f6 vide · Case blanche g6 vide · Case noire h6 vide · Case blanche i6 vide · Case noire j6 vide · Case noire a5 vide · Case blanche b5 vide · Case noire c5 vide · Case blanche d5 vide · Case noire e5 vide · Case blanche f5 vide · Case noire g5 vide · Case blanche h5 vide · Case noire i5 vide · Case blanche j5 vide · Case blanche a4 vide · Case noire b4 vide · Case blanche c4 vide · Case noire d4 vide · Case blanche e4 vide · Case noire f4 vide · Case blanche g4 vide · Case noire h4 vide · Case blanche i4 vide · Case noire j4 vide · Case noire a3 vide · Case blanche b3 vide · Case noire c3 vide · Case blanche d3 vide · Case noire e3 vide · Case blanche f3 vide · Case noire g3 vide · Case blanche h3 vide · Case noire i3 vide · Case blanche j3 vide · Pion blanc sur case blanche a2 · Pion blanc sur case noire b2 · Pion blanc sur case blanche c2 · Pion blanc sur case noire d2 · Pion blanc sur case blanche e2 · Pion blanc sur case noire f2 · Pion blanc sur case blanche g2 · Pion blanc sur case noire h2 · Pion blanc sur case blanche i2 · Pion blanc sur case noire j2 · Tour blanche sur case noire a1 · Princesse blanche sur case blanche b1 · Cavalier blanc sur case noire c1 · Fou blanc sur case blanche d1 · Dame blanche sur case noire e1 · Roi blanc sur case blanche f1 · Fou blanc sur case noire g1 · Cavalier blanc sur case blanche h1 · Impératrice blanche sur case noire i1 · Tour blanche sur case blanche j1 | 5 |
| 4 | Tour noire sur case blanche a8 · Princesse noire sur case noire b8 · Cavalier noir sur case blanche c8 · Fou noir sur case noire d8 · Dame noire sur case blanche e8 · Roi noir sur case noire f8 · Fou noir sur case blanche g8 · Cavalier noir sur case noire h8 · Impératrice noire sur case blanche i8 · Tour noire sur case noire j8 · Pion noir sur case noire a7 · Pion noir sur case blanche b7 · Pion noir sur case noire c7 · Pion noir sur case blanche d7 · Pion noir sur case noire e7 · Pion noir sur case blanche f7 · Pion noir sur case noire g7 · Pion noir sur case blanche h7 · Pion noir sur case noire i7 · Pion noir sur case blanche j7 · Case blanche a6 vide · Case noire b6 vide · Case blanche c6 vide · Case noire d6 vide · Case blanche e6 vide · Case noire f6 vide · Case blanche g6 vide · Case noire h6 vide · Case blanche i6 vide · Case noire j6 vide · Case noire a5 vide · Case blanche b5 vide · Case noire c5 vide · Case blanche d5 vide · Case noire e5 vide · Case blanche f5 vide · Case noire g5 vide · Case blanche h5 vide · Case noire i5 vide · Case blanche j5 vide · Case blanche a4 vide · Case noire b4 vide · Case blanche c4 vide · Case noire d4 vide · Case blanche e4 vide · Case noire f4 vide · Case blanche g4 vide · Case noire h4 vide · Case blanche i4 vide · Case noire j4 vide · Case noire a3 vide · Case blanche b3 vide · Case noire c3 vide · Case blanche d3 vide · Case noire e3 vide · Case blanche f3 vide · Case noire g3 vide · Case blanche h3 vide · Case noire i3 vide · Case blanche j3 vide · Pion blanc sur case blanche a2 · Pion blanc sur case noire b2 · Pion blanc sur case blanche c2 · Pion blanc sur case noire d2 · Pion blanc sur case blanche e2 · Pion blanc sur case noire f2 · Pion blanc sur case blanche g2 · Pion blanc sur case noire h2 · Pion blanc sur case blanche i2 · Pion blanc sur case noire j2 · Tour blanche sur case noire a1 · Princesse blanche sur case blanche b1 · Cavalier blanc sur case noire c1 · Fou blanc sur case blanche d1 · Dame blanche sur case noire e1 · Roi blanc sur case blanche f1 · Fou blanc sur case noire g1 · Cavalier blanc sur case blanche h1 · Impératrice blanche sur case noire i1 · Tour blanche sur case blanche j1 | Tour noire sur case blanche a8 · Princesse noire sur case noire b8 · Cavalier noir sur case blanche c8 · Fou noir sur case noire d8 · Dame noire sur case blanche e8 · Roi noir sur case noire f8 · Fou noir sur case blanche g8 · Cavalier noir sur case noire h8 · Impératrice noire sur case blanche i8 · Tour noire sur case noire j8 · Pion noir sur case noire a7 · Pion noir sur case blanche b7 · Pion noir sur case noire c7 · Pion noir sur case blanche d7 · Pion noir sur case noire e7 · Pion noir sur case blanche f7 · Pion noir sur case noire g7 · Pion noir sur case blanche h7 · Pion noir sur case noire i7 · Pion noir sur case blanche j7 · Case blanche a6 vide · Case noire b6 vide · Case blanche c6 vide · Case noire d6 vide · Case blanche e6 vide · Case noire f6 vide · Case blanche g6 vide · Case noire h6 vide · Case blanche i6 vide · Case noire j6 vide · Case noire a5 vide · Case blanche b5 vide · Case noire c5 vide · Case blanche d5 vide · Case noire e5 vide · Case blanche f5 vide · Case noire g5 vide · Case blanche h5 vide · Case noire i5 vide · Case blanche j5 vide · Case blanche a4 vide · Case noire b4 vide · Case blanche c4 vide · Case noire d4 vide · Case blanche e4 vide · Case noire f4 vide · Case blanche g4 vide · Case noire h4 vide · Case blanche i4 vide · Case noire j4 vide · Case noire a3 vide · Case blanche b3 vide · Case noire c3 vide · Case blanche d3 vide · Case noire e3 vide · Case blanche f3 vide · Case noire g3 vide · Case blanche h3 vide · Case noire i3 vide · Case blanche j3 vide · Pion blanc sur case blanche a2 · Pion blanc sur case noire b2 · Pion blanc sur case blanche c2 · Pion blanc sur case noire d2 · Pion blanc sur case blanche e2 · Pion blanc sur case noire f2 · Pion blanc sur case blanche g2 · Pion blanc sur case noire h2 · Pion blanc sur case blanche i2 · Pion blanc sur case noire j2 · Tour blanche sur case noire a1 · Princesse blanche sur case blanche b1 · Cavalier blanc sur case noire c1 · Fou blanc sur case blanche d1 · Dame blanche sur case noire e1 · Roi blanc sur case blanche f1 · Fou blanc sur case noire g1 · Cavalier blanc sur case blanche h1 · Impératrice blanche sur case noire i1 · Tour blanche sur case blanche j1 | Tour noire sur case blanche a8 · Princesse noire sur case noire b8 · Cavalier noir sur case blanche c8 · Fou noir sur case noire d8 · Dame noire sur case blanche e8 · Roi noir sur case noire f8 · Fou noir sur case blanche g8 · Cavalier noir sur case noire h8 · Impératrice noire sur case blanche i8 · Tour noire sur case noire j8 · Pion noir sur case noire a7 · Pion noir sur case blanche b7 · Pion noir sur case noire c7 · Pion noir sur case blanche d7 · Pion noir sur case noire e7 · Pion noir sur case blanche f7 · Pion noir sur case noire g7 · Pion noir sur case blanche h7 · Pion noir sur case noire i7 · Pion noir sur case blanche j7 · Case blanche a6 vide · Case noire b6 vide · Case blanche c6 vide · Case noire d6 vide · Case blanche e6 vide · Case noire f6 vide · Case blanche g6 vide · Case noire h6 vide · Case blanche i6 vide · Case noire j6 vide · Case noire a5 vide · Case blanche b5 vide · Case noire c5 vide · Case blanche d5 vide · Case noire e5 vide · Case blanche f5 vide · Case noire g5 vide · Case blanche h5 vide · Case noire i5 vide · Case blanche j5 vide · Case blanche a4 vide · Case noire b4 vide · Case blanche c4 vide · Case noire d4 vide · Case blanche e4 vide · Case noire f4 vide · Case blanche g4 vide · Case noire h4 vide · Case blanche i4 vide · Case noire j4 vide · Case noire a3 vide · Case blanche b3 vide · Case noire c3 vide · Case blanche d3 vide · Case noire e3 vide · Case blanche f3 vide · Case noire g3 vide · Case blanche h3 vide · Case noire i3 vide · Case blanche j3 vide · Pion blanc sur case blanche a2 · Pion blanc sur case noire b2 · Pion blanc sur case blanche c2 · Pion blanc sur case noire d2 · Pion blanc sur case blanche e2 · Pion blanc sur case noire f2 · Pion blanc sur case blanche g2 · Pion blanc sur case noire h2 · Pion blanc sur case blanche i2 · Pion blanc sur case noire j2 · Tour blanche sur case noire a1 · Princesse blanche sur case blanche b1 · Cavalier blanc sur case noire c1 · Fou blanc sur case blanche d1 · Dame blanche sur case noire e1 · Roi blanc sur case blanche f1 · Fou blanc sur case noire g1 · Cavalier blanc sur case blanche h1 · Impératrice blanche sur case noire i1 · Tour blanche sur case blanche j1 | Tour noire sur case blanche a8 · Princesse noire sur case noire b8 · Cavalier noir sur case blanche c8 · Fou noir sur case noire d8 · Dame noire sur case blanche e8 · Roi noir sur case noire f8 · Fou noir sur case blanche g8 · Cavalier noir sur case noire h8 · Impératrice noire sur case blanche i8 · Tour noire sur case noire j8 · Pion noir sur case noire a7 · Pion noir sur case blanche b7 · Pion noir sur case noire c7 · Pion noir sur case blanche d7 · Pion noir sur case noire e7 · Pion noir sur case blanche f7 · Pion noir sur case noire g7 · Pion noir sur case blanche h7 · Pion noir sur case noire i7 · Pion noir sur case blanche j7 · Case blanche a6 vide · Case noire b6 vide · Case blanche c6 vide · Case noire d6 vide · Case blanche e6 vide · Case noire f6 vide · Case blanche g6 vide · Case noire h6 vide · Case blanche i6 vide · Case noire j6 vide · Case noire a5 vide · Case blanche b5 vide · Case noire c5 vide · Case blanche d5 vide · Case noire e5 vide · Case blanche f5 vide · Case noire g5 vide · Case blanche h5 vide · Case noire i5 vide · Case blanche j5 vide · Case blanche a4 vide · Case noire b4 vide · Case blanche c4 vide · Case noire d4 vide · Case blanche e4 vide · Case noire f4 vide · Case blanche g4 vide · Case noire h4 vide · Case blanche i4 vide · Case noire j4 vide · Case noire a3 vide · Case blanche b3 vide · Case noire c3 vide · Case blanche d3 vide · Case noire e3 vide · Case blanche f3 vide · Case noire g3 vide · Case blanche h3 vide · Case noire i3 vide · Case blanche j3 vide · Pion blanc sur case blanche a2 · Pion blanc sur case noire b2 · Pion blanc sur case blanche c2 · Pion blanc sur case noire d2 · Pion blanc sur case blanche e2 · Pion blanc sur case noire f2 · Pion blanc sur case blanche g2 · Pion blanc sur case noire h2 · Pion blanc sur case blanche i2 · Pion blanc sur case noire j2 · Tour blanche sur case noire a1 · Princesse blanche sur case blanche b1 · Cavalier blanc sur case noire c1 · Fou blanc sur case blanche d1 · Dame blanche sur case noire e1 · Roi blanc sur case blanche f1 · Fou blanc sur case noire g1 · Cavalier blanc sur case blanche h1 · Impératrice blanche sur case noire i1 · Tour blanche sur case blanche j1 | Tour noire sur case blanche a8 · Princesse noire sur case noire b8 · Cavalier noir sur case blanche c8 · Fou noir sur case noire d8 · Dame noire sur case blanche e8 · Roi noir sur case noire f8 · Fou noir sur case blanche g8 · Cavalier noir sur case noire h8 · Impératrice noire sur case blanche i8 · Tour noire sur case noire j8 · Pion noir sur case noire a7 · Pion noir sur case blanche b7 · Pion noir sur case noire c7 · Pion noir sur case blanche d7 · Pion noir sur case noire e7 · Pion noir sur case blanche f7 · Pion noir sur case noire g7 · Pion noir sur case blanche h7 · Pion noir sur case noire i7 · Pion noir sur case blanche j7 · Case blanche a6 vide · Case noire b6 vide · Case blanche c6 vide · Case noire d6 vide · Case blanche e6 vide · Case noire f6 vide · Case blanche g6 vide · Case noire h6 vide · Case blanche i6 vide · Case noire j6 vide · Case noire a5 vide · Case blanche b5 vide · Case noire c5 vide · Case blanche d5 vide · Case noire e5 vide · Case blanche f5 vide · Case noire g5 vide · Case blanche h5 vide · Case noire i5 vide · Case blanche j5 vide · Case blanche a4 vide · Case noire b4 vide · Case blanche c4 vide · Case noire d4 vide · Case blanche e4 vide · Case noire f4 vide · Case blanche g4 vide · Case noire h4 vide · Case blanche i4 vide · Case noire j4 vide · Case noire a3 vide · Case blanche b3 vide · Case noire c3 vide · Case blanche d3 vide · Case noire e3 vide · Case blanche f3 vide · Case noire g3 vide · Case blanche h3 vide · Case noire i3 vide · Case blanche j3 vide · Pion blanc sur case blanche a2 · Pion blanc sur case noire b2 · Pion blanc sur case blanche c2 · Pion blanc sur case noire d2 · Pion blanc sur case blanche e2 · Pion blanc sur case noire f2 · Pion blanc sur case blanche g2 · Pion blanc sur case noire h2 · Pion blanc sur case blanche i2 · Pion blanc sur case noire j2 · Tour blanche sur case noire a1 · Princesse blanche sur case blanche b1 · Cavalier blanc sur case noire c1 · Fou blanc sur case blanche d1 · Dame blanche sur case noire e1 · Roi blanc sur case blanche f1 · Fou blanc sur case noire g1 · Cavalier blanc sur case blanche h1 · Impératrice blanche sur case noire i1 · Tour blanche sur case blanche j1 | Tour noire sur case blanche a8 · Princesse noire sur case noire b8 · Cavalier noir sur case blanche c8 · Fou noir sur case noire d8 · Dame noire sur case blanche e8 · Roi noir sur case noire f8 · Fou noir sur case blanche g8 · Cavalier noir sur case noire h8 · Impératrice noire sur case blanche i8 · Tour noire sur case noire j8 · Pion noir sur case noire a7 · Pion noir sur case blanche b7 · Pion noir sur case noire c7 · Pion noir sur case blanche d7 · Pion noir sur case noire e7 · Pion noir sur case blanche f7 · Pion noir sur case noire g7 · Pion noir sur case blanche h7 · Pion noir sur case noire i7 · Pion noir sur case blanche j7 · Case blanche a6 vide · Case noire b6 vide · Case blanche c6 vide · Case noire d6 vide · Case blanche e6 vide · Case noire f6 vide · Case blanche g6 vide · Case noire h6 vide · Case blanche i6 vide · Case noire j6 vide · Case noire a5 vide · Case blanche b5 vide · Case noire c5 vide · Case blanche d5 vide · Case noire e5 vide · Case blanche f5 vide · Case noire g5 vide · Case blanche h5 vide · Case noire i5 vide · Case blanche j5 vide · Case blanche a4 vide · Case noire b4 vide · Case blanche c4 vide · Case noire d4 vide · Case blanche e4 vide · Case noire f4 vide · Case blanche g4 vide · Case noire h4 vide · Case blanche i4 vide · Case noire j4 vide · Case noire a3 vide · Case blanche b3 vide · Case noire c3 vide · Case blanche d3 vide · Case noire e3 vide · Case blanche f3 vide · Case noire g3 vide · Case blanche h3 vide · Case noire i3 vide · Case blanche j3 vide · Pion blanc sur case blanche a2 · Pion blanc sur case noire b2 · Pion blanc sur case blanche c2 · Pion blanc sur case noire d2 · Pion blanc sur case blanche e2 · Pion blanc sur case noire f2 · Pion blanc sur case blanche g2 · Pion blanc sur case noire h2 · Pion blanc sur case blanche i2 · Pion blanc sur case noire j2 · Tour blanche sur case noire a1 · Princesse blanche sur case blanche b1 · Cavalier blanc sur case noire c1 · Fou blanc sur case blanche d1 · Dame blanche sur case noire e1 · Roi blanc sur case blanche f1 · Fou blanc sur case noire g1 · Cavalier blanc sur case blanche h1 · Impératrice blanche sur case noire i1 · Tour blanche sur case blanche j1 | Tour noire sur case blanche a8 · Princesse noire sur case noire b8 · Cavalier noir sur case blanche c8 · Fou noir sur case noire d8 · Dame noire sur case blanche e8 · Roi noir sur case noire f8 · Fou noir sur case blanche g8 · Cavalier noir sur case noire h8 · Impératrice noire sur case blanche i8 · Tour noire sur case noire j8 · Pion noir sur case noire a7 · Pion noir sur case blanche b7 · Pion noir sur case noire c7 · Pion noir sur case blanche d7 · Pion noir sur case noire e7 · Pion noir sur case blanche f7 · Pion noir sur case noire g7 · Pion noir sur case blanche h7 · Pion noir sur case noire i7 · Pion noir sur case blanche j7 · Case blanche a6 vide · Case noire b6 vide · Case blanche c6 vide · Case noire d6 vide · Case blanche e6 vide · Case noire f6 vide · Case blanche g6 vide · Case noire h6 vide · Case blanche i6 vide · Case noire j6 vide · Case noire a5 vide · Case blanche b5 vide · Case noire c5 vide · Case blanche d5 vide · Case noire e5 vide · Case blanche f5 vide · Case noire g5 vide · Case blanche h5 vide · Case noire i5 vide · Case blanche j5 vide · Case blanche a4 vide · Case noire b4 vide · Case blanche c4 vide · Case noire d4 vide · Case blanche e4 vide · Case noire f4 vide · Case blanche g4 vide · Case noire h4 vide · Case blanche i4 vide · Case noire j4 vide · Case noire a3 vide · Case blanche b3 vide · Case noire c3 vide · Case blanche d3 vide · Case noire e3 vide · Case blanche f3 vide · Case noire g3 vide · Case blanche h3 vide · Case noire i3 vide · Case blanche j3 vide · Pion blanc sur case blanche a2 · Pion blanc sur case noire b2 · Pion blanc sur case blanche c2 · Pion blanc sur case noire d2 · Pion blanc sur case blanche e2 · Pion blanc sur case noire f2 · Pion blanc sur case blanche g2 · Pion blanc sur case noire h2 · Pion blanc sur case blanche i2 · Pion blanc sur case noire j2 · Tour blanche sur case noire a1 · Princesse blanche sur case blanche b1 · Cavalier blanc sur case noire c1 · Fou blanc sur case blanche d1 · Dame blanche sur case noire e1 · Roi blanc sur case blanche f1 · Fou blanc sur case noire g1 · Cavalier blanc sur case blanche h1 · Impératrice blanche sur case noire i1 · Tour blanche sur case blanche j1 | Tour noire sur case blanche a8 · Princesse noire sur case noire b8 · Cavalier noir sur case blanche c8 · Fou noir sur case noire d8 · Dame noire sur case blanche e8 · Roi noir sur case noire f8 · Fou noir sur case blanche g8 · Cavalier noir sur case noire h8 · Impératrice noire sur case blanche i8 · Tour noire sur case noire j8 · Pion noir sur case noire a7 · Pion noir sur case blanche b7 · Pion noir sur case noire c7 · Pion noir sur case blanche d7 · Pion noir sur case noire e7 · Pion noir sur case blanche f7 · Pion noir sur case noire g7 · Pion noir sur case blanche h7 · Pion noir sur case noire i7 · Pion noir sur case blanche j7 · Case blanche a6 vide · Case noire b6 vide · Case blanche c6 vide · Case noire d6 vide · Case blanche e6 vide · Case noire f6 vide · Case blanche g6 vide · Case noire h6 vide · Case blanche i6 vide · Case noire j6 vide · Case noire a5 vide · Case blanche b5 vide · Case noire c5 vide · Case blanche d5 vide · Case noire e5 vide · Case blanche f5 vide · Case noire g5 vide · Case blanche h5 vide · Case noire i5 vide · Case blanche j5 vide · Case blanche a4 vide · Case noire b4 vide · Case blanche c4 vide · Case noire d4 vide · Case blanche e4 vide · Case noire f4 vide · Case blanche g4 vide · Case noire h4 vide · Case blanche i4 vide · Case noire j4 vide · Case noire a3 vide · Case blanche b3 vide · Case noire c3 vide · Case blanche d3 vide · Case noire e3 vide · Case blanche f3 vide · Case noire g3 vide · Case blanche h3 vide · Case noire i3 vide · Case blanche j3 vide · Pion blanc sur case blanche a2 · Pion blanc sur case noire b2 · Pion blanc sur case blanche c2 · Pion blanc sur case noire d2 · Pion blanc sur case blanche e2 · Pion blanc sur case noire f2 · Pion blanc sur case blanche g2 · Pion blanc sur case noire h2 · Pion blanc sur case blanche i2 · Pion blanc sur case noire j2 · Tour blanche sur case noire a1 · Princesse blanche sur case blanche b1 · Cavalier blanc sur case noire c1 · Fou blanc sur case blanche d1 · Dame blanche sur case noire e1 · Roi blanc sur case blanche f1 · Fou blanc sur case noire g1 · Cavalier blanc sur case blanche h1 · Impératrice blanche sur case noire i1 · Tour blanche sur case blanche j1 | Tour noire sur case blanche a8 · Princesse noire sur case noire b8 · Cavalier noir sur case blanche c8 · Fou noir sur case noire d8 · Dame noire sur case blanche e8 · Roi noir sur case noire f8 · Fou noir sur case blanche g8 · Cavalier noir sur case noire h8 · Impératrice noire sur case blanche i8 · Tour noire sur case noire j8 · Pion noir sur case noire a7 · Pion noir sur case blanche b7 · Pion noir sur case noire c7 · Pion noir sur case blanche d7 · Pion noir sur case noire e7 · Pion noir sur case blanche f7 · Pion noir sur case noire g7 · Pion noir sur case blanche h7 · Pion noir sur case noire i7 · Pion noir sur case blanche j7 · Case blanche a6 vide · Case noire b6 vide · Case blanche c6 vide · Case noire d6 vide · Case blanche e6 vide · Case noire f6 vide · Case blanche g6 vide · Case noire h6 vide · Case blanche i6 vide · Case noire j6 vide · Case noire a5 vide · Case blanche b5 vide · Case noire c5 vide · Case blanche d5 vide · Case noire e5 vide · Case blanche f5 vide · Case noire g5 vide · Case blanche h5 vide · Case noire i5 vide · Case blanche j5 vide · Case blanche a4 vide · Case noire b4 vide · Case blanche c4 vide · Case noire d4 vide · Case blanche e4 vide · Case noire f4 vide · Case blanche g4 vide · Case noire h4 vide · Case blanche i4 vide · Case noire j4 vide · Case noire a3 vide · Case blanche b3 vide · Case noire c3 vide · Case blanche d3 vide · Case noire e3 vide · Case blanche f3 vide · Case noire g3 vide · Case blanche h3 vide · Case noire i3 vide · Case blanche j3 vide · Pion blanc sur case blanche a2 · Pion blanc sur case noire b2 · Pion blanc sur case blanche c2 · Pion blanc sur case noire d2 · Pion blanc sur case blanche e2 · Pion blanc sur case noire f2 · Pion blanc sur case blanche g2 · Pion blanc sur case noire h2 · Pion blanc sur case blanche i2 · Pion blanc sur case noire j2 · Tour blanche sur case noire a1 · Princesse blanche sur case blanche b1 · Cavalier blanc sur case noire c1 · Fou blanc sur case blanche d1 · Dame blanche sur case noire e1 · Roi blanc sur case blanche f1 · Fou blanc sur case noire g1 · Cavalier blanc sur case blanche h1 · Impératrice blanche sur case noire i1 · Tour blanche sur case blanche j1 | Tour noire sur case blanche a8 · Princesse noire sur case noire b8 · Cavalier noir sur case blanche c8 · Fou noir sur case noire d8 · Dame noire sur case blanche e8 · Roi noir sur case noire f8 · Fou noir sur case blanche g8 · Cavalier noir sur case noire h8 · Impératrice noire sur case blanche i8 · Tour noire sur case noire j8 · Pion noir sur case noire a7 · Pion noir sur case blanche b7 · Pion noir sur case noire c7 · Pion noir sur case blanche d7 · Pion noir sur case noire e7 · Pion noir sur case blanche f7 · Pion noir sur case noire g7 · Pion noir sur case blanche h7 · Pion noir sur case noire i7 · Pion noir sur case blanche j7 · Case blanche a6 vide · Case noire b6 vide · Case blanche c6 vide · Case noire d6 vide · Case blanche e6 vide · Case noire f6 vide · Case blanche g6 vide · Case noire h6 vide · Case blanche i6 vide · Case noire j6 vide · Case noire a5 vide · Case blanche b5 vide · Case noire c5 vide · Case blanche d5 vide · Case noire e5 vide · Case blanche f5 vide · Case noire g5 vide · Case blanche h5 vide · Case noire i5 vide · Case blanche j5 vide · Case blanche a4 vide · Case noire b4 vide · Case blanche c4 vide · Case noire d4 vide · Case blanche e4 vide · Case noire f4 vide · Case blanche g4 vide · Case noire h4 vide · Case blanche i4 vide · Case noire j4 vide · Case noire a3 vide · Case blanche b3 vide · Case noire c3 vide · Case blanche d3 vide · Case noire e3 vide · Case blanche f3 vide · Case noire g3 vide · Case blanche h3 vide · Case noire i3 vide · Case blanche j3 vide · Pion blanc sur case blanche a2 · Pion blanc sur case noire b2 · Pion blanc sur case blanche c2 · Pion blanc sur case noire d2 · Pion blanc sur case blanche e2 · Pion blanc sur case noire f2 · Pion blanc sur case blanche g2 · Pion blanc sur case noire h2 · Pion blanc sur case blanche i2 · Pion blanc sur case noire j2 · Tour blanche sur case noire a1 · Princesse blanche sur case blanche b1 · Cavalier blanc sur case noire c1 · Fou blanc sur case blanche d1 · Dame blanche sur case noire e1 · Roi blanc sur case blanche f1 · Fou blanc sur case noire g1 · Cavalier blanc sur case blanche h1 · Impératrice blanche sur case noire i1 · Tour blanche sur case blanche j1 | 4 |
| 3 | Tour noire sur case blanche a8 · Princesse noire sur case noire b8 · Cavalier noir sur case blanche c8 · Fou noir sur case noire d8 · Dame noire sur case blanche e8 · Roi noir sur case noire f8 · Fou noir sur case blanche g8 · Cavalier noir sur case noire h8 · Impératrice noire sur case blanche i8 · Tour noire sur case noire j8 · Pion noir sur case noire a7 · Pion noir sur case blanche b7 · Pion noir sur case noire c7 · Pion noir sur case blanche d7 · Pion noir sur case noire e7 · Pion noir sur case blanche f7 · Pion noir sur case noire g7 · Pion noir sur case blanche h7 · Pion noir sur case noire i7 · Pion noir sur case blanche j7 · Case blanche a6 vide · Case noire b6 vide · Case blanche c6 vide · Case noire d6 vide · Case blanche e6 vide · Case noire f6 vide · Case blanche g6 vide · Case noire h6 vide · Case blanche i6 vide · Case noire j6 vide · Case noire a5 vide · Case blanche b5 vide · Case noire c5 vide · Case blanche d5 vide · Case noire e5 vide · Case blanche f5 vide · Case noire g5 vide · Case blanche h5 vide · Case noire i5 vide · Case blanche j5 vide · Case blanche a4 vide · Case noire b4 vide · Case blanche c4 vide · Case noire d4 vide · Case blanche e4 vide · Case noire f4 vide · Case blanche g4 vide · Case noire h4 vide · Case blanche i4 vide · Case noire j4 vide · Case noire a3 vide · Case blanche b3 vide · Case noire c3 vide · Case blanche d3 vide · Case noire e3 vide · Case blanche f3 vide · Case noire g3 vide · Case blanche h3 vide · Case noire i3 vide · Case blanche j3 vide · Pion blanc sur case blanche a2 · Pion blanc sur case noire b2 · Pion blanc sur case blanche c2 · Pion blanc sur case noire d2 · Pion blanc sur case blanche e2 · Pion blanc sur case noire f2 · Pion blanc sur case blanche g2 · Pion blanc sur case noire h2 · Pion blanc sur case blanche i2 · Pion blanc sur case noire j2 · Tour blanche sur case noire a1 · Princesse blanche sur case blanche b1 · Cavalier blanc sur case noire c1 · Fou blanc sur case blanche d1 · Dame blanche sur case noire e1 · Roi blanc sur case blanche f1 · Fou blanc sur case noire g1 · Cavalier blanc sur case blanche h1 · Impératrice blanche sur case noire i1 · Tour blanche sur case blanche j1 | Tour noire sur case blanche a8 · Princesse noire sur case noire b8 · Cavalier noir sur case blanche c8 · Fou noir sur case noire d8 · Dame noire sur case blanche e8 · Roi noir sur case noire f8 · Fou noir sur case blanche g8 · Cavalier noir sur case noire h8 · Impératrice noire sur case blanche i8 · Tour noire sur case noire j8 · Pion noir sur case noire a7 · Pion noir sur case blanche b7 · Pion noir sur case noire c7 · Pion noir sur case blanche d7 · Pion noir sur case noire e7 · Pion noir sur case blanche f7 · Pion noir sur case noire g7 · Pion noir sur case blanche h7 · Pion noir sur case noire i7 · Pion noir sur case blanche j7 · Case blanche a6 vide · Case noire b6 vide · Case blanche c6 vide · Case noire d6 vide · Case blanche e6 vide · Case noire f6 vide · Case blanche g6 vide · Case noire h6 vide · Case blanche i6 vide · Case noire j6 vide · Case noire a5 vide · Case blanche b5 vide · Case noire c5 vide · Case blanche d5 vide · Case noire e5 vide · Case blanche f5 vide · Case noire g5 vide · Case blanche h5 vide · Case noire i5 vide · Case blanche j5 vide · Case blanche a4 vide · Case noire b4 vide · Case blanche c4 vide · Case noire d4 vide · Case blanche e4 vide · Case noire f4 vide · Case blanche g4 vide · Case noire h4 vide · Case blanche i4 vide · Case noire j4 vide · Case noire a3 vide · Case blanche b3 vide · Case noire c3 vide · Case blanche d3 vide · Case noire e3 vide · Case blanche f3 vide · Case noire g3 vide · Case blanche h3 vide · Case noire i3 vide · Case blanche j3 vide · Pion blanc sur case blanche a2 · Pion blanc sur case noire b2 · Pion blanc sur case blanche c2 · Pion blanc sur case noire d2 · Pion blanc sur case blanche e2 · Pion blanc sur case noire f2 · Pion blanc sur case blanche g2 · Pion blanc sur case noire h2 · Pion blanc sur case blanche i2 · Pion blanc sur case noire j2 · Tour blanche sur case noire a1 · Princesse blanche sur case blanche b1 · Cavalier blanc sur case noire c1 · Fou blanc sur case blanche d1 · Dame blanche sur case noire e1 · Roi blanc sur case blanche f1 · Fou blanc sur case noire g1 · Cavalier blanc sur case blanche h1 · Impératrice blanche sur case noire i1 · Tour blanche sur case blanche j1 | Tour noire sur case blanche a8 · Princesse noire sur case noire b8 · Cavalier noir sur case blanche c8 · Fou noir sur case noire d8 · Dame noire sur case blanche e8 · Roi noir sur case noire f8 · Fou noir sur case blanche g8 · Cavalier noir sur case noire h8 · Impératrice noire sur case blanche i8 · Tour noire sur case noire j8 · Pion noir sur case noire a7 · Pion noir sur case blanche b7 · Pion noir sur case noire c7 · Pion noir sur case blanche d7 · Pion noir sur case noire e7 · Pion noir sur case blanche f7 · Pion noir sur case noire g7 · Pion noir sur case blanche h7 · Pion noir sur case noire i7 · Pion noir sur case blanche j7 · Case blanche a6 vide · Case noire b6 vide · Case blanche c6 vide · Case noire d6 vide · Case blanche e6 vide · Case noire f6 vide · Case blanche g6 vide · Case noire h6 vide · Case blanche i6 vide · Case noire j6 vide · Case noire a5 vide · Case blanche b5 vide · Case noire c5 vide · Case blanche d5 vide · Case noire e5 vide · Case blanche f5 vide · Case noire g5 vide · Case blanche h5 vide · Case noire i5 vide · Case blanche j5 vide · Case blanche a4 vide · Case noire b4 vide · Case blanche c4 vide · Case noire d4 vide · Case blanche e4 vide · Case noire f4 vide · Case blanche g4 vide · Case noire h4 vide · Case blanche i4 vide · Case noire j4 vide · Case noire a3 vide · Case blanche b3 vide · Case noire c3 vide · Case blanche d3 vide · Case noire e3 vide · Case blanche f3 vide · Case noire g3 vide · Case blanche h3 vide · Case noire i3 vide · Case blanche j3 vide · Pion blanc sur case blanche a2 · Pion blanc sur case noire b2 · Pion blanc sur case blanche c2 · Pion blanc sur case noire d2 · Pion blanc sur case blanche e2 · Pion blanc sur case noire f2 · Pion blanc sur case blanche g2 · Pion blanc sur case noire h2 · Pion blanc sur case blanche i2 · Pion blanc sur case noire j2 · Tour blanche sur case noire a1 · Princesse blanche sur case blanche b1 · Cavalier blanc sur case noire c1 · Fou blanc sur case blanche d1 · Dame blanche sur case noire e1 · Roi blanc sur case blanche f1 · Fou blanc sur case noire g1 · Cavalier blanc sur case blanche h1 · Impératrice blanche sur case noire i1 · Tour blanche sur case blanche j1 | Tour noire sur case blanche a8 · Princesse noire sur case noire b8 · Cavalier noir sur case blanche c8 · Fou noir sur case noire d8 · Dame noire sur case blanche e8 · Roi noir sur case noire f8 · Fou noir sur case blanche g8 · Cavalier noir sur case noire h8 · Impératrice noire sur case blanche i8 · Tour noire sur case noire j8 · Pion noir sur case noire a7 · Pion noir sur case blanche b7 · Pion noir sur case noire c7 · Pion noir sur case blanche d7 · Pion noir sur case noire e7 · Pion noir sur case blanche f7 · Pion noir sur case noire g7 · Pion noir sur case blanche h7 · Pion noir sur case noire i7 · Pion noir sur case blanche j7 · Case blanche a6 vide · Case noire b6 vide · Case blanche c6 vide · Case noire d6 vide · Case blanche e6 vide · Case noire f6 vide · Case blanche g6 vide · Case noire h6 vide · Case blanche i6 vide · Case noire j6 vide · Case noire a5 vide · Case blanche b5 vide · Case noire c5 vide · Case blanche d5 vide · Case noire e5 vide · Case blanche f5 vide · Case noire g5 vide · Case blanche h5 vide · Case noire i5 vide · Case blanche j5 vide · Case blanche a4 vide · Case noire b4 vide · Case blanche c4 vide · Case noire d4 vide · Case blanche e4 vide · Case noire f4 vide · Case blanche g4 vide · Case noire h4 vide · Case blanche i4 vide · Case noire j4 vide · Case noire a3 vide · Case blanche b3 vide · Case noire c3 vide · Case blanche d3 vide · Case noire e3 vide · Case blanche f3 vide · Case noire g3 vide · Case blanche h3 vide · Case noire i3 vide · Case blanche j3 vide · Pion blanc sur case blanche a2 · Pion blanc sur case noire b2 · Pion blanc sur case blanche c2 · Pion blanc sur case noire d2 · Pion blanc sur case blanche e2 · Pion blanc sur case noire f2 · Pion blanc sur case blanche g2 · Pion blanc sur case noire h2 · Pion blanc sur case blanche i2 · Pion blanc sur case noire j2 · Tour blanche sur case noire a1 · Princesse blanche sur case blanche b1 · Cavalier blanc sur case noire c1 · Fou blanc sur case blanche d1 · Dame blanche sur case noire e1 · Roi blanc sur case blanche f1 · Fou blanc sur case noire g1 · Cavalier blanc sur case blanche h1 · Impératrice blanche sur case noire i1 · Tour blanche sur case blanche j1 | Tour noire sur case blanche a8 · Princesse noire sur case noire b8 · Cavalier noir sur case blanche c8 · Fou noir sur case noire d8 · Dame noire sur case blanche e8 · Roi noir sur case noire f8 · Fou noir sur case blanche g8 · Cavalier noir sur case noire h8 · Impératrice noire sur case blanche i8 · Tour noire sur case noire j8 · Pion noir sur case noire a7 · Pion noir sur case blanche b7 · Pion noir sur case noire c7 · Pion noir sur case blanche d7 · Pion noir sur case noire e7 · Pion noir sur case blanche f7 · Pion noir sur case noire g7 · Pion noir sur case blanche h7 · Pion noir sur case noire i7 · Pion noir sur case blanche j7 · Case blanche a6 vide · Case noire b6 vide · Case blanche c6 vide · Case noire d6 vide · Case blanche e6 vide · Case noire f6 vide · Case blanche g6 vide · Case noire h6 vide · Case blanche i6 vide · Case noire j6 vide · Case noire a5 vide · Case blanche b5 vide · Case noire c5 vide · Case blanche d5 vide · Case noire e5 vide · Case blanche f5 vide · Case noire g5 vide · Case blanche h5 vide · Case noire i5 vide · Case blanche j5 vide · Case blanche a4 vide · Case noire b4 vide · Case blanche c4 vide · Case noire d4 vide · Case blanche e4 vide · Case noire f4 vide · Case blanche g4 vide · Case noire h4 vide · Case blanche i4 vide · Case noire j4 vide · Case noire a3 vide · Case blanche b3 vide · Case noire c3 vide · Case blanche d3 vide · Case noire e3 vide · Case blanche f3 vide · Case noire g3 vide · Case blanche h3 vide · Case noire i3 vide · Case blanche j3 vide · Pion blanc sur case blanche a2 · Pion blanc sur case noire b2 · Pion blanc sur case blanche c2 · Pion blanc sur case noire d2 · Pion blanc sur case blanche e2 · Pion blanc sur case noire f2 · Pion blanc sur case blanche g2 · Pion blanc sur case noire h2 · Pion blanc sur case blanche i2 · Pion blanc sur case noire j2 · Tour blanche sur case noire a1 · Princesse blanche sur case blanche b1 · Cavalier blanc sur case noire c1 · Fou blanc sur case blanche d1 · Dame blanche sur case noire e1 · Roi blanc sur case blanche f1 · Fou blanc sur case noire g1 · Cavalier blanc sur case blanche h1 · Impératrice blanche sur case noire i1 · Tour blanche sur case blanche j1 | Tour noire sur case blanche a8 · Princesse noire sur case noire b8 · Cavalier noir sur case blanche c8 · Fou noir sur case noire d8 · Dame noire sur case blanche e8 · Roi noir sur case noire f8 · Fou noir sur case blanche g8 · Cavalier noir sur case noire h8 · Impératrice noire sur case blanche i8 · Tour noire sur case noire j8 · Pion noir sur case noire a7 · Pion noir sur case blanche b7 · Pion noir sur case noire c7 · Pion noir sur case blanche d7 · Pion noir sur case noire e7 · Pion noir sur case blanche f7 · Pion noir sur case noire g7 · Pion noir sur case blanche h7 · Pion noir sur case noire i7 · Pion noir sur case blanche j7 · Case blanche a6 vide · Case noire b6 vide · Case blanche c6 vide · Case noire d6 vide · Case blanche e6 vide · Case noire f6 vide · Case blanche g6 vide · Case noire h6 vide · Case blanche i6 vide · Case noire j6 vide · Case noire a5 vide · Case blanche b5 vide · Case noire c5 vide · Case blanche d5 vide · Case noire e5 vide · Case blanche f5 vide · Case noire g5 vide · Case blanche h5 vide · Case noire i5 vide · Case blanche j5 vide · Case blanche a4 vide · Case noire b4 vide · Case blanche c4 vide · Case noire d4 vide · Case blanche e4 vide · Case noire f4 vide · Case blanche g4 vide · Case noire h4 vide · Case blanche i4 vide · Case noire j4 vide · Case noire a3 vide · Case blanche b3 vide · Case noire c3 vide · Case blanche d3 vide · Case noire e3 vide · Case blanche f3 vide · Case noire g3 vide · Case blanche h3 vide · Case noire i3 vide · Case blanche j3 vide · Pion blanc sur case blanche a2 · Pion blanc sur case noire b2 · Pion blanc sur case blanche c2 · Pion blanc sur case noire d2 · Pion blanc sur case blanche e2 · Pion blanc sur case noire f2 · Pion blanc sur case blanche g2 · Pion blanc sur case noire h2 · Pion blanc sur case blanche i2 · Pion blanc sur case noire j2 · Tour blanche sur case noire a1 · Princesse blanche sur case blanche b1 · Cavalier blanc sur case noire c1 · Fou blanc sur case blanche d1 · Dame blanche sur case noire e1 · Roi blanc sur case blanche f1 · Fou blanc sur case noire g1 · Cavalier blanc sur case blanche h1 · Impératrice blanche sur case noire i1 · Tour blanche sur case blanche j1 | Tour noire sur case blanche a8 · Princesse noire sur case noire b8 · Cavalier noir sur case blanche c8 · Fou noir sur case noire d8 · Dame noire sur case blanche e8 · Roi noir sur case noire f8 · Fou noir sur case blanche g8 · Cavalier noir sur case noire h8 · Impératrice noire sur case blanche i8 · Tour noire sur case noire j8 · Pion noir sur case noire a7 · Pion noir sur case blanche b7 · Pion noir sur case noire c7 · Pion noir sur case blanche d7 · Pion noir sur case noire e7 · Pion noir sur case blanche f7 · Pion noir sur case noire g7 · Pion noir sur case blanche h7 · Pion noir sur case noire i7 · Pion noir sur case blanche j7 · Case blanche a6 vide · Case noire b6 vide · Case blanche c6 vide · Case noire d6 vide · Case blanche e6 vide · Case noire f6 vide · Case blanche g6 vide · Case noire h6 vide · Case blanche i6 vide · Case noire j6 vide · Case noire a5 vide · Case blanche b5 vide · Case noire c5 vide · Case blanche d5 vide · Case noire e5 vide · Case blanche f5 vide · Case noire g5 vide · Case blanche h5 vide · Case noire i5 vide · Case blanche j5 vide · Case blanche a4 vide · Case noire b4 vide · Case blanche c4 vide · Case noire d4 vide · Case blanche e4 vide · Case noire f4 vide · Case blanche g4 vide · Case noire h4 vide · Case blanche i4 vide · Case noire j4 vide · Case noire a3 vide · Case blanche b3 vide · Case noire c3 vide · Case blanche d3 vide · Case noire e3 vide · Case blanche f3 vide · Case noire g3 vide · Case blanche h3 vide · Case noire i3 vide · Case blanche j3 vide · Pion blanc sur case blanche a2 · Pion blanc sur case noire b2 · Pion blanc sur case blanche c2 · Pion blanc sur case noire d2 · Pion blanc sur case blanche e2 · Pion blanc sur case noire f2 · Pion blanc sur case blanche g2 · Pion blanc sur case noire h2 · Pion blanc sur case blanche i2 · Pion blanc sur case noire j2 · Tour blanche sur case noire a1 · Princesse blanche sur case blanche b1 · Cavalier blanc sur case noire c1 · Fou blanc sur case blanche d1 · Dame blanche sur case noire e1 · Roi blanc sur case blanche f1 · Fou blanc sur case noire g1 · Cavalier blanc sur case blanche h1 · Impératrice blanche sur case noire i1 · Tour blanche sur case blanche j1 | Tour noire sur case blanche a8 · Princesse noire sur case noire b8 · Cavalier noir sur case blanche c8 · Fou noir sur case noire d8 · Dame noire sur case blanche e8 · Roi noir sur case noire f8 · Fou noir sur case blanche g8 · Cavalier noir sur case noire h8 · Impératrice noire sur case blanche i8 · Tour noire sur case noire j8 · Pion noir sur case noire a7 · Pion noir sur case blanche b7 · Pion noir sur case noire c7 · Pion noir sur case blanche d7 · Pion noir sur case noire e7 · Pion noir sur case blanche f7 · Pion noir sur case noire g7 · Pion noir sur case blanche h7 · Pion noir sur case noire i7 · Pion noir sur case blanche j7 · Case blanche a6 vide · Case noire b6 vide · Case blanche c6 vide · Case noire d6 vide · Case blanche e6 vide · Case noire f6 vide · Case blanche g6 vide · Case noire h6 vide · Case blanche i6 vide · Case noire j6 vide · Case noire a5 vide · Case blanche b5 vide · Case noire c5 vide · Case blanche d5 vide · Case noire e5 vide · Case blanche f5 vide · Case noire g5 vide · Case blanche h5 vide · Case noire i5 vide · Case blanche j5 vide · Case blanche a4 vide · Case noire b4 vide · Case blanche c4 vide · Case noire d4 vide · Case blanche e4 vide · Case noire f4 vide · Case blanche g4 vide · Case noire h4 vide · Case blanche i4 vide · Case noire j4 vide · Case noire a3 vide · Case blanche b3 vide · Case noire c3 vide · Case blanche d3 vide · Case noire e3 vide · Case blanche f3 vide · Case noire g3 vide · Case blanche h3 vide · Case noire i3 vide · Case blanche j3 vide · Pion blanc sur case blanche a2 · Pion blanc sur case noire b2 · Pion blanc sur case blanche c2 · Pion blanc sur case noire d2 · Pion blanc sur case blanche e2 · Pion blanc sur case noire f2 · Pion blanc sur case blanche g2 · Pion blanc sur case noire h2 · Pion blanc sur case blanche i2 · Pion blanc sur case noire j2 · Tour blanche sur case noire a1 · Princesse blanche sur case blanche b1 · Cavalier blanc sur case noire c1 · Fou blanc sur case blanche d1 · Dame blanche sur case noire e1 · Roi blanc sur case blanche f1 · Fou blanc sur case noire g1 · Cavalier blanc sur case blanche h1 · Impératrice blanche sur case noire i1 · Tour blanche sur case blanche j1 | Tour noire sur case blanche a8 · Princesse noire sur case noire b8 · Cavalier noir sur case blanche c8 · Fou noir sur case noire d8 · Dame noire sur case blanche e8 · Roi noir sur case noire f8 · Fou noir sur case blanche g8 · Cavalier noir sur case noire h8 · Impératrice noire sur case blanche i8 · Tour noire sur case noire j8 · Pion noir sur case noire a7 · Pion noir sur case blanche b7 · Pion noir sur case noire c7 · Pion noir sur case blanche d7 · Pion noir sur case noire e7 · Pion noir sur case blanche f7 · Pion noir sur case noire g7 · Pion noir sur case blanche h7 · Pion noir sur case noire i7 · Pion noir sur case blanche j7 · Case blanche a6 vide · Case noire b6 vide · Case blanche c6 vide · Case noire d6 vide · Case blanche e6 vide · Case noire f6 vide · Case blanche g6 vide · Case noire h6 vide · Case blanche i6 vide · Case noire j6 vide · Case noire a5 vide · Case blanche b5 vide · Case noire c5 vide · Case blanche d5 vide · Case noire e5 vide · Case blanche f5 vide · Case noire g5 vide · Case blanche h5 vide · Case noire i5 vide · Case blanche j5 vide · Case blanche a4 vide · Case noire b4 vide · Case blanche c4 vide · Case noire d4 vide · Case blanche e4 vide · Case noire f4 vide · Case blanche g4 vide · Case noire h4 vide · Case blanche i4 vide · Case noire j4 vide · Case noire a3 vide · Case blanche b3 vide · Case noire c3 vide · Case blanche d3 vide · Case noire e3 vide · Case blanche f3 vide · Case noire g3 vide · Case blanche h3 vide · Case noire i3 vide · Case blanche j3 vide · Pion blanc sur case blanche a2 · Pion blanc sur case noire b2 · Pion blanc sur case blanche c2 · Pion blanc sur case noire d2 · Pion blanc sur case blanche e2 · Pion blanc sur case noire f2 · Pion blanc sur case blanche g2 · Pion blanc sur case noire h2 · Pion blanc sur case blanche i2 · Pion blanc sur case noire j2 · Tour blanche sur case noire a1 · Princesse blanche sur case blanche b1 · Cavalier blanc sur case noire c1 · Fou blanc sur case blanche d1 · Dame blanche sur case noire e1 · Roi blanc sur case blanche f1 · Fou blanc sur case noire g1 · Cavalier blanc sur case blanche h1 · Impératrice blanche sur case noire i1 · Tour blanche sur case blanche j1 | Tour noire sur case blanche a8 · Princesse noire sur case noire b8 · Cavalier noir sur case blanche c8 · Fou noir sur case noire d8 · Dame noire sur case blanche e8 · Roi noir sur case noire f8 · Fou noir sur case blanche g8 · Cavalier noir sur case noire h8 · Impératrice noire sur case blanche i8 · Tour noire sur case noire j8 · Pion noir sur case noire a7 · Pion noir sur case blanche b7 · Pion noir sur case noire c7 · Pion noir sur case blanche d7 · Pion noir sur case noire e7 · Pion noir sur case blanche f7 · Pion noir sur case noire g7 · Pion noir sur case blanche h7 · Pion noir sur case noire i7 · Pion noir sur case blanche j7 · Case blanche a6 vide · Case noire b6 vide · Case blanche c6 vide · Case noire d6 vide · Case blanche e6 vide · Case noire f6 vide · Case blanche g6 vide · Case noire h6 vide · Case blanche i6 vide · Case noire j6 vide · Case noire a5 vide · Case blanche b5 vide · Case noire c5 vide · Case blanche d5 vide · Case noire e5 vide · Case blanche f5 vide · Case noire g5 vide · Case blanche h5 vide · Case noire i5 vide · Case blanche j5 vide · Case blanche a4 vide · Case noire b4 vide · Case blanche c4 vide · Case noire d4 vide · Case blanche e4 vide · Case noire f4 vide · Case blanche g4 vide · Case noire h4 vide · Case blanche i4 vide · Case noire j4 vide · Case noire a3 vide · Case blanche b3 vide · Case noire c3 vide · Case blanche d3 vide · Case noire e3 vide · Case blanche f3 vide · Case noire g3 vide · Case blanche h3 vide · Case noire i3 vide · Case blanche j3 vide · Pion blanc sur case blanche a2 · Pion blanc sur case noire b2 · Pion blanc sur case blanche c2 · Pion blanc sur case noire d2 · Pion blanc sur case blanche e2 · Pion blanc sur case noire f2 · Pion blanc sur case blanche g2 · Pion blanc sur case noire h2 · Pion blanc sur case blanche i2 · Pion blanc sur case noire j2 · Tour blanche sur case noire a1 · Princesse blanche sur case blanche b1 · Cavalier blanc sur case noire c1 · Fou blanc sur case blanche d1 · Dame blanche sur case noire e1 · Roi blanc sur case blanche f1 · Fou blanc sur case noire g1 · Cavalier blanc sur case blanche h1 · Impératrice blanche sur case noire i1 · Tour blanche sur case blanche j1 | 3 |
| 2 | Tour noire sur case blanche a8 · Princesse noire sur case noire b8 · Cavalier noir sur case blanche c8 · Fou noir sur case noire d8 · Dame noire sur case blanche e8 · Roi noir sur case noire f8 · Fou noir sur case blanche g8 · Cavalier noir sur case noire h8 · Impératrice noire sur case blanche i8 · Tour noire sur case noire j8 · Pion noir sur case noire a7 · Pion noir sur case blanche b7 · Pion noir sur case noire c7 · Pion noir sur case blanche d7 · Pion noir sur case noire e7 · Pion noir sur case blanche f7 · Pion noir sur case noire g7 · Pion noir sur case blanche h7 · Pion noir sur case noire i7 · Pion noir sur case blanche j7 · Case blanche a6 vide · Case noire b6 vide · Case blanche c6 vide · Case noire d6 vide · Case blanche e6 vide · Case noire f6 vide · Case blanche g6 vide · Case noire h6 vide · Case blanche i6 vide · Case noire j6 vide · Case noire a5 vide · Case blanche b5 vide · Case noire c5 vide · Case blanche d5 vide · Case noire e5 vide · Case blanche f5 vide · Case noire g5 vide · Case blanche h5 vide · Case noire i5 vide · Case blanche j5 vide · Case blanche a4 vide · Case noire b4 vide · Case blanche c4 vide · Case noire d4 vide · Case blanche e4 vide · Case noire f4 vide · Case blanche g4 vide · Case noire h4 vide · Case blanche i4 vide · Case noire j4 vide · Case noire a3 vide · Case blanche b3 vide · Case noire c3 vide · Case blanche d3 vide · Case noire e3 vide · Case blanche f3 vide · Case noire g3 vide · Case blanche h3 vide · Case noire i3 vide · Case blanche j3 vide · Pion blanc sur case blanche a2 · Pion blanc sur case noire b2 · Pion blanc sur case blanche c2 · Pion blanc sur case noire d2 · Pion blanc sur case blanche e2 · Pion blanc sur case noire f2 · Pion blanc sur case blanche g2 · Pion blanc sur case noire h2 · Pion blanc sur case blanche i2 · Pion blanc sur case noire j2 · Tour blanche sur case noire a1 · Princesse blanche sur case blanche b1 · Cavalier blanc sur case noire c1 · Fou blanc sur case blanche d1 · Dame blanche sur case noire e1 · Roi blanc sur case blanche f1 · Fou blanc sur case noire g1 · Cavalier blanc sur case blanche h1 · Impératrice blanche sur case noire i1 · Tour blanche sur case blanche j1 | Tour noire sur case blanche a8 · Princesse noire sur case noire b8 · Cavalier noir sur case blanche c8 · Fou noir sur case noire d8 · Dame noire sur case blanche e8 · Roi noir sur case noire f8 · Fou noir sur case blanche g8 · Cavalier noir sur case noire h8 · Impératrice noire sur case blanche i8 · Tour noire sur case noire j8 · Pion noir sur case noire a7 · Pion noir sur case blanche b7 · Pion noir sur case noire c7 · Pion noir sur case blanche d7 · Pion noir sur case noire e7 · Pion noir sur case blanche f7 · Pion noir sur case noire g7 · Pion noir sur case blanche h7 · Pion noir sur case noire i7 · Pion noir sur case blanche j7 · Case blanche a6 vide · Case noire b6 vide · Case blanche c6 vide · Case noire d6 vide · Case blanche e6 vide · Case noire f6 vide · Case blanche g6 vide · Case noire h6 vide · Case blanche i6 vide · Case noire j6 vide · Case noire a5 vide · Case blanche b5 vide · Case noire c5 vide · Case blanche d5 vide · Case noire e5 vide · Case blanche f5 vide · Case noire g5 vide · Case blanche h5 vide · Case noire i5 vide · Case blanche j5 vide · Case blanche a4 vide · Case noire b4 vide · Case blanche c4 vide · Case noire d4 vide · Case blanche e4 vide · Case noire f4 vide · Case blanche g4 vide · Case noire h4 vide · Case blanche i4 vide · Case noire j4 vide · Case noire a3 vide · Case blanche b3 vide · Case noire c3 vide · Case blanche d3 vide · Case noire e3 vide · Case blanche f3 vide · Case noire g3 vide · Case blanche h3 vide · Case noire i3 vide · Case blanche j3 vide · Pion blanc sur case blanche a2 · Pion blanc sur case noire b2 · Pion blanc sur case blanche c2 · Pion blanc sur case noire d2 · Pion blanc sur case blanche e2 · Pion blanc sur case noire f2 · Pion blanc sur case blanche g2 · Pion blanc sur case noire h2 · Pion blanc sur case blanche i2 · Pion blanc sur case noire j2 · Tour blanche sur case noire a1 · Princesse blanche sur case blanche b1 · Cavalier blanc sur case noire c1 · Fou blanc sur case blanche d1 · Dame blanche sur case noire e1 · Roi blanc sur case blanche f1 · Fou blanc sur case noire g1 · Cavalier blanc sur case blanche h1 · Impératrice blanche sur case noire i1 · Tour blanche sur case blanche j1 | Tour noire sur case blanche a8 · Princesse noire sur case noire b8 · Cavalier noir sur case blanche c8 · Fou noir sur case noire d8 · Dame noire sur case blanche e8 · Roi noir sur case noire f8 · Fou noir sur case blanche g8 · Cavalier noir sur case noire h8 · Impératrice noire sur case blanche i8 · Tour noire sur case noire j8 · Pion noir sur case noire a7 · Pion noir sur case blanche b7 · Pion noir sur case noire c7 · Pion noir sur case blanche d7 · Pion noir sur case noire e7 · Pion noir sur case blanche f7 · Pion noir sur case noire g7 · Pion noir sur case blanche h7 · Pion noir sur case noire i7 · Pion noir sur case blanche j7 · Case blanche a6 vide · Case noire b6 vide · Case blanche c6 vide · Case noire d6 vide · Case blanche e6 vide · Case noire f6 vide · Case blanche g6 vide · Case noire h6 vide · Case blanche i6 vide · Case noire j6 vide · Case noire a5 vide · Case blanche b5 vide · Case noire c5 vide · Case blanche d5 vide · Case noire e5 vide · Case blanche f5 vide · Case noire g5 vide · Case blanche h5 vide · Case noire i5 vide · Case blanche j5 vide · Case blanche a4 vide · Case noire b4 vide · Case blanche c4 vide · Case noire d4 vide · Case blanche e4 vide · Case noire f4 vide · Case blanche g4 vide · Case noire h4 vide · Case blanche i4 vide · Case noire j4 vide · Case noire a3 vide · Case blanche b3 vide · Case noire c3 vide · Case blanche d3 vide · Case noire e3 vide · Case blanche f3 vide · Case noire g3 vide · Case blanche h3 vide · Case noire i3 vide · Case blanche j3 vide · Pion blanc sur case blanche a2 · Pion blanc sur case noire b2 · Pion blanc sur case blanche c2 · Pion blanc sur case noire d2 · Pion blanc sur case blanche e2 · Pion blanc sur case noire f2 · Pion blanc sur case blanche g2 · Pion blanc sur case noire h2 · Pion blanc sur case blanche i2 · Pion blanc sur case noire j2 · Tour blanche sur case noire a1 · Princesse blanche sur case blanche b1 · Cavalier blanc sur case noire c1 · Fou blanc sur case blanche d1 · Dame blanche sur case noire e1 · Roi blanc sur case blanche f1 · Fou blanc sur case noire g1 · Cavalier blanc sur case blanche h1 · Impératrice blanche sur case noire i1 · Tour blanche sur case blanche j1 | Tour noire sur case blanche a8 · Princesse noire sur case noire b8 · Cavalier noir sur case blanche c8 · Fou noir sur case noire d8 · Dame noire sur case blanche e8 · Roi noir sur case noire f8 · Fou noir sur case blanche g8 · Cavalier noir sur case noire h8 · Impératrice noire sur case blanche i8 · Tour noire sur case noire j8 · Pion noir sur case noire a7 · Pion noir sur case blanche b7 · Pion noir sur case noire c7 · Pion noir sur case blanche d7 · Pion noir sur case noire e7 · Pion noir sur case blanche f7 · Pion noir sur case noire g7 · Pion noir sur case blanche h7 · Pion noir sur case noire i7 · Pion noir sur case blanche j7 · Case blanche a6 vide · Case noire b6 vide · Case blanche c6 vide · Case noire d6 vide · Case blanche e6 vide · Case noire f6 vide · Case blanche g6 vide · Case noire h6 vide · Case blanche i6 vide · Case noire j6 vide · Case noire a5 vide · Case blanche b5 vide · Case noire c5 vide · Case blanche d5 vide · Case noire e5 vide · Case blanche f5 vide · Case noire g5 vide · Case blanche h5 vide · Case noire i5 vide · Case blanche j5 vide · Case blanche a4 vide · Case noire b4 vide · Case blanche c4 vide · Case noire d4 vide · Case blanche e4 vide · Case noire f4 vide · Case blanche g4 vide · Case noire h4 vide · Case blanche i4 vide · Case noire j4 vide · Case noire a3 vide · Case blanche b3 vide · Case noire c3 vide · Case blanche d3 vide · Case noire e3 vide · Case blanche f3 vide · Case noire g3 vide · Case blanche h3 vide · Case noire i3 vide · Case blanche j3 vide · Pion blanc sur case blanche a2 · Pion blanc sur case noire b2 · Pion blanc sur case blanche c2 · Pion blanc sur case noire d2 · Pion blanc sur case blanche e2 · Pion blanc sur case noire f2 · Pion blanc sur case blanche g2 · Pion blanc sur case noire h2 · Pion blanc sur case blanche i2 · Pion blanc sur case noire j2 · Tour blanche sur case noire a1 · Princesse blanche sur case blanche b1 · Cavalier blanc sur case noire c1 · Fou blanc sur case blanche d1 · Dame blanche sur case noire e1 · Roi blanc sur case blanche f1 · Fou blanc sur case noire g1 · Cavalier blanc sur case blanche h1 · Impératrice blanche sur case noire i1 · Tour blanche sur case blanche j1 | Tour noire sur case blanche a8 · Princesse noire sur case noire b8 · Cavalier noir sur case blanche c8 · Fou noir sur case noire d8 · Dame noire sur case blanche e8 · Roi noir sur case noire f8 · Fou noir sur case blanche g8 · Cavalier noir sur case noire h8 · Impératrice noire sur case blanche i8 · Tour noire sur case noire j8 · Pion noir sur case noire a7 · Pion noir sur case blanche b7 · Pion noir sur case noire c7 · Pion noir sur case blanche d7 · Pion noir sur case noire e7 · Pion noir sur case blanche f7 · Pion noir sur case noire g7 · Pion noir sur case blanche h7 · Pion noir sur case noire i7 · Pion noir sur case blanche j7 · Case blanche a6 vide · Case noire b6 vide · Case blanche c6 vide · Case noire d6 vide · Case blanche e6 vide · Case noire f6 vide · Case blanche g6 vide · Case noire h6 vide · Case blanche i6 vide · Case noire j6 vide · Case noire a5 vide · Case blanche b5 vide · Case noire c5 vide · Case blanche d5 vide · Case noire e5 vide · Case blanche f5 vide · Case noire g5 vide · Case blanche h5 vide · Case noire i5 vide · Case blanche j5 vide · Case blanche a4 vide · Case noire b4 vide · Case blanche c4 vide · Case noire d4 vide · Case blanche e4 vide · Case noire f4 vide · Case blanche g4 vide · Case noire h4 vide · Case blanche i4 vide · Case noire j4 vide · Case noire a3 vide · Case blanche b3 vide · Case noire c3 vide · Case blanche d3 vide · Case noire e3 vide · Case blanche f3 vide · Case noire g3 vide · Case blanche h3 vide · Case noire i3 vide · Case blanche j3 vide · Pion blanc sur case blanche a2 · Pion blanc sur case noire b2 · Pion blanc sur case blanche c2 · Pion blanc sur case noire d2 · Pion blanc sur case blanche e2 · Pion blanc sur case noire f2 · Pion blanc sur case blanche g2 · Pion blanc sur case noire h2 · Pion blanc sur case blanche i2 · Pion blanc sur case noire j2 · Tour blanche sur case noire a1 · Princesse blanche sur case blanche b1 · Cavalier blanc sur case noire c1 · Fou blanc sur case blanche d1 · Dame blanche sur case noire e1 · Roi blanc sur case blanche f1 · Fou blanc sur case noire g1 · Cavalier blanc sur case blanche h1 · Impératrice blanche sur case noire i1 · Tour blanche sur case blanche j1 | Tour noire sur case blanche a8 · Princesse noire sur case noire b8 · Cavalier noir sur case blanche c8 · Fou noir sur case noire d8 · Dame noire sur case blanche e8 · Roi noir sur case noire f8 · Fou noir sur case blanche g8 · Cavalier noir sur case noire h8 · Impératrice noire sur case blanche i8 · Tour noire sur case noire j8 · Pion noir sur case noire a7 · Pion noir sur case blanche b7 · Pion noir sur case noire c7 · Pion noir sur case blanche d7 · Pion noir sur case noire e7 · Pion noir sur case blanche f7 · Pion noir sur case noire g7 · Pion noir sur case blanche h7 · Pion noir sur case noire i7 · Pion noir sur case blanche j7 · Case blanche a6 vide · Case noire b6 vide · Case blanche c6 vide · Case noire d6 vide · Case blanche e6 vide · Case noire f6 vide · Case blanche g6 vide · Case noire h6 vide · Case blanche i6 vide · Case noire j6 vide · Case noire a5 vide · Case blanche b5 vide · Case noire c5 vide · Case blanche d5 vide · Case noire e5 vide · Case blanche f5 vide · Case noire g5 vide · Case blanche h5 vide · Case noire i5 vide · Case blanche j5 vide · Case blanche a4 vide · Case noire b4 vide · Case blanche c4 vide · Case noire d4 vide · Case blanche e4 vide · Case noire f4 vide · Case blanche g4 vide · Case noire h4 vide · Case blanche i4 vide · Case noire j4 vide · Case noire a3 vide · Case blanche b3 vide · Case noire c3 vide · Case blanche d3 vide · Case noire e3 vide · Case blanche f3 vide · Case noire g3 vide · Case blanche h3 vide · Case noire i3 vide · Case blanche j3 vide · Pion blanc sur case blanche a2 · Pion blanc sur case noire b2 · Pion blanc sur case blanche c2 · Pion blanc sur case noire d2 · Pion blanc sur case blanche e2 · Pion blanc sur case noire f2 · Pion blanc sur case blanche g2 · Pion blanc sur case noire h2 · Pion blanc sur case blanche i2 · Pion blanc sur case noire j2 · Tour blanche sur case noire a1 · Princesse blanche sur case blanche b1 · Cavalier blanc sur case noire c1 · Fou blanc sur case blanche d1 · Dame blanche sur case noire e1 · Roi blanc sur case blanche f1 · Fou blanc sur case noire g1 · Cavalier blanc sur case blanche h1 · Impératrice blanche sur case noire i1 · Tour blanche sur case blanche j1 | Tour noire sur case blanche a8 · Princesse noire sur case noire b8 · Cavalier noir sur case blanche c8 · Fou noir sur case noire d8 · Dame noire sur case blanche e8 · Roi noir sur case noire f8 · Fou noir sur case blanche g8 · Cavalier noir sur case noire h8 · Impératrice noire sur case blanche i8 · Tour noire sur case noire j8 · Pion noir sur case noire a7 · Pion noir sur case blanche b7 · Pion noir sur case noire c7 · Pion noir sur case blanche d7 · Pion noir sur case noire e7 · Pion noir sur case blanche f7 · Pion noir sur case noire g7 · Pion noir sur case blanche h7 · Pion noir sur case noire i7 · Pion noir sur case blanche j7 · Case blanche a6 vide · Case noire b6 vide · Case blanche c6 vide · Case noire d6 vide · Case blanche e6 vide · Case noire f6 vide · Case blanche g6 vide · Case noire h6 vide · Case blanche i6 vide · Case noire j6 vide · Case noire a5 vide · Case blanche b5 vide · Case noire c5 vide · Case blanche d5 vide · Case noire e5 vide · Case blanche f5 vide · Case noire g5 vide · Case blanche h5 vide · Case noire i5 vide · Case blanche j5 vide · Case blanche a4 vide · Case noire b4 vide · Case blanche c4 vide · Case noire d4 vide · Case blanche e4 vide · Case noire f4 vide · Case blanche g4 vide · Case noire h4 vide · Case blanche i4 vide · Case noire j4 vide · Case noire a3 vide · Case blanche b3 vide · Case noire c3 vide · Case blanche d3 vide · Case noire e3 vide · Case blanche f3 vide · Case noire g3 vide · Case blanche h3 vide · Case noire i3 vide · Case blanche j3 vide · Pion blanc sur case blanche a2 · Pion blanc sur case noire b2 · Pion blanc sur case blanche c2 · Pion blanc sur case noire d2 · Pion blanc sur case blanche e2 · Pion blanc sur case noire f2 · Pion blanc sur case blanche g2 · Pion blanc sur case noire h2 · Pion blanc sur case blanche i2 · Pion blanc sur case noire j2 · Tour blanche sur case noire a1 · Princesse blanche sur case blanche b1 · Cavalier blanc sur case noire c1 · Fou blanc sur case blanche d1 · Dame blanche sur case noire e1 · Roi blanc sur case blanche f1 · Fou blanc sur case noire g1 · Cavalier blanc sur case blanche h1 · Impératrice blanche sur case noire i1 · Tour blanche sur case blanche j1 | Tour noire sur case blanche a8 · Princesse noire sur case noire b8 · Cavalier noir sur case blanche c8 · Fou noir sur case noire d8 · Dame noire sur case blanche e8 · Roi noir sur case noire f8 · Fou noir sur case blanche g8 · Cavalier noir sur case noire h8 · Impératrice noire sur case blanche i8 · Tour noire sur case noire j8 · Pion noir sur case noire a7 · Pion noir sur case blanche b7 · Pion noir sur case noire c7 · Pion noir sur case blanche d7 · Pion noir sur case noire e7 · Pion noir sur case blanche f7 · Pion noir sur case noire g7 · Pion noir sur case blanche h7 · Pion noir sur case noire i7 · Pion noir sur case blanche j7 · Case blanche a6 vide · Case noire b6 vide · Case blanche c6 vide · Case noire d6 vide · Case blanche e6 vide · Case noire f6 vide · Case blanche g6 vide · Case noire h6 vide · Case blanche i6 vide · Case noire j6 vide · Case noire a5 vide · Case blanche b5 vide · Case noire c5 vide · Case blanche d5 vide · Case noire e5 vide · Case blanche f5 vide · Case noire g5 vide · Case blanche h5 vide · Case noire i5 vide · Case blanche j5 vide · Case blanche a4 vide · Case noire b4 vide · Case blanche c4 vide · Case noire d4 vide · Case blanche e4 vide · Case noire f4 vide · Case blanche g4 vide · Case noire h4 vide · Case blanche i4 vide · Case noire j4 vide · Case noire a3 vide · Case blanche b3 vide · Case noire c3 vide · Case blanche d3 vide · Case noire e3 vide · Case blanche f3 vide · Case noire g3 vide · Case blanche h3 vide · Case noire i3 vide · Case blanche j3 vide · Pion blanc sur case blanche a2 · Pion blanc sur case noire b2 · Pion blanc sur case blanche c2 · Pion blanc sur case noire d2 · Pion blanc sur case blanche e2 · Pion blanc sur case noire f2 · Pion blanc sur case blanche g2 · Pion blanc sur case noire h2 · Pion blanc sur case blanche i2 · Pion blanc sur case noire j2 · Tour blanche sur case noire a1 · Princesse blanche sur case blanche b1 · Cavalier blanc sur case noire c1 · Fou blanc sur case blanche d1 · Dame blanche sur case noire e1 · Roi blanc sur case blanche f1 · Fou blanc sur case noire g1 · Cavalier blanc sur case blanche h1 · Impératrice blanche sur case noire i1 · Tour blanche sur case blanche j1 | Tour noire sur case blanche a8 · Princesse noire sur case noire b8 · Cavalier noir sur case blanche c8 · Fou noir sur case noire d8 · Dame noire sur case blanche e8 · Roi noir sur case noire f8 · Fou noir sur case blanche g8 · Cavalier noir sur case noire h8 · Impératrice noire sur case blanche i8 · Tour noire sur case noire j8 · Pion noir sur case noire a7 · Pion noir sur case blanche b7 · Pion noir sur case noire c7 · Pion noir sur case blanche d7 · Pion noir sur case noire e7 · Pion noir sur case blanche f7 · Pion noir sur case noire g7 · Pion noir sur case blanche h7 · Pion noir sur case noire i7 · Pion noir sur case blanche j7 · Case blanche a6 vide · Case noire b6 vide · Case blanche c6 vide · Case noire d6 vide · Case blanche e6 vide · Case noire f6 vide · Case blanche g6 vide · Case noire h6 vide · Case blanche i6 vide · Case noire j6 vide · Case noire a5 vide · Case blanche b5 vide · Case noire c5 vide · Case blanche d5 vide · Case noire e5 vide · Case blanche f5 vide · Case noire g5 vide · Case blanche h5 vide · Case noire i5 vide · Case blanche j5 vide · Case blanche a4 vide · Case noire b4 vide · Case blanche c4 vide · Case noire d4 vide · Case blanche e4 vide · Case noire f4 vide · Case blanche g4 vide · Case noire h4 vide · Case blanche i4 vide · Case noire j4 vide · Case noire a3 vide · Case blanche b3 vide · Case noire c3 vide · Case blanche d3 vide · Case noire e3 vide · Case blanche f3 vide · Case noire g3 vide · Case blanche h3 vide · Case noire i3 vide · Case blanche j3 vide · Pion blanc sur case blanche a2 · Pion blanc sur case noire b2 · Pion blanc sur case blanche c2 · Pion blanc sur case noire d2 · Pion blanc sur case blanche e2 · Pion blanc sur case noire f2 · Pion blanc sur case blanche g2 · Pion blanc sur case noire h2 · Pion blanc sur case blanche i2 · Pion blanc sur case noire j2 · Tour blanche sur case noire a1 · Princesse blanche sur case blanche b1 · Cavalier blanc sur case noire c1 · Fou blanc sur case blanche d1 · Dame blanche sur case noire e1 · Roi blanc sur case blanche f1 · Fou blanc sur case noire g1 · Cavalier blanc sur case blanche h1 · Impératrice blanche sur case noire i1 · Tour blanche sur case blanche j1 | Tour noire sur case blanche a8 · Princesse noire sur case noire b8 · Cavalier noir sur case blanche c8 · Fou noir sur case noire d8 · Dame noire sur case blanche e8 · Roi noir sur case noire f8 · Fou noir sur case blanche g8 · Cavalier noir sur case noire h8 · Impératrice noire sur case blanche i8 · Tour noire sur case noire j8 · Pion noir sur case noire a7 · Pion noir sur case blanche b7 · Pion noir sur case noire c7 · Pion noir sur case blanche d7 · Pion noir sur case noire e7 · Pion noir sur case blanche f7 · Pion noir sur case noire g7 · Pion noir sur case blanche h7 · Pion noir sur case noire i7 · Pion noir sur case blanche j7 · Case blanche a6 vide · Case noire b6 vide · Case blanche c6 vide · Case noire d6 vide · Case blanche e6 vide · Case noire f6 vide · Case blanche g6 vide · Case noire h6 vide · Case blanche i6 vide · Case noire j6 vide · Case noire a5 vide · Case blanche b5 vide · Case noire c5 vide · Case blanche d5 vide · Case noire e5 vide · Case blanche f5 vide · Case noire g5 vide · Case blanche h5 vide · Case noire i5 vide · Case blanche j5 vide · Case blanche a4 vide · Case noire b4 vide · Case blanche c4 vide · Case noire d4 vide · Case blanche e4 vide · Case noire f4 vide · Case blanche g4 vide · Case noire h4 vide · Case blanche i4 vide · Case noire j4 vide · Case noire a3 vide · Case blanche b3 vide · Case noire c3 vide · Case blanche d3 vide · Case noire e3 vide · Case blanche f3 vide · Case noire g3 vide · Case blanche h3 vide · Case noire i3 vide · Case blanche j3 vide · Pion blanc sur case blanche a2 · Pion blanc sur case noire b2 · Pion blanc sur case blanche c2 · Pion blanc sur case noire d2 · Pion blanc sur case blanche e2 · Pion blanc sur case noire f2 · Pion blanc sur case blanche g2 · Pion blanc sur case noire h2 · Pion blanc sur case blanche i2 · Pion blanc sur case noire j2 · Tour blanche sur case noire a1 · Princesse blanche sur case blanche b1 · Cavalier blanc sur case noire c1 · Fou blanc sur case blanche d1 · Dame blanche sur case noire e1 · Roi blanc sur case blanche f1 · Fou blanc sur case noire g1 · Cavalier blanc sur case blanche h1 · Impératrice blanche sur case noire i1 · Tour blanche sur case blanche j1 | 2 |
| 1 | Tour noire sur case blanche a8 · Princesse noire sur case noire b8 · Cavalier noir sur case blanche c8 · Fou noir sur case noire d8 · Dame noire sur case blanche e8 · Roi noir sur case noire f8 · Fou noir sur case blanche g8 · Cavalier noir sur case noire h8 · Impératrice noire sur case blanche i8 · Tour noire sur case noire j8 · Pion noir sur case noire a7 · Pion noir sur case blanche b7 · Pion noir sur case noire c7 · Pion noir sur case blanche d7 · Pion noir sur case noire e7 · Pion noir sur case blanche f7 · Pion noir sur case noire g7 · Pion noir sur case blanche h7 · Pion noir sur case noire i7 · Pion noir sur case blanche j7 · Case blanche a6 vide · Case noire b6 vide · Case blanche c6 vide · Case noire d6 vide · Case blanche e6 vide · Case noire f6 vide · Case blanche g6 vide · Case noire h6 vide · Case blanche i6 vide · Case noire j6 vide · Case noire a5 vide · Case blanche b5 vide · Case noire c5 vide · Case blanche d5 vide · Case noire e5 vide · Case blanche f5 vide · Case noire g5 vide · Case blanche h5 vide · Case noire i5 vide · Case blanche j5 vide · Case blanche a4 vide · Case noire b4 vide · Case blanche c4 vide · Case noire d4 vide · Case blanche e4 vide · Case noire f4 vide · Case blanche g4 vide · Case noire h4 vide · Case blanche i4 vide · Case noire j4 vide · Case noire a3 vide · Case blanche b3 vide · Case noire c3 vide · Case blanche d3 vide · Case noire e3 vide · Case blanche f3 vide · Case noire g3 vide · Case blanche h3 vide · Case noire i3 vide · Case blanche j3 vide · Pion blanc sur case blanche a2 · Pion blanc sur case noire b2 · Pion blanc sur case blanche c2 · Pion blanc sur case noire d2 · Pion blanc sur case blanche e2 · Pion blanc sur case noire f2 · Pion blanc sur case blanche g2 · Pion blanc sur case noire h2 · Pion blanc sur case blanche i2 · Pion blanc sur case noire j2 · Tour blanche sur case noire a1 · Princesse blanche sur case blanche b1 · Cavalier blanc sur case noire c1 · Fou blanc sur case blanche d1 · Dame blanche sur case noire e1 · Roi blanc sur case blanche f1 · Fou blanc sur case noire g1 · Cavalier blanc sur case blanche h1 · Impératrice blanche sur case noire i1 · Tour blanche sur case blanche j1 | Tour noire sur case blanche a8 · Princesse noire sur case noire b8 · Cavalier noir sur case blanche c8 · Fou noir sur case noire d8 · Dame noire sur case blanche e8 · Roi noir sur case noire f8 · Fou noir sur case blanche g8 · Cavalier noir sur case noire h8 · Impératrice noire sur case blanche i8 · Tour noire sur case noire j8 · Pion noir sur case noire a7 · Pion noir sur case blanche b7 · Pion noir sur case noire c7 · Pion noir sur case blanche d7 · Pion noir sur case noire e7 · Pion noir sur case blanche f7 · Pion noir sur case noire g7 · Pion noir sur case blanche h7 · Pion noir sur case noire i7 · Pion noir sur case blanche j7 · Case blanche a6 vide · Case noire b6 vide · Case blanche c6 vide · Case noire d6 vide · Case blanche e6 vide · Case noire f6 vide · Case blanche g6 vide · Case noire h6 vide · Case blanche i6 vide · Case noire j6 vide · Case noire a5 vide · Case blanche b5 vide · Case noire c5 vide · Case blanche d5 vide · Case noire e5 vide · Case blanche f5 vide · Case noire g5 vide · Case blanche h5 vide · Case noire i5 vide · Case blanche j5 vide · Case blanche a4 vide · Case noire b4 vide · Case blanche c4 vide · Case noire d4 vide · Case blanche e4 vide · Case noire f4 vide · Case blanche g4 vide · Case noire h4 vide · Case blanche i4 vide · Case noire j4 vide · Case noire a3 vide · Case blanche b3 vide · Case noire c3 vide · Case blanche d3 vide · Case noire e3 vide · Case blanche f3 vide · Case noire g3 vide · Case blanche h3 vide · Case noire i3 vide · Case blanche j3 vide · Pion blanc sur case blanche a2 · Pion blanc sur case noire b2 · Pion blanc sur case blanche c2 · Pion blanc sur case noire d2 · Pion blanc sur case blanche e2 · Pion blanc sur case noire f2 · Pion blanc sur case blanche g2 · Pion blanc sur case noire h2 · Pion blanc sur case blanche i2 · Pion blanc sur case noire j2 · Tour blanche sur case noire a1 · Princesse blanche sur case blanche b1 · Cavalier blanc sur case noire c1 · Fou blanc sur case blanche d1 · Dame blanche sur case noire e1 · Roi blanc sur case blanche f1 · Fou blanc sur case noire g1 · Cavalier blanc sur case blanche h1 · Impératrice blanche sur case noire i1 · Tour blanche sur case blanche j1 | Tour noire sur case blanche a8 · Princesse noire sur case noire b8 · Cavalier noir sur case blanche c8 · Fou noir sur case noire d8 · Dame noire sur case blanche e8 · Roi noir sur case noire f8 · Fou noir sur case blanche g8 · Cavalier noir sur case noire h8 · Impératrice noire sur case blanche i8 · Tour noire sur case noire j8 · Pion noir sur case noire a7 · Pion noir sur case blanche b7 · Pion noir sur case noire c7 · Pion noir sur case blanche d7 · Pion noir sur case noire e7 · Pion noir sur case blanche f7 · Pion noir sur case noire g7 · Pion noir sur case blanche h7 · Pion noir sur case noire i7 · Pion noir sur case blanche j7 · Case blanche a6 vide · Case noire b6 vide · Case blanche c6 vide · Case noire d6 vide · Case blanche e6 vide · Case noire f6 vide · Case blanche g6 vide · Case noire h6 vide · Case blanche i6 vide · Case noire j6 vide · Case noire a5 vide · Case blanche b5 vide · Case noire c5 vide · Case blanche d5 vide · Case noire e5 vide · Case blanche f5 vide · Case noire g5 vide · Case blanche h5 vide · Case noire i5 vide · Case blanche j5 vide · Case blanche a4 vide · Case noire b4 vide · Case blanche c4 vide · Case noire d4 vide · Case blanche e4 vide · Case noire f4 vide · Case blanche g4 vide · Case noire h4 vide · Case blanche i4 vide · Case noire j4 vide · Case noire a3 vide · Case blanche b3 vide · Case noire c3 vide · Case blanche d3 vide · Case noire e3 vide · Case blanche f3 vide · Case noire g3 vide · Case blanche h3 vide · Case noire i3 vide · Case blanche j3 vide · Pion blanc sur case blanche a2 · Pion blanc sur case noire b2 · Pion blanc sur case blanche c2 · Pion blanc sur case noire d2 · Pion blanc sur case blanche e2 · Pion blanc sur case noire f2 · Pion blanc sur case blanche g2 · Pion blanc sur case noire h2 · Pion blanc sur case blanche i2 · Pion blanc sur case noire j2 · Tour blanche sur case noire a1 · Princesse blanche sur case blanche b1 · Cavalier blanc sur case noire c1 · Fou blanc sur case blanche d1 · Dame blanche sur case noire e1 · Roi blanc sur case blanche f1 · Fou blanc sur case noire g1 · Cavalier blanc sur case blanche h1 · Impératrice blanche sur case noire i1 · Tour blanche sur case blanche j1 | Tour noire sur case blanche a8 · Princesse noire sur case noire b8 · Cavalier noir sur case blanche c8 · Fou noir sur case noire d8 · Dame noire sur case blanche e8 · Roi noir sur case noire f8 · Fou noir sur case blanche g8 · Cavalier noir sur case noire h8 · Impératrice noire sur case blanche i8 · Tour noire sur case noire j8 · Pion noir sur case noire a7 · Pion noir sur case blanche b7 · Pion noir sur case noire c7 · Pion noir sur case blanche d7 · Pion noir sur case noire e7 · Pion noir sur case blanche f7 · Pion noir sur case noire g7 · Pion noir sur case blanche h7 · Pion noir sur case noire i7 · Pion noir sur case blanche j7 · Case blanche a6 vide · Case noire b6 vide · Case blanche c6 vide · Case noire d6 vide · Case blanche e6 vide · Case noire f6 vide · Case blanche g6 vide · Case noire h6 vide · Case blanche i6 vide · Case noire j6 vide · Case noire a5 vide · Case blanche b5 vide · Case noire c5 vide · Case blanche d5 vide · Case noire e5 vide · Case blanche f5 vide · Case noire g5 vide · Case blanche h5 vide · Case noire i5 vide · Case blanche j5 vide · Case blanche a4 vide · Case noire b4 vide · Case blanche c4 vide · Case noire d4 vide · Case blanche e4 vide · Case noire f4 vide · Case blanche g4 vide · Case noire h4 vide · Case blanche i4 vide · Case noire j4 vide · Case noire a3 vide · Case blanche b3 vide · Case noire c3 vide · Case blanche d3 vide · Case noire e3 vide · Case blanche f3 vide · Case noire g3 vide · Case blanche h3 vide · Case noire i3 vide · Case blanche j3 vide · Pion blanc sur case blanche a2 · Pion blanc sur case noire b2 · Pion blanc sur case blanche c2 · Pion blanc sur case noire d2 · Pion blanc sur case blanche e2 · Pion blanc sur case noire f2 · Pion blanc sur case blanche g2 · Pion blanc sur case noire h2 · Pion blanc sur case blanche i2 · Pion blanc sur case noire j2 · Tour blanche sur case noire a1 · Princesse blanche sur case blanche b1 · Cavalier blanc sur case noire c1 · Fou blanc sur case blanche d1 · Dame blanche sur case noire e1 · Roi blanc sur case blanche f1 · Fou blanc sur case noire g1 · Cavalier blanc sur case blanche h1 · Impératrice blanche sur case noire i1 · Tour blanche sur case blanche j1 | Tour noire sur case blanche a8 · Princesse noire sur case noire b8 · Cavalier noir sur case blanche c8 · Fou noir sur case noire d8 · Dame noire sur case blanche e8 · Roi noir sur case noire f8 · Fou noir sur case blanche g8 · Cavalier noir sur case noire h8 · Impératrice noire sur case blanche i8 · Tour noire sur case noire j8 · Pion noir sur case noire a7 · Pion noir sur case blanche b7 · Pion noir sur case noire c7 · Pion noir sur case blanche d7 · Pion noir sur case noire e7 · Pion noir sur case blanche f7 · Pion noir sur case noire g7 · Pion noir sur case blanche h7 · Pion noir sur case noire i7 · Pion noir sur case blanche j7 · Case blanche a6 vide · Case noire b6 vide · Case blanche c6 vide · Case noire d6 vide · Case blanche e6 vide · Case noire f6 vide · Case blanche g6 vide · Case noire h6 vide · Case blanche i6 vide · Case noire j6 vide · Case noire a5 vide · Case blanche b5 vide · Case noire c5 vide · Case blanche d5 vide · Case noire e5 vide · Case blanche f5 vide · Case noire g5 vide · Case blanche h5 vide · Case noire i5 vide · Case blanche j5 vide · Case blanche a4 vide · Case noire b4 vide · Case blanche c4 vide · Case noire d4 vide · Case blanche e4 vide · Case noire f4 vide · Case blanche g4 vide · Case noire h4 vide · Case blanche i4 vide · Case noire j4 vide · Case noire a3 vide · Case blanche b3 vide · Case noire c3 vide · Case blanche d3 vide · Case noire e3 vide · Case blanche f3 vide · Case noire g3 vide · Case blanche h3 vide · Case noire i3 vide · Case blanche j3 vide · Pion blanc sur case blanche a2 · Pion blanc sur case noire b2 · Pion blanc sur case blanche c2 · Pion blanc sur case noire d2 · Pion blanc sur case blanche e2 · Pion blanc sur case noire f2 · Pion blanc sur case blanche g2 · Pion blanc sur case noire h2 · Pion blanc sur case blanche i2 · Pion blanc sur case noire j2 · Tour blanche sur case noire a1 · Princesse blanche sur case blanche b1 · Cavalier blanc sur case noire c1 · Fou blanc sur case blanche d1 · Dame blanche sur case noire e1 · Roi blanc sur case blanche f1 · Fou blanc sur case noire g1 · Cavalier blanc sur case blanche h1 · Impératrice blanche sur case noire i1 · Tour blanche sur case blanche j1 | Tour noire sur case blanche a8 · Princesse noire sur case noire b8 · Cavalier noir sur case blanche c8 · Fou noir sur case noire d8 · Dame noire sur case blanche e8 · Roi noir sur case noire f8 · Fou noir sur case blanche g8 · Cavalier noir sur case noire h8 · Impératrice noire sur case blanche i8 · Tour noire sur case noire j8 · Pion noir sur case noire a7 · Pion noir sur case blanche b7 · Pion noir sur case noire c7 · Pion noir sur case blanche d7 · Pion noir sur case noire e7 · Pion noir sur case blanche f7 · Pion noir sur case noire g7 · Pion noir sur case blanche h7 · Pion noir sur case noire i7 · Pion noir sur case blanche j7 · Case blanche a6 vide · Case noire b6 vide · Case blanche c6 vide · Case noire d6 vide · Case blanche e6 vide · Case noire f6 vide · Case blanche g6 vide · Case noire h6 vide · Case blanche i6 vide · Case noire j6 vide · Case noire a5 vide · Case blanche b5 vide · Case noire c5 vide · Case blanche d5 vide · Case noire e5 vide · Case blanche f5 vide · Case noire g5 vide · Case blanche h5 vide · Case noire i5 vide · Case blanche j5 vide · Case blanche a4 vide · Case noire b4 vide · Case blanche c4 vide · Case noire d4 vide · Case blanche e4 vide · Case noire f4 vide · Case blanche g4 vide · Case noire h4 vide · Case blanche i4 vide · Case noire j4 vide · Case noire a3 vide · Case blanche b3 vide · Case noire c3 vide · Case blanche d3 vide · Case noire e3 vide · Case blanche f3 vide · Case noire g3 vide · Case blanche h3 vide · Case noire i3 vide · Case blanche j3 vide · Pion blanc sur case blanche a2 · Pion blanc sur case noire b2 · Pion blanc sur case blanche c2 · Pion blanc sur case noire d2 · Pion blanc sur case blanche e2 · Pion blanc sur case noire f2 · Pion blanc sur case blanche g2 · Pion blanc sur case noire h2 · Pion blanc sur case blanche i2 · Pion blanc sur case noire j2 · Tour blanche sur case noire a1 · Princesse blanche sur case blanche b1 · Cavalier blanc sur case noire c1 · Fou blanc sur case blanche d1 · Dame blanche sur case noire e1 · Roi blanc sur case blanche f1 · Fou blanc sur case noire g1 · Cavalier blanc sur case blanche h1 · Impératrice blanche sur case noire i1 · Tour blanche sur case blanche j1 | Tour noire sur case blanche a8 · Princesse noire sur case noire b8 · Cavalier noir sur case blanche c8 · Fou noir sur case noire d8 · Dame noire sur case blanche e8 · Roi noir sur case noire f8 · Fou noir sur case blanche g8 · Cavalier noir sur case noire h8 · Impératrice noire sur case blanche i8 · Tour noire sur case noire j8 · Pion noir sur case noire a7 · Pion noir sur case blanche b7 · Pion noir sur case noire c7 · Pion noir sur case blanche d7 · Pion noir sur case noire e7 · Pion noir sur case blanche f7 · Pion noir sur case noire g7 · Pion noir sur case blanche h7 · Pion noir sur case noire i7 · Pion noir sur case blanche j7 · Case blanche a6 vide · Case noire b6 vide · Case blanche c6 vide · Case noire d6 vide · Case blanche e6 vide · Case noire f6 vide · Case blanche g6 vide · Case noire h6 vide · Case blanche i6 vide · Case noire j6 vide · Case noire a5 vide · Case blanche b5 vide · Case noire c5 vide · Case blanche d5 vide · Case noire e5 vide · Case blanche f5 vide · Case noire g5 vide · Case blanche h5 vide · Case noire i5 vide · Case blanche j5 vide · Case blanche a4 vide · Case noire b4 vide · Case blanche c4 vide · Case noire d4 vide · Case blanche e4 vide · Case noire f4 vide · Case blanche g4 vide · Case noire h4 vide · Case blanche i4 vide · Case noire j4 vide · Case noire a3 vide · Case blanche b3 vide · Case noire c3 vide · Case blanche d3 vide · Case noire e3 vide · Case blanche f3 vide · Case noire g3 vide · Case blanche h3 vide · Case noire i3 vide · Case blanche j3 vide · Pion blanc sur case blanche a2 · Pion blanc sur case noire b2 · Pion blanc sur case blanche c2 · Pion blanc sur case noire d2 · Pion blanc sur case blanche e2 · Pion blanc sur case noire f2 · Pion blanc sur case blanche g2 · Pion blanc sur case noire h2 · Pion blanc sur case blanche i2 · Pion blanc sur case noire j2 · Tour blanche sur case noire a1 · Princesse blanche sur case blanche b1 · Cavalier blanc sur case noire c1 · Fou blanc sur case blanche d1 · Dame blanche sur case noire e1 · Roi blanc sur case blanche f1 · Fou blanc sur case noire g1 · Cavalier blanc sur case blanche h1 · Impératrice blanche sur case noire i1 · Tour blanche sur case blanche j1 | Tour noire sur case blanche a8 · Princesse noire sur case noire b8 · Cavalier noir sur case blanche c8 · Fou noir sur case noire d8 · Dame noire sur case blanche e8 · Roi noir sur case noire f8 · Fou noir sur case blanche g8 · Cavalier noir sur case noire h8 · Impératrice noire sur case blanche i8 · Tour noire sur case noire j8 · Pion noir sur case noire a7 · Pion noir sur case blanche b7 · Pion noir sur case noire c7 · Pion noir sur case blanche d7 · Pion noir sur case noire e7 · Pion noir sur case blanche f7 · Pion noir sur case noire g7 · Pion noir sur case blanche h7 · Pion noir sur case noire i7 · Pion noir sur case blanche j7 · Case blanche a6 vide · Case noire b6 vide · Case blanche c6 vide · Case noire d6 vide · Case blanche e6 vide · Case noire f6 vide · Case blanche g6 vide · Case noire h6 vide · Case blanche i6 vide · Case noire j6 vide · Case noire a5 vide · Case blanche b5 vide · Case noire c5 vide · Case blanche d5 vide · Case noire e5 vide · Case blanche f5 vide · Case noire g5 vide · Case blanche h5 vide · Case noire i5 vide · Case blanche j5 vide · Case blanche a4 vide · Case noire b4 vide · Case blanche c4 vide · Case noire d4 vide · Case blanche e4 vide · Case noire f4 vide · Case blanche g4 vide · Case noire h4 vide · Case blanche i4 vide · Case noire j4 vide · Case noire a3 vide · Case blanche b3 vide · Case noire c3 vide · Case blanche d3 vide · Case noire e3 vide · Case blanche f3 vide · Case noire g3 vide · Case blanche h3 vide · Case noire i3 vide · Case blanche j3 vide · Pion blanc sur case blanche a2 · Pion blanc sur case noire b2 · Pion blanc sur case blanche c2 · Pion blanc sur case noire d2 · Pion blanc sur case blanche e2 · Pion blanc sur case noire f2 · Pion blanc sur case blanche g2 · Pion blanc sur case noire h2 · Pion blanc sur case blanche i2 · Pion blanc sur case noire j2 · Tour blanche sur case noire a1 · Princesse blanche sur case blanche b1 · Cavalier blanc sur case noire c1 · Fou blanc sur case blanche d1 · Dame blanche sur case noire e1 · Roi blanc sur case blanche f1 · Fou blanc sur case noire g1 · Cavalier blanc sur case blanche h1 · Impératrice blanche sur case noire i1 · Tour blanche sur case blanche j1 | Tour noire sur case blanche a8 · Princesse noire sur case noire b8 · Cavalier noir sur case blanche c8 · Fou noir sur case noire d8 · Dame noire sur case blanche e8 · Roi noir sur case noire f8 · Fou noir sur case blanche g8 · Cavalier noir sur case noire h8 · Impératrice noire sur case blanche i8 · Tour noire sur case noire j8 · Pion noir sur case noire a7 · Pion noir sur case blanche b7 · Pion noir sur case noire c7 · Pion noir sur case blanche d7 · Pion noir sur case noire e7 · Pion noir sur case blanche f7 · Pion noir sur case noire g7 · Pion noir sur case blanche h7 · Pion noir sur case noire i7 · Pion noir sur case blanche j7 · Case blanche a6 vide · Case noire b6 vide · Case blanche c6 vide · Case noire d6 vide · Case blanche e6 vide · Case noire f6 vide · Case blanche g6 vide · Case noire h6 vide · Case blanche i6 vide · Case noire j6 vide · Case noire a5 vide · Case blanche b5 vide · Case noire c5 vide · Case blanche d5 vide · Case noire e5 vide · Case blanche f5 vide · Case noire g5 vide · Case blanche h5 vide · Case noire i5 vide · Case blanche j5 vide · Case blanche a4 vide · Case noire b4 vide · Case blanche c4 vide · Case noire d4 vide · Case blanche e4 vide · Case noire f4 vide · Case blanche g4 vide · Case noire h4 vide · Case blanche i4 vide · Case noire j4 vide · Case noire a3 vide · Case blanche b3 vide · Case noire c3 vide · Case blanche d3 vide · Case noire e3 vide · Case blanche f3 vide · Case noire g3 vide · Case blanche h3 vide · Case noire i3 vide · Case blanche j3 vide · Pion blanc sur case blanche a2 · Pion blanc sur case noire b2 · Pion blanc sur case blanche c2 · Pion blanc sur case noire d2 · Pion blanc sur case blanche e2 · Pion blanc sur case noire f2 · Pion blanc sur case blanche g2 · Pion blanc sur case noire h2 · Pion blanc sur case blanche i2 · Pion blanc sur case noire j2 · Tour blanche sur case noire a1 · Princesse blanche sur case blanche b1 · Cavalier blanc sur case noire c1 · Fou blanc sur case blanche d1 · Dame blanche sur case noire e1 · Roi blanc sur case blanche f1 · Fou blanc sur case noire g1 · Cavalier blanc sur case blanche h1 · Impératrice blanche sur case noire i1 · Tour blanche sur case blanche j1 | Tour noire sur case blanche a8 · Princesse noire sur case noire b8 · Cavalier noir sur case blanche c8 · Fou noir sur case noire d8 · Dame noire sur case blanche e8 · Roi noir sur case noire f8 · Fou noir sur case blanche g8 · Cavalier noir sur case noire h8 · Impératrice noire sur case blanche i8 · Tour noire sur case noire j8 · Pion noir sur case noire a7 · Pion noir sur case blanche b7 · Pion noir sur case noire c7 · Pion noir sur case blanche d7 · Pion noir sur case noire e7 · Pion noir sur case blanche f7 · Pion noir sur case noire g7 · Pion noir sur case blanche h7 · Pion noir sur case noire i7 · Pion noir sur case blanche j7 · Case blanche a6 vide · Case noire b6 vide · Case blanche c6 vide · Case noire d6 vide · Case blanche e6 vide · Case noire f6 vide · Case blanche g6 vide · Case noire h6 vide · Case blanche i6 vide · Case noire j6 vide · Case noire a5 vide · Case blanche b5 vide · Case noire c5 vide · Case blanche d5 vide · Case noire e5 vide · Case blanche f5 vide · Case noire g5 vide · Case blanche h5 vide · Case noire i5 vide · Case blanche j5 vide · Case blanche a4 vide · Case noire b4 vide · Case blanche c4 vide · Case noire d4 vide · Case blanche e4 vide · Case noire f4 vide · Case blanche g4 vide · Case noire h4 vide · Case blanche i4 vide · Case noire j4 vide · Case noire a3 vide · Case blanche b3 vide · Case noire c3 vide · Case blanche d3 vide · Case noire e3 vide · Case blanche f3 vide · Case noire g3 vide · Case blanche h3 vide · Case noire i3 vide · Case blanche j3 vide · Pion blanc sur case blanche a2 · Pion blanc sur case noire b2 · Pion blanc sur case blanche c2 · Pion blanc sur case noire d2 · Pion blanc sur case blanche e2 · Pion blanc sur case noire f2 · Pion blanc sur case blanche g2 · Pion blanc sur case noire h2 · Pion blanc sur case blanche i2 · Pion blanc sur case noire j2 · Tour blanche sur case noire a1 · Princesse blanche sur case blanche b1 · Cavalier blanc sur case noire c1 · Fou blanc sur case blanche d1 · Dame blanche sur case noire e1 · Roi blanc sur case blanche f1 · Fou blanc sur case noire g1 · Cavalier blanc sur case blanche h1 · Impératrice blanche sur case noire i1 · Tour blanche sur case blanche j1 | 1 |
|   | a | b | c | d | e | f | g | h | i | j |   |

|   | a | b | c | d | e | f | g | h | i | j |   |
| 8 | Tour noire sur case blanche a8 · Cavalier noir sur case noire b8 · Fou noir sur case blanche c8 · Impératrice noire sur case noire d8 · Dame noire sur case blanche e8 · Roi noir sur case noire f8 · Princesse noire sur case blanche g8 · Fou noir sur case noire h8 · Cavalier noir sur case blanche i8 · Tour noire sur case noire j8 · Pion noir sur case noire a7 · Pion noir sur case blanche b7 · Pion noir sur case noire c7 · Pion noir sur case blanche d7 · Pion noir sur case noire e7 · Pion noir sur case blanche f7 · Pion noir sur case noire g7 · Pion noir sur case blanche h7 · Pion noir sur case noire i7 · Pion noir sur case blanche j7 · Case blanche a6 vide · Case noire b6 vide · Case blanche c6 vide · Case noire d6 vide · Case blanche e6 vide · Case noire f6 vide · Case blanche g6 vide · Case noire h6 vide · Case blanche i6 vide · Case noire j6 vide · Case noire a5 vide · Case blanche b5 vide · Case noire c5 vide · Case blanche d5 vide · Case noire e5 vide · Case blanche f5 vide · Case noire g5 vide · Case blanche h5 vide · Case noire i5 vide · Case blanche j5 vide · Case blanche a4 vide · Case noire b4 vide · Case blanche c4 vide · Case noire d4 vide · Case blanche e4 vide · Case noire f4 vide · Case blanche g4 vide · Case noire h4 vide · Case blanche i4 vide · Case noire j4 vide · Case noire a3 vide · Case blanche b3 vide · Case noire c3 vide · Case blanche d3 vide · Case noire e3 vide · Case blanche f3 vide · Case noire g3 vide · Case blanche h3 vide · Case noire i3 vide · Case blanche j3 vide · Pion blanc sur case blanche a2 · Pion blanc sur case noire b2 · Pion blanc sur case blanche c2 · Pion blanc sur case noire d2 · Pion blanc sur case blanche e2 · Pion blanc sur case noire f2 · Pion blanc sur case blanche g2 · Pion blanc sur case noire h2 · Pion blanc sur case blanche i2 · Pion blanc sur case noire j2 · Tour blanche sur case noire a1 · Cavalier blanc sur case blanche b1 · Fou blanc sur case noire c1 · Impératrice blanche sur case blanche d1 · Dame blanche sur case noire e1 · Roi blanc sur case blanche f1 · Princesse blanche sur case noire g1 · Fou blanc sur case blanche h1 · Cavalier blanc sur case noire i1 · Tour blanche sur case blanche j1 | Tour noire sur case blanche a8 · Cavalier noir sur case noire b8 · Fou noir sur case blanche c8 · Impératrice noire sur case noire d8 · Dame noire sur case blanche e8 · Roi noir sur case noire f8 · Princesse noire sur case blanche g8 · Fou noir sur case noire h8 · Cavalier noir sur case blanche i8 · Tour noire sur case noire j8 · Pion noir sur case noire a7 · Pion noir sur case blanche b7 · Pion noir sur case noire c7 · Pion noir sur case blanche d7 · Pion noir sur case noire e7 · Pion noir sur case blanche f7 · Pion noir sur case noire g7 · Pion noir sur case blanche h7 · Pion noir sur case noire i7 · Pion noir sur case blanche j7 · Case blanche a6 vide · Case noire b6 vide · Case blanche c6 vide · Case noire d6 vide · Case blanche e6 vide · Case noire f6 vide · Case blanche g6 vide · Case noire h6 vide · Case blanche i6 vide · Case noire j6 vide · Case noire a5 vide · Case blanche b5 vide · Case noire c5 vide · Case blanche d5 vide · Case noire e5 vide · Case blanche f5 vide · Case noire g5 vide · Case blanche h5 vide · Case noire i5 vide · Case blanche j5 vide · Case blanche a4 vide · Case noire b4 vide · Case blanche c4 vide · Case noire d4 vide · Case blanche e4 vide · Case noire f4 vide · Case blanche g4 vide · Case noire h4 vide · Case blanche i4 vide · Case noire j4 vide · Case noire a3 vide · Case blanche b3 vide · Case noire c3 vide · Case blanche d3 vide · Case noire e3 vide · Case blanche f3 vide · Case noire g3 vide · Case blanche h3 vide · Case noire i3 vide · Case blanche j3 vide · Pion blanc sur case blanche a2 · Pion blanc sur case noire b2 · Pion blanc sur case blanche c2 · Pion blanc sur case noire d2 · Pion blanc sur case blanche e2 · Pion blanc sur case noire f2 · Pion blanc sur case blanche g2 · Pion blanc sur case noire h2 · Pion blanc sur case blanche i2 · Pion blanc sur case noire j2 · Tour blanche sur case noire a1 · Cavalier blanc sur case blanche b1 · Fou blanc sur case noire c1 · Impératrice blanche sur case blanche d1 · Dame blanche sur case noire e1 · Roi blanc sur case blanche f1 · Princesse blanche sur case noire g1 · Fou blanc sur case blanche h1 · Cavalier blanc sur case noire i1 · Tour blanche sur case blanche j1 | Tour noire sur case blanche a8 · Cavalier noir sur case noire b8 · Fou noir sur case blanche c8 · Impératrice noire sur case noire d8 · Dame noire sur case blanche e8 · Roi noir sur case noire f8 · Princesse noire sur case blanche g8 · Fou noir sur case noire h8 · Cavalier noir sur case blanche i8 · Tour noire sur case noire j8 · Pion noir sur case noire a7 · Pion noir sur case blanche b7 · Pion noir sur case noire c7 · Pion noir sur case blanche d7 · Pion noir sur case noire e7 · Pion noir sur case blanche f7 · Pion noir sur case noire g7 · Pion noir sur case blanche h7 · Pion noir sur case noire i7 · Pion noir sur case blanche j7 · Case blanche a6 vide · Case noire b6 vide · Case blanche c6 vide · Case noire d6 vide · Case blanche e6 vide · Case noire f6 vide · Case blanche g6 vide · Case noire h6 vide · Case blanche i6 vide · Case noire j6 vide · Case noire a5 vide · Case blanche b5 vide · Case noire c5 vide · Case blanche d5 vide · Case noire e5 vide · Case blanche f5 vide · Case noire g5 vide · Case blanche h5 vide · Case noire i5 vide · Case blanche j5 vide · Case blanche a4 vide · Case noire b4 vide · Case blanche c4 vide · Case noire d4 vide · Case blanche e4 vide · Case noire f4 vide · Case blanche g4 vide · Case noire h4 vide · Case blanche i4 vide · Case noire j4 vide · Case noire a3 vide · Case blanche b3 vide · Case noire c3 vide · Case blanche d3 vide · Case noire e3 vide · Case blanche f3 vide · Case noire g3 vide · Case blanche h3 vide · Case noire i3 vide · Case blanche j3 vide · Pion blanc sur case blanche a2 · Pion blanc sur case noire b2 · Pion blanc sur case blanche c2 · Pion blanc sur case noire d2 · Pion blanc sur case blanche e2 · Pion blanc sur case noire f2 · Pion blanc sur case blanche g2 · Pion blanc sur case noire h2 · Pion blanc sur case blanche i2 · Pion blanc sur case noire j2 · Tour blanche sur case noire a1 · Cavalier blanc sur case blanche b1 · Fou blanc sur case noire c1 · Impératrice blanche sur case blanche d1 · Dame blanche sur case noire e1 · Roi blanc sur case blanche f1 · Princesse blanche sur case noire g1 · Fou blanc sur case blanche h1 · Cavalier blanc sur case noire i1 · Tour blanche sur case blanche j1 | Tour noire sur case blanche a8 · Cavalier noir sur case noire b8 · Fou noir sur case blanche c8 · Impératrice noire sur case noire d8 · Dame noire sur case blanche e8 · Roi noir sur case noire f8 · Princesse noire sur case blanche g8 · Fou noir sur case noire h8 · Cavalier noir sur case blanche i8 · Tour noire sur case noire j8 · Pion noir sur case noire a7 · Pion noir sur case blanche b7 · Pion noir sur case noire c7 · Pion noir sur case blanche d7 · Pion noir sur case noire e7 · Pion noir sur case blanche f7 · Pion noir sur case noire g7 · Pion noir sur case blanche h7 · Pion noir sur case noire i7 · Pion noir sur case blanche j7 · Case blanche a6 vide · Case noire b6 vide · Case blanche c6 vide · Case noire d6 vide · Case blanche e6 vide · Case noire f6 vide · Case blanche g6 vide · Case noire h6 vide · Case blanche i6 vide · Case noire j6 vide · Case noire a5 vide · Case blanche b5 vide · Case noire c5 vide · Case blanche d5 vide · Case noire e5 vide · Case blanche f5 vide · Case noire g5 vide · Case blanche h5 vide · Case noire i5 vide · Case blanche j5 vide · Case blanche a4 vide · Case noire b4 vide · Case blanche c4 vide · Case noire d4 vide · Case blanche e4 vide · Case noire f4 vide · Case blanche g4 vide · Case noire h4 vide · Case blanche i4 vide · Case noire j4 vide · Case noire a3 vide · Case blanche b3 vide · Case noire c3 vide · Case blanche d3 vide · Case noire e3 vide · Case blanche f3 vide · Case noire g3 vide · Case blanche h3 vide · Case noire i3 vide · Case blanche j3 vide · Pion blanc sur case blanche a2 · Pion blanc sur case noire b2 · Pion blanc sur case blanche c2 · Pion blanc sur case noire d2 · Pion blanc sur case blanche e2 · Pion blanc sur case noire f2 · Pion blanc sur case blanche g2 · Pion blanc sur case noire h2 · Pion blanc sur case blanche i2 · Pion blanc sur case noire j2 · Tour blanche sur case noire a1 · Cavalier blanc sur case blanche b1 · Fou blanc sur case noire c1 · Impératrice blanche sur case blanche d1 · Dame blanche sur case noire e1 · Roi blanc sur case blanche f1 · Princesse blanche sur case noire g1 · Fou blanc sur case blanche h1 · Cavalier blanc sur case noire i1 · Tour blanche sur case blanche j1 | Tour noire sur case blanche a8 · Cavalier noir sur case noire b8 · Fou noir sur case blanche c8 · Impératrice noire sur case noire d8 · Dame noire sur case blanche e8 · Roi noir sur case noire f8 · Princesse noire sur case blanche g8 · Fou noir sur case noire h8 · Cavalier noir sur case blanche i8 · Tour noire sur case noire j8 · Pion noir sur case noire a7 · Pion noir sur case blanche b7 · Pion noir sur case noire c7 · Pion noir sur case blanche d7 · Pion noir sur case noire e7 · Pion noir sur case blanche f7 · Pion noir sur case noire g7 · Pion noir sur case blanche h7 · Pion noir sur case noire i7 · Pion noir sur case blanche j7 · Case blanche a6 vide · Case noire b6 vide · Case blanche c6 vide · Case noire d6 vide · Case blanche e6 vide · Case noire f6 vide · Case blanche g6 vide · Case noire h6 vide · Case blanche i6 vide · Case noire j6 vide · Case noire a5 vide · Case blanche b5 vide · Case noire c5 vide · Case blanche d5 vide · Case noire e5 vide · Case blanche f5 vide · Case noire g5 vide · Case blanche h5 vide · Case noire i5 vide · Case blanche j5 vide · Case blanche a4 vide · Case noire b4 vide · Case blanche c4 vide · Case noire d4 vide · Case blanche e4 vide · Case noire f4 vide · Case blanche g4 vide · Case noire h4 vide · Case blanche i4 vide · Case noire j4 vide · Case noire a3 vide · Case blanche b3 vide · Case noire c3 vide · Case blanche d3 vide · Case noire e3 vide · Case blanche f3 vide · Case noire g3 vide · Case blanche h3 vide · Case noire i3 vide · Case blanche j3 vide · Pion blanc sur case blanche a2 · Pion blanc sur case noire b2 · Pion blanc sur case blanche c2 · Pion blanc sur case noire d2 · Pion blanc sur case blanche e2 · Pion blanc sur case noire f2 · Pion blanc sur case blanche g2 · Pion blanc sur case noire h2 · Pion blanc sur case blanche i2 · Pion blanc sur case noire j2 · Tour blanche sur case noire a1 · Cavalier blanc sur case blanche b1 · Fou blanc sur case noire c1 · Impératrice blanche sur case blanche d1 · Dame blanche sur case noire e1 · Roi blanc sur case blanche f1 · Princesse blanche sur case noire g1 · Fou blanc sur case blanche h1 · Cavalier blanc sur case noire i1 · Tour blanche sur case blanche j1 | Tour noire sur case blanche a8 · Cavalier noir sur case noire b8 · Fou noir sur case blanche c8 · Impératrice noire sur case noire d8 · Dame noire sur case blanche e8 · Roi noir sur case noire f8 · Princesse noire sur case blanche g8 · Fou noir sur case noire h8 · Cavalier noir sur case blanche i8 · Tour noire sur case noire j8 · Pion noir sur case noire a7 · Pion noir sur case blanche b7 · Pion noir sur case noire c7 · Pion noir sur case blanche d7 · Pion noir sur case noire e7 · Pion noir sur case blanche f7 · Pion noir sur case noire g7 · Pion noir sur case blanche h7 · Pion noir sur case noire i7 · Pion noir sur case blanche j7 · Case blanche a6 vide · Case noire b6 vide · Case blanche c6 vide · Case noire d6 vide · Case blanche e6 vide · Case noire f6 vide · Case blanche g6 vide · Case noire h6 vide · Case blanche i6 vide · Case noire j6 vide · Case noire a5 vide · Case blanche b5 vide · Case noire c5 vide · Case blanche d5 vide · Case noire e5 vide · Case blanche f5 vide · Case noire g5 vide · Case blanche h5 vide · Case noire i5 vide · Case blanche j5 vide · Case blanche a4 vide · Case noire b4 vide · Case blanche c4 vide · Case noire d4 vide · Case blanche e4 vide · Case noire f4 vide · Case blanche g4 vide · Case noire h4 vide · Case blanche i4 vide · Case noire j4 vide · Case noire a3 vide · Case blanche b3 vide · Case noire c3 vide · Case blanche d3 vide · Case noire e3 vide · Case blanche f3 vide · Case noire g3 vide · Case blanche h3 vide · Case noire i3 vide · Case blanche j3 vide · Pion blanc sur case blanche a2 · Pion blanc sur case noire b2 · Pion blanc sur case blanche c2 · Pion blanc sur case noire d2 · Pion blanc sur case blanche e2 · Pion blanc sur case noire f2 · Pion blanc sur case blanche g2 · Pion blanc sur case noire h2 · Pion blanc sur case blanche i2 · Pion blanc sur case noire j2 · Tour blanche sur case noire a1 · Cavalier blanc sur case blanche b1 · Fou blanc sur case noire c1 · Impératrice blanche sur case blanche d1 · Dame blanche sur case noire e1 · Roi blanc sur case blanche f1 · Princesse blanche sur case noire g1 · Fou blanc sur case blanche h1 · Cavalier blanc sur case noire i1 · Tour blanche sur case blanche j1 | Tour noire sur case blanche a8 · Cavalier noir sur case noire b8 · Fou noir sur case blanche c8 · Impératrice noire sur case noire d8 · Dame noire sur case blanche e8 · Roi noir sur case noire f8 · Princesse noire sur case blanche g8 · Fou noir sur case noire h8 · Cavalier noir sur case blanche i8 · Tour noire sur case noire j8 · Pion noir sur case noire a7 · Pion noir sur case blanche b7 · Pion noir sur case noire c7 · Pion noir sur case blanche d7 · Pion noir sur case noire e7 · Pion noir sur case blanche f7 · Pion noir sur case noire g7 · Pion noir sur case blanche h7 · Pion noir sur case noire i7 · Pion noir sur case blanche j7 · Case blanche a6 vide · Case noire b6 vide · Case blanche c6 vide · Case noire d6 vide · Case blanche e6 vide · Case noire f6 vide · Case blanche g6 vide · Case noire h6 vide · Case blanche i6 vide · Case noire j6 vide · Case noire a5 vide · Case blanche b5 vide · Case noire c5 vide · Case blanche d5 vide · Case noire e5 vide · Case blanche f5 vide · Case noire g5 vide · Case blanche h5 vide · Case noire i5 vide · Case blanche j5 vide · Case blanche a4 vide · Case noire b4 vide · Case blanche c4 vide · Case noire d4 vide · Case blanche e4 vide · Case noire f4 vide · Case blanche g4 vide · Case noire h4 vide · Case blanche i4 vide · Case noire j4 vide · Case noire a3 vide · Case blanche b3 vide · Case noire c3 vide · Case blanche d3 vide · Case noire e3 vide · Case blanche f3 vide · Case noire g3 vide · Case blanche h3 vide · Case noire i3 vide · Case blanche j3 vide · Pion blanc sur case blanche a2 · Pion blanc sur case noire b2 · Pion blanc sur case blanche c2 · Pion blanc sur case noire d2 · Pion blanc sur case blanche e2 · Pion blanc sur case noire f2 · Pion blanc sur case blanche g2 · Pion blanc sur case noire h2 · Pion blanc sur case blanche i2 · Pion blanc sur case noire j2 · Tour blanche sur case noire a1 · Cavalier blanc sur case blanche b1 · Fou blanc sur case noire c1 · Impératrice blanche sur case blanche d1 · Dame blanche sur case noire e1 · Roi blanc sur case blanche f1 · Princesse blanche sur case noire g1 · Fou blanc sur case blanche h1 · Cavalier blanc sur case noire i1 · Tour blanche sur case blanche j1 | Tour noire sur case blanche a8 · Cavalier noir sur case noire b8 · Fou noir sur case blanche c8 · Impératrice noire sur case noire d8 · Dame noire sur case blanche e8 · Roi noir sur case noire f8 · Princesse noire sur case blanche g8 · Fou noir sur case noire h8 · Cavalier noir sur case blanche i8 · Tour noire sur case noire j8 · Pion noir sur case noire a7 · Pion noir sur case blanche b7 · Pion noir sur case noire c7 · Pion noir sur case blanche d7 · Pion noir sur case noire e7 · Pion noir sur case blanche f7 · Pion noir sur case noire g7 · Pion noir sur case blanche h7 · Pion noir sur case noire i7 · Pion noir sur case blanche j7 · Case blanche a6 vide · Case noire b6 vide · Case blanche c6 vide · Case noire d6 vide · Case blanche e6 vide · Case noire f6 vide · Case blanche g6 vide · Case noire h6 vide · Case blanche i6 vide · Case noire j6 vide · Case noire a5 vide · Case blanche b5 vide · Case noire c5 vide · Case blanche d5 vide · Case noire e5 vide · Case blanche f5 vide · Case noire g5 vide · Case blanche h5 vide · Case noire i5 vide · Case blanche j5 vide · Case blanche a4 vide · Case noire b4 vide · Case blanche c4 vide · Case noire d4 vide · Case blanche e4 vide · Case noire f4 vide · Case blanche g4 vide · Case noire h4 vide · Case blanche i4 vide · Case noire j4 vide · Case noire a3 vide · Case blanche b3 vide · Case noire c3 vide · Case blanche d3 vide · Case noire e3 vide · Case blanche f3 vide · Case noire g3 vide · Case blanche h3 vide · Case noire i3 vide · Case blanche j3 vide · Pion blanc sur case blanche a2 · Pion blanc sur case noire b2 · Pion blanc sur case blanche c2 · Pion blanc sur case noire d2 · Pion blanc sur case blanche e2 · Pion blanc sur case noire f2 · Pion blanc sur case blanche g2 · Pion blanc sur case noire h2 · Pion blanc sur case blanche i2 · Pion blanc sur case noire j2 · Tour blanche sur case noire a1 · Cavalier blanc sur case blanche b1 · Fou blanc sur case noire c1 · Impératrice blanche sur case blanche d1 · Dame blanche sur case noire e1 · Roi blanc sur case blanche f1 · Princesse blanche sur case noire g1 · Fou blanc sur case blanche h1 · Cavalier blanc sur case noire i1 · Tour blanche sur case blanche j1 | Tour noire sur case blanche a8 · Cavalier noir sur case noire b8 · Fou noir sur case blanche c8 · Impératrice noire sur case noire d8 · Dame noire sur case blanche e8 · Roi noir sur case noire f8 · Princesse noire sur case blanche g8 · Fou noir sur case noire h8 · Cavalier noir sur case blanche i8 · Tour noire sur case noire j8 · Pion noir sur case noire a7 · Pion noir sur case blanche b7 · Pion noir sur case noire c7 · Pion noir sur case blanche d7 · Pion noir sur case noire e7 · Pion noir sur case blanche f7 · Pion noir sur case noire g7 · Pion noir sur case blanche h7 · Pion noir sur case noire i7 · Pion noir sur case blanche j7 · Case blanche a6 vide · Case noire b6 vide · Case blanche c6 vide · Case noire d6 vide · Case blanche e6 vide · Case noire f6 vide · Case blanche g6 vide · Case noire h6 vide · Case blanche i6 vide · Case noire j6 vide · Case noire a5 vide · Case blanche b5 vide · Case noire c5 vide · Case blanche d5 vide · Case noire e5 vide · Case blanche f5 vide · Case noire g5 vide · Case blanche h5 vide · Case noire i5 vide · Case blanche j5 vide · Case blanche a4 vide · Case noire b4 vide · Case blanche c4 vide · Case noire d4 vide · Case blanche e4 vide · Case noire f4 vide · Case blanche g4 vide · Case noire h4 vide · Case blanche i4 vide · Case noire j4 vide · Case noire a3 vide · Case blanche b3 vide · Case noire c3 vide · Case blanche d3 vide · Case noire e3 vide · Case blanche f3 vide · Case noire g3 vide · Case blanche h3 vide · Case noire i3 vide · Case blanche j3 vide · Pion blanc sur case blanche a2 · Pion blanc sur case noire b2 · Pion blanc sur case blanche c2 · Pion blanc sur case noire d2 · Pion blanc sur case blanche e2 · Pion blanc sur case noire f2 · Pion blanc sur case blanche g2 · Pion blanc sur case noire h2 · Pion blanc sur case blanche i2 · Pion blanc sur case noire j2 · Tour blanche sur case noire a1 · Cavalier blanc sur case blanche b1 · Fou blanc sur case noire c1 · Impératrice blanche sur case blanche d1 · Dame blanche sur case noire e1 · Roi blanc sur case blanche f1 · Princesse blanche sur case noire g1 · Fou blanc sur case blanche h1 · Cavalier blanc sur case noire i1 · Tour blanche sur case blanche j1 | Tour noire sur case blanche a8 · Cavalier noir sur case noire b8 · Fou noir sur case blanche c8 · Impératrice noire sur case noire d8 · Dame noire sur case blanche e8 · Roi noir sur case noire f8 · Princesse noire sur case blanche g8 · Fou noir sur case noire h8 · Cavalier noir sur case blanche i8 · Tour noire sur case noire j8 · Pion noir sur case noire a7 · Pion noir sur case blanche b7 · Pion noir sur case noire c7 · Pion noir sur case blanche d7 · Pion noir sur case noire e7 · Pion noir sur case blanche f7 · Pion noir sur case noire g7 · Pion noir sur case blanche h7 · Pion noir sur case noire i7 · Pion noir sur case blanche j7 · Case blanche a6 vide · Case noire b6 vide · Case blanche c6 vide · Case noire d6 vide · Case blanche e6 vide · Case noire f6 vide · Case blanche g6 vide · Case noire h6 vide · Case blanche i6 vide · Case noire j6 vide · Case noire a5 vide · Case blanche b5 vide · Case noire c5 vide · Case blanche d5 vide · Case noire e5 vide · Case blanche f5 vide · Case noire g5 vide · Case blanche h5 vide · Case noire i5 vide · Case blanche j5 vide · Case blanche a4 vide · Case noire b4 vide · Case blanche c4 vide · Case noire d4 vide · Case blanche e4 vide · Case noire f4 vide · Case blanche g4 vide · Case noire h4 vide · Case blanche i4 vide · Case noire j4 vide · Case noire a3 vide · Case blanche b3 vide · Case noire c3 vide · Case blanche d3 vide · Case noire e3 vide · Case blanche f3 vide · Case noire g3 vide · Case blanche h3 vide · Case noire i3 vide · Case blanche j3 vide · Pion blanc sur case blanche a2 · Pion blanc sur case noire b2 · Pion blanc sur case blanche c2 · Pion blanc sur case noire d2 · Pion blanc sur case blanche e2 · Pion blanc sur case noire f2 · Pion blanc sur case blanche g2 · Pion blanc sur case noire h2 · Pion blanc sur case blanche i2 · Pion blanc sur case noire j2 · Tour blanche sur case noire a1 · Cavalier blanc sur case blanche b1 · Fou blanc sur case noire c1 · Impératrice blanche sur case blanche d1 · Dame blanche sur case noire e1 · Roi blanc sur case blanche f1 · Princesse blanche sur case noire g1 · Fou blanc sur case blanche h1 · Cavalier blanc sur case noire i1 · Tour blanche sur case blanche j1 | 8 |
| 7 | Tour noire sur case blanche a8 · Cavalier noir sur case noire b8 · Fou noir sur case blanche c8 · Impératrice noire sur case noire d8 · Dame noire sur case blanche e8 · Roi noir sur case noire f8 · Princesse noire sur case blanche g8 · Fou noir sur case noire h8 · Cavalier noir sur case blanche i8 · Tour noire sur case noire j8 · Pion noir sur case noire a7 · Pion noir sur case blanche b7 · Pion noir sur case noire c7 · Pion noir sur case blanche d7 · Pion noir sur case noire e7 · Pion noir sur case blanche f7 · Pion noir sur case noire g7 · Pion noir sur case blanche h7 · Pion noir sur case noire i7 · Pion noir sur case blanche j7 · Case blanche a6 vide · Case noire b6 vide · Case blanche c6 vide · Case noire d6 vide · Case blanche e6 vide · Case noire f6 vide · Case blanche g6 vide · Case noire h6 vide · Case blanche i6 vide · Case noire j6 vide · Case noire a5 vide · Case blanche b5 vide · Case noire c5 vide · Case blanche d5 vide · Case noire e5 vide · Case blanche f5 vide · Case noire g5 vide · Case blanche h5 vide · Case noire i5 vide · Case blanche j5 vide · Case blanche a4 vide · Case noire b4 vide · Case blanche c4 vide · Case noire d4 vide · Case blanche e4 vide · Case noire f4 vide · Case blanche g4 vide · Case noire h4 vide · Case blanche i4 vide · Case noire j4 vide · Case noire a3 vide · Case blanche b3 vide · Case noire c3 vide · Case blanche d3 vide · Case noire e3 vide · Case blanche f3 vide · Case noire g3 vide · Case blanche h3 vide · Case noire i3 vide · Case blanche j3 vide · Pion blanc sur case blanche a2 · Pion blanc sur case noire b2 · Pion blanc sur case blanche c2 · Pion blanc sur case noire d2 · Pion blanc sur case blanche e2 · Pion blanc sur case noire f2 · Pion blanc sur case blanche g2 · Pion blanc sur case noire h2 · Pion blanc sur case blanche i2 · Pion blanc sur case noire j2 · Tour blanche sur case noire a1 · Cavalier blanc sur case blanche b1 · Fou blanc sur case noire c1 · Impératrice blanche sur case blanche d1 · Dame blanche sur case noire e1 · Roi blanc sur case blanche f1 · Princesse blanche sur case noire g1 · Fou blanc sur case blanche h1 · Cavalier blanc sur case noire i1 · Tour blanche sur case blanche j1 | Tour noire sur case blanche a8 · Cavalier noir sur case noire b8 · Fou noir sur case blanche c8 · Impératrice noire sur case noire d8 · Dame noire sur case blanche e8 · Roi noir sur case noire f8 · Princesse noire sur case blanche g8 · Fou noir sur case noire h8 · Cavalier noir sur case blanche i8 · Tour noire sur case noire j8 · Pion noir sur case noire a7 · Pion noir sur case blanche b7 · Pion noir sur case noire c7 · Pion noir sur case blanche d7 · Pion noir sur case noire e7 · Pion noir sur case blanche f7 · Pion noir sur case noire g7 · Pion noir sur case blanche h7 · Pion noir sur case noire i7 · Pion noir sur case blanche j7 · Case blanche a6 vide · Case noire b6 vide · Case blanche c6 vide · Case noire d6 vide · Case blanche e6 vide · Case noire f6 vide · Case blanche g6 vide · Case noire h6 vide · Case blanche i6 vide · Case noire j6 vide · Case noire a5 vide · Case blanche b5 vide · Case noire c5 vide · Case blanche d5 vide · Case noire e5 vide · Case blanche f5 vide · Case noire g5 vide · Case blanche h5 vide · Case noire i5 vide · Case blanche j5 vide · Case blanche a4 vide · Case noire b4 vide · Case blanche c4 vide · Case noire d4 vide · Case blanche e4 vide · Case noire f4 vide · Case blanche g4 vide · Case noire h4 vide · Case blanche i4 vide · Case noire j4 vide · Case noire a3 vide · Case blanche b3 vide · Case noire c3 vide · Case blanche d3 vide · Case noire e3 vide · Case blanche f3 vide · Case noire g3 vide · Case blanche h3 vide · Case noire i3 vide · Case blanche j3 vide · Pion blanc sur case blanche a2 · Pion blanc sur case noire b2 · Pion blanc sur case blanche c2 · Pion blanc sur case noire d2 · Pion blanc sur case blanche e2 · Pion blanc sur case noire f2 · Pion blanc sur case blanche g2 · Pion blanc sur case noire h2 · Pion blanc sur case blanche i2 · Pion blanc sur case noire j2 · Tour blanche sur case noire a1 · Cavalier blanc sur case blanche b1 · Fou blanc sur case noire c1 · Impératrice blanche sur case blanche d1 · Dame blanche sur case noire e1 · Roi blanc sur case blanche f1 · Princesse blanche sur case noire g1 · Fou blanc sur case blanche h1 · Cavalier blanc sur case noire i1 · Tour blanche sur case blanche j1 | Tour noire sur case blanche a8 · Cavalier noir sur case noire b8 · Fou noir sur case blanche c8 · Impératrice noire sur case noire d8 · Dame noire sur case blanche e8 · Roi noir sur case noire f8 · Princesse noire sur case blanche g8 · Fou noir sur case noire h8 · Cavalier noir sur case blanche i8 · Tour noire sur case noire j8 · Pion noir sur case noire a7 · Pion noir sur case blanche b7 · Pion noir sur case noire c7 · Pion noir sur case blanche d7 · Pion noir sur case noire e7 · Pion noir sur case blanche f7 · Pion noir sur case noire g7 · Pion noir sur case blanche h7 · Pion noir sur case noire i7 · Pion noir sur case blanche j7 · Case blanche a6 vide · Case noire b6 vide · Case blanche c6 vide · Case noire d6 vide · Case blanche e6 vide · Case noire f6 vide · Case blanche g6 vide · Case noire h6 vide · Case blanche i6 vide · Case noire j6 vide · Case noire a5 vide · Case blanche b5 vide · Case noire c5 vide · Case blanche d5 vide · Case noire e5 vide · Case blanche f5 vide · Case noire g5 vide · Case blanche h5 vide · Case noire i5 vide · Case blanche j5 vide · Case blanche a4 vide · Case noire b4 vide · Case blanche c4 vide · Case noire d4 vide · Case blanche e4 vide · Case noire f4 vide · Case blanche g4 vide · Case noire h4 vide · Case blanche i4 vide · Case noire j4 vide · Case noire a3 vide · Case blanche b3 vide · Case noire c3 vide · Case blanche d3 vide · Case noire e3 vide · Case blanche f3 vide · Case noire g3 vide · Case blanche h3 vide · Case noire i3 vide · Case blanche j3 vide · Pion blanc sur case blanche a2 · Pion blanc sur case noire b2 · Pion blanc sur case blanche c2 · Pion blanc sur case noire d2 · Pion blanc sur case blanche e2 · Pion blanc sur case noire f2 · Pion blanc sur case blanche g2 · Pion blanc sur case noire h2 · Pion blanc sur case blanche i2 · Pion blanc sur case noire j2 · Tour blanche sur case noire a1 · Cavalier blanc sur case blanche b1 · Fou blanc sur case noire c1 · Impératrice blanche sur case blanche d1 · Dame blanche sur case noire e1 · Roi blanc sur case blanche f1 · Princesse blanche sur case noire g1 · Fou blanc sur case blanche h1 · Cavalier blanc sur case noire i1 · Tour blanche sur case blanche j1 | Tour noire sur case blanche a8 · Cavalier noir sur case noire b8 · Fou noir sur case blanche c8 · Impératrice noire sur case noire d8 · Dame noire sur case blanche e8 · Roi noir sur case noire f8 · Princesse noire sur case blanche g8 · Fou noir sur case noire h8 · Cavalier noir sur case blanche i8 · Tour noire sur case noire j8 · Pion noir sur case noire a7 · Pion noir sur case blanche b7 · Pion noir sur case noire c7 · Pion noir sur case blanche d7 · Pion noir sur case noire e7 · Pion noir sur case blanche f7 · Pion noir sur case noire g7 · Pion noir sur case blanche h7 · Pion noir sur case noire i7 · Pion noir sur case blanche j7 · Case blanche a6 vide · Case noire b6 vide · Case blanche c6 vide · Case noire d6 vide · Case blanche e6 vide · Case noire f6 vide · Case blanche g6 vide · Case noire h6 vide · Case blanche i6 vide · Case noire j6 vide · Case noire a5 vide · Case blanche b5 vide · Case noire c5 vide · Case blanche d5 vide · Case noire e5 vide · Case blanche f5 vide · Case noire g5 vide · Case blanche h5 vide · Case noire i5 vide · Case blanche j5 vide · Case blanche a4 vide · Case noire b4 vide · Case blanche c4 vide · Case noire d4 vide · Case blanche e4 vide · Case noire f4 vide · Case blanche g4 vide · Case noire h4 vide · Case blanche i4 vide · Case noire j4 vide · Case noire a3 vide · Case blanche b3 vide · Case noire c3 vide · Case blanche d3 vide · Case noire e3 vide · Case blanche f3 vide · Case noire g3 vide · Case blanche h3 vide · Case noire i3 vide · Case blanche j3 vide · Pion blanc sur case blanche a2 · Pion blanc sur case noire b2 · Pion blanc sur case blanche c2 · Pion blanc sur case noire d2 · Pion blanc sur case blanche e2 · Pion blanc sur case noire f2 · Pion blanc sur case blanche g2 · Pion blanc sur case noire h2 · Pion blanc sur case blanche i2 · Pion blanc sur case noire j2 · Tour blanche sur case noire a1 · Cavalier blanc sur case blanche b1 · Fou blanc sur case noire c1 · Impératrice blanche sur case blanche d1 · Dame blanche sur case noire e1 · Roi blanc sur case blanche f1 · Princesse blanche sur case noire g1 · Fou blanc sur case blanche h1 · Cavalier blanc sur case noire i1 · Tour blanche sur case blanche j1 | Tour noire sur case blanche a8 · Cavalier noir sur case noire b8 · Fou noir sur case blanche c8 · Impératrice noire sur case noire d8 · Dame noire sur case blanche e8 · Roi noir sur case noire f8 · Princesse noire sur case blanche g8 · Fou noir sur case noire h8 · Cavalier noir sur case blanche i8 · Tour noire sur case noire j8 · Pion noir sur case noire a7 · Pion noir sur case blanche b7 · Pion noir sur case noire c7 · Pion noir sur case blanche d7 · Pion noir sur case noire e7 · Pion noir sur case blanche f7 · Pion noir sur case noire g7 · Pion noir sur case blanche h7 · Pion noir sur case noire i7 · Pion noir sur case blanche j7 · Case blanche a6 vide · Case noire b6 vide · Case blanche c6 vide · Case noire d6 vide · Case blanche e6 vide · Case noire f6 vide · Case blanche g6 vide · Case noire h6 vide · Case blanche i6 vide · Case noire j6 vide · Case noire a5 vide · Case blanche b5 vide · Case noire c5 vide · Case blanche d5 vide · Case noire e5 vide · Case blanche f5 vide · Case noire g5 vide · Case blanche h5 vide · Case noire i5 vide · Case blanche j5 vide · Case blanche a4 vide · Case noire b4 vide · Case blanche c4 vide · Case noire d4 vide · Case blanche e4 vide · Case noire f4 vide · Case blanche g4 vide · Case noire h4 vide · Case blanche i4 vide · Case noire j4 vide · Case noire a3 vide · Case blanche b3 vide · Case noire c3 vide · Case blanche d3 vide · Case noire e3 vide · Case blanche f3 vide · Case noire g3 vide · Case blanche h3 vide · Case noire i3 vide · Case blanche j3 vide · Pion blanc sur case blanche a2 · Pion blanc sur case noire b2 · Pion blanc sur case blanche c2 · Pion blanc sur case noire d2 · Pion blanc sur case blanche e2 · Pion blanc sur case noire f2 · Pion blanc sur case blanche g2 · Pion blanc sur case noire h2 · Pion blanc sur case blanche i2 · Pion blanc sur case noire j2 · Tour blanche sur case noire a1 · Cavalier blanc sur case blanche b1 · Fou blanc sur case noire c1 · Impératrice blanche sur case blanche d1 · Dame blanche sur case noire e1 · Roi blanc sur case blanche f1 · Princesse blanche sur case noire g1 · Fou blanc sur case blanche h1 · Cavalier blanc sur case noire i1 · Tour blanche sur case blanche j1 | Tour noire sur case blanche a8 · Cavalier noir sur case noire b8 · Fou noir sur case blanche c8 · Impératrice noire sur case noire d8 · Dame noire sur case blanche e8 · Roi noir sur case noire f8 · Princesse noire sur case blanche g8 · Fou noir sur case noire h8 · Cavalier noir sur case blanche i8 · Tour noire sur case noire j8 · Pion noir sur case noire a7 · Pion noir sur case blanche b7 · Pion noir sur case noire c7 · Pion noir sur case blanche d7 · Pion noir sur case noire e7 · Pion noir sur case blanche f7 · Pion noir sur case noire g7 · Pion noir sur case blanche h7 · Pion noir sur case noire i7 · Pion noir sur case blanche j7 · Case blanche a6 vide · Case noire b6 vide · Case blanche c6 vide · Case noire d6 vide · Case blanche e6 vide · Case noire f6 vide · Case blanche g6 vide · Case noire h6 vide · Case blanche i6 vide · Case noire j6 vide · Case noire a5 vide · Case blanche b5 vide · Case noire c5 vide · Case blanche d5 vide · Case noire e5 vide · Case blanche f5 vide · Case noire g5 vide · Case blanche h5 vide · Case noire i5 vide · Case blanche j5 vide · Case blanche a4 vide · Case noire b4 vide · Case blanche c4 vide · Case noire d4 vide · Case blanche e4 vide · Case noire f4 vide · Case blanche g4 vide · Case noire h4 vide · Case blanche i4 vide · Case noire j4 vide · Case noire a3 vide · Case blanche b3 vide · Case noire c3 vide · Case blanche d3 vide · Case noire e3 vide · Case blanche f3 vide · Case noire g3 vide · Case blanche h3 vide · Case noire i3 vide · Case blanche j3 vide · Pion blanc sur case blanche a2 · Pion blanc sur case noire b2 · Pion blanc sur case blanche c2 · Pion blanc sur case noire d2 · Pion blanc sur case blanche e2 · Pion blanc sur case noire f2 · Pion blanc sur case blanche g2 · Pion blanc sur case noire h2 · Pion blanc sur case blanche i2 · Pion blanc sur case noire j2 · Tour blanche sur case noire a1 · Cavalier blanc sur case blanche b1 · Fou blanc sur case noire c1 · Impératrice blanche sur case blanche d1 · Dame blanche sur case noire e1 · Roi blanc sur case blanche f1 · Princesse blanche sur case noire g1 · Fou blanc sur case blanche h1 · Cavalier blanc sur case noire i1 · Tour blanche sur case blanche j1 | Tour noire sur case blanche a8 · Cavalier noir sur case noire b8 · Fou noir sur case blanche c8 · Impératrice noire sur case noire d8 · Dame noire sur case blanche e8 · Roi noir sur case noire f8 · Princesse noire sur case blanche g8 · Fou noir sur case noire h8 · Cavalier noir sur case blanche i8 · Tour noire sur case noire j8 · Pion noir sur case noire a7 · Pion noir sur case blanche b7 · Pion noir sur case noire c7 · Pion noir sur case blanche d7 · Pion noir sur case noire e7 · Pion noir sur case blanche f7 · Pion noir sur case noire g7 · Pion noir sur case blanche h7 · Pion noir sur case noire i7 · Pion noir sur case blanche j7 · Case blanche a6 vide · Case noire b6 vide · Case blanche c6 vide · Case noire d6 vide · Case blanche e6 vide · Case noire f6 vide · Case blanche g6 vide · Case noire h6 vide · Case blanche i6 vide · Case noire j6 vide · Case noire a5 vide · Case blanche b5 vide · Case noire c5 vide · Case blanche d5 vide · Case noire e5 vide · Case blanche f5 vide · Case noire g5 vide · Case blanche h5 vide · Case noire i5 vide · Case blanche j5 vide · Case blanche a4 vide · Case noire b4 vide · Case blanche c4 vide · Case noire d4 vide · Case blanche e4 vide · Case noire f4 vide · Case blanche g4 vide · Case noire h4 vide · Case blanche i4 vide · Case noire j4 vide · Case noire a3 vide · Case blanche b3 vide · Case noire c3 vide · Case blanche d3 vide · Case noire e3 vide · Case blanche f3 vide · Case noire g3 vide · Case blanche h3 vide · Case noire i3 vide · Case blanche j3 vide · Pion blanc sur case blanche a2 · Pion blanc sur case noire b2 · Pion blanc sur case blanche c2 · Pion blanc sur case noire d2 · Pion blanc sur case blanche e2 · Pion blanc sur case noire f2 · Pion blanc sur case blanche g2 · Pion blanc sur case noire h2 · Pion blanc sur case blanche i2 · Pion blanc sur case noire j2 · Tour blanche sur case noire a1 · Cavalier blanc sur case blanche b1 · Fou blanc sur case noire c1 · Impératrice blanche sur case blanche d1 · Dame blanche sur case noire e1 · Roi blanc sur case blanche f1 · Princesse blanche sur case noire g1 · Fou blanc sur case blanche h1 · Cavalier blanc sur case noire i1 · Tour blanche sur case blanche j1 | Tour noire sur case blanche a8 · Cavalier noir sur case noire b8 · Fou noir sur case blanche c8 · Impératrice noire sur case noire d8 · Dame noire sur case blanche e8 · Roi noir sur case noire f8 · Princesse noire sur case blanche g8 · Fou noir sur case noire h8 · Cavalier noir sur case blanche i8 · Tour noire sur case noire j8 · Pion noir sur case noire a7 · Pion noir sur case blanche b7 · Pion noir sur case noire c7 · Pion noir sur case blanche d7 · Pion noir sur case noire e7 · Pion noir sur case blanche f7 · Pion noir sur case noire g7 · Pion noir sur case blanche h7 · Pion noir sur case noire i7 · Pion noir sur case blanche j7 · Case blanche a6 vide · Case noire b6 vide · Case blanche c6 vide · Case noire d6 vide · Case blanche e6 vide · Case noire f6 vide · Case blanche g6 vide · Case noire h6 vide · Case blanche i6 vide · Case noire j6 vide · Case noire a5 vide · Case blanche b5 vide · Case noire c5 vide · Case blanche d5 vide · Case noire e5 vide · Case blanche f5 vide · Case noire g5 vide · Case blanche h5 vide · Case noire i5 vide · Case blanche j5 vide · Case blanche a4 vide · Case noire b4 vide · Case blanche c4 vide · Case noire d4 vide · Case blanche e4 vide · Case noire f4 vide · Case blanche g4 vide · Case noire h4 vide · Case blanche i4 vide · Case noire j4 vide · Case noire a3 vide · Case blanche b3 vide · Case noire c3 vide · Case blanche d3 vide · Case noire e3 vide · Case blanche f3 vide · Case noire g3 vide · Case blanche h3 vide · Case noire i3 vide · Case blanche j3 vide · Pion blanc sur case blanche a2 · Pion blanc sur case noire b2 · Pion blanc sur case blanche c2 · Pion blanc sur case noire d2 · Pion blanc sur case blanche e2 · Pion blanc sur case noire f2 · Pion blanc sur case blanche g2 · Pion blanc sur case noire h2 · Pion blanc sur case blanche i2 · Pion blanc sur case noire j2 · Tour blanche sur case noire a1 · Cavalier blanc sur case blanche b1 · Fou blanc sur case noire c1 · Impératrice blanche sur case blanche d1 · Dame blanche sur case noire e1 · Roi blanc sur case blanche f1 · Princesse blanche sur case noire g1 · Fou blanc sur case blanche h1 · Cavalier blanc sur case noire i1 · Tour blanche sur case blanche j1 | Tour noire sur case blanche a8 · Cavalier noir sur case noire b8 · Fou noir sur case blanche c8 · Impératrice noire sur case noire d8 · Dame noire sur case blanche e8 · Roi noir sur case noire f8 · Princesse noire sur case blanche g8 · Fou noir sur case noire h8 · Cavalier noir sur case blanche i8 · Tour noire sur case noire j8 · Pion noir sur case noire a7 · Pion noir sur case blanche b7 · Pion noir sur case noire c7 · Pion noir sur case blanche d7 · Pion noir sur case noire e7 · Pion noir sur case blanche f7 · Pion noir sur case noire g7 · Pion noir sur case blanche h7 · Pion noir sur case noire i7 · Pion noir sur case blanche j7 · Case blanche a6 vide · Case noire b6 vide · Case blanche c6 vide · Case noire d6 vide · Case blanche e6 vide · Case noire f6 vide · Case blanche g6 vide · Case noire h6 vide · Case blanche i6 vide · Case noire j6 vide · Case noire a5 vide · Case blanche b5 vide · Case noire c5 vide · Case blanche d5 vide · Case noire e5 vide · Case blanche f5 vide · Case noire g5 vide · Case blanche h5 vide · Case noire i5 vide · Case blanche j5 vide · Case blanche a4 vide · Case noire b4 vide · Case blanche c4 vide · Case noire d4 vide · Case blanche e4 vide · Case noire f4 vide · Case blanche g4 vide · Case noire h4 vide · Case blanche i4 vide · Case noire j4 vide · Case noire a3 vide · Case blanche b3 vide · Case noire c3 vide · Case blanche d3 vide · Case noire e3 vide · Case blanche f3 vide · Case noire g3 vide · Case blanche h3 vide · Case noire i3 vide · Case blanche j3 vide · Pion blanc sur case blanche a2 · Pion blanc sur case noire b2 · Pion blanc sur case blanche c2 · Pion blanc sur case noire d2 · Pion blanc sur case blanche e2 · Pion blanc sur case noire f2 · Pion blanc sur case blanche g2 · Pion blanc sur case noire h2 · Pion blanc sur case blanche i2 · Pion blanc sur case noire j2 · Tour blanche sur case noire a1 · Cavalier blanc sur case blanche b1 · Fou blanc sur case noire c1 · Impératrice blanche sur case blanche d1 · Dame blanche sur case noire e1 · Roi blanc sur case blanche f1 · Princesse blanche sur case noire g1 · Fou blanc sur case blanche h1 · Cavalier blanc sur case noire i1 · Tour blanche sur case blanche j1 | Tour noire sur case blanche a8 · Cavalier noir sur case noire b8 · Fou noir sur case blanche c8 · Impératrice noire sur case noire d8 · Dame noire sur case blanche e8 · Roi noir sur case noire f8 · Princesse noire sur case blanche g8 · Fou noir sur case noire h8 · Cavalier noir sur case blanche i8 · Tour noire sur case noire j8 · Pion noir sur case noire a7 · Pion noir sur case blanche b7 · Pion noir sur case noire c7 · Pion noir sur case blanche d7 · Pion noir sur case noire e7 · Pion noir sur case blanche f7 · Pion noir sur case noire g7 · Pion noir sur case blanche h7 · Pion noir sur case noire i7 · Pion noir sur case blanche j7 · Case blanche a6 vide · Case noire b6 vide · Case blanche c6 vide · Case noire d6 vide · Case blanche e6 vide · Case noire f6 vide · Case blanche g6 vide · Case noire h6 vide · Case blanche i6 vide · Case noire j6 vide · Case noire a5 vide · Case blanche b5 vide · Case noire c5 vide · Case blanche d5 vide · Case noire e5 vide · Case blanche f5 vide · Case noire g5 vide · Case blanche h5 vide · Case noire i5 vide · Case blanche j5 vide · Case blanche a4 vide · Case noire b4 vide · Case blanche c4 vide · Case noire d4 vide · Case blanche e4 vide · Case noire f4 vide · Case blanche g4 vide · Case noire h4 vide · Case blanche i4 vide · Case noire j4 vide · Case noire a3 vide · Case blanche b3 vide · Case noire c3 vide · Case blanche d3 vide · Case noire e3 vide · Case blanche f3 vide · Case noire g3 vide · Case blanche h3 vide · Case noire i3 vide · Case blanche j3 vide · Pion blanc sur case blanche a2 · Pion blanc sur case noire b2 · Pion blanc sur case blanche c2 · Pion blanc sur case noire d2 · Pion blanc sur case blanche e2 · Pion blanc sur case noire f2 · Pion blanc sur case blanche g2 · Pion blanc sur case noire h2 · Pion blanc sur case blanche i2 · Pion blanc sur case noire j2 · Tour blanche sur case noire a1 · Cavalier blanc sur case blanche b1 · Fou blanc sur case noire c1 · Impératrice blanche sur case blanche d1 · Dame blanche sur case noire e1 · Roi blanc sur case blanche f1 · Princesse blanche sur case noire g1 · Fou blanc sur case blanche h1 · Cavalier blanc sur case noire i1 · Tour blanche sur case blanche j1 | 7 |
| 6 | Tour noire sur case blanche a8 · Cavalier noir sur case noire b8 · Fou noir sur case blanche c8 · Impératrice noire sur case noire d8 · Dame noire sur case blanche e8 · Roi noir sur case noire f8 · Princesse noire sur case blanche g8 · Fou noir sur case noire h8 · Cavalier noir sur case blanche i8 · Tour noire sur case noire j8 · Pion noir sur case noire a7 · Pion noir sur case blanche b7 · Pion noir sur case noire c7 · Pion noir sur case blanche d7 · Pion noir sur case noire e7 · Pion noir sur case blanche f7 · Pion noir sur case noire g7 · Pion noir sur case blanche h7 · Pion noir sur case noire i7 · Pion noir sur case blanche j7 · Case blanche a6 vide · Case noire b6 vide · Case blanche c6 vide · Case noire d6 vide · Case blanche e6 vide · Case noire f6 vide · Case blanche g6 vide · Case noire h6 vide · Case blanche i6 vide · Case noire j6 vide · Case noire a5 vide · Case blanche b5 vide · Case noire c5 vide · Case blanche d5 vide · Case noire e5 vide · Case blanche f5 vide · Case noire g5 vide · Case blanche h5 vide · Case noire i5 vide · Case blanche j5 vide · Case blanche a4 vide · Case noire b4 vide · Case blanche c4 vide · Case noire d4 vide · Case blanche e4 vide · Case noire f4 vide · Case blanche g4 vide · Case noire h4 vide · Case blanche i4 vide · Case noire j4 vide · Case noire a3 vide · Case blanche b3 vide · Case noire c3 vide · Case blanche d3 vide · Case noire e3 vide · Case blanche f3 vide · Case noire g3 vide · Case blanche h3 vide · Case noire i3 vide · Case blanche j3 vide · Pion blanc sur case blanche a2 · Pion blanc sur case noire b2 · Pion blanc sur case blanche c2 · Pion blanc sur case noire d2 · Pion blanc sur case blanche e2 · Pion blanc sur case noire f2 · Pion blanc sur case blanche g2 · Pion blanc sur case noire h2 · Pion blanc sur case blanche i2 · Pion blanc sur case noire j2 · Tour blanche sur case noire a1 · Cavalier blanc sur case blanche b1 · Fou blanc sur case noire c1 · Impératrice blanche sur case blanche d1 · Dame blanche sur case noire e1 · Roi blanc sur case blanche f1 · Princesse blanche sur case noire g1 · Fou blanc sur case blanche h1 · Cavalier blanc sur case noire i1 · Tour blanche sur case blanche j1 | Tour noire sur case blanche a8 · Cavalier noir sur case noire b8 · Fou noir sur case blanche c8 · Impératrice noire sur case noire d8 · Dame noire sur case blanche e8 · Roi noir sur case noire f8 · Princesse noire sur case blanche g8 · Fou noir sur case noire h8 · Cavalier noir sur case blanche i8 · Tour noire sur case noire j8 · Pion noir sur case noire a7 · Pion noir sur case blanche b7 · Pion noir sur case noire c7 · Pion noir sur case blanche d7 · Pion noir sur case noire e7 · Pion noir sur case blanche f7 · Pion noir sur case noire g7 · Pion noir sur case blanche h7 · Pion noir sur case noire i7 · Pion noir sur case blanche j7 · Case blanche a6 vide · Case noire b6 vide · Case blanche c6 vide · Case noire d6 vide · Case blanche e6 vide · Case noire f6 vide · Case blanche g6 vide · Case noire h6 vide · Case blanche i6 vide · Case noire j6 vide · Case noire a5 vide · Case blanche b5 vide · Case noire c5 vide · Case blanche d5 vide · Case noire e5 vide · Case blanche f5 vide · Case noire g5 vide · Case blanche h5 vide · Case noire i5 vide · Case blanche j5 vide · Case blanche a4 vide · Case noire b4 vide · Case blanche c4 vide · Case noire d4 vide · Case blanche e4 vide · Case noire f4 vide · Case blanche g4 vide · Case noire h4 vide · Case blanche i4 vide · Case noire j4 vide · Case noire a3 vide · Case blanche b3 vide · Case noire c3 vide · Case blanche d3 vide · Case noire e3 vide · Case blanche f3 vide · Case noire g3 vide · Case blanche h3 vide · Case noire i3 vide · Case blanche j3 vide · Pion blanc sur case blanche a2 · Pion blanc sur case noire b2 · Pion blanc sur case blanche c2 · Pion blanc sur case noire d2 · Pion blanc sur case blanche e2 · Pion blanc sur case noire f2 · Pion blanc sur case blanche g2 · Pion blanc sur case noire h2 · Pion blanc sur case blanche i2 · Pion blanc sur case noire j2 · Tour blanche sur case noire a1 · Cavalier blanc sur case blanche b1 · Fou blanc sur case noire c1 · Impératrice blanche sur case blanche d1 · Dame blanche sur case noire e1 · Roi blanc sur case blanche f1 · Princesse blanche sur case noire g1 · Fou blanc sur case blanche h1 · Cavalier blanc sur case noire i1 · Tour blanche sur case blanche j1 | Tour noire sur case blanche a8 · Cavalier noir sur case noire b8 · Fou noir sur case blanche c8 · Impératrice noire sur case noire d8 · Dame noire sur case blanche e8 · Roi noir sur case noire f8 · Princesse noire sur case blanche g8 · Fou noir sur case noire h8 · Cavalier noir sur case blanche i8 · Tour noire sur case noire j8 · Pion noir sur case noire a7 · Pion noir sur case blanche b7 · Pion noir sur case noire c7 · Pion noir sur case blanche d7 · Pion noir sur case noire e7 · Pion noir sur case blanche f7 · Pion noir sur case noire g7 · Pion noir sur case blanche h7 · Pion noir sur case noire i7 · Pion noir sur case blanche j7 · Case blanche a6 vide · Case noire b6 vide · Case blanche c6 vide · Case noire d6 vide · Case blanche e6 vide · Case noire f6 vide · Case blanche g6 vide · Case noire h6 vide · Case blanche i6 vide · Case noire j6 vide · Case noire a5 vide · Case blanche b5 vide · Case noire c5 vide · Case blanche d5 vide · Case noire e5 vide · Case blanche f5 vide · Case noire g5 vide · Case blanche h5 vide · Case noire i5 vide · Case blanche j5 vide · Case blanche a4 vide · Case noire b4 vide · Case blanche c4 vide · Case noire d4 vide · Case blanche e4 vide · Case noire f4 vide · Case blanche g4 vide · Case noire h4 vide · Case blanche i4 vide · Case noire j4 vide · Case noire a3 vide · Case blanche b3 vide · Case noire c3 vide · Case blanche d3 vide · Case noire e3 vide · Case blanche f3 vide · Case noire g3 vide · Case blanche h3 vide · Case noire i3 vide · Case blanche j3 vide · Pion blanc sur case blanche a2 · Pion blanc sur case noire b2 · Pion blanc sur case blanche c2 · Pion blanc sur case noire d2 · Pion blanc sur case blanche e2 · Pion blanc sur case noire f2 · Pion blanc sur case blanche g2 · Pion blanc sur case noire h2 · Pion blanc sur case blanche i2 · Pion blanc sur case noire j2 · Tour blanche sur case noire a1 · Cavalier blanc sur case blanche b1 · Fou blanc sur case noire c1 · Impératrice blanche sur case blanche d1 · Dame blanche sur case noire e1 · Roi blanc sur case blanche f1 · Princesse blanche sur case noire g1 · Fou blanc sur case blanche h1 · Cavalier blanc sur case noire i1 · Tour blanche sur case blanche j1 | Tour noire sur case blanche a8 · Cavalier noir sur case noire b8 · Fou noir sur case blanche c8 · Impératrice noire sur case noire d8 · Dame noire sur case blanche e8 · Roi noir sur case noire f8 · Princesse noire sur case blanche g8 · Fou noir sur case noire h8 · Cavalier noir sur case blanche i8 · Tour noire sur case noire j8 · Pion noir sur case noire a7 · Pion noir sur case blanche b7 · Pion noir sur case noire c7 · Pion noir sur case blanche d7 · Pion noir sur case noire e7 · Pion noir sur case blanche f7 · Pion noir sur case noire g7 · Pion noir sur case blanche h7 · Pion noir sur case noire i7 · Pion noir sur case blanche j7 · Case blanche a6 vide · Case noire b6 vide · Case blanche c6 vide · Case noire d6 vide · Case blanche e6 vide · Case noire f6 vide · Case blanche g6 vide · Case noire h6 vide · Case blanche i6 vide · Case noire j6 vide · Case noire a5 vide · Case blanche b5 vide · Case noire c5 vide · Case blanche d5 vide · Case noire e5 vide · Case blanche f5 vide · Case noire g5 vide · Case blanche h5 vide · Case noire i5 vide · Case blanche j5 vide · Case blanche a4 vide · Case noire b4 vide · Case blanche c4 vide · Case noire d4 vide · Case blanche e4 vide · Case noire f4 vide · Case blanche g4 vide · Case noire h4 vide · Case blanche i4 vide · Case noire j4 vide · Case noire a3 vide · Case blanche b3 vide · Case noire c3 vide · Case blanche d3 vide · Case noire e3 vide · Case blanche f3 vide · Case noire g3 vide · Case blanche h3 vide · Case noire i3 vide · Case blanche j3 vide · Pion blanc sur case blanche a2 · Pion blanc sur case noire b2 · Pion blanc sur case blanche c2 · Pion blanc sur case noire d2 · Pion blanc sur case blanche e2 · Pion blanc sur case noire f2 · Pion blanc sur case blanche g2 · Pion blanc sur case noire h2 · Pion blanc sur case blanche i2 · Pion blanc sur case noire j2 · Tour blanche sur case noire a1 · Cavalier blanc sur case blanche b1 · Fou blanc sur case noire c1 · Impératrice blanche sur case blanche d1 · Dame blanche sur case noire e1 · Roi blanc sur case blanche f1 · Princesse blanche sur case noire g1 · Fou blanc sur case blanche h1 · Cavalier blanc sur case noire i1 · Tour blanche sur case blanche j1 | Tour noire sur case blanche a8 · Cavalier noir sur case noire b8 · Fou noir sur case blanche c8 · Impératrice noire sur case noire d8 · Dame noire sur case blanche e8 · Roi noir sur case noire f8 · Princesse noire sur case blanche g8 · Fou noir sur case noire h8 · Cavalier noir sur case blanche i8 · Tour noire sur case noire j8 · Pion noir sur case noire a7 · Pion noir sur case blanche b7 · Pion noir sur case noire c7 · Pion noir sur case blanche d7 · Pion noir sur case noire e7 · Pion noir sur case blanche f7 · Pion noir sur case noire g7 · Pion noir sur case blanche h7 · Pion noir sur case noire i7 · Pion noir sur case blanche j7 · Case blanche a6 vide · Case noire b6 vide · Case blanche c6 vide · Case noire d6 vide · Case blanche e6 vide · Case noire f6 vide · Case blanche g6 vide · Case noire h6 vide · Case blanche i6 vide · Case noire j6 vide · Case noire a5 vide · Case blanche b5 vide · Case noire c5 vide · Case blanche d5 vide · Case noire e5 vide · Case blanche f5 vide · Case noire g5 vide · Case blanche h5 vide · Case noire i5 vide · Case blanche j5 vide · Case blanche a4 vide · Case noire b4 vide · Case blanche c4 vide · Case noire d4 vide · Case blanche e4 vide · Case noire f4 vide · Case blanche g4 vide · Case noire h4 vide · Case blanche i4 vide · Case noire j4 vide · Case noire a3 vide · Case blanche b3 vide · Case noire c3 vide · Case blanche d3 vide · Case noire e3 vide · Case blanche f3 vide · Case noire g3 vide · Case blanche h3 vide · Case noire i3 vide · Case blanche j3 vide · Pion blanc sur case blanche a2 · Pion blanc sur case noire b2 · Pion blanc sur case blanche c2 · Pion blanc sur case noire d2 · Pion blanc sur case blanche e2 · Pion blanc sur case noire f2 · Pion blanc sur case blanche g2 · Pion blanc sur case noire h2 · Pion blanc sur case blanche i2 · Pion blanc sur case noire j2 · Tour blanche sur case noire a1 · Cavalier blanc sur case blanche b1 · Fou blanc sur case noire c1 · Impératrice blanche sur case blanche d1 · Dame blanche sur case noire e1 · Roi blanc sur case blanche f1 · Princesse blanche sur case noire g1 · Fou blanc sur case blanche h1 · Cavalier blanc sur case noire i1 · Tour blanche sur case blanche j1 | Tour noire sur case blanche a8 · Cavalier noir sur case noire b8 · Fou noir sur case blanche c8 · Impératrice noire sur case noire d8 · Dame noire sur case blanche e8 · Roi noir sur case noire f8 · Princesse noire sur case blanche g8 · Fou noir sur case noire h8 · Cavalier noir sur case blanche i8 · Tour noire sur case noire j8 · Pion noir sur case noire a7 · Pion noir sur case blanche b7 · Pion noir sur case noire c7 · Pion noir sur case blanche d7 · Pion noir sur case noire e7 · Pion noir sur case blanche f7 · Pion noir sur case noire g7 · Pion noir sur case blanche h7 · Pion noir sur case noire i7 · Pion noir sur case blanche j7 · Case blanche a6 vide · Case noire b6 vide · Case blanche c6 vide · Case noire d6 vide · Case blanche e6 vide · Case noire f6 vide · Case blanche g6 vide · Case noire h6 vide · Case blanche i6 vide · Case noire j6 vide · Case noire a5 vide · Case blanche b5 vide · Case noire c5 vide · Case blanche d5 vide · Case noire e5 vide · Case blanche f5 vide · Case noire g5 vide · Case blanche h5 vide · Case noire i5 vide · Case blanche j5 vide · Case blanche a4 vide · Case noire b4 vide · Case blanche c4 vide · Case noire d4 vide · Case blanche e4 vide · Case noire f4 vide · Case blanche g4 vide · Case noire h4 vide · Case blanche i4 vide · Case noire j4 vide · Case noire a3 vide · Case blanche b3 vide · Case noire c3 vide · Case blanche d3 vide · Case noire e3 vide · Case blanche f3 vide · Case noire g3 vide · Case blanche h3 vide · Case noire i3 vide · Case blanche j3 vide · Pion blanc sur case blanche a2 · Pion blanc sur case noire b2 · Pion blanc sur case blanche c2 · Pion blanc sur case noire d2 · Pion blanc sur case blanche e2 · Pion blanc sur case noire f2 · Pion blanc sur case blanche g2 · Pion blanc sur case noire h2 · Pion blanc sur case blanche i2 · Pion blanc sur case noire j2 · Tour blanche sur case noire a1 · Cavalier blanc sur case blanche b1 · Fou blanc sur case noire c1 · Impératrice blanche sur case blanche d1 · Dame blanche sur case noire e1 · Roi blanc sur case blanche f1 · Princesse blanche sur case noire g1 · Fou blanc sur case blanche h1 · Cavalier blanc sur case noire i1 · Tour blanche sur case blanche j1 | Tour noire sur case blanche a8 · Cavalier noir sur case noire b8 · Fou noir sur case blanche c8 · Impératrice noire sur case noire d8 · Dame noire sur case blanche e8 · Roi noir sur case noire f8 · Princesse noire sur case blanche g8 · Fou noir sur case noire h8 · Cavalier noir sur case blanche i8 · Tour noire sur case noire j8 · Pion noir sur case noire a7 · Pion noir sur case blanche b7 · Pion noir sur case noire c7 · Pion noir sur case blanche d7 · Pion noir sur case noire e7 · Pion noir sur case blanche f7 · Pion noir sur case noire g7 · Pion noir sur case blanche h7 · Pion noir sur case noire i7 · Pion noir sur case blanche j7 · Case blanche a6 vide · Case noire b6 vide · Case blanche c6 vide · Case noire d6 vide · Case blanche e6 vide · Case noire f6 vide · Case blanche g6 vide · Case noire h6 vide · Case blanche i6 vide · Case noire j6 vide · Case noire a5 vide · Case blanche b5 vide · Case noire c5 vide · Case blanche d5 vide · Case noire e5 vide · Case blanche f5 vide · Case noire g5 vide · Case blanche h5 vide · Case noire i5 vide · Case blanche j5 vide · Case blanche a4 vide · Case noire b4 vide · Case blanche c4 vide · Case noire d4 vide · Case blanche e4 vide · Case noire f4 vide · Case blanche g4 vide · Case noire h4 vide · Case blanche i4 vide · Case noire j4 vide · Case noire a3 vide · Case blanche b3 vide · Case noire c3 vide · Case blanche d3 vide · Case noire e3 vide · Case blanche f3 vide · Case noire g3 vide · Case blanche h3 vide · Case noire i3 vide · Case blanche j3 vide · Pion blanc sur case blanche a2 · Pion blanc sur case noire b2 · Pion blanc sur case blanche c2 · Pion blanc sur case noire d2 · Pion blanc sur case blanche e2 · Pion blanc sur case noire f2 · Pion blanc sur case blanche g2 · Pion blanc sur case noire h2 · Pion blanc sur case blanche i2 · Pion blanc sur case noire j2 · Tour blanche sur case noire a1 · Cavalier blanc sur case blanche b1 · Fou blanc sur case noire c1 · Impératrice blanche sur case blanche d1 · Dame blanche sur case noire e1 · Roi blanc sur case blanche f1 · Princesse blanche sur case noire g1 · Fou blanc sur case blanche h1 · Cavalier blanc sur case noire i1 · Tour blanche sur case blanche j1 | Tour noire sur case blanche a8 · Cavalier noir sur case noire b8 · Fou noir sur case blanche c8 · Impératrice noire sur case noire d8 · Dame noire sur case blanche e8 · Roi noir sur case noire f8 · Princesse noire sur case blanche g8 · Fou noir sur case noire h8 · Cavalier noir sur case blanche i8 · Tour noire sur case noire j8 · Pion noir sur case noire a7 · Pion noir sur case blanche b7 · Pion noir sur case noire c7 · Pion noir sur case blanche d7 · Pion noir sur case noire e7 · Pion noir sur case blanche f7 · Pion noir sur case noire g7 · Pion noir sur case blanche h7 · Pion noir sur case noire i7 · Pion noir sur case blanche j7 · Case blanche a6 vide · Case noire b6 vide · Case blanche c6 vide · Case noire d6 vide · Case blanche e6 vide · Case noire f6 vide · Case blanche g6 vide · Case noire h6 vide · Case blanche i6 vide · Case noire j6 vide · Case noire a5 vide · Case blanche b5 vide · Case noire c5 vide · Case blanche d5 vide · Case noire e5 vide · Case blanche f5 vide · Case noire g5 vide · Case blanche h5 vide · Case noire i5 vide · Case blanche j5 vide · Case blanche a4 vide · Case noire b4 vide · Case blanche c4 vide · Case noire d4 vide · Case blanche e4 vide · Case noire f4 vide · Case blanche g4 vide · Case noire h4 vide · Case blanche i4 vide · Case noire j4 vide · Case noire a3 vide · Case blanche b3 vide · Case noire c3 vide · Case blanche d3 vide · Case noire e3 vide · Case blanche f3 vide · Case noire g3 vide · Case blanche h3 vide · Case noire i3 vide · Case blanche j3 vide · Pion blanc sur case blanche a2 · Pion blanc sur case noire b2 · Pion blanc sur case blanche c2 · Pion blanc sur case noire d2 · Pion blanc sur case blanche e2 · Pion blanc sur case noire f2 · Pion blanc sur case blanche g2 · Pion blanc sur case noire h2 · Pion blanc sur case blanche i2 · Pion blanc sur case noire j2 · Tour blanche sur case noire a1 · Cavalier blanc sur case blanche b1 · Fou blanc sur case noire c1 · Impératrice blanche sur case blanche d1 · Dame blanche sur case noire e1 · Roi blanc sur case blanche f1 · Princesse blanche sur case noire g1 · Fou blanc sur case blanche h1 · Cavalier blanc sur case noire i1 · Tour blanche sur case blanche j1 | Tour noire sur case blanche a8 · Cavalier noir sur case noire b8 · Fou noir sur case blanche c8 · Impératrice noire sur case noire d8 · Dame noire sur case blanche e8 · Roi noir sur case noire f8 · Princesse noire sur case blanche g8 · Fou noir sur case noire h8 · Cavalier noir sur case blanche i8 · Tour noire sur case noire j8 · Pion noir sur case noire a7 · Pion noir sur case blanche b7 · Pion noir sur case noire c7 · Pion noir sur case blanche d7 · Pion noir sur case noire e7 · Pion noir sur case blanche f7 · Pion noir sur case noire g7 · Pion noir sur case blanche h7 · Pion noir sur case noire i7 · Pion noir sur case blanche j7 · Case blanche a6 vide · Case noire b6 vide · Case blanche c6 vide · Case noire d6 vide · Case blanche e6 vide · Case noire f6 vide · Case blanche g6 vide · Case noire h6 vide · Case blanche i6 vide · Case noire j6 vide · Case noire a5 vide · Case blanche b5 vide · Case noire c5 vide · Case blanche d5 vide · Case noire e5 vide · Case blanche f5 vide · Case noire g5 vide · Case blanche h5 vide · Case noire i5 vide · Case blanche j5 vide · Case blanche a4 vide · Case noire b4 vide · Case blanche c4 vide · Case noire d4 vide · Case blanche e4 vide · Case noire f4 vide · Case blanche g4 vide · Case noire h4 vide · Case blanche i4 vide · Case noire j4 vide · Case noire a3 vide · Case blanche b3 vide · Case noire c3 vide · Case blanche d3 vide · Case noire e3 vide · Case blanche f3 vide · Case noire g3 vide · Case blanche h3 vide · Case noire i3 vide · Case blanche j3 vide · Pion blanc sur case blanche a2 · Pion blanc sur case noire b2 · Pion blanc sur case blanche c2 · Pion blanc sur case noire d2 · Pion blanc sur case blanche e2 · Pion blanc sur case noire f2 · Pion blanc sur case blanche g2 · Pion blanc sur case noire h2 · Pion blanc sur case blanche i2 · Pion blanc sur case noire j2 · Tour blanche sur case noire a1 · Cavalier blanc sur case blanche b1 · Fou blanc sur case noire c1 · Impératrice blanche sur case blanche d1 · Dame blanche sur case noire e1 · Roi blanc sur case blanche f1 · Princesse blanche sur case noire g1 · Fou blanc sur case blanche h1 · Cavalier blanc sur case noire i1 · Tour blanche sur case blanche j1 | Tour noire sur case blanche a8 · Cavalier noir sur case noire b8 · Fou noir sur case blanche c8 · Impératrice noire sur case noire d8 · Dame noire sur case blanche e8 · Roi noir sur case noire f8 · Princesse noire sur case blanche g8 · Fou noir sur case noire h8 · Cavalier noir sur case blanche i8 · Tour noire sur case noire j8 · Pion noir sur case noire a7 · Pion noir sur case blanche b7 · Pion noir sur case noire c7 · Pion noir sur case blanche d7 · Pion noir sur case noire e7 · Pion noir sur case blanche f7 · Pion noir sur case noire g7 · Pion noir sur case blanche h7 · Pion noir sur case noire i7 · Pion noir sur case blanche j7 · Case blanche a6 vide · Case noire b6 vide · Case blanche c6 vide · Case noire d6 vide · Case blanche e6 vide · Case noire f6 vide · Case blanche g6 vide · Case noire h6 vide · Case blanche i6 vide · Case noire j6 vide · Case noire a5 vide · Case blanche b5 vide · Case noire c5 vide · Case blanche d5 vide · Case noire e5 vide · Case blanche f5 vide · Case noire g5 vide · Case blanche h5 vide · Case noire i5 vide · Case blanche j5 vide · Case blanche a4 vide · Case noire b4 vide · Case blanche c4 vide · Case noire d4 vide · Case blanche e4 vide · Case noire f4 vide · Case blanche g4 vide · Case noire h4 vide · Case blanche i4 vide · Case noire j4 vide · Case noire a3 vide · Case blanche b3 vide · Case noire c3 vide · Case blanche d3 vide · Case noire e3 vide · Case blanche f3 vide · Case noire g3 vide · Case blanche h3 vide · Case noire i3 vide · Case blanche j3 vide · Pion blanc sur case blanche a2 · Pion blanc sur case noire b2 · Pion blanc sur case blanche c2 · Pion blanc sur case noire d2 · Pion blanc sur case blanche e2 · Pion blanc sur case noire f2 · Pion blanc sur case blanche g2 · Pion blanc sur case noire h2 · Pion blanc sur case blanche i2 · Pion blanc sur case noire j2 · Tour blanche sur case noire a1 · Cavalier blanc sur case blanche b1 · Fou blanc sur case noire c1 · Impératrice blanche sur case blanche d1 · Dame blanche sur case noire e1 · Roi blanc sur case blanche f1 · Princesse blanche sur case noire g1 · Fou blanc sur case blanche h1 · Cavalier blanc sur case noire i1 · Tour blanche sur case blanche j1 | 6 |
| 5 | Tour noire sur case blanche a8 · Cavalier noir sur case noire b8 · Fou noir sur case blanche c8 · Impératrice noire sur case noire d8 · Dame noire sur case blanche e8 · Roi noir sur case noire f8 · Princesse noire sur case blanche g8 · Fou noir sur case noire h8 · Cavalier noir sur case blanche i8 · Tour noire sur case noire j8 · Pion noir sur case noire a7 · Pion noir sur case blanche b7 · Pion noir sur case noire c7 · Pion noir sur case blanche d7 · Pion noir sur case noire e7 · Pion noir sur case blanche f7 · Pion noir sur case noire g7 · Pion noir sur case blanche h7 · Pion noir sur case noire i7 · Pion noir sur case blanche j7 · Case blanche a6 vide · Case noire b6 vide · Case blanche c6 vide · Case noire d6 vide · Case blanche e6 vide · Case noire f6 vide · Case blanche g6 vide · Case noire h6 vide · Case blanche i6 vide · Case noire j6 vide · Case noire a5 vide · Case blanche b5 vide · Case noire c5 vide · Case blanche d5 vide · Case noire e5 vide · Case blanche f5 vide · Case noire g5 vide · Case blanche h5 vide · Case noire i5 vide · Case blanche j5 vide · Case blanche a4 vide · Case noire b4 vide · Case blanche c4 vide · Case noire d4 vide · Case blanche e4 vide · Case noire f4 vide · Case blanche g4 vide · Case noire h4 vide · Case blanche i4 vide · Case noire j4 vide · Case noire a3 vide · Case blanche b3 vide · Case noire c3 vide · Case blanche d3 vide · Case noire e3 vide · Case blanche f3 vide · Case noire g3 vide · Case blanche h3 vide · Case noire i3 vide · Case blanche j3 vide · Pion blanc sur case blanche a2 · Pion blanc sur case noire b2 · Pion blanc sur case blanche c2 · Pion blanc sur case noire d2 · Pion blanc sur case blanche e2 · Pion blanc sur case noire f2 · Pion blanc sur case blanche g2 · Pion blanc sur case noire h2 · Pion blanc sur case blanche i2 · Pion blanc sur case noire j2 · Tour blanche sur case noire a1 · Cavalier blanc sur case blanche b1 · Fou blanc sur case noire c1 · Impératrice blanche sur case blanche d1 · Dame blanche sur case noire e1 · Roi blanc sur case blanche f1 · Princesse blanche sur case noire g1 · Fou blanc sur case blanche h1 · Cavalier blanc sur case noire i1 · Tour blanche sur case blanche j1 | Tour noire sur case blanche a8 · Cavalier noir sur case noire b8 · Fou noir sur case blanche c8 · Impératrice noire sur case noire d8 · Dame noire sur case blanche e8 · Roi noir sur case noire f8 · Princesse noire sur case blanche g8 · Fou noir sur case noire h8 · Cavalier noir sur case blanche i8 · Tour noire sur case noire j8 · Pion noir sur case noire a7 · Pion noir sur case blanche b7 · Pion noir sur case noire c7 · Pion noir sur case blanche d7 · Pion noir sur case noire e7 · Pion noir sur case blanche f7 · Pion noir sur case noire g7 · Pion noir sur case blanche h7 · Pion noir sur case noire i7 · Pion noir sur case blanche j7 · Case blanche a6 vide · Case noire b6 vide · Case blanche c6 vide · Case noire d6 vide · Case blanche e6 vide · Case noire f6 vide · Case blanche g6 vide · Case noire h6 vide · Case blanche i6 vide · Case noire j6 vide · Case noire a5 vide · Case blanche b5 vide · Case noire c5 vide · Case blanche d5 vide · Case noire e5 vide · Case blanche f5 vide · Case noire g5 vide · Case blanche h5 vide · Case noire i5 vide · Case blanche j5 vide · Case blanche a4 vide · Case noire b4 vide · Case blanche c4 vide · Case noire d4 vide · Case blanche e4 vide · Case noire f4 vide · Case blanche g4 vide · Case noire h4 vide · Case blanche i4 vide · Case noire j4 vide · Case noire a3 vide · Case blanche b3 vide · Case noire c3 vide · Case blanche d3 vide · Case noire e3 vide · Case blanche f3 vide · Case noire g3 vide · Case blanche h3 vide · Case noire i3 vide · Case blanche j3 vide · Pion blanc sur case blanche a2 · Pion blanc sur case noire b2 · Pion blanc sur case blanche c2 · Pion blanc sur case noire d2 · Pion blanc sur case blanche e2 · Pion blanc sur case noire f2 · Pion blanc sur case blanche g2 · Pion blanc sur case noire h2 · Pion blanc sur case blanche i2 · Pion blanc sur case noire j2 · Tour blanche sur case noire a1 · Cavalier blanc sur case blanche b1 · Fou blanc sur case noire c1 · Impératrice blanche sur case blanche d1 · Dame blanche sur case noire e1 · Roi blanc sur case blanche f1 · Princesse blanche sur case noire g1 · Fou blanc sur case blanche h1 · Cavalier blanc sur case noire i1 · Tour blanche sur case blanche j1 | Tour noire sur case blanche a8 · Cavalier noir sur case noire b8 · Fou noir sur case blanche c8 · Impératrice noire sur case noire d8 · Dame noire sur case blanche e8 · Roi noir sur case noire f8 · Princesse noire sur case blanche g8 · Fou noir sur case noire h8 · Cavalier noir sur case blanche i8 · Tour noire sur case noire j8 · Pion noir sur case noire a7 · Pion noir sur case blanche b7 · Pion noir sur case noire c7 · Pion noir sur case blanche d7 · Pion noir sur case noire e7 · Pion noir sur case blanche f7 · Pion noir sur case noire g7 · Pion noir sur case blanche h7 · Pion noir sur case noire i7 · Pion noir sur case blanche j7 · Case blanche a6 vide · Case noire b6 vide · Case blanche c6 vide · Case noire d6 vide · Case blanche e6 vide · Case noire f6 vide · Case blanche g6 vide · Case noire h6 vide · Case blanche i6 vide · Case noire j6 vide · Case noire a5 vide · Case blanche b5 vide · Case noire c5 vide · Case blanche d5 vide · Case noire e5 vide · Case blanche f5 vide · Case noire g5 vide · Case blanche h5 vide · Case noire i5 vide · Case blanche j5 vide · Case blanche a4 vide · Case noire b4 vide · Case blanche c4 vide · Case noire d4 vide · Case blanche e4 vide · Case noire f4 vide · Case blanche g4 vide · Case noire h4 vide · Case blanche i4 vide · Case noire j4 vide · Case noire a3 vide · Case blanche b3 vide · Case noire c3 vide · Case blanche d3 vide · Case noire e3 vide · Case blanche f3 vide · Case noire g3 vide · Case blanche h3 vide · Case noire i3 vide · Case blanche j3 vide · Pion blanc sur case blanche a2 · Pion blanc sur case noire b2 · Pion blanc sur case blanche c2 · Pion blanc sur case noire d2 · Pion blanc sur case blanche e2 · Pion blanc sur case noire f2 · Pion blanc sur case blanche g2 · Pion blanc sur case noire h2 · Pion blanc sur case blanche i2 · Pion blanc sur case noire j2 · Tour blanche sur case noire a1 · Cavalier blanc sur case blanche b1 · Fou blanc sur case noire c1 · Impératrice blanche sur case blanche d1 · Dame blanche sur case noire e1 · Roi blanc sur case blanche f1 · Princesse blanche sur case noire g1 · Fou blanc sur case blanche h1 · Cavalier blanc sur case noire i1 · Tour blanche sur case blanche j1 | Tour noire sur case blanche a8 · Cavalier noir sur case noire b8 · Fou noir sur case blanche c8 · Impératrice noire sur case noire d8 · Dame noire sur case blanche e8 · Roi noir sur case noire f8 · Princesse noire sur case blanche g8 · Fou noir sur case noire h8 · Cavalier noir sur case blanche i8 · Tour noire sur case noire j8 · Pion noir sur case noire a7 · Pion noir sur case blanche b7 · Pion noir sur case noire c7 · Pion noir sur case blanche d7 · Pion noir sur case noire e7 · Pion noir sur case blanche f7 · Pion noir sur case noire g7 · Pion noir sur case blanche h7 · Pion noir sur case noire i7 · Pion noir sur case blanche j7 · Case blanche a6 vide · Case noire b6 vide · Case blanche c6 vide · Case noire d6 vide · Case blanche e6 vide · Case noire f6 vide · Case blanche g6 vide · Case noire h6 vide · Case blanche i6 vide · Case noire j6 vide · Case noire a5 vide · Case blanche b5 vide · Case noire c5 vide · Case blanche d5 vide · Case noire e5 vide · Case blanche f5 vide · Case noire g5 vide · Case blanche h5 vide · Case noire i5 vide · Case blanche j5 vide · Case blanche a4 vide · Case noire b4 vide · Case blanche c4 vide · Case noire d4 vide · Case blanche e4 vide · Case noire f4 vide · Case blanche g4 vide · Case noire h4 vide · Case blanche i4 vide · Case noire j4 vide · Case noire a3 vide · Case blanche b3 vide · Case noire c3 vide · Case blanche d3 vide · Case noire e3 vide · Case blanche f3 vide · Case noire g3 vide · Case blanche h3 vide · Case noire i3 vide · Case blanche j3 vide · Pion blanc sur case blanche a2 · Pion blanc sur case noire b2 · Pion blanc sur case blanche c2 · Pion blanc sur case noire d2 · Pion blanc sur case blanche e2 · Pion blanc sur case noire f2 · Pion blanc sur case blanche g2 · Pion blanc sur case noire h2 · Pion blanc sur case blanche i2 · Pion blanc sur case noire j2 · Tour blanche sur case noire a1 · Cavalier blanc sur case blanche b1 · Fou blanc sur case noire c1 · Impératrice blanche sur case blanche d1 · Dame blanche sur case noire e1 · Roi blanc sur case blanche f1 · Princesse blanche sur case noire g1 · Fou blanc sur case blanche h1 · Cavalier blanc sur case noire i1 · Tour blanche sur case blanche j1 | Tour noire sur case blanche a8 · Cavalier noir sur case noire b8 · Fou noir sur case blanche c8 · Impératrice noire sur case noire d8 · Dame noire sur case blanche e8 · Roi noir sur case noire f8 · Princesse noire sur case blanche g8 · Fou noir sur case noire h8 · Cavalier noir sur case blanche i8 · Tour noire sur case noire j8 · Pion noir sur case noire a7 · Pion noir sur case blanche b7 · Pion noir sur case noire c7 · Pion noir sur case blanche d7 · Pion noir sur case noire e7 · Pion noir sur case blanche f7 · Pion noir sur case noire g7 · Pion noir sur case blanche h7 · Pion noir sur case noire i7 · Pion noir sur case blanche j7 · Case blanche a6 vide · Case noire b6 vide · Case blanche c6 vide · Case noire d6 vide · Case blanche e6 vide · Case noire f6 vide · Case blanche g6 vide · Case noire h6 vide · Case blanche i6 vide · Case noire j6 vide · Case noire a5 vide · Case blanche b5 vide · Case noire c5 vide · Case blanche d5 vide · Case noire e5 vide · Case blanche f5 vide · Case noire g5 vide · Case blanche h5 vide · Case noire i5 vide · Case blanche j5 vide · Case blanche a4 vide · Case noire b4 vide · Case blanche c4 vide · Case noire d4 vide · Case blanche e4 vide · Case noire f4 vide · Case blanche g4 vide · Case noire h4 vide · Case blanche i4 vide · Case noire j4 vide · Case noire a3 vide · Case blanche b3 vide · Case noire c3 vide · Case blanche d3 vide · Case noire e3 vide · Case blanche f3 vide · Case noire g3 vide · Case blanche h3 vide · Case noire i3 vide · Case blanche j3 vide · Pion blanc sur case blanche a2 · Pion blanc sur case noire b2 · Pion blanc sur case blanche c2 · Pion blanc sur case noire d2 · Pion blanc sur case blanche e2 · Pion blanc sur case noire f2 · Pion blanc sur case blanche g2 · Pion blanc sur case noire h2 · Pion blanc sur case blanche i2 · Pion blanc sur case noire j2 · Tour blanche sur case noire a1 · Cavalier blanc sur case blanche b1 · Fou blanc sur case noire c1 · Impératrice blanche sur case blanche d1 · Dame blanche sur case noire e1 · Roi blanc sur case blanche f1 · Princesse blanche sur case noire g1 · Fou blanc sur case blanche h1 · Cavalier blanc sur case noire i1 · Tour blanche sur case blanche j1 | Tour noire sur case blanche a8 · Cavalier noir sur case noire b8 · Fou noir sur case blanche c8 · Impératrice noire sur case noire d8 · Dame noire sur case blanche e8 · Roi noir sur case noire f8 · Princesse noire sur case blanche g8 · Fou noir sur case noire h8 · Cavalier noir sur case blanche i8 · Tour noire sur case noire j8 · Pion noir sur case noire a7 · Pion noir sur case blanche b7 · Pion noir sur case noire c7 · Pion noir sur case blanche d7 · Pion noir sur case noire e7 · Pion noir sur case blanche f7 · Pion noir sur case noire g7 · Pion noir sur case blanche h7 · Pion noir sur case noire i7 · Pion noir sur case blanche j7 · Case blanche a6 vide · Case noire b6 vide · Case blanche c6 vide · Case noire d6 vide · Case blanche e6 vide · Case noire f6 vide · Case blanche g6 vide · Case noire h6 vide · Case blanche i6 vide · Case noire j6 vide · Case noire a5 vide · Case blanche b5 vide · Case noire c5 vide · Case blanche d5 vide · Case noire e5 vide · Case blanche f5 vide · Case noire g5 vide · Case blanche h5 vide · Case noire i5 vide · Case blanche j5 vide · Case blanche a4 vide · Case noire b4 vide · Case blanche c4 vide · Case noire d4 vide · Case blanche e4 vide · Case noire f4 vide · Case blanche g4 vide · Case noire h4 vide · Case blanche i4 vide · Case noire j4 vide · Case noire a3 vide · Case blanche b3 vide · Case noire c3 vide · Case blanche d3 vide · Case noire e3 vide · Case blanche f3 vide · Case noire g3 vide · Case blanche h3 vide · Case noire i3 vide · Case blanche j3 vide · Pion blanc sur case blanche a2 · Pion blanc sur case noire b2 · Pion blanc sur case blanche c2 · Pion blanc sur case noire d2 · Pion blanc sur case blanche e2 · Pion blanc sur case noire f2 · Pion blanc sur case blanche g2 · Pion blanc sur case noire h2 · Pion blanc sur case blanche i2 · Pion blanc sur case noire j2 · Tour blanche sur case noire a1 · Cavalier blanc sur case blanche b1 · Fou blanc sur case noire c1 · Impératrice blanche sur case blanche d1 · Dame blanche sur case noire e1 · Roi blanc sur case blanche f1 · Princesse blanche sur case noire g1 · Fou blanc sur case blanche h1 · Cavalier blanc sur case noire i1 · Tour blanche sur case blanche j1 | Tour noire sur case blanche a8 · Cavalier noir sur case noire b8 · Fou noir sur case blanche c8 · Impératrice noire sur case noire d8 · Dame noire sur case blanche e8 · Roi noir sur case noire f8 · Princesse noire sur case blanche g8 · Fou noir sur case noire h8 · Cavalier noir sur case blanche i8 · Tour noire sur case noire j8 · Pion noir sur case noire a7 · Pion noir sur case blanche b7 · Pion noir sur case noire c7 · Pion noir sur case blanche d7 · Pion noir sur case noire e7 · Pion noir sur case blanche f7 · Pion noir sur case noire g7 · Pion noir sur case blanche h7 · Pion noir sur case noire i7 · Pion noir sur case blanche j7 · Case blanche a6 vide · Case noire b6 vide · Case blanche c6 vide · Case noire d6 vide · Case blanche e6 vide · Case noire f6 vide · Case blanche g6 vide · Case noire h6 vide · Case blanche i6 vide · Case noire j6 vide · Case noire a5 vide · Case blanche b5 vide · Case noire c5 vide · Case blanche d5 vide · Case noire e5 vide · Case blanche f5 vide · Case noire g5 vide · Case blanche h5 vide · Case noire i5 vide · Case blanche j5 vide · Case blanche a4 vide · Case noire b4 vide · Case blanche c4 vide · Case noire d4 vide · Case blanche e4 vide · Case noire f4 vide · Case blanche g4 vide · Case noire h4 vide · Case blanche i4 vide · Case noire j4 vide · Case noire a3 vide · Case blanche b3 vide · Case noire c3 vide · Case blanche d3 vide · Case noire e3 vide · Case blanche f3 vide · Case noire g3 vide · Case blanche h3 vide · Case noire i3 vide · Case blanche j3 vide · Pion blanc sur case blanche a2 · Pion blanc sur case noire b2 · Pion blanc sur case blanche c2 · Pion blanc sur case noire d2 · Pion blanc sur case blanche e2 · Pion blanc sur case noire f2 · Pion blanc sur case blanche g2 · Pion blanc sur case noire h2 · Pion blanc sur case blanche i2 · Pion blanc sur case noire j2 · Tour blanche sur case noire a1 · Cavalier blanc sur case blanche b1 · Fou blanc sur case noire c1 · Impératrice blanche sur case blanche d1 · Dame blanche sur case noire e1 · Roi blanc sur case blanche f1 · Princesse blanche sur case noire g1 · Fou blanc sur case blanche h1 · Cavalier blanc sur case noire i1 · Tour blanche sur case blanche j1 | Tour noire sur case blanche a8 · Cavalier noir sur case noire b8 · Fou noir sur case blanche c8 · Impératrice noire sur case noire d8 · Dame noire sur case blanche e8 · Roi noir sur case noire f8 · Princesse noire sur case blanche g8 · Fou noir sur case noire h8 · Cavalier noir sur case blanche i8 · Tour noire sur case noire j8 · Pion noir sur case noire a7 · Pion noir sur case blanche b7 · Pion noir sur case noire c7 · Pion noir sur case blanche d7 · Pion noir sur case noire e7 · Pion noir sur case blanche f7 · Pion noir sur case noire g7 · Pion noir sur case blanche h7 · Pion noir sur case noire i7 · Pion noir sur case blanche j7 · Case blanche a6 vide · Case noire b6 vide · Case blanche c6 vide · Case noire d6 vide · Case blanche e6 vide · Case noire f6 vide · Case blanche g6 vide · Case noire h6 vide · Case blanche i6 vide · Case noire j6 vide · Case noire a5 vide · Case blanche b5 vide · Case noire c5 vide · Case blanche d5 vide · Case noire e5 vide · Case blanche f5 vide · Case noire g5 vide · Case blanche h5 vide · Case noire i5 vide · Case blanche j5 vide · Case blanche a4 vide · Case noire b4 vide · Case blanche c4 vide · Case noire d4 vide · Case blanche e4 vide · Case noire f4 vide · Case blanche g4 vide · Case noire h4 vide · Case blanche i4 vide · Case noire j4 vide · Case noire a3 vide · Case blanche b3 vide · Case noire c3 vide · Case blanche d3 vide · Case noire e3 vide · Case blanche f3 vide · Case noire g3 vide · Case blanche h3 vide · Case noire i3 vide · Case blanche j3 vide · Pion blanc sur case blanche a2 · Pion blanc sur case noire b2 · Pion blanc sur case blanche c2 · Pion blanc sur case noire d2 · Pion blanc sur case blanche e2 · Pion blanc sur case noire f2 · Pion blanc sur case blanche g2 · Pion blanc sur case noire h2 · Pion blanc sur case blanche i2 · Pion blanc sur case noire j2 · Tour blanche sur case noire a1 · Cavalier blanc sur case blanche b1 · Fou blanc sur case noire c1 · Impératrice blanche sur case blanche d1 · Dame blanche sur case noire e1 · Roi blanc sur case blanche f1 · Princesse blanche sur case noire g1 · Fou blanc sur case blanche h1 · Cavalier blanc sur case noire i1 · Tour blanche sur case blanche j1 | Tour noire sur case blanche a8 · Cavalier noir sur case noire b8 · Fou noir sur case blanche c8 · Impératrice noire sur case noire d8 · Dame noire sur case blanche e8 · Roi noir sur case noire f8 · Princesse noire sur case blanche g8 · Fou noir sur case noire h8 · Cavalier noir sur case blanche i8 · Tour noire sur case noire j8 · Pion noir sur case noire a7 · Pion noir sur case blanche b7 · Pion noir sur case noire c7 · Pion noir sur case blanche d7 · Pion noir sur case noire e7 · Pion noir sur case blanche f7 · Pion noir sur case noire g7 · Pion noir sur case blanche h7 · Pion noir sur case noire i7 · Pion noir sur case blanche j7 · Case blanche a6 vide · Case noire b6 vide · Case blanche c6 vide · Case noire d6 vide · Case blanche e6 vide · Case noire f6 vide · Case blanche g6 vide · Case noire h6 vide · Case blanche i6 vide · Case noire j6 vide · Case noire a5 vide · Case blanche b5 vide · Case noire c5 vide · Case blanche d5 vide · Case noire e5 vide · Case blanche f5 vide · Case noire g5 vide · Case blanche h5 vide · Case noire i5 vide · Case blanche j5 vide · Case blanche a4 vide · Case noire b4 vide · Case blanche c4 vide · Case noire d4 vide · Case blanche e4 vide · Case noire f4 vide · Case blanche g4 vide · Case noire h4 vide · Case blanche i4 vide · Case noire j4 vide · Case noire a3 vide · Case blanche b3 vide · Case noire c3 vide · Case blanche d3 vide · Case noire e3 vide · Case blanche f3 vide · Case noire g3 vide · Case blanche h3 vide · Case noire i3 vide · Case blanche j3 vide · Pion blanc sur case blanche a2 · Pion blanc sur case noire b2 · Pion blanc sur case blanche c2 · Pion blanc sur case noire d2 · Pion blanc sur case blanche e2 · Pion blanc sur case noire f2 · Pion blanc sur case blanche g2 · Pion blanc sur case noire h2 · Pion blanc sur case blanche i2 · Pion blanc sur case noire j2 · Tour blanche sur case noire a1 · Cavalier blanc sur case blanche b1 · Fou blanc sur case noire c1 · Impératrice blanche sur case blanche d1 · Dame blanche sur case noire e1 · Roi blanc sur case blanche f1 · Princesse blanche sur case noire g1 · Fou blanc sur case blanche h1 · Cavalier blanc sur case noire i1 · Tour blanche sur case blanche j1 | Tour noire sur case blanche a8 · Cavalier noir sur case noire b8 · Fou noir sur case blanche c8 · Impératrice noire sur case noire d8 · Dame noire sur case blanche e8 · Roi noir sur case noire f8 · Princesse noire sur case blanche g8 · Fou noir sur case noire h8 · Cavalier noir sur case blanche i8 · Tour noire sur case noire j8 · Pion noir sur case noire a7 · Pion noir sur case blanche b7 · Pion noir sur case noire c7 · Pion noir sur case blanche d7 · Pion noir sur case noire e7 · Pion noir sur case blanche f7 · Pion noir sur case noire g7 · Pion noir sur case blanche h7 · Pion noir sur case noire i7 · Pion noir sur case blanche j7 · Case blanche a6 vide · Case noire b6 vide · Case blanche c6 vide · Case noire d6 vide · Case blanche e6 vide · Case noire f6 vide · Case blanche g6 vide · Case noire h6 vide · Case blanche i6 vide · Case noire j6 vide · Case noire a5 vide · Case blanche b5 vide · Case noire c5 vide · Case blanche d5 vide · Case noire e5 vide · Case blanche f5 vide · Case noire g5 vide · Case blanche h5 vide · Case noire i5 vide · Case blanche j5 vide · Case blanche a4 vide · Case noire b4 vide · Case blanche c4 vide · Case noire d4 vide · Case blanche e4 vide · Case noire f4 vide · Case blanche g4 vide · Case noire h4 vide · Case blanche i4 vide · Case noire j4 vide · Case noire a3 vide · Case blanche b3 vide · Case noire c3 vide · Case blanche d3 vide · Case noire e3 vide · Case blanche f3 vide · Case noire g3 vide · Case blanche h3 vide · Case noire i3 vide · Case blanche j3 vide · Pion blanc sur case blanche a2 · Pion blanc sur case noire b2 · Pion blanc sur case blanche c2 · Pion blanc sur case noire d2 · Pion blanc sur case blanche e2 · Pion blanc sur case noire f2 · Pion blanc sur case blanche g2 · Pion blanc sur case noire h2 · Pion blanc sur case blanche i2 · Pion blanc sur case noire j2 · Tour blanche sur case noire a1 · Cavalier blanc sur case blanche b1 · Fou blanc sur case noire c1 · Impératrice blanche sur case blanche d1 · Dame blanche sur case noire e1 · Roi blanc sur case blanche f1 · Princesse blanche sur case noire g1 · Fou blanc sur case blanche h1 · Cavalier blanc sur case noire i1 · Tour blanche sur case blanche j1 | 5 |
| 4 | Tour noire sur case blanche a8 · Cavalier noir sur case noire b8 · Fou noir sur case blanche c8 · Impératrice noire sur case noire d8 · Dame noire sur case blanche e8 · Roi noir sur case noire f8 · Princesse noire sur case blanche g8 · Fou noir sur case noire h8 · Cavalier noir sur case blanche i8 · Tour noire sur case noire j8 · Pion noir sur case noire a7 · Pion noir sur case blanche b7 · Pion noir sur case noire c7 · Pion noir sur case blanche d7 · Pion noir sur case noire e7 · Pion noir sur case blanche f7 · Pion noir sur case noire g7 · Pion noir sur case blanche h7 · Pion noir sur case noire i7 · Pion noir sur case blanche j7 · Case blanche a6 vide · Case noire b6 vide · Case blanche c6 vide · Case noire d6 vide · Case blanche e6 vide · Case noire f6 vide · Case blanche g6 vide · Case noire h6 vide · Case blanche i6 vide · Case noire j6 vide · Case noire a5 vide · Case blanche b5 vide · Case noire c5 vide · Case blanche d5 vide · Case noire e5 vide · Case blanche f5 vide · Case noire g5 vide · Case blanche h5 vide · Case noire i5 vide · Case blanche j5 vide · Case blanche a4 vide · Case noire b4 vide · Case blanche c4 vide · Case noire d4 vide · Case blanche e4 vide · Case noire f4 vide · Case blanche g4 vide · Case noire h4 vide · Case blanche i4 vide · Case noire j4 vide · Case noire a3 vide · Case blanche b3 vide · Case noire c3 vide · Case blanche d3 vide · Case noire e3 vide · Case blanche f3 vide · Case noire g3 vide · Case blanche h3 vide · Case noire i3 vide · Case blanche j3 vide · Pion blanc sur case blanche a2 · Pion blanc sur case noire b2 · Pion blanc sur case blanche c2 · Pion blanc sur case noire d2 · Pion blanc sur case blanche e2 · Pion blanc sur case noire f2 · Pion blanc sur case blanche g2 · Pion blanc sur case noire h2 · Pion blanc sur case blanche i2 · Pion blanc sur case noire j2 · Tour blanche sur case noire a1 · Cavalier blanc sur case blanche b1 · Fou blanc sur case noire c1 · Impératrice blanche sur case blanche d1 · Dame blanche sur case noire e1 · Roi blanc sur case blanche f1 · Princesse blanche sur case noire g1 · Fou blanc sur case blanche h1 · Cavalier blanc sur case noire i1 · Tour blanche sur case blanche j1 | Tour noire sur case blanche a8 · Cavalier noir sur case noire b8 · Fou noir sur case blanche c8 · Impératrice noire sur case noire d8 · Dame noire sur case blanche e8 · Roi noir sur case noire f8 · Princesse noire sur case blanche g8 · Fou noir sur case noire h8 · Cavalier noir sur case blanche i8 · Tour noire sur case noire j8 · Pion noir sur case noire a7 · Pion noir sur case blanche b7 · Pion noir sur case noire c7 · Pion noir sur case blanche d7 · Pion noir sur case noire e7 · Pion noir sur case blanche f7 · Pion noir sur case noire g7 · Pion noir sur case blanche h7 · Pion noir sur case noire i7 · Pion noir sur case blanche j7 · Case blanche a6 vide · Case noire b6 vide · Case blanche c6 vide · Case noire d6 vide · Case blanche e6 vide · Case noire f6 vide · Case blanche g6 vide · Case noire h6 vide · Case blanche i6 vide · Case noire j6 vide · Case noire a5 vide · Case blanche b5 vide · Case noire c5 vide · Case blanche d5 vide · Case noire e5 vide · Case blanche f5 vide · Case noire g5 vide · Case blanche h5 vide · Case noire i5 vide · Case blanche j5 vide · Case blanche a4 vide · Case noire b4 vide · Case blanche c4 vide · Case noire d4 vide · Case blanche e4 vide · Case noire f4 vide · Case blanche g4 vide · Case noire h4 vide · Case blanche i4 vide · Case noire j4 vide · Case noire a3 vide · Case blanche b3 vide · Case noire c3 vide · Case blanche d3 vide · Case noire e3 vide · Case blanche f3 vide · Case noire g3 vide · Case blanche h3 vide · Case noire i3 vide · Case blanche j3 vide · Pion blanc sur case blanche a2 · Pion blanc sur case noire b2 · Pion blanc sur case blanche c2 · Pion blanc sur case noire d2 · Pion blanc sur case blanche e2 · Pion blanc sur case noire f2 · Pion blanc sur case blanche g2 · Pion blanc sur case noire h2 · Pion blanc sur case blanche i2 · Pion blanc sur case noire j2 · Tour blanche sur case noire a1 · Cavalier blanc sur case blanche b1 · Fou blanc sur case noire c1 · Impératrice blanche sur case blanche d1 · Dame blanche sur case noire e1 · Roi blanc sur case blanche f1 · Princesse blanche sur case noire g1 · Fou blanc sur case blanche h1 · Cavalier blanc sur case noire i1 · Tour blanche sur case blanche j1 | Tour noire sur case blanche a8 · Cavalier noir sur case noire b8 · Fou noir sur case blanche c8 · Impératrice noire sur case noire d8 · Dame noire sur case blanche e8 · Roi noir sur case noire f8 · Princesse noire sur case blanche g8 · Fou noir sur case noire h8 · Cavalier noir sur case blanche i8 · Tour noire sur case noire j8 · Pion noir sur case noire a7 · Pion noir sur case blanche b7 · Pion noir sur case noire c7 · Pion noir sur case blanche d7 · Pion noir sur case noire e7 · Pion noir sur case blanche f7 · Pion noir sur case noire g7 · Pion noir sur case blanche h7 · Pion noir sur case noire i7 · Pion noir sur case blanche j7 · Case blanche a6 vide · Case noire b6 vide · Case blanche c6 vide · Case noire d6 vide · Case blanche e6 vide · Case noire f6 vide · Case blanche g6 vide · Case noire h6 vide · Case blanche i6 vide · Case noire j6 vide · Case noire a5 vide · Case blanche b5 vide · Case noire c5 vide · Case blanche d5 vide · Case noire e5 vide · Case blanche f5 vide · Case noire g5 vide · Case blanche h5 vide · Case noire i5 vide · Case blanche j5 vide · Case blanche a4 vide · Case noire b4 vide · Case blanche c4 vide · Case noire d4 vide · Case blanche e4 vide · Case noire f4 vide · Case blanche g4 vide · Case noire h4 vide · Case blanche i4 vide · Case noire j4 vide · Case noire a3 vide · Case blanche b3 vide · Case noire c3 vide · Case blanche d3 vide · Case noire e3 vide · Case blanche f3 vide · Case noire g3 vide · Case blanche h3 vide · Case noire i3 vide · Case blanche j3 vide · Pion blanc sur case blanche a2 · Pion blanc sur case noire b2 · Pion blanc sur case blanche c2 · Pion blanc sur case noire d2 · Pion blanc sur case blanche e2 · Pion blanc sur case noire f2 · Pion blanc sur case blanche g2 · Pion blanc sur case noire h2 · Pion blanc sur case blanche i2 · Pion blanc sur case noire j2 · Tour blanche sur case noire a1 · Cavalier blanc sur case blanche b1 · Fou blanc sur case noire c1 · Impératrice blanche sur case blanche d1 · Dame blanche sur case noire e1 · Roi blanc sur case blanche f1 · Princesse blanche sur case noire g1 · Fou blanc sur case blanche h1 · Cavalier blanc sur case noire i1 · Tour blanche sur case blanche j1 | Tour noire sur case blanche a8 · Cavalier noir sur case noire b8 · Fou noir sur case blanche c8 · Impératrice noire sur case noire d8 · Dame noire sur case blanche e8 · Roi noir sur case noire f8 · Princesse noire sur case blanche g8 · Fou noir sur case noire h8 · Cavalier noir sur case blanche i8 · Tour noire sur case noire j8 · Pion noir sur case noire a7 · Pion noir sur case blanche b7 · Pion noir sur case noire c7 · Pion noir sur case blanche d7 · Pion noir sur case noire e7 · Pion noir sur case blanche f7 · Pion noir sur case noire g7 · Pion noir sur case blanche h7 · Pion noir sur case noire i7 · Pion noir sur case blanche j7 · Case blanche a6 vide · Case noire b6 vide · Case blanche c6 vide · Case noire d6 vide · Case blanche e6 vide · Case noire f6 vide · Case blanche g6 vide · Case noire h6 vide · Case blanche i6 vide · Case noire j6 vide · Case noire a5 vide · Case blanche b5 vide · Case noire c5 vide · Case blanche d5 vide · Case noire e5 vide · Case blanche f5 vide · Case noire g5 vide · Case blanche h5 vide · Case noire i5 vide · Case blanche j5 vide · Case blanche a4 vide · Case noire b4 vide · Case blanche c4 vide · Case noire d4 vide · Case blanche e4 vide · Case noire f4 vide · Case blanche g4 vide · Case noire h4 vide · Case blanche i4 vide · Case noire j4 vide · Case noire a3 vide · Case blanche b3 vide · Case noire c3 vide · Case blanche d3 vide · Case noire e3 vide · Case blanche f3 vide · Case noire g3 vide · Case blanche h3 vide · Case noire i3 vide · Case blanche j3 vide · Pion blanc sur case blanche a2 · Pion blanc sur case noire b2 · Pion blanc sur case blanche c2 · Pion blanc sur case noire d2 · Pion blanc sur case blanche e2 · Pion blanc sur case noire f2 · Pion blanc sur case blanche g2 · Pion blanc sur case noire h2 · Pion blanc sur case blanche i2 · Pion blanc sur case noire j2 · Tour blanche sur case noire a1 · Cavalier blanc sur case blanche b1 · Fou blanc sur case noire c1 · Impératrice blanche sur case blanche d1 · Dame blanche sur case noire e1 · Roi blanc sur case blanche f1 · Princesse blanche sur case noire g1 · Fou blanc sur case blanche h1 · Cavalier blanc sur case noire i1 · Tour blanche sur case blanche j1 | Tour noire sur case blanche a8 · Cavalier noir sur case noire b8 · Fou noir sur case blanche c8 · Impératrice noire sur case noire d8 · Dame noire sur case blanche e8 · Roi noir sur case noire f8 · Princesse noire sur case blanche g8 · Fou noir sur case noire h8 · Cavalier noir sur case blanche i8 · Tour noire sur case noire j8 · Pion noir sur case noire a7 · Pion noir sur case blanche b7 · Pion noir sur case noire c7 · Pion noir sur case blanche d7 · Pion noir sur case noire e7 · Pion noir sur case blanche f7 · Pion noir sur case noire g7 · Pion noir sur case blanche h7 · Pion noir sur case noire i7 · Pion noir sur case blanche j7 · Case blanche a6 vide · Case noire b6 vide · Case blanche c6 vide · Case noire d6 vide · Case blanche e6 vide · Case noire f6 vide · Case blanche g6 vide · Case noire h6 vide · Case blanche i6 vide · Case noire j6 vide · Case noire a5 vide · Case blanche b5 vide · Case noire c5 vide · Case blanche d5 vide · Case noire e5 vide · Case blanche f5 vide · Case noire g5 vide · Case blanche h5 vide · Case noire i5 vide · Case blanche j5 vide · Case blanche a4 vide · Case noire b4 vide · Case blanche c4 vide · Case noire d4 vide · Case blanche e4 vide · Case noire f4 vide · Case blanche g4 vide · Case noire h4 vide · Case blanche i4 vide · Case noire j4 vide · Case noire a3 vide · Case blanche b3 vide · Case noire c3 vide · Case blanche d3 vide · Case noire e3 vide · Case blanche f3 vide · Case noire g3 vide · Case blanche h3 vide · Case noire i3 vide · Case blanche j3 vide · Pion blanc sur case blanche a2 · Pion blanc sur case noire b2 · Pion blanc sur case blanche c2 · Pion blanc sur case noire d2 · Pion blanc sur case blanche e2 · Pion blanc sur case noire f2 · Pion blanc sur case blanche g2 · Pion blanc sur case noire h2 · Pion blanc sur case blanche i2 · Pion blanc sur case noire j2 · Tour blanche sur case noire a1 · Cavalier blanc sur case blanche b1 · Fou blanc sur case noire c1 · Impératrice blanche sur case blanche d1 · Dame blanche sur case noire e1 · Roi blanc sur case blanche f1 · Princesse blanche sur case noire g1 · Fou blanc sur case blanche h1 · Cavalier blanc sur case noire i1 · Tour blanche sur case blanche j1 | Tour noire sur case blanche a8 · Cavalier noir sur case noire b8 · Fou noir sur case blanche c8 · Impératrice noire sur case noire d8 · Dame noire sur case blanche e8 · Roi noir sur case noire f8 · Princesse noire sur case blanche g8 · Fou noir sur case noire h8 · Cavalier noir sur case blanche i8 · Tour noire sur case noire j8 · Pion noir sur case noire a7 · Pion noir sur case blanche b7 · Pion noir sur case noire c7 · Pion noir sur case blanche d7 · Pion noir sur case noire e7 · Pion noir sur case blanche f7 · Pion noir sur case noire g7 · Pion noir sur case blanche h7 · Pion noir sur case noire i7 · Pion noir sur case blanche j7 · Case blanche a6 vide · Case noire b6 vide · Case blanche c6 vide · Case noire d6 vide · Case blanche e6 vide · Case noire f6 vide · Case blanche g6 vide · Case noire h6 vide · Case blanche i6 vide · Case noire j6 vide · Case noire a5 vide · Case blanche b5 vide · Case noire c5 vide · Case blanche d5 vide · Case noire e5 vide · Case blanche f5 vide · Case noire g5 vide · Case blanche h5 vide · Case noire i5 vide · Case blanche j5 vide · Case blanche a4 vide · Case noire b4 vide · Case blanche c4 vide · Case noire d4 vide · Case blanche e4 vide · Case noire f4 vide · Case blanche g4 vide · Case noire h4 vide · Case blanche i4 vide · Case noire j4 vide · Case noire a3 vide · Case blanche b3 vide · Case noire c3 vide · Case blanche d3 vide · Case noire e3 vide · Case blanche f3 vide · Case noire g3 vide · Case blanche h3 vide · Case noire i3 vide · Case blanche j3 vide · Pion blanc sur case blanche a2 · Pion blanc sur case noire b2 · Pion blanc sur case blanche c2 · Pion blanc sur case noire d2 · Pion blanc sur case blanche e2 · Pion blanc sur case noire f2 · Pion blanc sur case blanche g2 · Pion blanc sur case noire h2 · Pion blanc sur case blanche i2 · Pion blanc sur case noire j2 · Tour blanche sur case noire a1 · Cavalier blanc sur case blanche b1 · Fou blanc sur case noire c1 · Impératrice blanche sur case blanche d1 · Dame blanche sur case noire e1 · Roi blanc sur case blanche f1 · Princesse blanche sur case noire g1 · Fou blanc sur case blanche h1 · Cavalier blanc sur case noire i1 · Tour blanche sur case blanche j1 | Tour noire sur case blanche a8 · Cavalier noir sur case noire b8 · Fou noir sur case blanche c8 · Impératrice noire sur case noire d8 · Dame noire sur case blanche e8 · Roi noir sur case noire f8 · Princesse noire sur case blanche g8 · Fou noir sur case noire h8 · Cavalier noir sur case blanche i8 · Tour noire sur case noire j8 · Pion noir sur case noire a7 · Pion noir sur case blanche b7 · Pion noir sur case noire c7 · Pion noir sur case blanche d7 · Pion noir sur case noire e7 · Pion noir sur case blanche f7 · Pion noir sur case noire g7 · Pion noir sur case blanche h7 · Pion noir sur case noire i7 · Pion noir sur case blanche j7 · Case blanche a6 vide · Case noire b6 vide · Case blanche c6 vide · Case noire d6 vide · Case blanche e6 vide · Case noire f6 vide · Case blanche g6 vide · Case noire h6 vide · Case blanche i6 vide · Case noire j6 vide · Case noire a5 vide · Case blanche b5 vide · Case noire c5 vide · Case blanche d5 vide · Case noire e5 vide · Case blanche f5 vide · Case noire g5 vide · Case blanche h5 vide · Case noire i5 vide · Case blanche j5 vide · Case blanche a4 vide · Case noire b4 vide · Case blanche c4 vide · Case noire d4 vide · Case blanche e4 vide · Case noire f4 vide · Case blanche g4 vide · Case noire h4 vide · Case blanche i4 vide · Case noire j4 vide · Case noire a3 vide · Case blanche b3 vide · Case noire c3 vide · Case blanche d3 vide · Case noire e3 vide · Case blanche f3 vide · Case noire g3 vide · Case blanche h3 vide · Case noire i3 vide · Case blanche j3 vide · Pion blanc sur case blanche a2 · Pion blanc sur case noire b2 · Pion blanc sur case blanche c2 · Pion blanc sur case noire d2 · Pion blanc sur case blanche e2 · Pion blanc sur case noire f2 · Pion blanc sur case blanche g2 · Pion blanc sur case noire h2 · Pion blanc sur case blanche i2 · Pion blanc sur case noire j2 · Tour blanche sur case noire a1 · Cavalier blanc sur case blanche b1 · Fou blanc sur case noire c1 · Impératrice blanche sur case blanche d1 · Dame blanche sur case noire e1 · Roi blanc sur case blanche f1 · Princesse blanche sur case noire g1 · Fou blanc sur case blanche h1 · Cavalier blanc sur case noire i1 · Tour blanche sur case blanche j1 | Tour noire sur case blanche a8 · Cavalier noir sur case noire b8 · Fou noir sur case blanche c8 · Impératrice noire sur case noire d8 · Dame noire sur case blanche e8 · Roi noir sur case noire f8 · Princesse noire sur case blanche g8 · Fou noir sur case noire h8 · Cavalier noir sur case blanche i8 · Tour noire sur case noire j8 · Pion noir sur case noire a7 · Pion noir sur case blanche b7 · Pion noir sur case noire c7 · Pion noir sur case blanche d7 · Pion noir sur case noire e7 · Pion noir sur case blanche f7 · Pion noir sur case noire g7 · Pion noir sur case blanche h7 · Pion noir sur case noire i7 · Pion noir sur case blanche j7 · Case blanche a6 vide · Case noire b6 vide · Case blanche c6 vide · Case noire d6 vide · Case blanche e6 vide · Case noire f6 vide · Case blanche g6 vide · Case noire h6 vide · Case blanche i6 vide · Case noire j6 vide · Case noire a5 vide · Case blanche b5 vide · Case noire c5 vide · Case blanche d5 vide · Case noire e5 vide · Case blanche f5 vide · Case noire g5 vide · Case blanche h5 vide · Case noire i5 vide · Case blanche j5 vide · Case blanche a4 vide · Case noire b4 vide · Case blanche c4 vide · Case noire d4 vide · Case blanche e4 vide · Case noire f4 vide · Case blanche g4 vide · Case noire h4 vide · Case blanche i4 vide · Case noire j4 vide · Case noire a3 vide · Case blanche b3 vide · Case noire c3 vide · Case blanche d3 vide · Case noire e3 vide · Case blanche f3 vide · Case noire g3 vide · Case blanche h3 vide · Case noire i3 vide · Case blanche j3 vide · Pion blanc sur case blanche a2 · Pion blanc sur case noire b2 · Pion blanc sur case blanche c2 · Pion blanc sur case noire d2 · Pion blanc sur case blanche e2 · Pion blanc sur case noire f2 · Pion blanc sur case blanche g2 · Pion blanc sur case noire h2 · Pion blanc sur case blanche i2 · Pion blanc sur case noire j2 · Tour blanche sur case noire a1 · Cavalier blanc sur case blanche b1 · Fou blanc sur case noire c1 · Impératrice blanche sur case blanche d1 · Dame blanche sur case noire e1 · Roi blanc sur case blanche f1 · Princesse blanche sur case noire g1 · Fou blanc sur case blanche h1 · Cavalier blanc sur case noire i1 · Tour blanche sur case blanche j1 | Tour noire sur case blanche a8 · Cavalier noir sur case noire b8 · Fou noir sur case blanche c8 · Impératrice noire sur case noire d8 · Dame noire sur case blanche e8 · Roi noir sur case noire f8 · Princesse noire sur case blanche g8 · Fou noir sur case noire h8 · Cavalier noir sur case blanche i8 · Tour noire sur case noire j8 · Pion noir sur case noire a7 · Pion noir sur case blanche b7 · Pion noir sur case noire c7 · Pion noir sur case blanche d7 · Pion noir sur case noire e7 · Pion noir sur case blanche f7 · Pion noir sur case noire g7 · Pion noir sur case blanche h7 · Pion noir sur case noire i7 · Pion noir sur case blanche j7 · Case blanche a6 vide · Case noire b6 vide · Case blanche c6 vide · Case noire d6 vide · Case blanche e6 vide · Case noire f6 vide · Case blanche g6 vide · Case noire h6 vide · Case blanche i6 vide · Case noire j6 vide · Case noire a5 vide · Case blanche b5 vide · Case noire c5 vide · Case blanche d5 vide · Case noire e5 vide · Case blanche f5 vide · Case noire g5 vide · Case blanche h5 vide · Case noire i5 vide · Case blanche j5 vide · Case blanche a4 vide · Case noire b4 vide · Case blanche c4 vide · Case noire d4 vide · Case blanche e4 vide · Case noire f4 vide · Case blanche g4 vide · Case noire h4 vide · Case blanche i4 vide · Case noire j4 vide · Case noire a3 vide · Case blanche b3 vide · Case noire c3 vide · Case blanche d3 vide · Case noire e3 vide · Case blanche f3 vide · Case noire g3 vide · Case blanche h3 vide · Case noire i3 vide · Case blanche j3 vide · Pion blanc sur case blanche a2 · Pion blanc sur case noire b2 · Pion blanc sur case blanche c2 · Pion blanc sur case noire d2 · Pion blanc sur case blanche e2 · Pion blanc sur case noire f2 · Pion blanc sur case blanche g2 · Pion blanc sur case noire h2 · Pion blanc sur case blanche i2 · Pion blanc sur case noire j2 · Tour blanche sur case noire a1 · Cavalier blanc sur case blanche b1 · Fou blanc sur case noire c1 · Impératrice blanche sur case blanche d1 · Dame blanche sur case noire e1 · Roi blanc sur case blanche f1 · Princesse blanche sur case noire g1 · Fou blanc sur case blanche h1 · Cavalier blanc sur case noire i1 · Tour blanche sur case blanche j1 | Tour noire sur case blanche a8 · Cavalier noir sur case noire b8 · Fou noir sur case blanche c8 · Impératrice noire sur case noire d8 · Dame noire sur case blanche e8 · Roi noir sur case noire f8 · Princesse noire sur case blanche g8 · Fou noir sur case noire h8 · Cavalier noir sur case blanche i8 · Tour noire sur case noire j8 · Pion noir sur case noire a7 · Pion noir sur case blanche b7 · Pion noir sur case noire c7 · Pion noir sur case blanche d7 · Pion noir sur case noire e7 · Pion noir sur case blanche f7 · Pion noir sur case noire g7 · Pion noir sur case blanche h7 · Pion noir sur case noire i7 · Pion noir sur case blanche j7 · Case blanche a6 vide · Case noire b6 vide · Case blanche c6 vide · Case noire d6 vide · Case blanche e6 vide · Case noire f6 vide · Case blanche g6 vide · Case noire h6 vide · Case blanche i6 vide · Case noire j6 vide · Case noire a5 vide · Case blanche b5 vide · Case noire c5 vide · Case blanche d5 vide · Case noire e5 vide · Case blanche f5 vide · Case noire g5 vide · Case blanche h5 vide · Case noire i5 vide · Case blanche j5 vide · Case blanche a4 vide · Case noire b4 vide · Case blanche c4 vide · Case noire d4 vide · Case blanche e4 vide · Case noire f4 vide · Case blanche g4 vide · Case noire h4 vide · Case blanche i4 vide · Case noire j4 vide · Case noire a3 vide · Case blanche b3 vide · Case noire c3 vide · Case blanche d3 vide · Case noire e3 vide · Case blanche f3 vide · Case noire g3 vide · Case blanche h3 vide · Case noire i3 vide · Case blanche j3 vide · Pion blanc sur case blanche a2 · Pion blanc sur case noire b2 · Pion blanc sur case blanche c2 · Pion blanc sur case noire d2 · Pion blanc sur case blanche e2 · Pion blanc sur case noire f2 · Pion blanc sur case blanche g2 · Pion blanc sur case noire h2 · Pion blanc sur case blanche i2 · Pion blanc sur case noire j2 · Tour blanche sur case noire a1 · Cavalier blanc sur case blanche b1 · Fou blanc sur case noire c1 · Impératrice blanche sur case blanche d1 · Dame blanche sur case noire e1 · Roi blanc sur case blanche f1 · Princesse blanche sur case noire g1 · Fou blanc sur case blanche h1 · Cavalier blanc sur case noire i1 · Tour blanche sur case blanche j1 | 4 |
| 3 | Tour noire sur case blanche a8 · Cavalier noir sur case noire b8 · Fou noir sur case blanche c8 · Impératrice noire sur case noire d8 · Dame noire sur case blanche e8 · Roi noir sur case noire f8 · Princesse noire sur case blanche g8 · Fou noir sur case noire h8 · Cavalier noir sur case blanche i8 · Tour noire sur case noire j8 · Pion noir sur case noire a7 · Pion noir sur case blanche b7 · Pion noir sur case noire c7 · Pion noir sur case blanche d7 · Pion noir sur case noire e7 · Pion noir sur case blanche f7 · Pion noir sur case noire g7 · Pion noir sur case blanche h7 · Pion noir sur case noire i7 · Pion noir sur case blanche j7 · Case blanche a6 vide · Case noire b6 vide · Case blanche c6 vide · Case noire d6 vide · Case blanche e6 vide · Case noire f6 vide · Case blanche g6 vide · Case noire h6 vide · Case blanche i6 vide · Case noire j6 vide · Case noire a5 vide · Case blanche b5 vide · Case noire c5 vide · Case blanche d5 vide · Case noire e5 vide · Case blanche f5 vide · Case noire g5 vide · Case blanche h5 vide · Case noire i5 vide · Case blanche j5 vide · Case blanche a4 vide · Case noire b4 vide · Case blanche c4 vide · Case noire d4 vide · Case blanche e4 vide · Case noire f4 vide · Case blanche g4 vide · Case noire h4 vide · Case blanche i4 vide · Case noire j4 vide · Case noire a3 vide · Case blanche b3 vide · Case noire c3 vide · Case blanche d3 vide · Case noire e3 vide · Case blanche f3 vide · Case noire g3 vide · Case blanche h3 vide · Case noire i3 vide · Case blanche j3 vide · Pion blanc sur case blanche a2 · Pion blanc sur case noire b2 · Pion blanc sur case blanche c2 · Pion blanc sur case noire d2 · Pion blanc sur case blanche e2 · Pion blanc sur case noire f2 · Pion blanc sur case blanche g2 · Pion blanc sur case noire h2 · Pion blanc sur case blanche i2 · Pion blanc sur case noire j2 · Tour blanche sur case noire a1 · Cavalier blanc sur case blanche b1 · Fou blanc sur case noire c1 · Impératrice blanche sur case blanche d1 · Dame blanche sur case noire e1 · Roi blanc sur case blanche f1 · Princesse blanche sur case noire g1 · Fou blanc sur case blanche h1 · Cavalier blanc sur case noire i1 · Tour blanche sur case blanche j1 | Tour noire sur case blanche a8 · Cavalier noir sur case noire b8 · Fou noir sur case blanche c8 · Impératrice noire sur case noire d8 · Dame noire sur case blanche e8 · Roi noir sur case noire f8 · Princesse noire sur case blanche g8 · Fou noir sur case noire h8 · Cavalier noir sur case blanche i8 · Tour noire sur case noire j8 · Pion noir sur case noire a7 · Pion noir sur case blanche b7 · Pion noir sur case noire c7 · Pion noir sur case blanche d7 · Pion noir sur case noire e7 · Pion noir sur case blanche f7 · Pion noir sur case noire g7 · Pion noir sur case blanche h7 · Pion noir sur case noire i7 · Pion noir sur case blanche j7 · Case blanche a6 vide · Case noire b6 vide · Case blanche c6 vide · Case noire d6 vide · Case blanche e6 vide · Case noire f6 vide · Case blanche g6 vide · Case noire h6 vide · Case blanche i6 vide · Case noire j6 vide · Case noire a5 vide · Case blanche b5 vide · Case noire c5 vide · Case blanche d5 vide · Case noire e5 vide · Case blanche f5 vide · Case noire g5 vide · Case blanche h5 vide · Case noire i5 vide · Case blanche j5 vide · Case blanche a4 vide · Case noire b4 vide · Case blanche c4 vide · Case noire d4 vide · Case blanche e4 vide · Case noire f4 vide · Case blanche g4 vide · Case noire h4 vide · Case blanche i4 vide · Case noire j4 vide · Case noire a3 vide · Case blanche b3 vide · Case noire c3 vide · Case blanche d3 vide · Case noire e3 vide · Case blanche f3 vide · Case noire g3 vide · Case blanche h3 vide · Case noire i3 vide · Case blanche j3 vide · Pion blanc sur case blanche a2 · Pion blanc sur case noire b2 · Pion blanc sur case blanche c2 · Pion blanc sur case noire d2 · Pion blanc sur case blanche e2 · Pion blanc sur case noire f2 · Pion blanc sur case blanche g2 · Pion blanc sur case noire h2 · Pion blanc sur case blanche i2 · Pion blanc sur case noire j2 · Tour blanche sur case noire a1 · Cavalier blanc sur case blanche b1 · Fou blanc sur case noire c1 · Impératrice blanche sur case blanche d1 · Dame blanche sur case noire e1 · Roi blanc sur case blanche f1 · Princesse blanche sur case noire g1 · Fou blanc sur case blanche h1 · Cavalier blanc sur case noire i1 · Tour blanche sur case blanche j1 | Tour noire sur case blanche a8 · Cavalier noir sur case noire b8 · Fou noir sur case blanche c8 · Impératrice noire sur case noire d8 · Dame noire sur case blanche e8 · Roi noir sur case noire f8 · Princesse noire sur case blanche g8 · Fou noir sur case noire h8 · Cavalier noir sur case blanche i8 · Tour noire sur case noire j8 · Pion noir sur case noire a7 · Pion noir sur case blanche b7 · Pion noir sur case noire c7 · Pion noir sur case blanche d7 · Pion noir sur case noire e7 · Pion noir sur case blanche f7 · Pion noir sur case noire g7 · Pion noir sur case blanche h7 · Pion noir sur case noire i7 · Pion noir sur case blanche j7 · Case blanche a6 vide · Case noire b6 vide · Case blanche c6 vide · Case noire d6 vide · Case blanche e6 vide · Case noire f6 vide · Case blanche g6 vide · Case noire h6 vide · Case blanche i6 vide · Case noire j6 vide · Case noire a5 vide · Case blanche b5 vide · Case noire c5 vide · Case blanche d5 vide · Case noire e5 vide · Case blanche f5 vide · Case noire g5 vide · Case blanche h5 vide · Case noire i5 vide · Case blanche j5 vide · Case blanche a4 vide · Case noire b4 vide · Case blanche c4 vide · Case noire d4 vide · Case blanche e4 vide · Case noire f4 vide · Case blanche g4 vide · Case noire h4 vide · Case blanche i4 vide · Case noire j4 vide · Case noire a3 vide · Case blanche b3 vide · Case noire c3 vide · Case blanche d3 vide · Case noire e3 vide · Case blanche f3 vide · Case noire g3 vide · Case blanche h3 vide · Case noire i3 vide · Case blanche j3 vide · Pion blanc sur case blanche a2 · Pion blanc sur case noire b2 · Pion blanc sur case blanche c2 · Pion blanc sur case noire d2 · Pion blanc sur case blanche e2 · Pion blanc sur case noire f2 · Pion blanc sur case blanche g2 · Pion blanc sur case noire h2 · Pion blanc sur case blanche i2 · Pion blanc sur case noire j2 · Tour blanche sur case noire a1 · Cavalier blanc sur case blanche b1 · Fou blanc sur case noire c1 · Impératrice blanche sur case blanche d1 · Dame blanche sur case noire e1 · Roi blanc sur case blanche f1 · Princesse blanche sur case noire g1 · Fou blanc sur case blanche h1 · Cavalier blanc sur case noire i1 · Tour blanche sur case blanche j1 | Tour noire sur case blanche a8 · Cavalier noir sur case noire b8 · Fou noir sur case blanche c8 · Impératrice noire sur case noire d8 · Dame noire sur case blanche e8 · Roi noir sur case noire f8 · Princesse noire sur case blanche g8 · Fou noir sur case noire h8 · Cavalier noir sur case blanche i8 · Tour noire sur case noire j8 · Pion noir sur case noire a7 · Pion noir sur case blanche b7 · Pion noir sur case noire c7 · Pion noir sur case blanche d7 · Pion noir sur case noire e7 · Pion noir sur case blanche f7 · Pion noir sur case noire g7 · Pion noir sur case blanche h7 · Pion noir sur case noire i7 · Pion noir sur case blanche j7 · Case blanche a6 vide · Case noire b6 vide · Case blanche c6 vide · Case noire d6 vide · Case blanche e6 vide · Case noire f6 vide · Case blanche g6 vide · Case noire h6 vide · Case blanche i6 vide · Case noire j6 vide · Case noire a5 vide · Case blanche b5 vide · Case noire c5 vide · Case blanche d5 vide · Case noire e5 vide · Case blanche f5 vide · Case noire g5 vide · Case blanche h5 vide · Case noire i5 vide · Case blanche j5 vide · Case blanche a4 vide · Case noire b4 vide · Case blanche c4 vide · Case noire d4 vide · Case blanche e4 vide · Case noire f4 vide · Case blanche g4 vide · Case noire h4 vide · Case blanche i4 vide · Case noire j4 vide · Case noire a3 vide · Case blanche b3 vide · Case noire c3 vide · Case blanche d3 vide · Case noire e3 vide · Case blanche f3 vide · Case noire g3 vide · Case blanche h3 vide · Case noire i3 vide · Case blanche j3 vide · Pion blanc sur case blanche a2 · Pion blanc sur case noire b2 · Pion blanc sur case blanche c2 · Pion blanc sur case noire d2 · Pion blanc sur case blanche e2 · Pion blanc sur case noire f2 · Pion blanc sur case blanche g2 · Pion blanc sur case noire h2 · Pion blanc sur case blanche i2 · Pion blanc sur case noire j2 · Tour blanche sur case noire a1 · Cavalier blanc sur case blanche b1 · Fou blanc sur case noire c1 · Impératrice blanche sur case blanche d1 · Dame blanche sur case noire e1 · Roi blanc sur case blanche f1 · Princesse blanche sur case noire g1 · Fou blanc sur case blanche h1 · Cavalier blanc sur case noire i1 · Tour blanche sur case blanche j1 | Tour noire sur case blanche a8 · Cavalier noir sur case noire b8 · Fou noir sur case blanche c8 · Impératrice noire sur case noire d8 · Dame noire sur case blanche e8 · Roi noir sur case noire f8 · Princesse noire sur case blanche g8 · Fou noir sur case noire h8 · Cavalier noir sur case blanche i8 · Tour noire sur case noire j8 · Pion noir sur case noire a7 · Pion noir sur case blanche b7 · Pion noir sur case noire c7 · Pion noir sur case blanche d7 · Pion noir sur case noire e7 · Pion noir sur case blanche f7 · Pion noir sur case noire g7 · Pion noir sur case blanche h7 · Pion noir sur case noire i7 · Pion noir sur case blanche j7 · Case blanche a6 vide · Case noire b6 vide · Case blanche c6 vide · Case noire d6 vide · Case blanche e6 vide · Case noire f6 vide · Case blanche g6 vide · Case noire h6 vide · Case blanche i6 vide · Case noire j6 vide · Case noire a5 vide · Case blanche b5 vide · Case noire c5 vide · Case blanche d5 vide · Case noire e5 vide · Case blanche f5 vide · Case noire g5 vide · Case blanche h5 vide · Case noire i5 vide · Case blanche j5 vide · Case blanche a4 vide · Case noire b4 vide · Case blanche c4 vide · Case noire d4 vide · Case blanche e4 vide · Case noire f4 vide · Case blanche g4 vide · Case noire h4 vide · Case blanche i4 vide · Case noire j4 vide · Case noire a3 vide · Case blanche b3 vide · Case noire c3 vide · Case blanche d3 vide · Case noire e3 vide · Case blanche f3 vide · Case noire g3 vide · Case blanche h3 vide · Case noire i3 vide · Case blanche j3 vide · Pion blanc sur case blanche a2 · Pion blanc sur case noire b2 · Pion blanc sur case blanche c2 · Pion blanc sur case noire d2 · Pion blanc sur case blanche e2 · Pion blanc sur case noire f2 · Pion blanc sur case blanche g2 · Pion blanc sur case noire h2 · Pion blanc sur case blanche i2 · Pion blanc sur case noire j2 · Tour blanche sur case noire a1 · Cavalier blanc sur case blanche b1 · Fou blanc sur case noire c1 · Impératrice blanche sur case blanche d1 · Dame blanche sur case noire e1 · Roi blanc sur case blanche f1 · Princesse blanche sur case noire g1 · Fou blanc sur case blanche h1 · Cavalier blanc sur case noire i1 · Tour blanche sur case blanche j1 | Tour noire sur case blanche a8 · Cavalier noir sur case noire b8 · Fou noir sur case blanche c8 · Impératrice noire sur case noire d8 · Dame noire sur case blanche e8 · Roi noir sur case noire f8 · Princesse noire sur case blanche g8 · Fou noir sur case noire h8 · Cavalier noir sur case blanche i8 · Tour noire sur case noire j8 · Pion noir sur case noire a7 · Pion noir sur case blanche b7 · Pion noir sur case noire c7 · Pion noir sur case blanche d7 · Pion noir sur case noire e7 · Pion noir sur case blanche f7 · Pion noir sur case noire g7 · Pion noir sur case blanche h7 · Pion noir sur case noire i7 · Pion noir sur case blanche j7 · Case blanche a6 vide · Case noire b6 vide · Case blanche c6 vide · Case noire d6 vide · Case blanche e6 vide · Case noire f6 vide · Case blanche g6 vide · Case noire h6 vide · Case blanche i6 vide · Case noire j6 vide · Case noire a5 vide · Case blanche b5 vide · Case noire c5 vide · Case blanche d5 vide · Case noire e5 vide · Case blanche f5 vide · Case noire g5 vide · Case blanche h5 vide · Case noire i5 vide · Case blanche j5 vide · Case blanche a4 vide · Case noire b4 vide · Case blanche c4 vide · Case noire d4 vide · Case blanche e4 vide · Case noire f4 vide · Case blanche g4 vide · Case noire h4 vide · Case blanche i4 vide · Case noire j4 vide · Case noire a3 vide · Case blanche b3 vide · Case noire c3 vide · Case blanche d3 vide · Case noire e3 vide · Case blanche f3 vide · Case noire g3 vide · Case blanche h3 vide · Case noire i3 vide · Case blanche j3 vide · Pion blanc sur case blanche a2 · Pion blanc sur case noire b2 · Pion blanc sur case blanche c2 · Pion blanc sur case noire d2 · Pion blanc sur case blanche e2 · Pion blanc sur case noire f2 · Pion blanc sur case blanche g2 · Pion blanc sur case noire h2 · Pion blanc sur case blanche i2 · Pion blanc sur case noire j2 · Tour blanche sur case noire a1 · Cavalier blanc sur case blanche b1 · Fou blanc sur case noire c1 · Impératrice blanche sur case blanche d1 · Dame blanche sur case noire e1 · Roi blanc sur case blanche f1 · Princesse blanche sur case noire g1 · Fou blanc sur case blanche h1 · Cavalier blanc sur case noire i1 · Tour blanche sur case blanche j1 | Tour noire sur case blanche a8 · Cavalier noir sur case noire b8 · Fou noir sur case blanche c8 · Impératrice noire sur case noire d8 · Dame noire sur case blanche e8 · Roi noir sur case noire f8 · Princesse noire sur case blanche g8 · Fou noir sur case noire h8 · Cavalier noir sur case blanche i8 · Tour noire sur case noire j8 · Pion noir sur case noire a7 · Pion noir sur case blanche b7 · Pion noir sur case noire c7 · Pion noir sur case blanche d7 · Pion noir sur case noire e7 · Pion noir sur case blanche f7 · Pion noir sur case noire g7 · Pion noir sur case blanche h7 · Pion noir sur case noire i7 · Pion noir sur case blanche j7 · Case blanche a6 vide · Case noire b6 vide · Case blanche c6 vide · Case noire d6 vide · Case blanche e6 vide · Case noire f6 vide · Case blanche g6 vide · Case noire h6 vide · Case blanche i6 vide · Case noire j6 vide · Case noire a5 vide · Case blanche b5 vide · Case noire c5 vide · Case blanche d5 vide · Case noire e5 vide · Case blanche f5 vide · Case noire g5 vide · Case blanche h5 vide · Case noire i5 vide · Case blanche j5 vide · Case blanche a4 vide · Case noire b4 vide · Case blanche c4 vide · Case noire d4 vide · Case blanche e4 vide · Case noire f4 vide · Case blanche g4 vide · Case noire h4 vide · Case blanche i4 vide · Case noire j4 vide · Case noire a3 vide · Case blanche b3 vide · Case noire c3 vide · Case blanche d3 vide · Case noire e3 vide · Case blanche f3 vide · Case noire g3 vide · Case blanche h3 vide · Case noire i3 vide · Case blanche j3 vide · Pion blanc sur case blanche a2 · Pion blanc sur case noire b2 · Pion blanc sur case blanche c2 · Pion blanc sur case noire d2 · Pion blanc sur case blanche e2 · Pion blanc sur case noire f2 · Pion blanc sur case blanche g2 · Pion blanc sur case noire h2 · Pion blanc sur case blanche i2 · Pion blanc sur case noire j2 · Tour blanche sur case noire a1 · Cavalier blanc sur case blanche b1 · Fou blanc sur case noire c1 · Impératrice blanche sur case blanche d1 · Dame blanche sur case noire e1 · Roi blanc sur case blanche f1 · Princesse blanche sur case noire g1 · Fou blanc sur case blanche h1 · Cavalier blanc sur case noire i1 · Tour blanche sur case blanche j1 | Tour noire sur case blanche a8 · Cavalier noir sur case noire b8 · Fou noir sur case blanche c8 · Impératrice noire sur case noire d8 · Dame noire sur case blanche e8 · Roi noir sur case noire f8 · Princesse noire sur case blanche g8 · Fou noir sur case noire h8 · Cavalier noir sur case blanche i8 · Tour noire sur case noire j8 · Pion noir sur case noire a7 · Pion noir sur case blanche b7 · Pion noir sur case noire c7 · Pion noir sur case blanche d7 · Pion noir sur case noire e7 · Pion noir sur case blanche f7 · Pion noir sur case noire g7 · Pion noir sur case blanche h7 · Pion noir sur case noire i7 · Pion noir sur case blanche j7 · Case blanche a6 vide · Case noire b6 vide · Case blanche c6 vide · Case noire d6 vide · Case blanche e6 vide · Case noire f6 vide · Case blanche g6 vide · Case noire h6 vide · Case blanche i6 vide · Case noire j6 vide · Case noire a5 vide · Case blanche b5 vide · Case noire c5 vide · Case blanche d5 vide · Case noire e5 vide · Case blanche f5 vide · Case noire g5 vide · Case blanche h5 vide · Case noire i5 vide · Case blanche j5 vide · Case blanche a4 vide · Case noire b4 vide · Case blanche c4 vide · Case noire d4 vide · Case blanche e4 vide · Case noire f4 vide · Case blanche g4 vide · Case noire h4 vide · Case blanche i4 vide · Case noire j4 vide · Case noire a3 vide · Case blanche b3 vide · Case noire c3 vide · Case blanche d3 vide · Case noire e3 vide · Case blanche f3 vide · Case noire g3 vide · Case blanche h3 vide · Case noire i3 vide · Case blanche j3 vide · Pion blanc sur case blanche a2 · Pion blanc sur case noire b2 · Pion blanc sur case blanche c2 · Pion blanc sur case noire d2 · Pion blanc sur case blanche e2 · Pion blanc sur case noire f2 · Pion blanc sur case blanche g2 · Pion blanc sur case noire h2 · Pion blanc sur case blanche i2 · Pion blanc sur case noire j2 · Tour blanche sur case noire a1 · Cavalier blanc sur case blanche b1 · Fou blanc sur case noire c1 · Impératrice blanche sur case blanche d1 · Dame blanche sur case noire e1 · Roi blanc sur case blanche f1 · Princesse blanche sur case noire g1 · Fou blanc sur case blanche h1 · Cavalier blanc sur case noire i1 · Tour blanche sur case blanche j1 | Tour noire sur case blanche a8 · Cavalier noir sur case noire b8 · Fou noir sur case blanche c8 · Impératrice noire sur case noire d8 · Dame noire sur case blanche e8 · Roi noir sur case noire f8 · Princesse noire sur case blanche g8 · Fou noir sur case noire h8 · Cavalier noir sur case blanche i8 · Tour noire sur case noire j8 · Pion noir sur case noire a7 · Pion noir sur case blanche b7 · Pion noir sur case noire c7 · Pion noir sur case blanche d7 · Pion noir sur case noire e7 · Pion noir sur case blanche f7 · Pion noir sur case noire g7 · Pion noir sur case blanche h7 · Pion noir sur case noire i7 · Pion noir sur case blanche j7 · Case blanche a6 vide · Case noire b6 vide · Case blanche c6 vide · Case noire d6 vide · Case blanche e6 vide · Case noire f6 vide · Case blanche g6 vide · Case noire h6 vide · Case blanche i6 vide · Case noire j6 vide · Case noire a5 vide · Case blanche b5 vide · Case noire c5 vide · Case blanche d5 vide · Case noire e5 vide · Case blanche f5 vide · Case noire g5 vide · Case blanche h5 vide · Case noire i5 vide · Case blanche j5 vide · Case blanche a4 vide · Case noire b4 vide · Case blanche c4 vide · Case noire d4 vide · Case blanche e4 vide · Case noire f4 vide · Case blanche g4 vide · Case noire h4 vide · Case blanche i4 vide · Case noire j4 vide · Case noire a3 vide · Case blanche b3 vide · Case noire c3 vide · Case blanche d3 vide · Case noire e3 vide · Case blanche f3 vide · Case noire g3 vide · Case blanche h3 vide · Case noire i3 vide · Case blanche j3 vide · Pion blanc sur case blanche a2 · Pion blanc sur case noire b2 · Pion blanc sur case blanche c2 · Pion blanc sur case noire d2 · Pion blanc sur case blanche e2 · Pion blanc sur case noire f2 · Pion blanc sur case blanche g2 · Pion blanc sur case noire h2 · Pion blanc sur case blanche i2 · Pion blanc sur case noire j2 · Tour blanche sur case noire a1 · Cavalier blanc sur case blanche b1 · Fou blanc sur case noire c1 · Impératrice blanche sur case blanche d1 · Dame blanche sur case noire e1 · Roi blanc sur case blanche f1 · Princesse blanche sur case noire g1 · Fou blanc sur case blanche h1 · Cavalier blanc sur case noire i1 · Tour blanche sur case blanche j1 | Tour noire sur case blanche a8 · Cavalier noir sur case noire b8 · Fou noir sur case blanche c8 · Impératrice noire sur case noire d8 · Dame noire sur case blanche e8 · Roi noir sur case noire f8 · Princesse noire sur case blanche g8 · Fou noir sur case noire h8 · Cavalier noir sur case blanche i8 · Tour noire sur case noire j8 · Pion noir sur case noire a7 · Pion noir sur case blanche b7 · Pion noir sur case noire c7 · Pion noir sur case blanche d7 · Pion noir sur case noire e7 · Pion noir sur case blanche f7 · Pion noir sur case noire g7 · Pion noir sur case blanche h7 · Pion noir sur case noire i7 · Pion noir sur case blanche j7 · Case blanche a6 vide · Case noire b6 vide · Case blanche c6 vide · Case noire d6 vide · Case blanche e6 vide · Case noire f6 vide · Case blanche g6 vide · Case noire h6 vide · Case blanche i6 vide · Case noire j6 vide · Case noire a5 vide · Case blanche b5 vide · Case noire c5 vide · Case blanche d5 vide · Case noire e5 vide · Case blanche f5 vide · Case noire g5 vide · Case blanche h5 vide · Case noire i5 vide · Case blanche j5 vide · Case blanche a4 vide · Case noire b4 vide · Case blanche c4 vide · Case noire d4 vide · Case blanche e4 vide · Case noire f4 vide · Case blanche g4 vide · Case noire h4 vide · Case blanche i4 vide · Case noire j4 vide · Case noire a3 vide · Case blanche b3 vide · Case noire c3 vide · Case blanche d3 vide · Case noire e3 vide · Case blanche f3 vide · Case noire g3 vide · Case blanche h3 vide · Case noire i3 vide · Case blanche j3 vide · Pion blanc sur case blanche a2 · Pion blanc sur case noire b2 · Pion blanc sur case blanche c2 · Pion blanc sur case noire d2 · Pion blanc sur case blanche e2 · Pion blanc sur case noire f2 · Pion blanc sur case blanche g2 · Pion blanc sur case noire h2 · Pion blanc sur case blanche i2 · Pion blanc sur case noire j2 · Tour blanche sur case noire a1 · Cavalier blanc sur case blanche b1 · Fou blanc sur case noire c1 · Impératrice blanche sur case blanche d1 · Dame blanche sur case noire e1 · Roi blanc sur case blanche f1 · Princesse blanche sur case noire g1 · Fou blanc sur case blanche h1 · Cavalier blanc sur case noire i1 · Tour blanche sur case blanche j1 | 3 |
| 2 | Tour noire sur case blanche a8 · Cavalier noir sur case noire b8 · Fou noir sur case blanche c8 · Impératrice noire sur case noire d8 · Dame noire sur case blanche e8 · Roi noir sur case noire f8 · Princesse noire sur case blanche g8 · Fou noir sur case noire h8 · Cavalier noir sur case blanche i8 · Tour noire sur case noire j8 · Pion noir sur case noire a7 · Pion noir sur case blanche b7 · Pion noir sur case noire c7 · Pion noir sur case blanche d7 · Pion noir sur case noire e7 · Pion noir sur case blanche f7 · Pion noir sur case noire g7 · Pion noir sur case blanche h7 · Pion noir sur case noire i7 · Pion noir sur case blanche j7 · Case blanche a6 vide · Case noire b6 vide · Case blanche c6 vide · Case noire d6 vide · Case blanche e6 vide · Case noire f6 vide · Case blanche g6 vide · Case noire h6 vide · Case blanche i6 vide · Case noire j6 vide · Case noire a5 vide · Case blanche b5 vide · Case noire c5 vide · Case blanche d5 vide · Case noire e5 vide · Case blanche f5 vide · Case noire g5 vide · Case blanche h5 vide · Case noire i5 vide · Case blanche j5 vide · Case blanche a4 vide · Case noire b4 vide · Case blanche c4 vide · Case noire d4 vide · Case blanche e4 vide · Case noire f4 vide · Case blanche g4 vide · Case noire h4 vide · Case blanche i4 vide · Case noire j4 vide · Case noire a3 vide · Case blanche b3 vide · Case noire c3 vide · Case blanche d3 vide · Case noire e3 vide · Case blanche f3 vide · Case noire g3 vide · Case blanche h3 vide · Case noire i3 vide · Case blanche j3 vide · Pion blanc sur case blanche a2 · Pion blanc sur case noire b2 · Pion blanc sur case blanche c2 · Pion blanc sur case noire d2 · Pion blanc sur case blanche e2 · Pion blanc sur case noire f2 · Pion blanc sur case blanche g2 · Pion blanc sur case noire h2 · Pion blanc sur case blanche i2 · Pion blanc sur case noire j2 · Tour blanche sur case noire a1 · Cavalier blanc sur case blanche b1 · Fou blanc sur case noire c1 · Impératrice blanche sur case blanche d1 · Dame blanche sur case noire e1 · Roi blanc sur case blanche f1 · Princesse blanche sur case noire g1 · Fou blanc sur case blanche h1 · Cavalier blanc sur case noire i1 · Tour blanche sur case blanche j1 | Tour noire sur case blanche a8 · Cavalier noir sur case noire b8 · Fou noir sur case blanche c8 · Impératrice noire sur case noire d8 · Dame noire sur case blanche e8 · Roi noir sur case noire f8 · Princesse noire sur case blanche g8 · Fou noir sur case noire h8 · Cavalier noir sur case blanche i8 · Tour noire sur case noire j8 · Pion noir sur case noire a7 · Pion noir sur case blanche b7 · Pion noir sur case noire c7 · Pion noir sur case blanche d7 · Pion noir sur case noire e7 · Pion noir sur case blanche f7 · Pion noir sur case noire g7 · Pion noir sur case blanche h7 · Pion noir sur case noire i7 · Pion noir sur case blanche j7 · Case blanche a6 vide · Case noire b6 vide · Case blanche c6 vide · Case noire d6 vide · Case blanche e6 vide · Case noire f6 vide · Case blanche g6 vide · Case noire h6 vide · Case blanche i6 vide · Case noire j6 vide · Case noire a5 vide · Case blanche b5 vide · Case noire c5 vide · Case blanche d5 vide · Case noire e5 vide · Case blanche f5 vide · Case noire g5 vide · Case blanche h5 vide · Case noire i5 vide · Case blanche j5 vide · Case blanche a4 vide · Case noire b4 vide · Case blanche c4 vide · Case noire d4 vide · Case blanche e4 vide · Case noire f4 vide · Case blanche g4 vide · Case noire h4 vide · Case blanche i4 vide · Case noire j4 vide · Case noire a3 vide · Case blanche b3 vide · Case noire c3 vide · Case blanche d3 vide · Case noire e3 vide · Case blanche f3 vide · Case noire g3 vide · Case blanche h3 vide · Case noire i3 vide · Case blanche j3 vide · Pion blanc sur case blanche a2 · Pion blanc sur case noire b2 · Pion blanc sur case blanche c2 · Pion blanc sur case noire d2 · Pion blanc sur case blanche e2 · Pion blanc sur case noire f2 · Pion blanc sur case blanche g2 · Pion blanc sur case noire h2 · Pion blanc sur case blanche i2 · Pion blanc sur case noire j2 · Tour blanche sur case noire a1 · Cavalier blanc sur case blanche b1 · Fou blanc sur case noire c1 · Impératrice blanche sur case blanche d1 · Dame blanche sur case noire e1 · Roi blanc sur case blanche f1 · Princesse blanche sur case noire g1 · Fou blanc sur case blanche h1 · Cavalier blanc sur case noire i1 · Tour blanche sur case blanche j1 | Tour noire sur case blanche a8 · Cavalier noir sur case noire b8 · Fou noir sur case blanche c8 · Impératrice noire sur case noire d8 · Dame noire sur case blanche e8 · Roi noir sur case noire f8 · Princesse noire sur case blanche g8 · Fou noir sur case noire h8 · Cavalier noir sur case blanche i8 · Tour noire sur case noire j8 · Pion noir sur case noire a7 · Pion noir sur case blanche b7 · Pion noir sur case noire c7 · Pion noir sur case blanche d7 · Pion noir sur case noire e7 · Pion noir sur case blanche f7 · Pion noir sur case noire g7 · Pion noir sur case blanche h7 · Pion noir sur case noire i7 · Pion noir sur case blanche j7 · Case blanche a6 vide · Case noire b6 vide · Case blanche c6 vide · Case noire d6 vide · Case blanche e6 vide · Case noire f6 vide · Case blanche g6 vide · Case noire h6 vide · Case blanche i6 vide · Case noire j6 vide · Case noire a5 vide · Case blanche b5 vide · Case noire c5 vide · Case blanche d5 vide · Case noire e5 vide · Case blanche f5 vide · Case noire g5 vide · Case blanche h5 vide · Case noire i5 vide · Case blanche j5 vide · Case blanche a4 vide · Case noire b4 vide · Case blanche c4 vide · Case noire d4 vide · Case blanche e4 vide · Case noire f4 vide · Case blanche g4 vide · Case noire h4 vide · Case blanche i4 vide · Case noire j4 vide · Case noire a3 vide · Case blanche b3 vide · Case noire c3 vide · Case blanche d3 vide · Case noire e3 vide · Case blanche f3 vide · Case noire g3 vide · Case blanche h3 vide · Case noire i3 vide · Case blanche j3 vide · Pion blanc sur case blanche a2 · Pion blanc sur case noire b2 · Pion blanc sur case blanche c2 · Pion blanc sur case noire d2 · Pion blanc sur case blanche e2 · Pion blanc sur case noire f2 · Pion blanc sur case blanche g2 · Pion blanc sur case noire h2 · Pion blanc sur case blanche i2 · Pion blanc sur case noire j2 · Tour blanche sur case noire a1 · Cavalier blanc sur case blanche b1 · Fou blanc sur case noire c1 · Impératrice blanche sur case blanche d1 · Dame blanche sur case noire e1 · Roi blanc sur case blanche f1 · Princesse blanche sur case noire g1 · Fou blanc sur case blanche h1 · Cavalier blanc sur case noire i1 · Tour blanche sur case blanche j1 | Tour noire sur case blanche a8 · Cavalier noir sur case noire b8 · Fou noir sur case blanche c8 · Impératrice noire sur case noire d8 · Dame noire sur case blanche e8 · Roi noir sur case noire f8 · Princesse noire sur case blanche g8 · Fou noir sur case noire h8 · Cavalier noir sur case blanche i8 · Tour noire sur case noire j8 · Pion noir sur case noire a7 · Pion noir sur case blanche b7 · Pion noir sur case noire c7 · Pion noir sur case blanche d7 · Pion noir sur case noire e7 · Pion noir sur case blanche f7 · Pion noir sur case noire g7 · Pion noir sur case blanche h7 · Pion noir sur case noire i7 · Pion noir sur case blanche j7 · Case blanche a6 vide · Case noire b6 vide · Case blanche c6 vide · Case noire d6 vide · Case blanche e6 vide · Case noire f6 vide · Case blanche g6 vide · Case noire h6 vide · Case blanche i6 vide · Case noire j6 vide · Case noire a5 vide · Case blanche b5 vide · Case noire c5 vide · Case blanche d5 vide · Case noire e5 vide · Case blanche f5 vide · Case noire g5 vide · Case blanche h5 vide · Case noire i5 vide · Case blanche j5 vide · Case blanche a4 vide · Case noire b4 vide · Case blanche c4 vide · Case noire d4 vide · Case blanche e4 vide · Case noire f4 vide · Case blanche g4 vide · Case noire h4 vide · Case blanche i4 vide · Case noire j4 vide · Case noire a3 vide · Case blanche b3 vide · Case noire c3 vide · Case blanche d3 vide · Case noire e3 vide · Case blanche f3 vide · Case noire g3 vide · Case blanche h3 vide · Case noire i3 vide · Case blanche j3 vide · Pion blanc sur case blanche a2 · Pion blanc sur case noire b2 · Pion blanc sur case blanche c2 · Pion blanc sur case noire d2 · Pion blanc sur case blanche e2 · Pion blanc sur case noire f2 · Pion blanc sur case blanche g2 · Pion blanc sur case noire h2 · Pion blanc sur case blanche i2 · Pion blanc sur case noire j2 · Tour blanche sur case noire a1 · Cavalier blanc sur case blanche b1 · Fou blanc sur case noire c1 · Impératrice blanche sur case blanche d1 · Dame blanche sur case noire e1 · Roi blanc sur case blanche f1 · Princesse blanche sur case noire g1 · Fou blanc sur case blanche h1 · Cavalier blanc sur case noire i1 · Tour blanche sur case blanche j1 | Tour noire sur case blanche a8 · Cavalier noir sur case noire b8 · Fou noir sur case blanche c8 · Impératrice noire sur case noire d8 · Dame noire sur case blanche e8 · Roi noir sur case noire f8 · Princesse noire sur case blanche g8 · Fou noir sur case noire h8 · Cavalier noir sur case blanche i8 · Tour noire sur case noire j8 · Pion noir sur case noire a7 · Pion noir sur case blanche b7 · Pion noir sur case noire c7 · Pion noir sur case blanche d7 · Pion noir sur case noire e7 · Pion noir sur case blanche f7 · Pion noir sur case noire g7 · Pion noir sur case blanche h7 · Pion noir sur case noire i7 · Pion noir sur case blanche j7 · Case blanche a6 vide · Case noire b6 vide · Case blanche c6 vide · Case noire d6 vide · Case blanche e6 vide · Case noire f6 vide · Case blanche g6 vide · Case noire h6 vide · Case blanche i6 vide · Case noire j6 vide · Case noire a5 vide · Case blanche b5 vide · Case noire c5 vide · Case blanche d5 vide · Case noire e5 vide · Case blanche f5 vide · Case noire g5 vide · Case blanche h5 vide · Case noire i5 vide · Case blanche j5 vide · Case blanche a4 vide · Case noire b4 vide · Case blanche c4 vide · Case noire d4 vide · Case blanche e4 vide · Case noire f4 vide · Case blanche g4 vide · Case noire h4 vide · Case blanche i4 vide · Case noire j4 vide · Case noire a3 vide · Case blanche b3 vide · Case noire c3 vide · Case blanche d3 vide · Case noire e3 vide · Case blanche f3 vide · Case noire g3 vide · Case blanche h3 vide · Case noire i3 vide · Case blanche j3 vide · Pion blanc sur case blanche a2 · Pion blanc sur case noire b2 · Pion blanc sur case blanche c2 · Pion blanc sur case noire d2 · Pion blanc sur case blanche e2 · Pion blanc sur case noire f2 · Pion blanc sur case blanche g2 · Pion blanc sur case noire h2 · Pion blanc sur case blanche i2 · Pion blanc sur case noire j2 · Tour blanche sur case noire a1 · Cavalier blanc sur case blanche b1 · Fou blanc sur case noire c1 · Impératrice blanche sur case blanche d1 · Dame blanche sur case noire e1 · Roi blanc sur case blanche f1 · Princesse blanche sur case noire g1 · Fou blanc sur case blanche h1 · Cavalier blanc sur case noire i1 · Tour blanche sur case blanche j1 | Tour noire sur case blanche a8 · Cavalier noir sur case noire b8 · Fou noir sur case blanche c8 · Impératrice noire sur case noire d8 · Dame noire sur case blanche e8 · Roi noir sur case noire f8 · Princesse noire sur case blanche g8 · Fou noir sur case noire h8 · Cavalier noir sur case blanche i8 · Tour noire sur case noire j8 · Pion noir sur case noire a7 · Pion noir sur case blanche b7 · Pion noir sur case noire c7 · Pion noir sur case blanche d7 · Pion noir sur case noire e7 · Pion noir sur case blanche f7 · Pion noir sur case noire g7 · Pion noir sur case blanche h7 · Pion noir sur case noire i7 · Pion noir sur case blanche j7 · Case blanche a6 vide · Case noire b6 vide · Case blanche c6 vide · Case noire d6 vide · Case blanche e6 vide · Case noire f6 vide · Case blanche g6 vide · Case noire h6 vide · Case blanche i6 vide · Case noire j6 vide · Case noire a5 vide · Case blanche b5 vide · Case noire c5 vide · Case blanche d5 vide · Case noire e5 vide · Case blanche f5 vide · Case noire g5 vide · Case blanche h5 vide · Case noire i5 vide · Case blanche j5 vide · Case blanche a4 vide · Case noire b4 vide · Case blanche c4 vide · Case noire d4 vide · Case blanche e4 vide · Case noire f4 vide · Case blanche g4 vide · Case noire h4 vide · Case blanche i4 vide · Case noire j4 vide · Case noire a3 vide · Case blanche b3 vide · Case noire c3 vide · Case blanche d3 vide · Case noire e3 vide · Case blanche f3 vide · Case noire g3 vide · Case blanche h3 vide · Case noire i3 vide · Case blanche j3 vide · Pion blanc sur case blanche a2 · Pion blanc sur case noire b2 · Pion blanc sur case blanche c2 · Pion blanc sur case noire d2 · Pion blanc sur case blanche e2 · Pion blanc sur case noire f2 · Pion blanc sur case blanche g2 · Pion blanc sur case noire h2 · Pion blanc sur case blanche i2 · Pion blanc sur case noire j2 · Tour blanche sur case noire a1 · Cavalier blanc sur case blanche b1 · Fou blanc sur case noire c1 · Impératrice blanche sur case blanche d1 · Dame blanche sur case noire e1 · Roi blanc sur case blanche f1 · Princesse blanche sur case noire g1 · Fou blanc sur case blanche h1 · Cavalier blanc sur case noire i1 · Tour blanche sur case blanche j1 | Tour noire sur case blanche a8 · Cavalier noir sur case noire b8 · Fou noir sur case blanche c8 · Impératrice noire sur case noire d8 · Dame noire sur case blanche e8 · Roi noir sur case noire f8 · Princesse noire sur case blanche g8 · Fou noir sur case noire h8 · Cavalier noir sur case blanche i8 · Tour noire sur case noire j8 · Pion noir sur case noire a7 · Pion noir sur case blanche b7 · Pion noir sur case noire c7 · Pion noir sur case blanche d7 · Pion noir sur case noire e7 · Pion noir sur case blanche f7 · Pion noir sur case noire g7 · Pion noir sur case blanche h7 · Pion noir sur case noire i7 · Pion noir sur case blanche j7 · Case blanche a6 vide · Case noire b6 vide · Case blanche c6 vide · Case noire d6 vide · Case blanche e6 vide · Case noire f6 vide · Case blanche g6 vide · Case noire h6 vide · Case blanche i6 vide · Case noire j6 vide · Case noire a5 vide · Case blanche b5 vide · Case noire c5 vide · Case blanche d5 vide · Case noire e5 vide · Case blanche f5 vide · Case noire g5 vide · Case blanche h5 vide · Case noire i5 vide · Case blanche j5 vide · Case blanche a4 vide · Case noire b4 vide · Case blanche c4 vide · Case noire d4 vide · Case blanche e4 vide · Case noire f4 vide · Case blanche g4 vide · Case noire h4 vide · Case blanche i4 vide · Case noire j4 vide · Case noire a3 vide · Case blanche b3 vide · Case noire c3 vide · Case blanche d3 vide · Case noire e3 vide · Case blanche f3 vide · Case noire g3 vide · Case blanche h3 vide · Case noire i3 vide · Case blanche j3 vide · Pion blanc sur case blanche a2 · Pion blanc sur case noire b2 · Pion blanc sur case blanche c2 · Pion blanc sur case noire d2 · Pion blanc sur case blanche e2 · Pion blanc sur case noire f2 · Pion blanc sur case blanche g2 · Pion blanc sur case noire h2 · Pion blanc sur case blanche i2 · Pion blanc sur case noire j2 · Tour blanche sur case noire a1 · Cavalier blanc sur case blanche b1 · Fou blanc sur case noire c1 · Impératrice blanche sur case blanche d1 · Dame blanche sur case noire e1 · Roi blanc sur case blanche f1 · Princesse blanche sur case noire g1 · Fou blanc sur case blanche h1 · Cavalier blanc sur case noire i1 · Tour blanche sur case blanche j1 | Tour noire sur case blanche a8 · Cavalier noir sur case noire b8 · Fou noir sur case blanche c8 · Impératrice noire sur case noire d8 · Dame noire sur case blanche e8 · Roi noir sur case noire f8 · Princesse noire sur case blanche g8 · Fou noir sur case noire h8 · Cavalier noir sur case blanche i8 · Tour noire sur case noire j8 · Pion noir sur case noire a7 · Pion noir sur case blanche b7 · Pion noir sur case noire c7 · Pion noir sur case blanche d7 · Pion noir sur case noire e7 · Pion noir sur case blanche f7 · Pion noir sur case noire g7 · Pion noir sur case blanche h7 · Pion noir sur case noire i7 · Pion noir sur case blanche j7 · Case blanche a6 vide · Case noire b6 vide · Case blanche c6 vide · Case noire d6 vide · Case blanche e6 vide · Case noire f6 vide · Case blanche g6 vide · Case noire h6 vide · Case blanche i6 vide · Case noire j6 vide · Case noire a5 vide · Case blanche b5 vide · Case noire c5 vide · Case blanche d5 vide · Case noire e5 vide · Case blanche f5 vide · Case noire g5 vide · Case blanche h5 vide · Case noire i5 vide · Case blanche j5 vide · Case blanche a4 vide · Case noire b4 vide · Case blanche c4 vide · Case noire d4 vide · Case blanche e4 vide · Case noire f4 vide · Case blanche g4 vide · Case noire h4 vide · Case blanche i4 vide · Case noire j4 vide · Case noire a3 vide · Case blanche b3 vide · Case noire c3 vide · Case blanche d3 vide · Case noire e3 vide · Case blanche f3 vide · Case noire g3 vide · Case blanche h3 vide · Case noire i3 vide · Case blanche j3 vide · Pion blanc sur case blanche a2 · Pion blanc sur case noire b2 · Pion blanc sur case blanche c2 · Pion blanc sur case noire d2 · Pion blanc sur case blanche e2 · Pion blanc sur case noire f2 · Pion blanc sur case blanche g2 · Pion blanc sur case noire h2 · Pion blanc sur case blanche i2 · Pion blanc sur case noire j2 · Tour blanche sur case noire a1 · Cavalier blanc sur case blanche b1 · Fou blanc sur case noire c1 · Impératrice blanche sur case blanche d1 · Dame blanche sur case noire e1 · Roi blanc sur case blanche f1 · Princesse blanche sur case noire g1 · Fou blanc sur case blanche h1 · Cavalier blanc sur case noire i1 · Tour blanche sur case blanche j1 | Tour noire sur case blanche a8 · Cavalier noir sur case noire b8 · Fou noir sur case blanche c8 · Impératrice noire sur case noire d8 · Dame noire sur case blanche e8 · Roi noir sur case noire f8 · Princesse noire sur case blanche g8 · Fou noir sur case noire h8 · Cavalier noir sur case blanche i8 · Tour noire sur case noire j8 · Pion noir sur case noire a7 · Pion noir sur case blanche b7 · Pion noir sur case noire c7 · Pion noir sur case blanche d7 · Pion noir sur case noire e7 · Pion noir sur case blanche f7 · Pion noir sur case noire g7 · Pion noir sur case blanche h7 · Pion noir sur case noire i7 · Pion noir sur case blanche j7 · Case blanche a6 vide · Case noire b6 vide · Case blanche c6 vide · Case noire d6 vide · Case blanche e6 vide · Case noire f6 vide · Case blanche g6 vide · Case noire h6 vide · Case blanche i6 vide · Case noire j6 vide · Case noire a5 vide · Case blanche b5 vide · Case noire c5 vide · Case blanche d5 vide · Case noire e5 vide · Case blanche f5 vide · Case noire g5 vide · Case blanche h5 vide · Case noire i5 vide · Case blanche j5 vide · Case blanche a4 vide · Case noire b4 vide · Case blanche c4 vide · Case noire d4 vide · Case blanche e4 vide · Case noire f4 vide · Case blanche g4 vide · Case noire h4 vide · Case blanche i4 vide · Case noire j4 vide · Case noire a3 vide · Case blanche b3 vide · Case noire c3 vide · Case blanche d3 vide · Case noire e3 vide · Case blanche f3 vide · Case noire g3 vide · Case blanche h3 vide · Case noire i3 vide · Case blanche j3 vide · Pion blanc sur case blanche a2 · Pion blanc sur case noire b2 · Pion blanc sur case blanche c2 · Pion blanc sur case noire d2 · Pion blanc sur case blanche e2 · Pion blanc sur case noire f2 · Pion blanc sur case blanche g2 · Pion blanc sur case noire h2 · Pion blanc sur case blanche i2 · Pion blanc sur case noire j2 · Tour blanche sur case noire a1 · Cavalier blanc sur case blanche b1 · Fou blanc sur case noire c1 · Impératrice blanche sur case blanche d1 · Dame blanche sur case noire e1 · Roi blanc sur case blanche f1 · Princesse blanche sur case noire g1 · Fou blanc sur case blanche h1 · Cavalier blanc sur case noire i1 · Tour blanche sur case blanche j1 | Tour noire sur case blanche a8 · Cavalier noir sur case noire b8 · Fou noir sur case blanche c8 · Impératrice noire sur case noire d8 · Dame noire sur case blanche e8 · Roi noir sur case noire f8 · Princesse noire sur case blanche g8 · Fou noir sur case noire h8 · Cavalier noir sur case blanche i8 · Tour noire sur case noire j8 · Pion noir sur case noire a7 · Pion noir sur case blanche b7 · Pion noir sur case noire c7 · Pion noir sur case blanche d7 · Pion noir sur case noire e7 · Pion noir sur case blanche f7 · Pion noir sur case noire g7 · Pion noir sur case blanche h7 · Pion noir sur case noire i7 · Pion noir sur case blanche j7 · Case blanche a6 vide · Case noire b6 vide · Case blanche c6 vide · Case noire d6 vide · Case blanche e6 vide · Case noire f6 vide · Case blanche g6 vide · Case noire h6 vide · Case blanche i6 vide · Case noire j6 vide · Case noire a5 vide · Case blanche b5 vide · Case noire c5 vide · Case blanche d5 vide · Case noire e5 vide · Case blanche f5 vide · Case noire g5 vide · Case blanche h5 vide · Case noire i5 vide · Case blanche j5 vide · Case blanche a4 vide · Case noire b4 vide · Case blanche c4 vide · Case noire d4 vide · Case blanche e4 vide · Case noire f4 vide · Case blanche g4 vide · Case noire h4 vide · Case blanche i4 vide · Case noire j4 vide · Case noire a3 vide · Case blanche b3 vide · Case noire c3 vide · Case blanche d3 vide · Case noire e3 vide · Case blanche f3 vide · Case noire g3 vide · Case blanche h3 vide · Case noire i3 vide · Case blanche j3 vide · Pion blanc sur case blanche a2 · Pion blanc sur case noire b2 · Pion blanc sur case blanche c2 · Pion blanc sur case noire d2 · Pion blanc sur case blanche e2 · Pion blanc sur case noire f2 · Pion blanc sur case blanche g2 · Pion blanc sur case noire h2 · Pion blanc sur case blanche i2 · Pion blanc sur case noire j2 · Tour blanche sur case noire a1 · Cavalier blanc sur case blanche b1 · Fou blanc sur case noire c1 · Impératrice blanche sur case blanche d1 · Dame blanche sur case noire e1 · Roi blanc sur case blanche f1 · Princesse blanche sur case noire g1 · Fou blanc sur case blanche h1 · Cavalier blanc sur case noire i1 · Tour blanche sur case blanche j1 | 2 |
| 1 | Tour noire sur case blanche a8 · Cavalier noir sur case noire b8 · Fou noir sur case blanche c8 · Impératrice noire sur case noire d8 · Dame noire sur case blanche e8 · Roi noir sur case noire f8 · Princesse noire sur case blanche g8 · Fou noir sur case noire h8 · Cavalier noir sur case blanche i8 · Tour noire sur case noire j8 · Pion noir sur case noire a7 · Pion noir sur case blanche b7 · Pion noir sur case noire c7 · Pion noir sur case blanche d7 · Pion noir sur case noire e7 · Pion noir sur case blanche f7 · Pion noir sur case noire g7 · Pion noir sur case blanche h7 · Pion noir sur case noire i7 · Pion noir sur case blanche j7 · Case blanche a6 vide · Case noire b6 vide · Case blanche c6 vide · Case noire d6 vide · Case blanche e6 vide · Case noire f6 vide · Case blanche g6 vide · Case noire h6 vide · Case blanche i6 vide · Case noire j6 vide · Case noire a5 vide · Case blanche b5 vide · Case noire c5 vide · Case blanche d5 vide · Case noire e5 vide · Case blanche f5 vide · Case noire g5 vide · Case blanche h5 vide · Case noire i5 vide · Case blanche j5 vide · Case blanche a4 vide · Case noire b4 vide · Case blanche c4 vide · Case noire d4 vide · Case blanche e4 vide · Case noire f4 vide · Case blanche g4 vide · Case noire h4 vide · Case blanche i4 vide · Case noire j4 vide · Case noire a3 vide · Case blanche b3 vide · Case noire c3 vide · Case blanche d3 vide · Case noire e3 vide · Case blanche f3 vide · Case noire g3 vide · Case blanche h3 vide · Case noire i3 vide · Case blanche j3 vide · Pion blanc sur case blanche a2 · Pion blanc sur case noire b2 · Pion blanc sur case blanche c2 · Pion blanc sur case noire d2 · Pion blanc sur case blanche e2 · Pion blanc sur case noire f2 · Pion blanc sur case blanche g2 · Pion blanc sur case noire h2 · Pion blanc sur case blanche i2 · Pion blanc sur case noire j2 · Tour blanche sur case noire a1 · Cavalier blanc sur case blanche b1 · Fou blanc sur case noire c1 · Impératrice blanche sur case blanche d1 · Dame blanche sur case noire e1 · Roi blanc sur case blanche f1 · Princesse blanche sur case noire g1 · Fou blanc sur case blanche h1 · Cavalier blanc sur case noire i1 · Tour blanche sur case blanche j1 | Tour noire sur case blanche a8 · Cavalier noir sur case noire b8 · Fou noir sur case blanche c8 · Impératrice noire sur case noire d8 · Dame noire sur case blanche e8 · Roi noir sur case noire f8 · Princesse noire sur case blanche g8 · Fou noir sur case noire h8 · Cavalier noir sur case blanche i8 · Tour noire sur case noire j8 · Pion noir sur case noire a7 · Pion noir sur case blanche b7 · Pion noir sur case noire c7 · Pion noir sur case blanche d7 · Pion noir sur case noire e7 · Pion noir sur case blanche f7 · Pion noir sur case noire g7 · Pion noir sur case blanche h7 · Pion noir sur case noire i7 · Pion noir sur case blanche j7 · Case blanche a6 vide · Case noire b6 vide · Case blanche c6 vide · Case noire d6 vide · Case blanche e6 vide · Case noire f6 vide · Case blanche g6 vide · Case noire h6 vide · Case blanche i6 vide · Case noire j6 vide · Case noire a5 vide · Case blanche b5 vide · Case noire c5 vide · Case blanche d5 vide · Case noire e5 vide · Case blanche f5 vide · Case noire g5 vide · Case blanche h5 vide · Case noire i5 vide · Case blanche j5 vide · Case blanche a4 vide · Case noire b4 vide · Case blanche c4 vide · Case noire d4 vide · Case blanche e4 vide · Case noire f4 vide · Case blanche g4 vide · Case noire h4 vide · Case blanche i4 vide · Case noire j4 vide · Case noire a3 vide · Case blanche b3 vide · Case noire c3 vide · Case blanche d3 vide · Case noire e3 vide · Case blanche f3 vide · Case noire g3 vide · Case blanche h3 vide · Case noire i3 vide · Case blanche j3 vide · Pion blanc sur case blanche a2 · Pion blanc sur case noire b2 · Pion blanc sur case blanche c2 · Pion blanc sur case noire d2 · Pion blanc sur case blanche e2 · Pion blanc sur case noire f2 · Pion blanc sur case blanche g2 · Pion blanc sur case noire h2 · Pion blanc sur case blanche i2 · Pion blanc sur case noire j2 · Tour blanche sur case noire a1 · Cavalier blanc sur case blanche b1 · Fou blanc sur case noire c1 · Impératrice blanche sur case blanche d1 · Dame blanche sur case noire e1 · Roi blanc sur case blanche f1 · Princesse blanche sur case noire g1 · Fou blanc sur case blanche h1 · Cavalier blanc sur case noire i1 · Tour blanche sur case blanche j1 | Tour noire sur case blanche a8 · Cavalier noir sur case noire b8 · Fou noir sur case blanche c8 · Impératrice noire sur case noire d8 · Dame noire sur case blanche e8 · Roi noir sur case noire f8 · Princesse noire sur case blanche g8 · Fou noir sur case noire h8 · Cavalier noir sur case blanche i8 · Tour noire sur case noire j8 · Pion noir sur case noire a7 · Pion noir sur case blanche b7 · Pion noir sur case noire c7 · Pion noir sur case blanche d7 · Pion noir sur case noire e7 · Pion noir sur case blanche f7 · Pion noir sur case noire g7 · Pion noir sur case blanche h7 · Pion noir sur case noire i7 · Pion noir sur case blanche j7 · Case blanche a6 vide · Case noire b6 vide · Case blanche c6 vide · Case noire d6 vide · Case blanche e6 vide · Case noire f6 vide · Case blanche g6 vide · Case noire h6 vide · Case blanche i6 vide · Case noire j6 vide · Case noire a5 vide · Case blanche b5 vide · Case noire c5 vide · Case blanche d5 vide · Case noire e5 vide · Case blanche f5 vide · Case noire g5 vide · Case blanche h5 vide · Case noire i5 vide · Case blanche j5 vide · Case blanche a4 vide · Case noire b4 vide · Case blanche c4 vide · Case noire d4 vide · Case blanche e4 vide · Case noire f4 vide · Case blanche g4 vide · Case noire h4 vide · Case blanche i4 vide · Case noire j4 vide · Case noire a3 vide · Case blanche b3 vide · Case noire c3 vide · Case blanche d3 vide · Case noire e3 vide · Case blanche f3 vide · Case noire g3 vide · Case blanche h3 vide · Case noire i3 vide · Case blanche j3 vide · Pion blanc sur case blanche a2 · Pion blanc sur case noire b2 · Pion blanc sur case blanche c2 · Pion blanc sur case noire d2 · Pion blanc sur case blanche e2 · Pion blanc sur case noire f2 · Pion blanc sur case blanche g2 · Pion blanc sur case noire h2 · Pion blanc sur case blanche i2 · Pion blanc sur case noire j2 · Tour blanche sur case noire a1 · Cavalier blanc sur case blanche b1 · Fou blanc sur case noire c1 · Impératrice blanche sur case blanche d1 · Dame blanche sur case noire e1 · Roi blanc sur case blanche f1 · Princesse blanche sur case noire g1 · Fou blanc sur case blanche h1 · Cavalier blanc sur case noire i1 · Tour blanche sur case blanche j1 | Tour noire sur case blanche a8 · Cavalier noir sur case noire b8 · Fou noir sur case blanche c8 · Impératrice noire sur case noire d8 · Dame noire sur case blanche e8 · Roi noir sur case noire f8 · Princesse noire sur case blanche g8 · Fou noir sur case noire h8 · Cavalier noir sur case blanche i8 · Tour noire sur case noire j8 · Pion noir sur case noire a7 · Pion noir sur case blanche b7 · Pion noir sur case noire c7 · Pion noir sur case blanche d7 · Pion noir sur case noire e7 · Pion noir sur case blanche f7 · Pion noir sur case noire g7 · Pion noir sur case blanche h7 · Pion noir sur case noire i7 · Pion noir sur case blanche j7 · Case blanche a6 vide · Case noire b6 vide · Case blanche c6 vide · Case noire d6 vide · Case blanche e6 vide · Case noire f6 vide · Case blanche g6 vide · Case noire h6 vide · Case blanche i6 vide · Case noire j6 vide · Case noire a5 vide · Case blanche b5 vide · Case noire c5 vide · Case blanche d5 vide · Case noire e5 vide · Case blanche f5 vide · Case noire g5 vide · Case blanche h5 vide · Case noire i5 vide · Case blanche j5 vide · Case blanche a4 vide · Case noire b4 vide · Case blanche c4 vide · Case noire d4 vide · Case blanche e4 vide · Case noire f4 vide · Case blanche g4 vide · Case noire h4 vide · Case blanche i4 vide · Case noire j4 vide · Case noire a3 vide · Case blanche b3 vide · Case noire c3 vide · Case blanche d3 vide · Case noire e3 vide · Case blanche f3 vide · Case noire g3 vide · Case blanche h3 vide · Case noire i3 vide · Case blanche j3 vide · Pion blanc sur case blanche a2 · Pion blanc sur case noire b2 · Pion blanc sur case blanche c2 · Pion blanc sur case noire d2 · Pion blanc sur case blanche e2 · Pion blanc sur case noire f2 · Pion blanc sur case blanche g2 · Pion blanc sur case noire h2 · Pion blanc sur case blanche i2 · Pion blanc sur case noire j2 · Tour blanche sur case noire a1 · Cavalier blanc sur case blanche b1 · Fou blanc sur case noire c1 · Impératrice blanche sur case blanche d1 · Dame blanche sur case noire e1 · Roi blanc sur case blanche f1 · Princesse blanche sur case noire g1 · Fou blanc sur case blanche h1 · Cavalier blanc sur case noire i1 · Tour blanche sur case blanche j1 | Tour noire sur case blanche a8 · Cavalier noir sur case noire b8 · Fou noir sur case blanche c8 · Impératrice noire sur case noire d8 · Dame noire sur case blanche e8 · Roi noir sur case noire f8 · Princesse noire sur case blanche g8 · Fou noir sur case noire h8 · Cavalier noir sur case blanche i8 · Tour noire sur case noire j8 · Pion noir sur case noire a7 · Pion noir sur case blanche b7 · Pion noir sur case noire c7 · Pion noir sur case blanche d7 · Pion noir sur case noire e7 · Pion noir sur case blanche f7 · Pion noir sur case noire g7 · Pion noir sur case blanche h7 · Pion noir sur case noire i7 · Pion noir sur case blanche j7 · Case blanche a6 vide · Case noire b6 vide · Case blanche c6 vide · Case noire d6 vide · Case blanche e6 vide · Case noire f6 vide · Case blanche g6 vide · Case noire h6 vide · Case blanche i6 vide · Case noire j6 vide · Case noire a5 vide · Case blanche b5 vide · Case noire c5 vide · Case blanche d5 vide · Case noire e5 vide · Case blanche f5 vide · Case noire g5 vide · Case blanche h5 vide · Case noire i5 vide · Case blanche j5 vide · Case blanche a4 vide · Case noire b4 vide · Case blanche c4 vide · Case noire d4 vide · Case blanche e4 vide · Case noire f4 vide · Case blanche g4 vide · Case noire h4 vide · Case blanche i4 vide · Case noire j4 vide · Case noire a3 vide · Case blanche b3 vide · Case noire c3 vide · Case blanche d3 vide · Case noire e3 vide · Case blanche f3 vide · Case noire g3 vide · Case blanche h3 vide · Case noire i3 vide · Case blanche j3 vide · Pion blanc sur case blanche a2 · Pion blanc sur case noire b2 · Pion blanc sur case blanche c2 · Pion blanc sur case noire d2 · Pion blanc sur case blanche e2 · Pion blanc sur case noire f2 · Pion blanc sur case blanche g2 · Pion blanc sur case noire h2 · Pion blanc sur case blanche i2 · Pion blanc sur case noire j2 · Tour blanche sur case noire a1 · Cavalier blanc sur case blanche b1 · Fou blanc sur case noire c1 · Impératrice blanche sur case blanche d1 · Dame blanche sur case noire e1 · Roi blanc sur case blanche f1 · Princesse blanche sur case noire g1 · Fou blanc sur case blanche h1 · Cavalier blanc sur case noire i1 · Tour blanche sur case blanche j1 | Tour noire sur case blanche a8 · Cavalier noir sur case noire b8 · Fou noir sur case blanche c8 · Impératrice noire sur case noire d8 · Dame noire sur case blanche e8 · Roi noir sur case noire f8 · Princesse noire sur case blanche g8 · Fou noir sur case noire h8 · Cavalier noir sur case blanche i8 · Tour noire sur case noire j8 · Pion noir sur case noire a7 · Pion noir sur case blanche b7 · Pion noir sur case noire c7 · Pion noir sur case blanche d7 · Pion noir sur case noire e7 · Pion noir sur case blanche f7 · Pion noir sur case noire g7 · Pion noir sur case blanche h7 · Pion noir sur case noire i7 · Pion noir sur case blanche j7 · Case blanche a6 vide · Case noire b6 vide · Case blanche c6 vide · Case noire d6 vide · Case blanche e6 vide · Case noire f6 vide · Case blanche g6 vide · Case noire h6 vide · Case blanche i6 vide · Case noire j6 vide · Case noire a5 vide · Case blanche b5 vide · Case noire c5 vide · Case blanche d5 vide · Case noire e5 vide · Case blanche f5 vide · Case noire g5 vide · Case blanche h5 vide · Case noire i5 vide · Case blanche j5 vide · Case blanche a4 vide · Case noire b4 vide · Case blanche c4 vide · Case noire d4 vide · Case blanche e4 vide · Case noire f4 vide · Case blanche g4 vide · Case noire h4 vide · Case blanche i4 vide · Case noire j4 vide · Case noire a3 vide · Case blanche b3 vide · Case noire c3 vide · Case blanche d3 vide · Case noire e3 vide · Case blanche f3 vide · Case noire g3 vide · Case blanche h3 vide · Case noire i3 vide · Case blanche j3 vide · Pion blanc sur case blanche a2 · Pion blanc sur case noire b2 · Pion blanc sur case blanche c2 · Pion blanc sur case noire d2 · Pion blanc sur case blanche e2 · Pion blanc sur case noire f2 · Pion blanc sur case blanche g2 · Pion blanc sur case noire h2 · Pion blanc sur case blanche i2 · Pion blanc sur case noire j2 · Tour blanche sur case noire a1 · Cavalier blanc sur case blanche b1 · Fou blanc sur case noire c1 · Impératrice blanche sur case blanche d1 · Dame blanche sur case noire e1 · Roi blanc sur case blanche f1 · Princesse blanche sur case noire g1 · Fou blanc sur case blanche h1 · Cavalier blanc sur case noire i1 · Tour blanche sur case blanche j1 | Tour noire sur case blanche a8 · Cavalier noir sur case noire b8 · Fou noir sur case blanche c8 · Impératrice noire sur case noire d8 · Dame noire sur case blanche e8 · Roi noir sur case noire f8 · Princesse noire sur case blanche g8 · Fou noir sur case noire h8 · Cavalier noir sur case blanche i8 · Tour noire sur case noire j8 · Pion noir sur case noire a7 · Pion noir sur case blanche b7 · Pion noir sur case noire c7 · Pion noir sur case blanche d7 · Pion noir sur case noire e7 · Pion noir sur case blanche f7 · Pion noir sur case noire g7 · Pion noir sur case blanche h7 · Pion noir sur case noire i7 · Pion noir sur case blanche j7 · Case blanche a6 vide · Case noire b6 vide · Case blanche c6 vide · Case noire d6 vide · Case blanche e6 vide · Case noire f6 vide · Case blanche g6 vide · Case noire h6 vide · Case blanche i6 vide · Case noire j6 vide · Case noire a5 vide · Case blanche b5 vide · Case noire c5 vide · Case blanche d5 vide · Case noire e5 vide · Case blanche f5 vide · Case noire g5 vide · Case blanche h5 vide · Case noire i5 vide · Case blanche j5 vide · Case blanche a4 vide · Case noire b4 vide · Case blanche c4 vide · Case noire d4 vide · Case blanche e4 vide · Case noire f4 vide · Case blanche g4 vide · Case noire h4 vide · Case blanche i4 vide · Case noire j4 vide · Case noire a3 vide · Case blanche b3 vide · Case noire c3 vide · Case blanche d3 vide · Case noire e3 vide · Case blanche f3 vide · Case noire g3 vide · Case blanche h3 vide · Case noire i3 vide · Case blanche j3 vide · Pion blanc sur case blanche a2 · Pion blanc sur case noire b2 · Pion blanc sur case blanche c2 · Pion blanc sur case noire d2 · Pion blanc sur case blanche e2 · Pion blanc sur case noire f2 · Pion blanc sur case blanche g2 · Pion blanc sur case noire h2 · Pion blanc sur case blanche i2 · Pion blanc sur case noire j2 · Tour blanche sur case noire a1 · Cavalier blanc sur case blanche b1 · Fou blanc sur case noire c1 · Impératrice blanche sur case blanche d1 · Dame blanche sur case noire e1 · Roi blanc sur case blanche f1 · Princesse blanche sur case noire g1 · Fou blanc sur case blanche h1 · Cavalier blanc sur case noire i1 · Tour blanche sur case blanche j1 | Tour noire sur case blanche a8 · Cavalier noir sur case noire b8 · Fou noir sur case blanche c8 · Impératrice noire sur case noire d8 · Dame noire sur case blanche e8 · Roi noir sur case noire f8 · Princesse noire sur case blanche g8 · Fou noir sur case noire h8 · Cavalier noir sur case blanche i8 · Tour noire sur case noire j8 · Pion noir sur case noire a7 · Pion noir sur case blanche b7 · Pion noir sur case noire c7 · Pion noir sur case blanche d7 · Pion noir sur case noire e7 · Pion noir sur case blanche f7 · Pion noir sur case noire g7 · Pion noir sur case blanche h7 · Pion noir sur case noire i7 · Pion noir sur case blanche j7 · Case blanche a6 vide · Case noire b6 vide · Case blanche c6 vide · Case noire d6 vide · Case blanche e6 vide · Case noire f6 vide · Case blanche g6 vide · Case noire h6 vide · Case blanche i6 vide · Case noire j6 vide · Case noire a5 vide · Case blanche b5 vide · Case noire c5 vide · Case blanche d5 vide · Case noire e5 vide · Case blanche f5 vide · Case noire g5 vide · Case blanche h5 vide · Case noire i5 vide · Case blanche j5 vide · Case blanche a4 vide · Case noire b4 vide · Case blanche c4 vide · Case noire d4 vide · Case blanche e4 vide · Case noire f4 vide · Case blanche g4 vide · Case noire h4 vide · Case blanche i4 vide · Case noire j4 vide · Case noire a3 vide · Case blanche b3 vide · Case noire c3 vide · Case blanche d3 vide · Case noire e3 vide · Case blanche f3 vide · Case noire g3 vide · Case blanche h3 vide · Case noire i3 vide · Case blanche j3 vide · Pion blanc sur case blanche a2 · Pion blanc sur case noire b2 · Pion blanc sur case blanche c2 · Pion blanc sur case noire d2 · Pion blanc sur case blanche e2 · Pion blanc sur case noire f2 · Pion blanc sur case blanche g2 · Pion blanc sur case noire h2 · Pion blanc sur case blanche i2 · Pion blanc sur case noire j2 · Tour blanche sur case noire a1 · Cavalier blanc sur case blanche b1 · Fou blanc sur case noire c1 · Impératrice blanche sur case blanche d1 · Dame blanche sur case noire e1 · Roi blanc sur case blanche f1 · Princesse blanche sur case noire g1 · Fou blanc sur case blanche h1 · Cavalier blanc sur case noire i1 · Tour blanche sur case blanche j1 | Tour noire sur case blanche a8 · Cavalier noir sur case noire b8 · Fou noir sur case blanche c8 · Impératrice noire sur case noire d8 · Dame noire sur case blanche e8 · Roi noir sur case noire f8 · Princesse noire sur case blanche g8 · Fou noir sur case noire h8 · Cavalier noir sur case blanche i8 · Tour noire sur case noire j8 · Pion noir sur case noire a7 · Pion noir sur case blanche b7 · Pion noir sur case noire c7 · Pion noir sur case blanche d7 · Pion noir sur case noire e7 · Pion noir sur case blanche f7 · Pion noir sur case noire g7 · Pion noir sur case blanche h7 · Pion noir sur case noire i7 · Pion noir sur case blanche j7 · Case blanche a6 vide · Case noire b6 vide · Case blanche c6 vide · Case noire d6 vide · Case blanche e6 vide · Case noire f6 vide · Case blanche g6 vide · Case noire h6 vide · Case blanche i6 vide · Case noire j6 vide · Case noire a5 vide · Case blanche b5 vide · Case noire c5 vide · Case blanche d5 vide · Case noire e5 vide · Case blanche f5 vide · Case noire g5 vide · Case blanche h5 vide · Case noire i5 vide · Case blanche j5 vide · Case blanche a4 vide · Case noire b4 vide · Case blanche c4 vide · Case noire d4 vide · Case blanche e4 vide · Case noire f4 vide · Case blanche g4 vide · Case noire h4 vide · Case blanche i4 vide · Case noire j4 vide · Case noire a3 vide · Case blanche b3 vide · Case noire c3 vide · Case blanche d3 vide · Case noire e3 vide · Case blanche f3 vide · Case noire g3 vide · Case blanche h3 vide · Case noire i3 vide · Case blanche j3 vide · Pion blanc sur case blanche a2 · Pion blanc sur case noire b2 · Pion blanc sur case blanche c2 · Pion blanc sur case noire d2 · Pion blanc sur case blanche e2 · Pion blanc sur case noire f2 · Pion blanc sur case blanche g2 · Pion blanc sur case noire h2 · Pion blanc sur case blanche i2 · Pion blanc sur case noire j2 · Tour blanche sur case noire a1 · Cavalier blanc sur case blanche b1 · Fou blanc sur case noire c1 · Impératrice blanche sur case blanche d1 · Dame blanche sur case noire e1 · Roi blanc sur case blanche f1 · Princesse blanche sur case noire g1 · Fou blanc sur case blanche h1 · Cavalier blanc sur case noire i1 · Tour blanche sur case blanche j1 | Tour noire sur case blanche a8 · Cavalier noir sur case noire b8 · Fou noir sur case blanche c8 · Impératrice noire sur case noire d8 · Dame noire sur case blanche e8 · Roi noir sur case noire f8 · Princesse noire sur case blanche g8 · Fou noir sur case noire h8 · Cavalier noir sur case blanche i8 · Tour noire sur case noire j8 · Pion noir sur case noire a7 · Pion noir sur case blanche b7 · Pion noir sur case noire c7 · Pion noir sur case blanche d7 · Pion noir sur case noire e7 · Pion noir sur case blanche f7 · Pion noir sur case noire g7 · Pion noir sur case blanche h7 · Pion noir sur case noire i7 · Pion noir sur case blanche j7 · Case blanche a6 vide · Case noire b6 vide · Case blanche c6 vide · Case noire d6 vide · Case blanche e6 vide · Case noire f6 vide · Case blanche g6 vide · Case noire h6 vide · Case blanche i6 vide · Case noire j6 vide · Case noire a5 vide · Case blanche b5 vide · Case noire c5 vide · Case blanche d5 vide · Case noire e5 vide · Case blanche f5 vide · Case noire g5 vide · Case blanche h5 vide · Case noire i5 vide · Case blanche j5 vide · Case blanche a4 vide · Case noire b4 vide · Case blanche c4 vide · Case noire d4 vide · Case blanche e4 vide · Case noire f4 vide · Case blanche g4 vide · Case noire h4 vide · Case blanche i4 vide · Case noire j4 vide · Case noire a3 vide · Case blanche b3 vide · Case noire c3 vide · Case blanche d3 vide · Case noire e3 vide · Case blanche f3 vide · Case noire g3 vide · Case blanche h3 vide · Case noire i3 vide · Case blanche j3 vide · Pion blanc sur case blanche a2 · Pion blanc sur case noire b2 · Pion blanc sur case blanche c2 · Pion blanc sur case noire d2 · Pion blanc sur case blanche e2 · Pion blanc sur case noire f2 · Pion blanc sur case blanche g2 · Pion blanc sur case noire h2 · Pion blanc sur case blanche i2 · Pion blanc sur case noire j2 · Tour blanche sur case noire a1 · Cavalier blanc sur case blanche b1 · Fou blanc sur case noire c1 · Impératrice blanche sur case blanche d1 · Dame blanche sur case noire e1 · Roi blanc sur case blanche f1 · Princesse blanche sur case noire g1 · Fou blanc sur case blanche h1 · Cavalier blanc sur case noire i1 · Tour blanche sur case blanche j1 | 1 |
|   | a | b | c | d | e | f | g | h | i | j |   |

### Variantes postérieures aux échecs Capablanca
Les échecs Capablanca ont inspiré de nombreuses variantes :
- Aberg's variation (2003) by Hans Aberg.
- Grotesque Chess (2004) by Fergus Duniho.
- Univers Chess (2006) by Fergus Duniho.
- Ladorean Chess (2005) by Bernhard U. Hermes.
- Embassy Chess (2005) by Kevin Hill.
- Gothic Chess (2002) by Ed Trice.
- Schoolbook Chess (2006) by Sam Trenholme.
- Paulovich's variation (2004) by David Paulovich.

### Variantes utilisant un échiquier différent
Il y a aussi des variantes des échecs Capablanca qui n'utilisent pas d'échiquier 10×8 pour base. Grand chess est une variante populaire, inventée par le créateur de jeux hollandais Christian Freeling (en) en 1984. Il utilise les pièces des échecs Capablanca sur un échiquier plus grand, soit 10×10.
En 2007, le grand maître Yasser Seirawan proposa une variante appelée échecs Seirawan, qui ajoutent les deux pièces au jeu standard, mais dans un autre agencement. Le joueur, après avoir joué une pièce (un fou, par exemple) de la première rangée, pourra placer une des deux pièces sur la case ainsi libérée. Si le joueur joue toutes les pièces de sa première rangée sans avoir placé l'impératrice ou la princesse (qui s'appellent l'éléphant et le faucon dans le vocable de Seirawan), il abandonne en même temps son droit de les introduire de cette façon. Yasser Seirawan a déjà fait plusieurs parties simultanées avec sa variante. 
Une autre variante publiée en 2012, utilise aussi le jeu standard en y ajoutant d'autres pièces. La variante s'appelle échecs mousquetaire. Le jeu semble plus équilibré entre les blancs et les noirs grâce à une façon subtile d'introduire les nouvelles pièces dans le jeu, qui diffère de celle utilisée dans les échecs Seirawan. La variante introduit aussi un plus grand nombre de pièces féeriques.